# Thái Nguyên
Thái Nguyên là một tỉnh thuộc vùng Đông Bắc Bộ, Việt Nam. Trung tâm hành chính của tỉnh là phường Phan Đình Phùng, cách trung tâm Hà Nội khoảng 70 km. Năm 2025, hai tỉnh Thái Nguyên và Bắc Kạn được hợp nhất thành tỉnh Thái Nguyên. Trong lịch sử, tỉnh Bắc Kạn được thành lập từ một phần của tỉnh Thái Nguyên vào năm 1900, hai tỉnh được hợp nhất thành tỉnh Bắc Thái vào năm 1965, và được tách riêng vào năm 1997. 
Phần phía Bắc của tỉnh có địa hình núi cao, hai cánh cung Ngân Sơn và Sông Gâm đóng vai trò quan trọng, và là nơi có tỷ lệ che phủ rừng đứng hàng đầu tại Việt Nam. Phần phía Nam của tỉnh có địa hình đặc trưng là đồi núi thấp xen kẽ với ruộng đồng, có dãy núi Tam Đảo nằm ở phần Tây Nam. Sông Cầu là sông dài nhất và quan trọng nhất chảy trên địa bàn Thái Nguyên. Hồ Ba Bể là hồ nước ngọt tự nhiên lớn nhất Việt Nam, hồ Núi Cốc là hồ nhân tạo và cung cấp nước cho phần phía Nam của tỉnh. Thái Nguyên có tài nguyên khoáng sản phong phú về chủng loại, có trữ lượng lớn về vonfram, than, quặng sắt. 
Khởi nghĩa Thái Nguyên năm 1917 là cuộc khởi nghĩa lớn nhất nổ ra tại Việt Nam trong thời kỳ Chiến tranh thế giới lần thứ nhất. Năm 1947, Chủ tịch Hồ Chí Minh đến Thái Nguyên và lập căn cứ chính tại An toàn khu Định Hóa để lãnh đạo lực lượng Việt Minh trong Chiến tranh Đông Dương cho đến năm 1954. Thành phố Thái Nguyên trước đây từng là thủ phủ của khu tự trị Việt Bắc. Ba đơn vị hành chính đông dân nhất của tỉnh là phường Phan Đình Phùng, phường Vạn Xuân và phường Tích Lương. Thái Nguyên là nơi đóng trụ sở Bộ tư lệnh của Quân khu 1.
Người Kinh chiếm hơn một nửa trong dân cư tỉnh Thái Nguyên, các dân tộc thiểu số như người Tày chiếm tỷ lệ cao và có thế đa số tại phần phía Bắc của tỉnh. Phần phía Nam của tỉnh Thái Nguyên là khu vực phát triển sớm hơn và ở mức độ cao hơn trong vùng Trung du và miền núi phía Bắc. Thái Nguyên là một trong các trung tâm lớn về giáo dục bậc đại học của Việt Nam. Các khu công nghiệp của Thái Nguyên tập trung tại phần cực Nam của tỉnh, gần với Hà Nội. Trà Thái Nguyên là một sản phẩm nổi tiếng.

## Tên gọi
Tên gọi Thái Nguyên có từ lâu đời, thời nhà Lý gọi là châu Thái Nguyên thuộc phủ Phú Lương. Đầu thời nhà Trần, phủ Thái Nguyên thuộc lộ Như Nguyệt Giang đến giữa thời nhà Trần là trấn Thái Nguyên. Thời nhà Minh đô hộ Đại Việt cai trị thì trấn Thái Nguyên là phủ Thái Nguyên. Năm 1466 thời nhà Hậu Lê vua Lê Thánh Tông chia lại 5 đạo thành 12 đạo Thừa Tuyên, Thái Nguyên là Thừa Tuyên Thái Nguyên. Năm 1469 Thừa Tuyên Thái Nguyên được đổi thành Ninh Sóc Thừa Tuyên. Đến năm 1483, Ninh Sóc Thừa Tuyên đổi thành xứ Thái Nguyên. Năm 1533, lại đổi xứ Thái Nguyên thành trấn Thái Nguyên. Vào đầu thời nhà Nguyễn vua Gia Long, Thái Nguyên thuộc tổng trấn Bắc Thành. Năm 1831, vua Minh Mạng chia cả nước làm 30 tỉnh và 1 phủ Thừa Thiên; Trấn Thái Nguyên được đổi thành tỉnh Thái Nguyên. Năm 1965, hai tỉnh Thái Nguyên và Bắc Kạn hợp nhất thành một tỉnh, lấy tên là Bắc Thái. Sau Cách mạng tháng Tám thành công, bỏ cấp phủ, gọi chung là huyện tổ chức hành chính trên địa bàn tỉnh Thái Nguyên. Năm 1965, hợp nhất tỉnh Bắc Kạn và tỉnh Thái Nguyên thành một tỉnh lấy tên là tỉnh Bắc Thái. Năm 1996, tỉnh được tái lập trên cơ sở chia tách tỉnh Bắc Thái thành 2 tỉnh: tỉnh Bắc Kạn và tỉnh Thái Nguyên. Ngày nay, địa danh Thái Nguyên được giải thích như sau: "Thái (太)" nghĩa là yên bình, "Nguyên (原)" nghĩa là bằng phẳng và rộng lớn; vì vậy tên gọi "Thái Nguyên" mang ý nghĩa là "vùng đất yên bình, bằng phẳng & rộng lớn".

## Lịch sử
Di chỉ khảo cổ học Mái Đá Ngườm tại xã Thần Sa là nơi cư trú của cư dân cổ, có ba tầng văn hoá phát triển liên tục. Tầng thứ nhất có niên đại 40.000 đến 23.000 năm TCN. Các công cụ được tìm thấy tại Mái Đá Ngườm và hang Phiêng Tung cùng xã được xác định là có niên đại từ trung-hậu kỳ đồ đá cũ. Lưu vực sông Năng và vùng Hồ Ba Bể từ thời đồ đá cũ khoảng 20.000 đến 10.000 năm TCN đã có người tiền sử sinh sống.

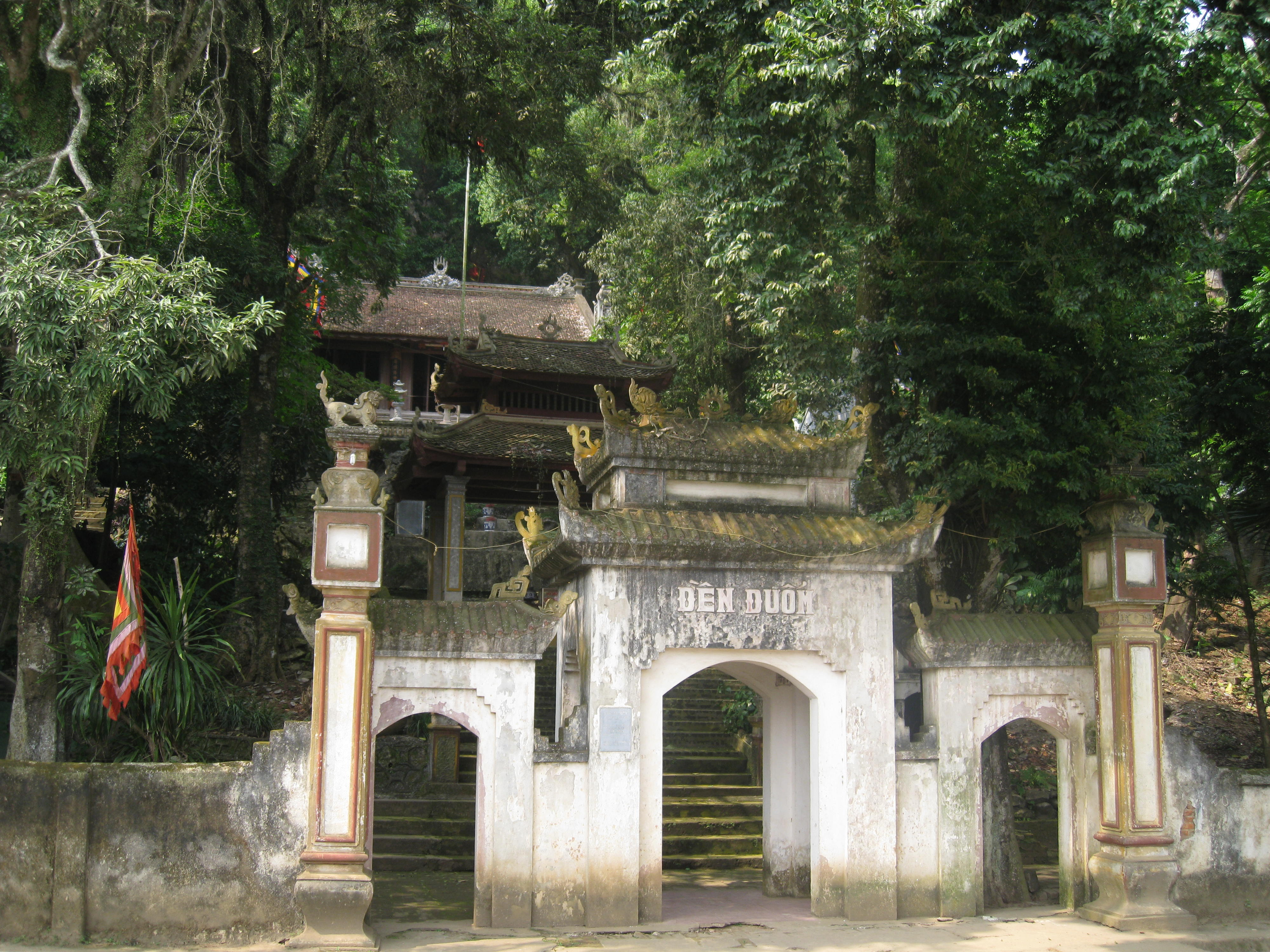
Đền Đuổm tại xã Phú Lương là nơi thờ Dương Tự Minh

Thái Nguyên vào thời phong kiến là vùng đất nhiều rừng núi hoang vu, dân cư thưa thớt. Một cuộc hội thảo vào năm 2012 nhận định rằng Lý Bí tức Lý Nam Đế có quê gốc là thôn Cổ Pháp thuộc phường Vạn Xuân hiện nay, ông rời quê vào năm 13 tuổi. Ông lãnh đạo một cuộc khởi nghĩa chống lại nhà Lương, lên ngôi vua và lập nên nước Vạn Xuân. Trong Chiến tranh Tống - Việt năm 981, tàn quân Tống rút lui theo hướng Thái Nguyên, bị quân nhà Lý vượt sông Cầu đuổi đánh đến Võ Nhai. Năm 1076, quân dân nhà Lý tại Thái Nguyên chặn quân Tống tại núi mỏ Gà và tả ngạn sông Cầu, tham gia xây dựng phòng tuyến sông Như Nguyệt.
Dương Tự Minh làm thủ lĩnh phủ Phú Lương, bao gồm tỉnh Thái Nguyên và Cao Bằng hiện nay, vào thời nhà Lý thế kỷ XII, từng dẫn quân triều đình nhà Lý đi bình định khu vực biên giới phía Bắc, lần lượt kết hôn với hai vị công chúa nhà Lý. Năm 1150, ông tham gia một cuộc chính biến trong triều đình nhà Lý, khi sự việc thất bại thì ông bị lưu đày tại núi Đuổm thuộc xã Phú Lương. Do địa hình hiểm trở nên phát triển giao thông trong vùng gặp khó khăn, nhà Lý cho khai thông sông Cầu, làm một số đường ngựa và đặt các trạm dịch tại các châu huyện phía bắc, giúp thông hành xuyên suốt Thái Nguyên. Lưu Nhân Chú là người ở xã Vạn Phú, ông tham gia khởi nghĩa Lam Sơn, và sau này được nhậm chức tể tướng của nhà Lê. Từ thời nhà Lê sơ, nhà Mạc đến nhà Lê trung hưng, xứ Thái Nguyên có chín người đỗ đại khoa tiến sĩ.
Năm 1499, nhà Lê quyết định tách phủ Cao Bằng ra khỏi thừa tuyên Thái Nguyên, đặt thành trấn Cao Bằng. Thái Nguyên là nơi diễn ra các cuộc hỗn chiến gay gắt trong nhiều thập niên do sau khi nhà Mạc mất kinh thành Thăng Long vào tay quân Lê-Trịnh năm 1592, các tướng của nhà Mạc chia nhau chiếm đóng Thái Nguyên. Quân Mạc tập trung rất đông ở tỉnh nhưng cuối cùng vẫn bị quân Trịnh đánh bại, bị đẩy lui về phía bắc. Năm 1596, hai bên giao tranh đẫm máu ở khu vực hồ Ba Bể, sau đó quân nhà Mạc cai quản đất Cao Bằng và một phần Thái Nguyên hiện nay. Sau khi nhà Mạc bị tiêu diệt hoàn toàn vào năm 1677, phủ Cao Bằng lại được tách khỏi trấn Thái Nguyên để trở thành một trấn riêng biệt.

### Thời Nguyễn

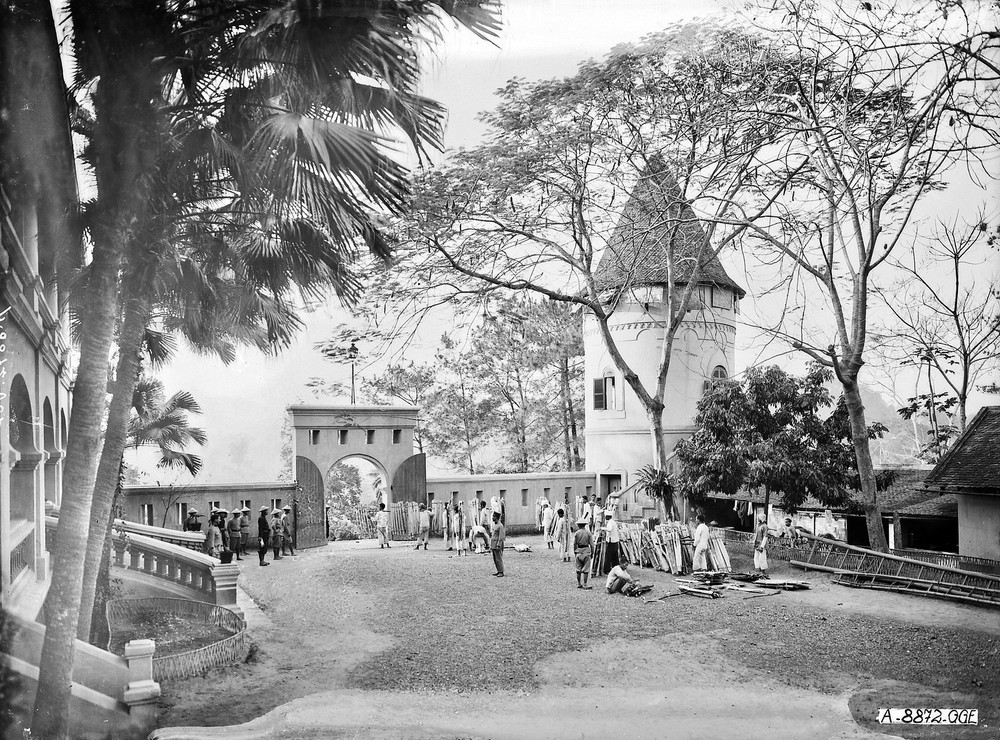
Đồn Chợ Chu tại Định Hoá, thập niên 1920

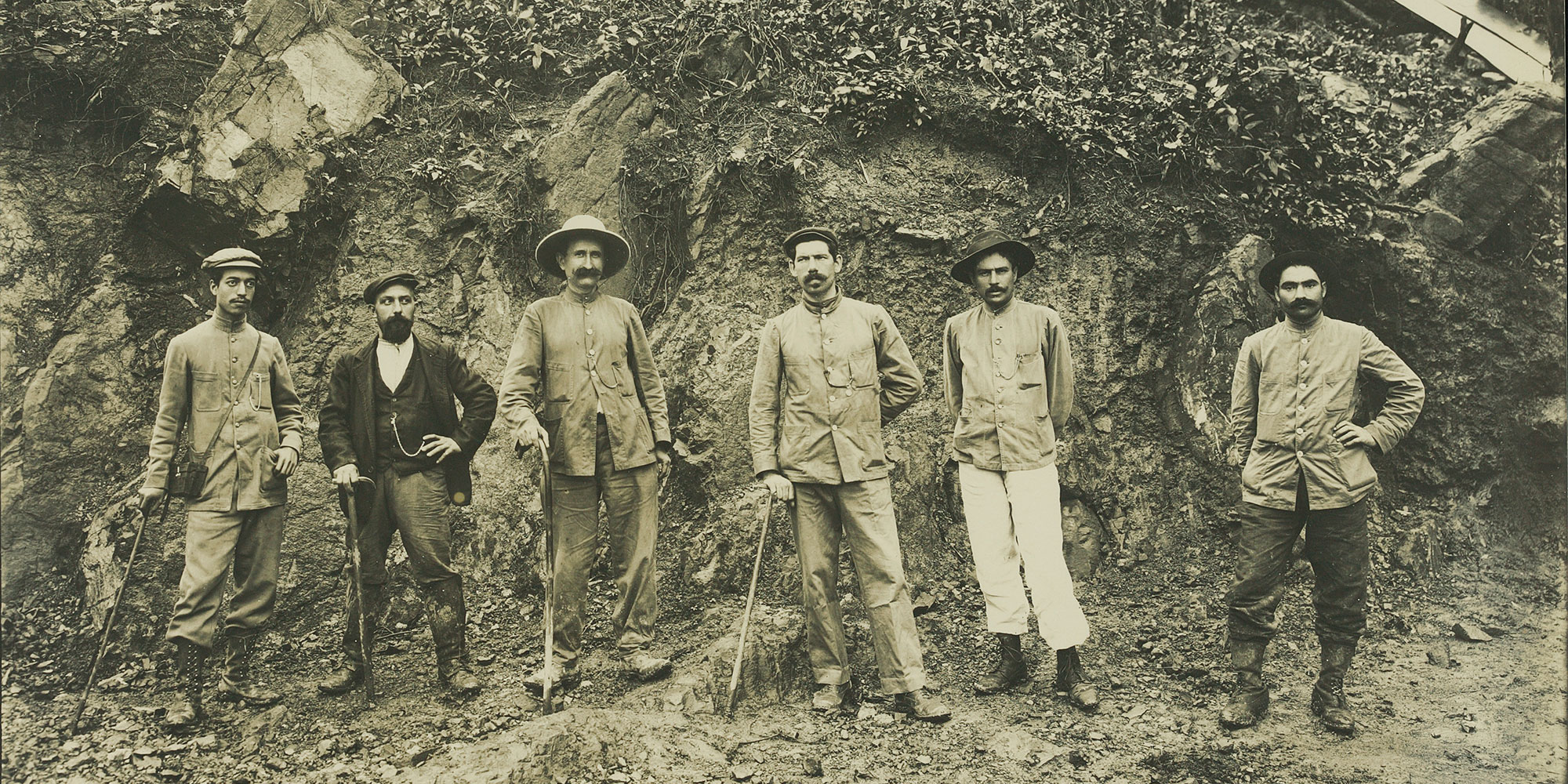
Nhân viên người châu Âu tại khu khai khoáng tại Mỏ Ba thuộc xã Quang Sơn, 1912

Năm 1813, thủ phủ của trấn Thái Nguyên được chuyển từ xã Bình Kỳ, huyện Thiên Phúc (nay thuộc phần cực bắc của Hà Nội) lên xã Đồng Mỗ, huyện Đồng Hỷ (nay là phường Phan Đình Phùng). Ngày 4 tháng 11 năm 1831, trấn Thái Nguyên đổi thành tỉnh, ngày này được coi là mốc thành lập tỉnh Thái Nguyên. Nhiều cuộc nổi dậy chống nhà Nguyễn nổ ra tại Thái Nguyên, khiến triều đình đối phó một cách chật vật, cuộc nổi dậy do Dương Đình Cúc lãnh đạo có quy mô lớn. Đến năm 1823, Dương Đình Cúc sau khi thua quân Nguyễn thì đưa quân vào rừng Thần Sa củng cố lực lượng, nhưng cuối cùng vẫn thất bại. Đến thời Minh Mạng, nhà Nguyễn cho đặt chức lưu quan do người Kinh nắm giữ ở các tỉnh miền núi, bao gồm Thái Nguyên, gây mâu thuẫn với các thổ quan và người dân bản địa. Trong cuộc nổi dậy Nông Văn Vân từ năm 1833-1835, tỉnh Thái Nguyên là một chiến trường sôi động. Quân nổi dậy từng chiếm thủ phủ tỉnh Thái Nguyên, bắt quan lại nhà Nguyễn, thích vào dòng chữ "quan tỉnh hay ăn hối lộ" rồi đuổi đi.
Từ giữa thế kỷ 18, ghi nhận có nhiều người từ  Trung Quốc sang khu vực châu Bạch Thông và huyện Cảm Hoá để khai thác mỏ. Việc khai thác mỏ tại Thái Nguyên phát triển mạnh dưới thời nhà Nguyễn. Triều đình cho mở mỏ diêm tiêu và mỏ chì vào năm 1831, sau đó cho mở các mỏ khai thác vàng và mỏ sắt. Về giáo dục, Thái Nguyên được quy là miền biên viễn, được triều đình ưu ái về học tập, nhưng không có kết quả đáng kể. Trong các khoa thi thời Nguyễn, không có ai ở Thái Nguyên đỗ cử nhân hay hương cống. Năm 1870, tàn quân Thái Bình Thiên Quốc từ Trung Quốc do Ngô Côn cầm đầu tràn vào Thái Nguyên.
Ngày 19 tháng 3 năm 1884, quân đội Pháp chiếm được thành Thái Nguyên lần thứ nhất. Đến ngày 10 tháng 5, thành thất thủ khi bị quân Pháp đánh chiếm lần thứ ba. Từ tháng 9 năm 1891, tỉnh Thái Nguyên bị xoá bỏ, địa bàn bị phân tán vào các nơi khác, nhưng tỉnh được tái lập vào tháng 10 năm 1892. Người Pháp gặp phải kháng cự từ quân Lương Tam Kỳ ở Chợ Chu, Phùng Bá Chỉ (Bá Kỳ) và Mã Sinh Long ở Chợ Mới nên chục năm sau họ mới chiếm lĩnh được hoàn toàn vùng đất phía bắc của tỉnh Thái Nguyên. Ngày 11 tháng 4 năm 1900, toàn quyền Đông Dương ra nghị định tách một phần đất thuộc tỉnh Thái Nguyên để thành lập tỉnh Bắc Kạn.

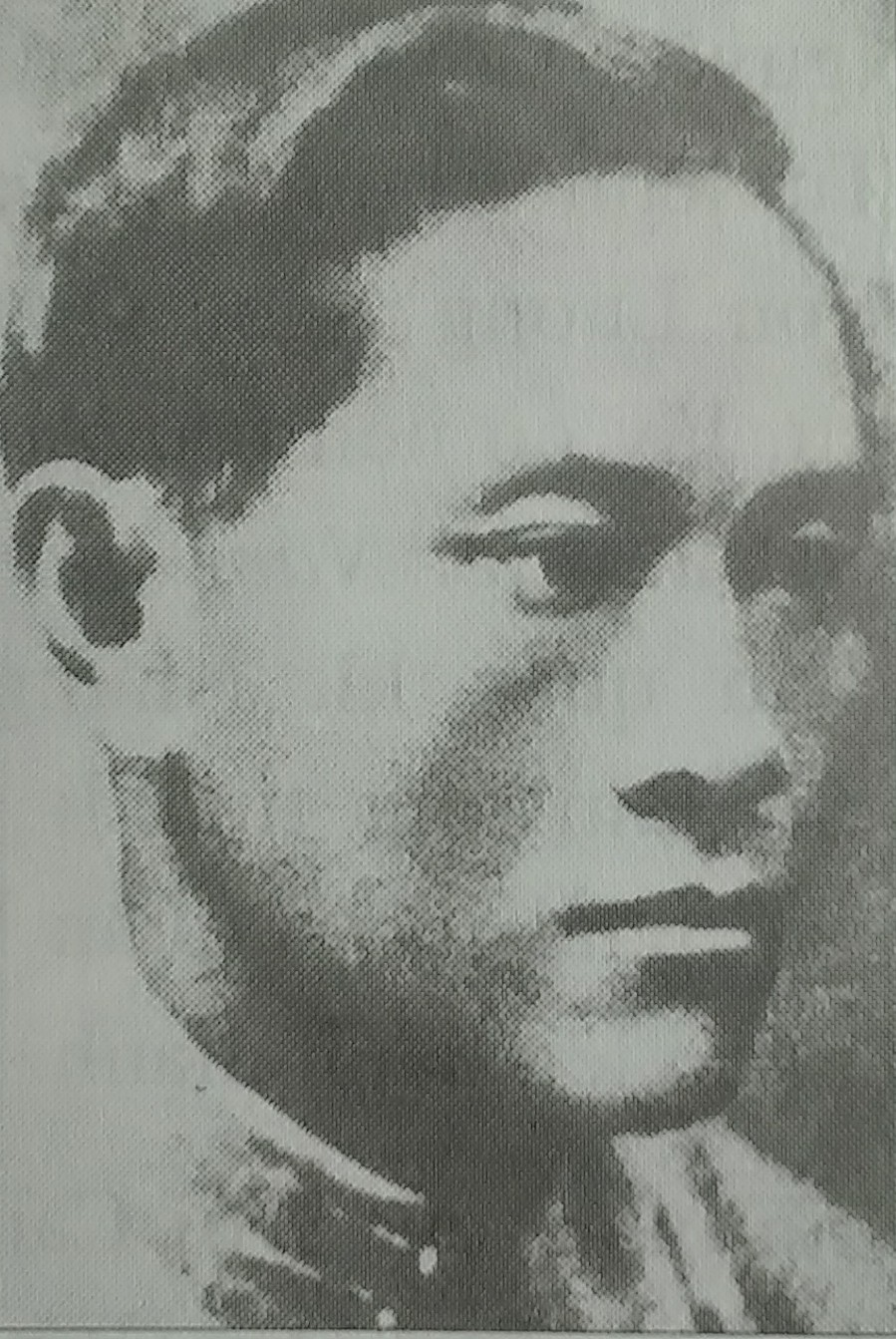
Đội Cấn là một trong các nhà lãnh đạo của Khởi nghĩa Thái Nguyên.

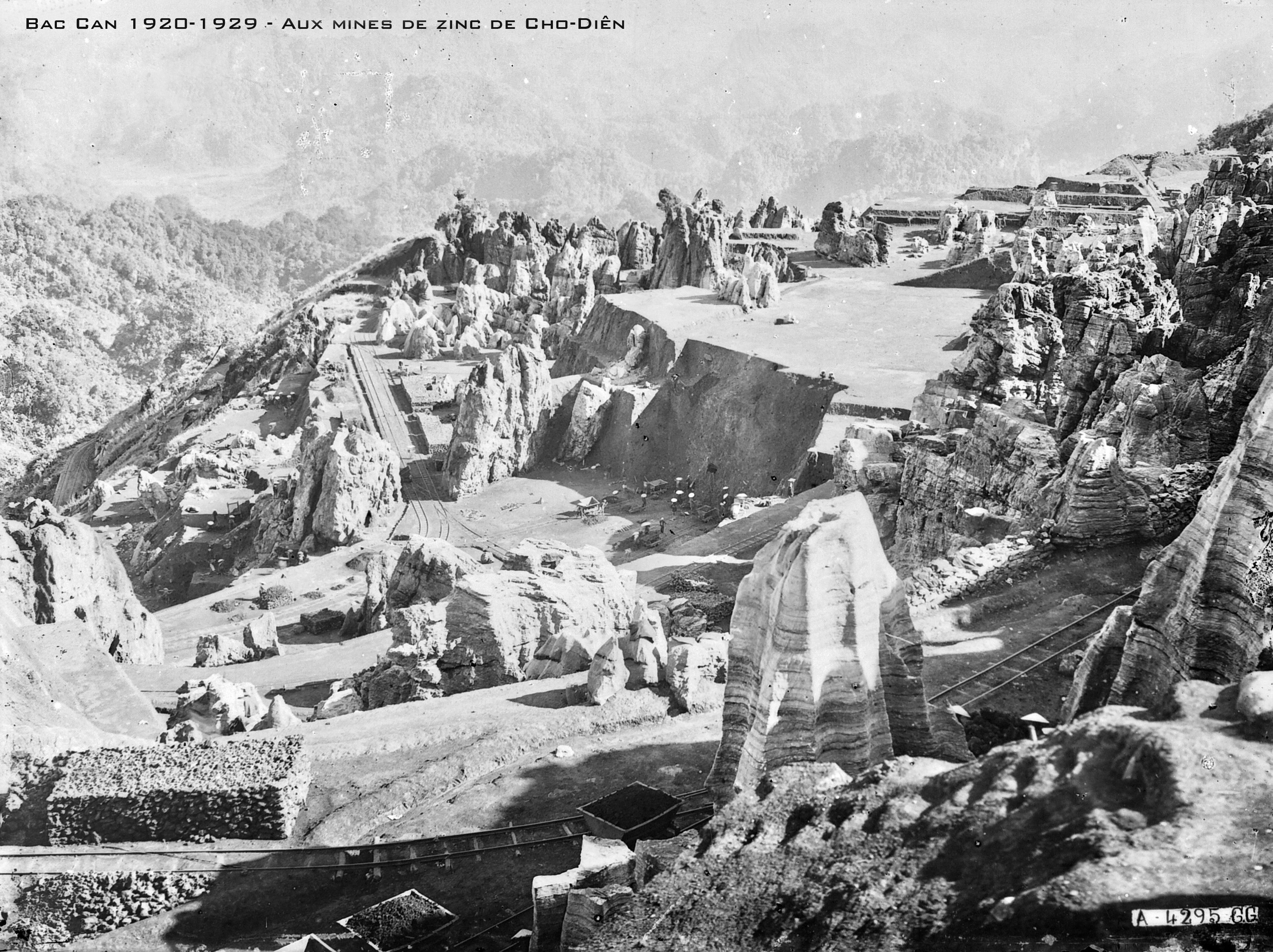
Mỏ kẽm Chợ Điền do tư bản Pháp khai thác tại xã Yên Thịnh vào thập niên 1920.

Quân khởi nghĩa Yên Thế chống Pháp từng tràn sang Thái Nguyên, được nhiều người dân hưởng ứng. Năm 1914, các tù nhân yêu nước và lính khố xanh từng nổi dậy tại thị xã Bắc Kạn. Khởi nghĩa Thái Nguyên của binh lính khố xanh do Trịnh Văn Cấn và Lương Ngọc Quyến lãnh đạo nổ ra vào tháng 8 năm 1917, kéo dài sáu tháng. Đây là cuộc khởi nghĩa lớn nhất nổ ra ở Việt Nam trong thời kỳ Chiến tranh thế giới lần thứ nhất. Thực dân Pháp cũng thực hiện tuyên truyền chia rẽ giữa các dân tộc, giữa người vùng cao và vùng thấp.
Quá trình người Pháp cướp đất lập đồn điễn diễn ra gay gắt vào thập niên 1890 và tiếp tục sau đó. Họ chủ yếu kinh doanh gạo và cà phê vì khi đó đang khan hiếm trên thị trường thế giới. Tính đến năm 1918, thực dân Pháp đã tịch thu của nông dân Thái Nguyên trên 80,7 nghìn ha đất để lập 24 đồn điền. Thực dân Pháp khuyến khích người Kinh ở miền xuôi nhập cư vào Thái Nguyên, nhiều người đến làm việc trong các khu mỏ và đồn điền của người Pháp. Tư bản Pháp đến tỉnh thăm dò và khai thác khoáng sản, như các mỏ sắt, than, vàng, bạc, kẽm. Hoạt động khai thác mỏ sôi động nhất là trong thời kỳ 1913-1923, tỉnh Bắc Kạn được cho là tỉnh đứng đầu về hầm mỏ tại Bắc Kỳ giai đoạn 1920-1925. Than Phấn Mễ là loại than quý hiếm dùng cho công nghiệp luyện kim và đường sắt. Mỏ chì kẽm Chợ Điền ở Chợ Đồn là một mỏ khoảng sản quan trọng ở Bắc Kỳ.
Sau khởi nghĩa Bắc Sơn 1940, căn cứ Bắc Sơn-Võ Nhai của lực lượng cách mạng dần dần hình thành. Trong Chiến tranh thế giới thứ hai, ngày 15 tháng 9 năm 1941, Trung đội Cứu quốc quân II được thành lập tại rừng Khuôn Mánh, là đội quân cách mạng đầu tiên của tỉnh. Ngày 10 tháng 3 năm 1945, quân Nhật tiến vào Thái Nguyên, công sứ của Pháp tại Thái Nguyên đầu hàng Nhật. Quân Nhật chiếm đóng thị xã Bắc Kạn vào ngày 17 tháng 3. Ngày 20 tháng 8 năm 1945, Võ Nguyên Giáp tuyên bố giải phóng tỉnh Thái Nguyên trong một buổi mít tinh lớn. Tỉnh Bắc Kạn tổ chức mít tinh tuyên bố giải phóng vào ngày 25 tháng 8. Cuối tháng 8 và đầu tháng 9, quân Trung Hoa Dân quốc vào tỉnh Thái Nguyên với danh nghĩa giải giáp quân Nhật, và rút khỏi tỉnh vào giữa tháng 12.

### Thời kỳ 1945-1975

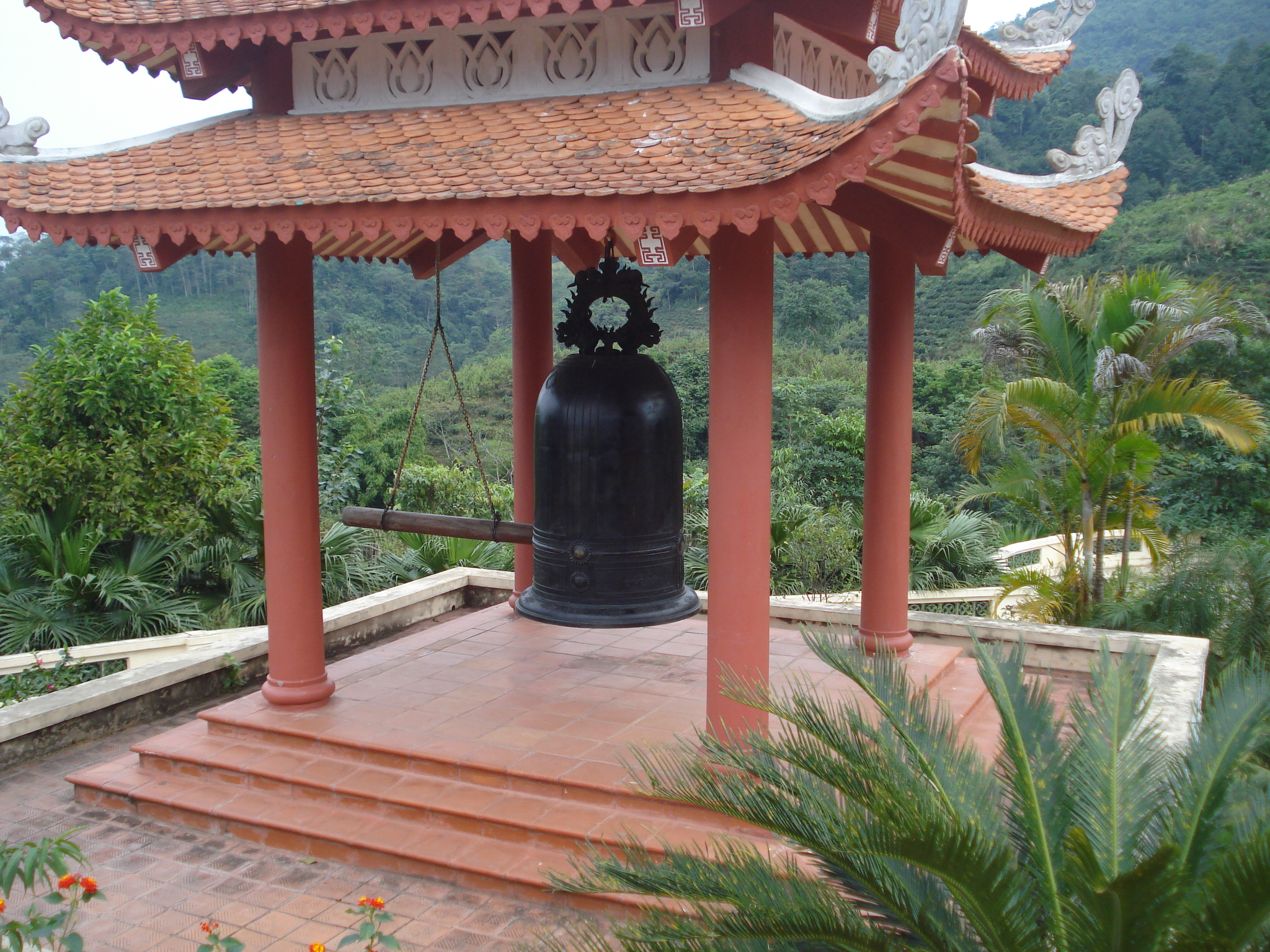
Tháp chuông tại Nhà tưởng niệm Hồ Chí Minh tại di tích An toàn khu Định Hoá

Trong Chiến tranh Đông Dương, vào tháng 3 năm 1947, các cơ quan của Đảng, chính phủ, quân đội của Việt Nam Dân chủ Cộng hoà được chuyển lên Việt Bắc. Đến tháng 5 năm 1947, Chủ tịch Hồ Chí Minh đến ở và làm việc tại xã Phú Đình, tỉnh Thái Nguyên trở thành trung tâm căn cứ địa Việt Bắc. Tỉnh Thái Nguyên đã tiếp nhận 12.000 người từ các tỉnh khác tản cư đến tính đến tháng 2 năm 1947. Tỉnh Bắc Kạn cũng tiếp nhận nhiều người tản cư từ miền xuôi, thị xã Bắc Kạn trở nên tấp nập, sầm uất hơn hẳn trước đó.
Theo lời kêu gọi của Hồ Chí Minh, nhân dân Thái Nguyên thực hiện tiêu thổ kháng chiến, tự dỡ bỏ hoặc phá hoại tất cả công trình và nhà cửa. Công tác tự phá hoại tại tỉnh Bắc Kạn được tiến hành chậm và ít kết quả hơn. Quân Pháp bắt đầu Chiến dịch Việt Bắc bằng việc tiến hành nhảy dù xuống tỉnh Bắc Kạn vào ngày 7 tháng 10 năm 1947, do lầm tưởng Bắc Kạn là thủ đô chính trị mới của Việt Nam Dân chủ Cộng hòa. Ngày 24 tháng 8 năm 1949, Bắc Kạn trở thành tỉnh đầu tiên được giải phóng. Năm 1948, tỉnh ủy Thái Nguyên bị cảnh cáo vì hãng Việt Thái (cơ quan của tỉnh bộ) làm ăn thua lỗ gây thất thoát lớn về công quỹ, mờ ám về sổ sách. Cùng năm, quân cách mạng bắt đầu tiến hành "tiễu phỉ" tại khu vực Pác Nặm. Quân đội Pháp nhiều lần tấn công Thái Nguyên bằng cả bộ binh và không quân. Năm 1953-1954, tại xã Phú Đình, Bộ Chính trị quyết định về việc tiến hành chiến dịch Điện Biên Phủ.
Thái Nguyên được Trung ương Đảng và chính phủ chọn làm nơi thí điểm chính sách ruộng đất. 
Tháng 11 năm 1952, Trung ương Đảng chọn hai xã trên địa bàn để thí điểm thực hiện chính sách giảm tô. Đến tháng 12 năm 1953, Trung ương Đảng chọn sáu xã thuộc huyện Đại Từ làm thí điểm cải cách ruộng đất, người Kinh chiếm hơn 95% tổng dân số các xã này, nhằm rút kinh nghiệm để thực hiện cách mạng ruộng đất trên cả nước. Các đội giảm tô và cải cách ruộng đất phạm phải sai lầm nghiêm trọng như đấu tố tràn lan, nên tình hình nông thôn tỉnh Thái Nguyên hết sức phức tạp, mất đoàn kết nghiêm trọng. Cuối năm 1956, tỉnh Thái Nguyên bắt đầu thực hiện chính sách sửa sai. Các xã miền núi trong tỉnh Thái Nguyên và Bắc Kạn không tiến hành cải cách ruộng đất như vùng trung du và đồng bằng mà thực hiện giảm tô và cải cách dân chủ, do đại đa số là nông dân lao động, còn thành phần bần cố nông chủ yếu là người Kinh đến làm thuê. Đầu năm 1955, nạn đói lan rộng ở tỉnh Thái Nguyên.
Tháng 8 năm 1956, Khu tự trị Việt Bắc chính thức được thành lập, thủ phủ là thị xã Thái Nguyên. Khu tự trị ban đầu gồm có các tỉnh Thái Nguyên, Cao Bằng, Bắc Kạn, Lạng Sơn, Tuyên Quang. Đến ngày 3 tháng 11 năm 1961, chức năng và quyền hạn của khu tự trị Việt Bắc bị Trung ương Đảng thu hẹp, từ cấp chỉ đạo xuống chỉ còn là cấp đôn đốc, kiểm tra. Tỉnh Thái Nguyên cũng hình thành các hợp tác xã nông nghiệp, hợp tác xã tiểu thủ công nghiệp, và thành lập công ty hợp doanh với các hộ tư sản và tiểu chủ. Trong giai đoạn này, nạn phá rừng ngày càng nhiều, mỗi năm tỉnh Bắc Thái mất khoảng 100 km² rừng.

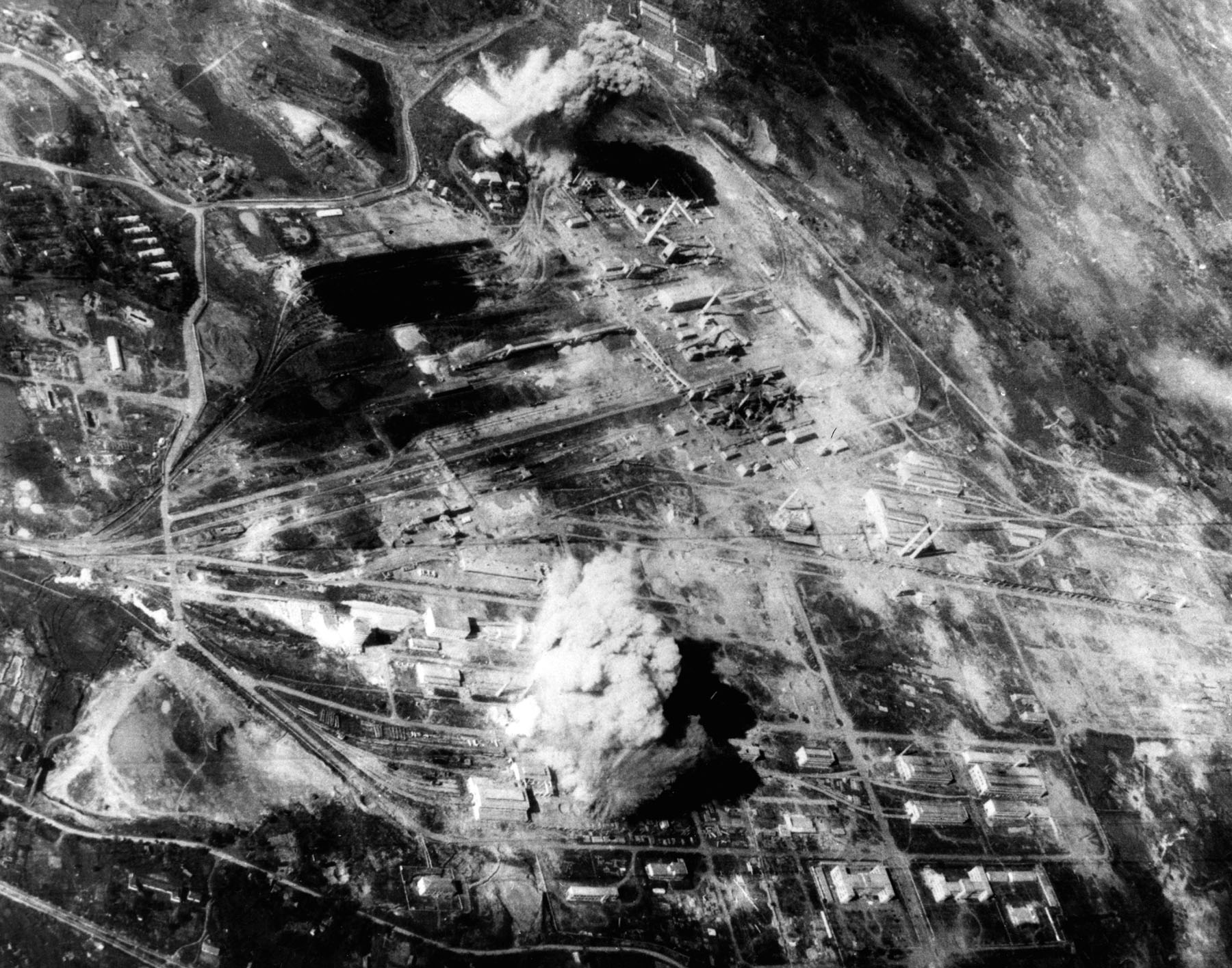
Không quân Hoa Kỳ oanh tạc khu gang thép Thái Nguyên năm 1967, phường Gia Sàng.

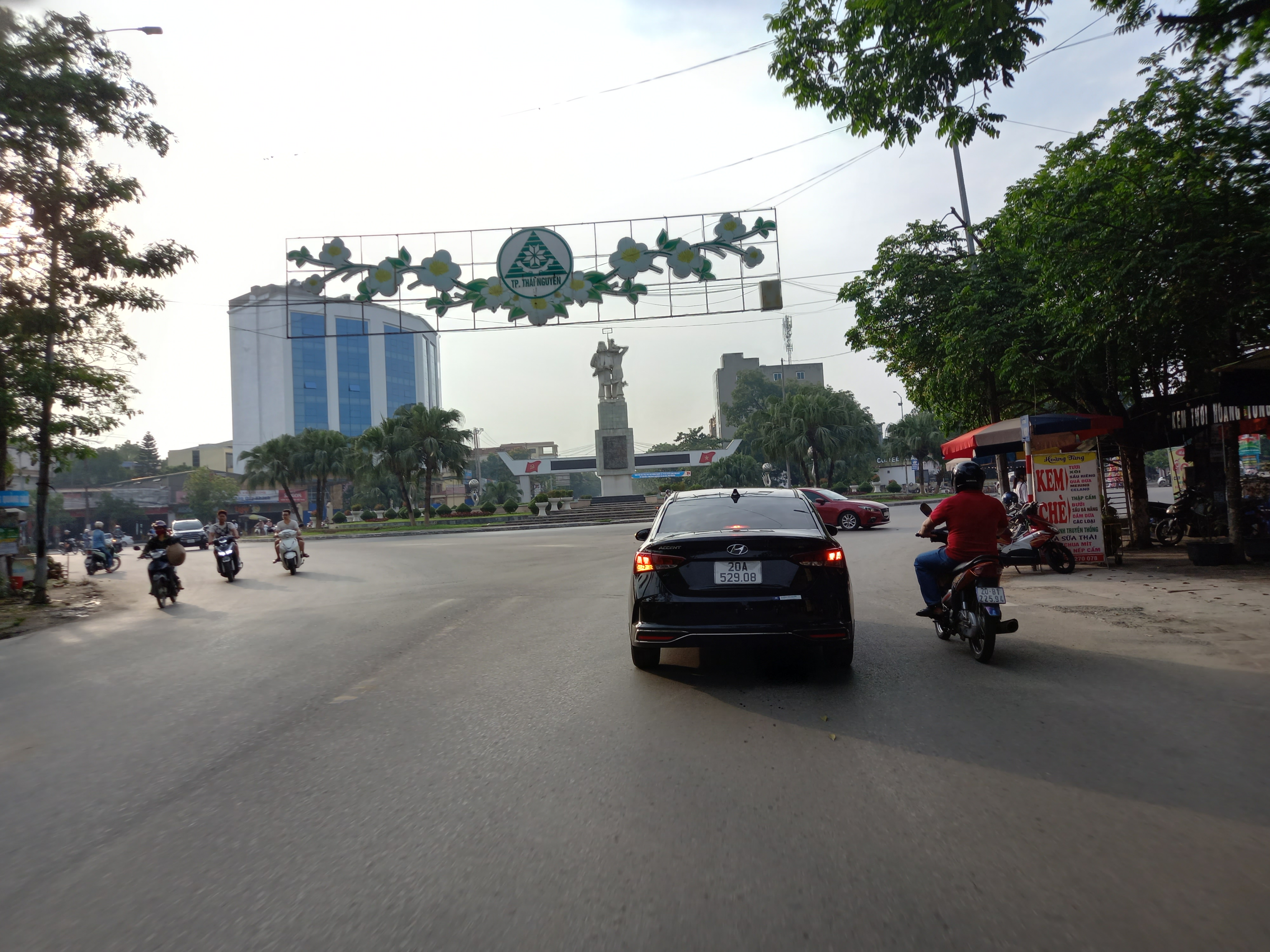
Khu vực đường tròn Gang thép và tượng đài công nhân Gang thép tại phường Gia Sàng - Tích Lương, 2022

Công trường khu Gang thép Thái Nguyên được bắt đầu vào năm 1959, có hơn 22 nghìn người từ nhiều nơi đến đây làm việc, xây dựng khu công nghiệp luyện kim đầu tiên của Việt Nam. Năm 1960, hàng loạt xí nghiệp quốc doanh về các ngành nghề cơ khí, vật liệu xây dựng, lâm sản, thực phẩm, dệt may được hình thành và đi vào hoạt động tại tỉnh Thái Nguyên. Thành phố Thái Nguyên được thành lập ngày 19 ngày 10 năm 1962. Ngày 21 tháng 4 năm 1965, Ủy ban Thường vụ Quốc hội phê chuẩn việc hợp nhất hai tỉnh Bắc Kạn và Thái Nguyên thành tỉnh Bắc Thái. Ngày 14 tháng 4 năm 1967, thị xã Bắc Kạn trở thành thị trấn Bắc Kạn trực thuộc huyện Bạch Thông.
Tỉnh Bắc Thái có các cơ sở kinh tế quan trọng và hệ thống các nhà máy phục vụ cho quân sự nên là một mục tiêu ném bom phá hoại của quân đội Hoa Kỳ trong Chiến tranh Việt Nam. Đầu tháng 8 năm 1965, 80% cư dân trung tâm thành phố Thái Nguyên phải đi sơ tán. Tháng 9 năm 1965, thị xã Bắc Kạn là nơi đầu tiên trong khu tự trị Việt Bắc bắn rơi máy bay Mỹ. Từ giữa năm 1966, quân đội Hoa Kỳ tập trung oanh tạc nhằm hủy diệt khu Gang thép Thái Nguyên. Đến tháng 4 năm 1972, quân đội Hoa Kỳ lại tiến hành oanh tạc miền Bắc, và có mức độ ác liệt hơn nhiều so với lần thứ nhất. Trong Chiến tranh Việt Nam, tỉnh Thái Nguyên cũ có 43.800 chiến sĩ tham chiến tại mặt trận, với 7.790 người mất và 7.800 người bị thương.  Tỉnh Bắc Kạn cũ có 9.021 chiến sĩ ra mặt trận, với hơn 2.000 người mất.
Từ năm 1962-1967, tỉnh Thái Nguyên và Bắc Kạn tiếp nhận khoảng 50.000 người di cư chủ yếu từ Thái Bình, Hải Hưng theo chính sách của Trung ương. Do ruộng đất của địa phương vốn đã thiếu, người bản địa cảm thấy khó khăn do phải san sẻ ruộng đất, và bị ảnh hưởng đến phong tục. Người dân phải phá rừng để khai hoang làm rẫy, làm trầm trọng thêm nạn phá rừng, nhưng một số nơi đã hướng dẫn người di cư chuyển sang trồng cây công nghiệp, trồng chè, tình hình của họ dần ổn định. Giai đoạn này tỉnh cũng có chính sách đưa người Dao từ vùng cao xuống vùng thấp để trồng lúa và làm công nhân. Từ năm 1965 đến năm 1971, các trường đại học kỹ thuật - công nghiệp, sư phạm, y, nông lâm lần lượt được thành lập tại Thái Nguyên.

### Năm 1975-1997

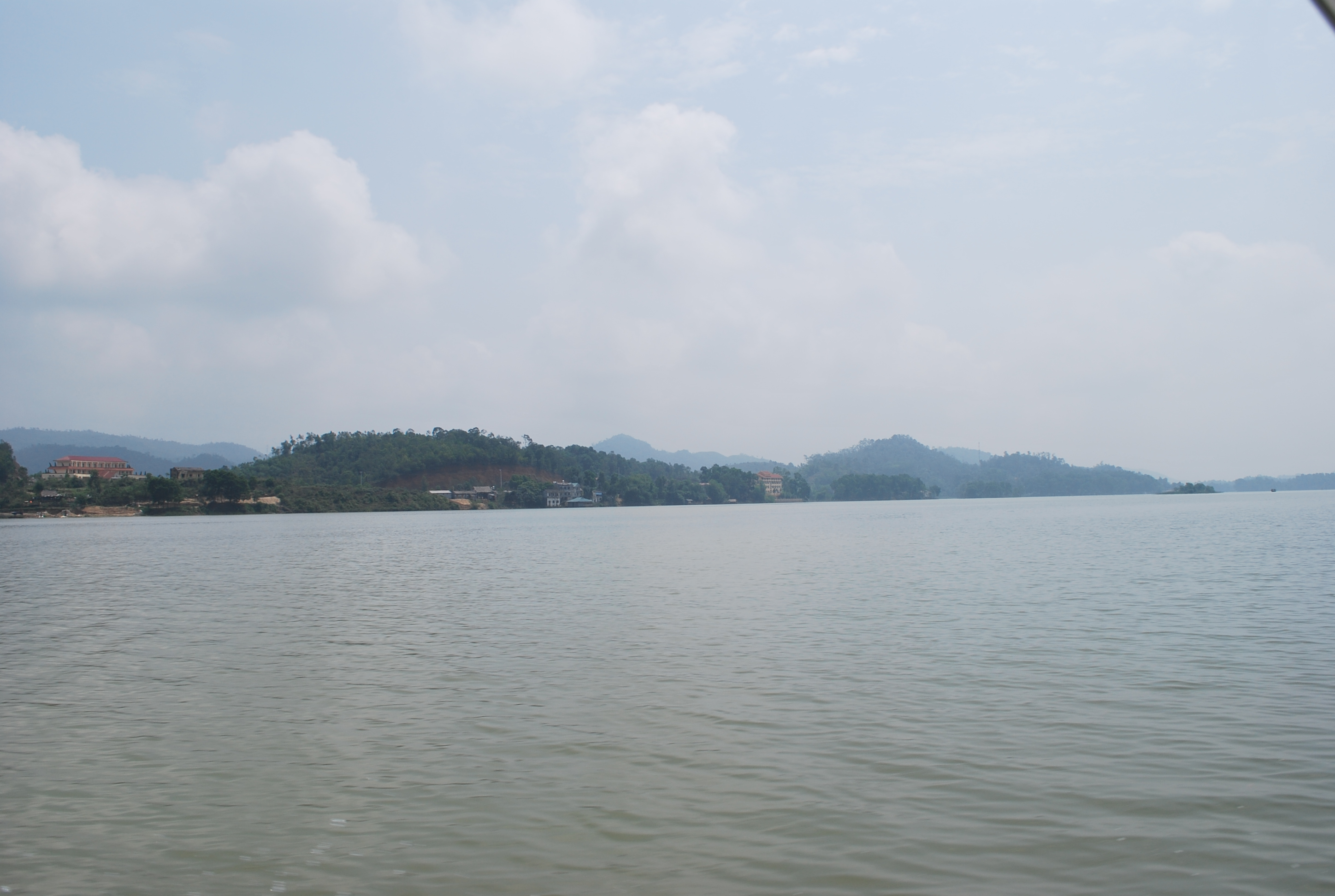
Công trình hồ Núi Cốc được xây dựng vào thập niên 1970.

Sau khi chiến tranh kết thúc, khu tự trị Việt Bắc bị giải thể vào ngày 27 tháng 12 năm 1975. Tình hình cung ứng lương thực sau chiến tranh hết sức khó khăn, Thái Nguyên càng khó khăn hơn do trên 60% lương thực được nhà nước cung cấp cho các đối tượng theo sổ gạo. Nông nghiệp Thái Nguyên phát triển chậm, tổ chức hợp tác xã nông nghiệp có những hạn chế và yếu kém, trong khi kinh tế cá thể từng bước lấn án kinh tế tập thể, phá vỡ quan hệ sản xuất xã hội chủ nghĩa ở nông thôn. Do quản lý yếu kém, rừng bị tàn phá nặng nề, diện tích rừng nhanh chóng bị thu hẹp. Các ngành công nghiệp và thủ công nghiệp phát triển chậm, chưa đáp ứng được yêu cầu phục vụ đời sống và sản xuất. Năm 1976, tình trạng đói giáp hạt đã xảy ra ở một số nơi trong tỉnh.
Công trình thủy lợi hồ Núi Cốc được khởi công vào năm 1973, phục vụ cho khu công nghiệp Gang Thép và sản xuất nông nghiệp, là một công trình trọng điểm của Nhà nước khi đó. Các vùng cây trồng tập trung và chuyên canh, chủ yếu là chè, được hình thành để phục vụ cho xuất khẩu. Khi Chiến tranh biên giới Việt-Trung bùng phát, hơn 25.000 người từ Cao Bằng và Lạng Sơn sơ tán đến tỉnh. Ngày 29 tháng 12 năm 1978, hai huyện Ngân Sơn, Chợ Rã của tỉnh Bắc Thái được nhập vào tỉnh Cao Bằng.

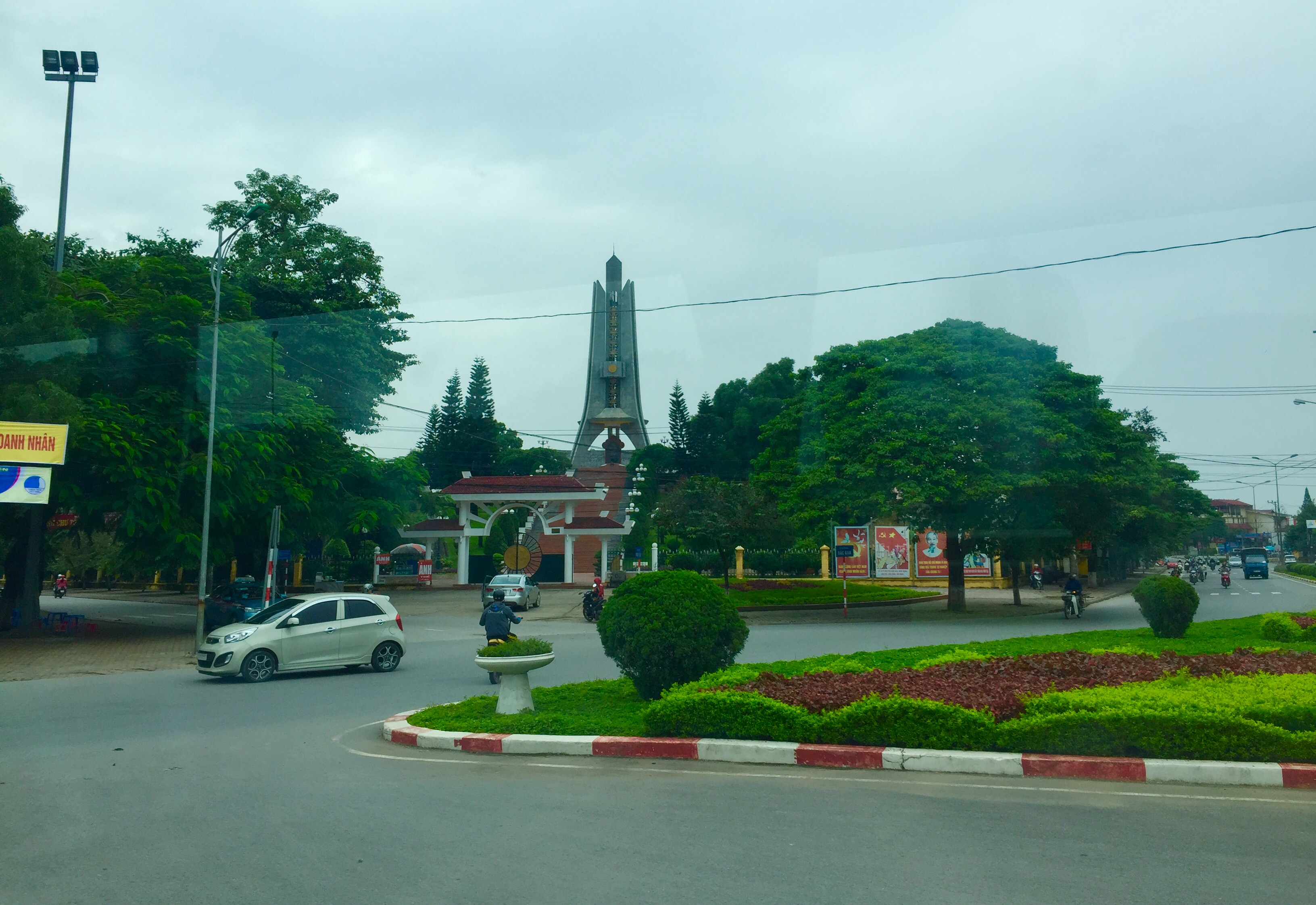
Đài tưởng niệm các Anh hùng liệt sỹ tỉnh Thái Nguyên, phường Phan Đình Phùng

Sau Đổi mới, đến đầu năm 1988, chính quyền tỉnh chủ trương hoàn chỉnh một bước khoán sản phẩm, bỏ bớt tình trạng bao cấp trong các hợp tác xã nông nghiệp. Cũng trong năm này, tình trạng thiếu đói xảy ra ở phạm vi rộng và nghiêm trọng hơn những năm trước, đặc biệt là tại các huyện vùng thấp phía nam và khu vực trồng cây công nghiệp. Theo chủ trương của tỉnh, các đơn vị sản xuất công nghiệp trên địa bàn tỉnh chuyển hướng sản xuất, thay đổi mặt hàng phù hợp yêu cầu của thị trường. Năm 1989, lần đầu tiên tỉnh giải quyết được vấn đề lương thực cho người dân thuộc cả khu vực nông nghiệp và phi nông nghiệp. Trong giai đoạn này, một số mặt văn hóa - xã hội bị xuống cấp nghiêm trọng, như chất lượng giáo dục giảm sút, hoạt động của các đoàn nghệ thuật chưa phục vụ tốt, chất lượng khám chữa bệnh giảm sút nhiều. Ngày 16 tháng 7 năm 1990, có quyết định tái thành lập thị xã Bắc Kạn.
Sự kiện chế độ cộng sản tại Liên Xô và Đông Âu sụp đổ có tác động đến kinh tế trong tỉnh, do hầu hết các cơ sở công nghiệp đều do các nước này giúp đỡ, nên phụ thuộc vào thiết bị, kỹ thuật và vật tư. Đây cũng là thị trường xuất khẩu truyền thống cho hàng thủ công mỹ nghệ của tỉnh. Chính quyền tỉnh chủ trương chỉ đầu tư vào các xí nghiệp quốc doanh có hiệu quả, các xí nghiệp quốc doanh còn lại bị giải thể hoặc chuyển đổi hình thức sở hữu. Nguồn vốn và năng lực kinh doanh của nhiều thành phần kinh tế trong và ngoài tỉnh được huy động, thúc đẩy nền kinh tế của tỉnh sang sản xuất hàng hoá. Chính quyền tỉnh cũng cho sắp xếp lại y tế và giáo dục trên địa bàn, chống xuống cấp các cơ sở y tế và giáo dục. Do tỉnh có nhiều điểm khai thác vàng sa khoáng, nên giai đoạn này nảy sinh nhiều tệ nạn xã hội như thuốc phiện, ma túy, mại dâm, cờ bạc. Cơ cấu kinh tế nhiều thành phần được hình thành, kinh tế tư nhân phát triển ở tất cả các lĩnh vực. Tốc độ tăng trưởng kinh tế của tỉnh năm 1995 đạt 9,6%, cao nhất từ trước đến lúc bấy giờ.

### Từ 1997

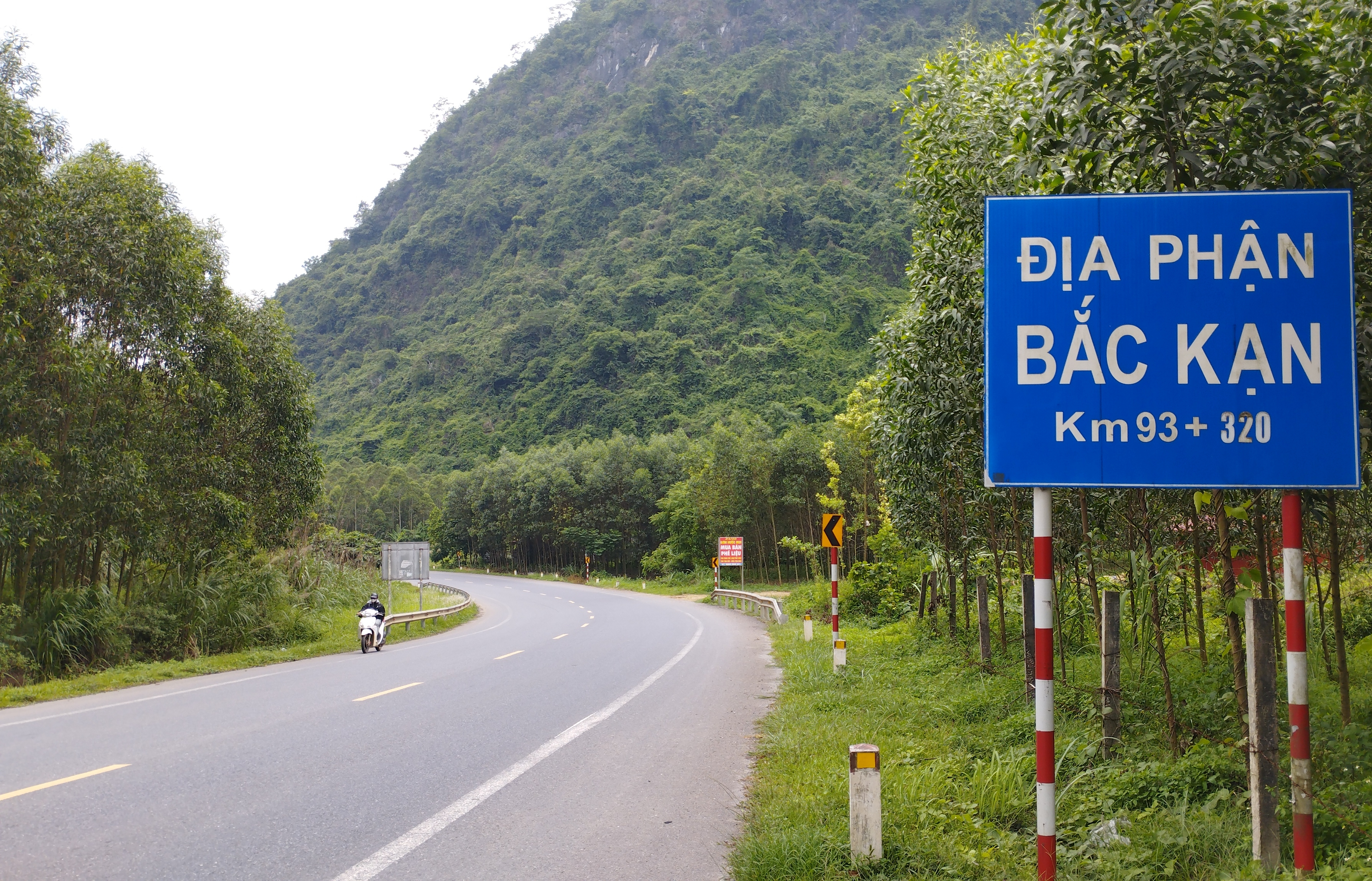
Tuyến đường Thái Nguyên - Chợ Mới được khai thác từ năm 2016, hình tại xã Chợ Mới.

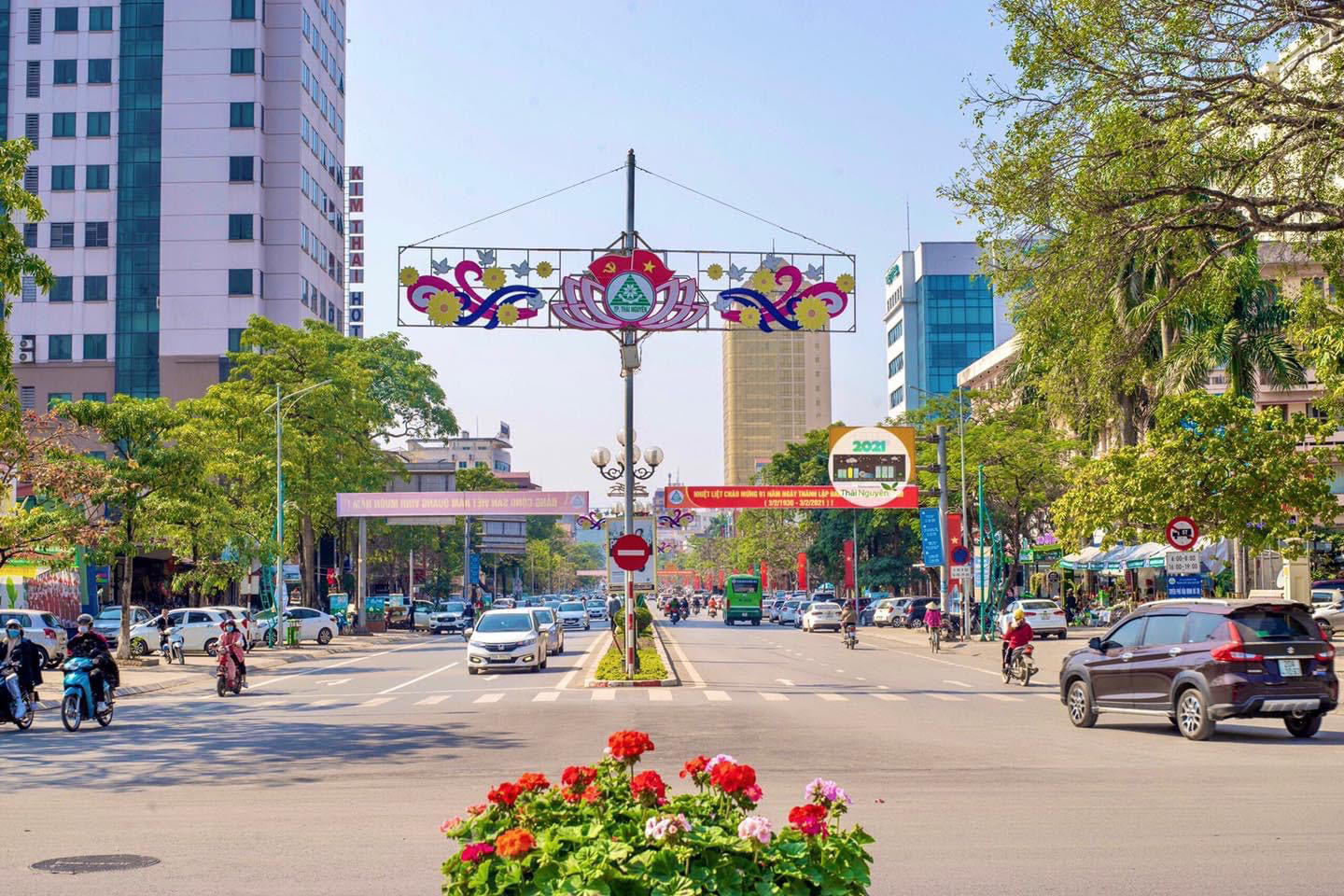
Khu vực phường Phan Đình Phùng tại trung tâm tỉnh Thái Nguyên, 2021

Ngày 1 tháng 1 năm 1997, tỉnh Bắc Thái chính thức được chia tách thành tỉnh Bắc Kạn và tỉnh Thái Nguyên, hai huyện Ngân Sơn và Ba Bể của tỉnh Cao Bằng được chuyển về tỉnh Bắc Kạn. Tỉnh Bắc Kạn mới tái lập có tình hình kinh tế - xã hội kém phát triển, có nền kinh tế thuần nông cùng cơ sở vật chất và hạ tầng yếu kém. Tỉnh Thái Nguyên có nhiều cơ sở công nghiệp của Trung ương nhưng đến lúc này đã trở nên lạc hậu, cộng thêm chậm đổi mới đầu tư nên có hiệu quả kinh tế thấp, sức cạnh tranh trên thị trường yếu.. Khủng hoảng tài chính châu Á từ năm 1997 ảnh hưởng xấu đến kinh tế Thái Nguyên, giá trị sản xuất các doanh nghiệp quốc doanh trung ương giảm vào năm 1998-1999. Tuy nhiên, đến năm 2000, các doanh nghiệp dần ổn định và phát triển.
Trong thập niên 2000, tỉnh Thái Nguyên có các dự án công nghiệp trọng điểm như cải tạo khu Gang thép Thái Nguyên, hình thành khu công nghiệp Sông Công, nhà máy nhiệt điện Cao Ngạn. Đến năm 2005, sản xuất công nghiệp của tỉnh Thái Nguyên đã thoát khỏi trạng thái trì trệ, kinh tế của tỉnh tăng trưởng với bình quân 9,5% mỗi năm. Tuy nhiên, dự án mở rộng giai đoạn II của Công ty Gang thép Thái Nguyên gây thiệt hại lớn về tiền và tài sản của Nhà nước. Các vùng sản xuất chè tập trung được hình thành ở một số địa phương, áp dụng khoa học kỹ thuật giúp tăng năng suất, nâng cao chất lượng chè. Về lâm nghiệp, tỉnh Thái Nguyên chuyển hướng tăng trồng cây có giá trị làm nguyên liệu chế biến gỗ ván dăm như cây keo lai. Năm du lịch quốc gia Thái Nguyên 2007 được tổ chức với chủ đề "Về thủ đô gió ngàn - chiến khu Việt Bắc".  Từ năm 2008, hoạt động buôn bán và nghiện hút ma túy tại Thái Nguyên có chiều hướng giảm. Tại tỉnh Bắc Kạn, nhiều doanh nghiệp thất bại khi đầu tư các dự án công nghiệp trên địa bàn, nguyên nhân được cho là do thiếu vốn, công nghệ lạc hậu, hay năng lực hạn chế. Bắc Kạn thực hiện tốt việc quản lý bảo vệ và phát triển rừng, là tỉnh có độ che phủ rừng cao nhất cả nước với 73,4% theo số liệu năm 2020.

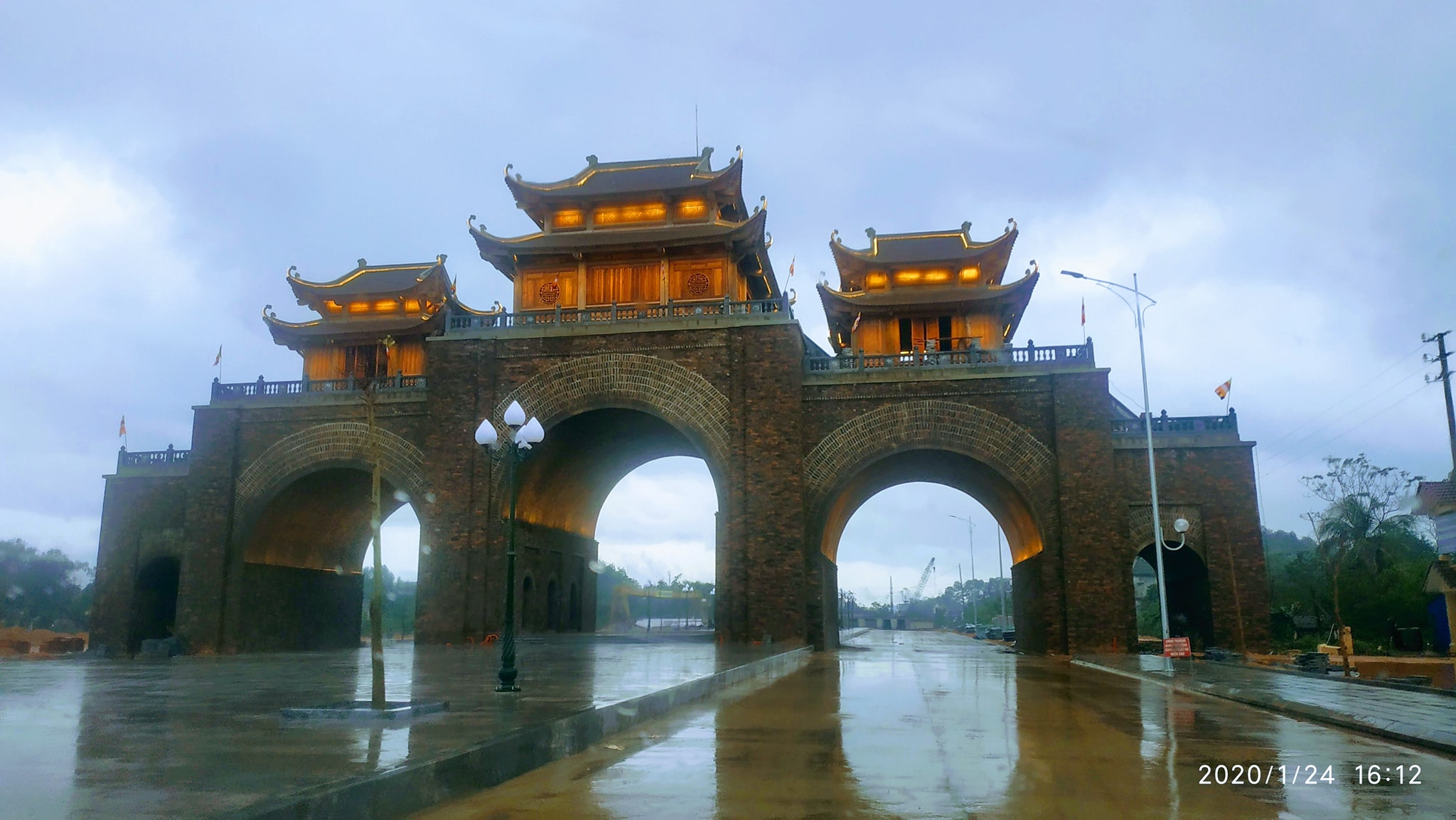
Cổng tam quan đường Bắc Sơn, liên kết thủ phủ tỉnh và hồ Núi Cốc, phường Quyết Thắng.

Trong thập niên 2010, Quốc lộ 3 mới (đường cao tốc Hà Nội - Thái Nguyên) được hoàn thành vào năm 2014, quốc lộ 3 cũ qua địa bàn tỉnh cũng được nâng cấp, đường Thái Nguyên - Chợ Mới được xây dựng. Đầu năm 2013, Tập đoàn Samsung của Hàn Quốc bắt đầu triển khai tổ hợp công nghệ cao tại khu công nghiệp Yên Bình của tỉnh Thái Nguyên. Sự ra đời của tổ hợp này và các dự án phụ trợ khiến công nghiệp Thái Nguyên có bước phát triển vượt bậc, giá trị xuất khẩu của tỉnh tăng vọt, và tuyển dụng một lượng lớn người lao động.. Festival Trà quốc tế Thái Nguyên được tổ chức lần đầu tiên vào năm 2011. Năm 2013, việc xây dựng mỏ đa kim Núi Pháo cơ bản hoàn thành, là dự án mỏ đa kim lớn nhất Việt Nam cho đến khi đó. Ngày 11 tháng 3 năm 2015, thị xã Bắc Kạn có nghị quyết chuyển thành thành phố Bắc Kạn, đô thị này phát triển thành một đô thị hiện đại. Sau khi tái lập tỉnh, Bắc Kạn có sự phát triển vượt bậc so với trước, hạ tầng giao thông được đầu tư đến tận các xóm, trường học được xây dựng khang trang, có điều kiện đầu tư phát triển kinh tế đồi rừng. Trong trận lụt sau bão Yagi vào tháng 9 năm 2024, mức nước sông Cầu tại cầu Gia Bẩy đã vượt trận lụt lịch sử năm 1959.
Ngày 12 tháng 6 năm 2025, Quốc hội ban hành nghị quyết về việc sắp xếp một số đơn vị hành chính cấp tỉnh, theo đó tỉnh Bắc Kạn và tỉnh Thái Nguyên được hợp nhất thành tỉnh Thái Nguyên.

## Địa lý

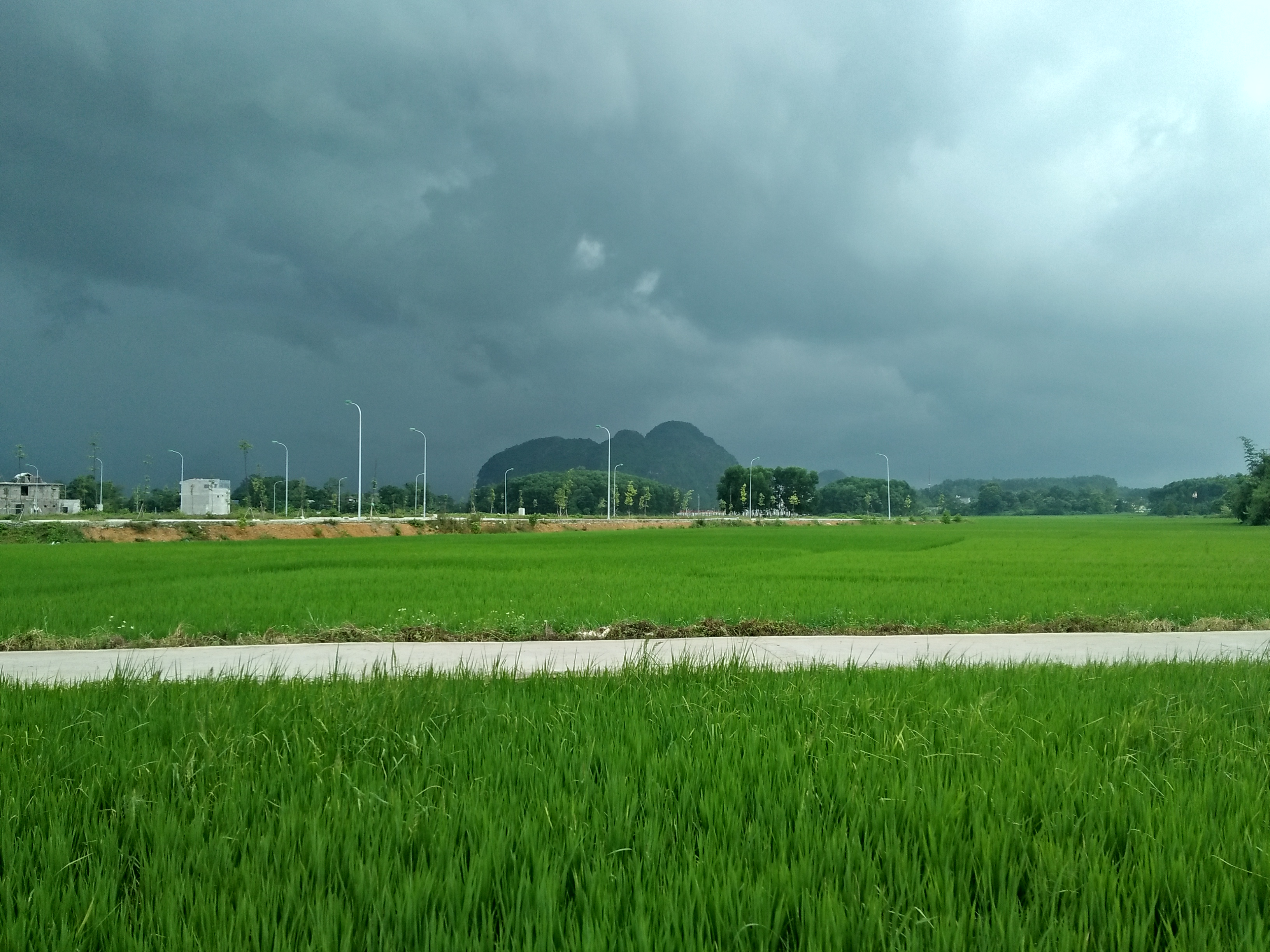
Cánh đồng tại xã Đồng Hỷ, phía xa là núi Voi.

Thái Nguyên thuộc vùng Trung du và miền núi phía Bắc. Tỉnh có diện tích là 8.375,21 km², trước khi sáp nhập vào năm 2025 thì tỉnh Bắc Kạn có diện tích 4.853,25 km² và tỉnh Thái Nguyên có diện tích là 3.521,96 km². Thái Nguyên giáp với tỉnh Cao Bằng ở phía bắc, giáp với tỉnh Lạng Sơn ở phía đông, giáp với tỉnh Bắc Ninh, thành phố Hà Nội và tỉnh Phú Thọ ở phía nam, giáp với tỉnh Tuyên Quang ở phía tây. Trong đó, ranh giới tự nhiên giữa Thái Nguyên và Phú Thọ là dãy núi Tam Đảo Khu vực thủ phủ của tỉnh Thái Nguyên cách trung tâm Hà Nội 75 km, cách sân bay quốc tế Nội Bài 50 km, cách cụm cảng Hải Phòng khoảng 200 km.
Năm 1677, Cao Bằng được tách khỏi Thái Nguyên để trở thành trấn Cao Bằng. Năm 1807, một phần đất phía Nam của Thái Nguyên được chuyển về Bắc Ninh, bao gồm thủ phủ của Thái Nguyên (nay thuộc khu vực Sóc Sơn) khi đó, thủ phủ Thái Nguyên chuyển đến khu vực hiện nay. Năm 1890, huyện Bình Xuyên tách khỏi Thái Nguyên để nhập vào tỉnh Sơn Tây. Năm 1894, khu vực Bắc Sơn được tách khỏi Thái Nguyên. Năm 1901, 4 tổng của tỉnh Bắc Giang, trong đó có khu vực phía Bắc sông Công của huyện Đa Phúc, được chuyển sang Thái Nguyên. Năm 1913, 2 xã của châu Định Hoá được chuyển sang tỉnh Tuyên Quang.

### Địa hình

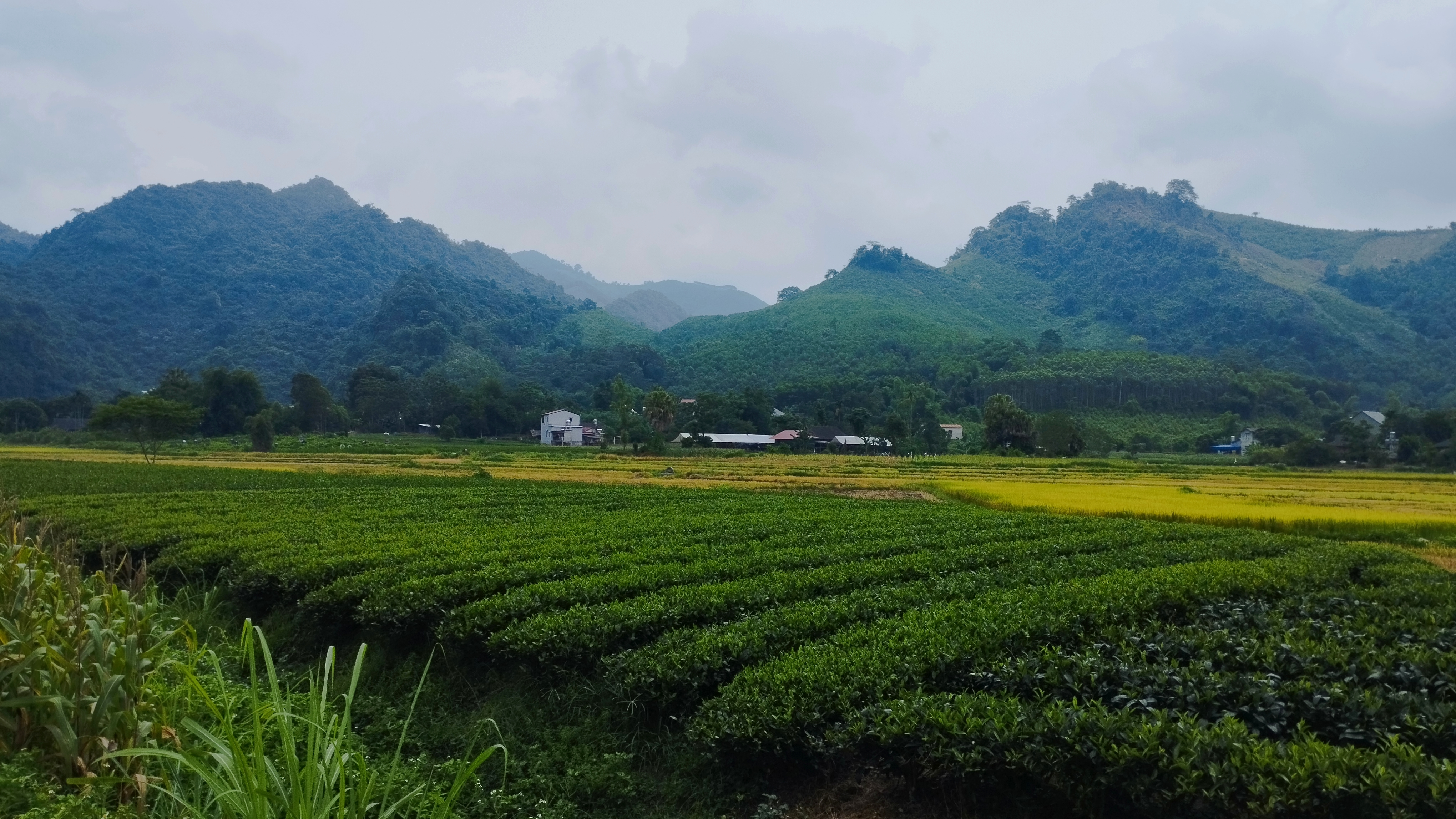
Cảnh quan khu vực xã Phú Lương, gần đường Thái Nguyên - Chợ Mới.

Thái Nguyên là tỉnh miền núi và trung du, địa hình có tính đa dạng. Khu vực tỉnh Bắc Kạn cũ có địa hình núi cao, cao hơn các tỉnh xung quanh, các mạch núi cánh cung chi phối địa hình. Cánh cung Ngân Sơn chạy liên tục từ nam Cao Bằng dọc theo phía Đông của Bắc Kạn đến bắc tỉnh Thái Nguyên cũ, tạo thành hình cánh cung rõ rệt. Dãy núi này có nhiều đỉnh núi cao như đỉnh Cốc Xô cao 1.131 m ở xã Côn Minh. Cánh cung sông Gâm kéo dài dọc theo phía Tây của Bắc Kạn. Khu vực này có đỉnh Phja Bjoóc cao 1.575 m là đỉnh núi cao nhất tỉnh Bắc Kạn, cùng nhiều đỉnh cao trên 1.000 m. Xen giữa hai cánh cung là nếp lõm thuộc hệ thống thung lũng các con sông. Địa hình Bắc Kạn có thể chia làm 3 khu vực: Phía Đông là cánh cung Ngân Sơn mang tính điển hình nhất ở vùng Đông Bắc, có cấu tạo tương đối thuần nhất, chủ yếu thuận lợi phát triển lâm nghiệp; phía Tây cũng là những khối núi cao; khu vực trung tâm dọc thung lũng sông Cầu có địa hình thấp hơn nhiều, thích hợp phát triển nông nghiệp.
Địa hình tỉnh Thái Nguyên trước khi sáp nhập chủ yếu là đồi núi thấp chạy theo hướng Bắc - Nam. Phía Tây Nam có dãy núi Tam Đảo với đỉnh cao nhất đạt 1.591 m. Ở phía bắc có dãy Ngân Sơn từ Bắc Kạn kéo xuống Võ Nhai, cùng với dãy núi Bắc Sơn có hướng Tây Bắc - Đông Nam. Mực địa hình chủ yếu của Thái Nguyên cũ là 200 - 600 m. Thái Nguyên cũ có 3 vùng địa hình: Vùng núi phía Tây và Tây Bắc, vùng núi phía Đông, vùng có địa hình thấp dưới 100 m từ Nam Phú Lương về phía Nam. Phía Đông có dãy núi đá vôi đồ sộ kéo dài từ La Hiên đến Bắc Sơn, cùng những khối núi đá vôi lớn gồm Thần Sa và Phương Giao.

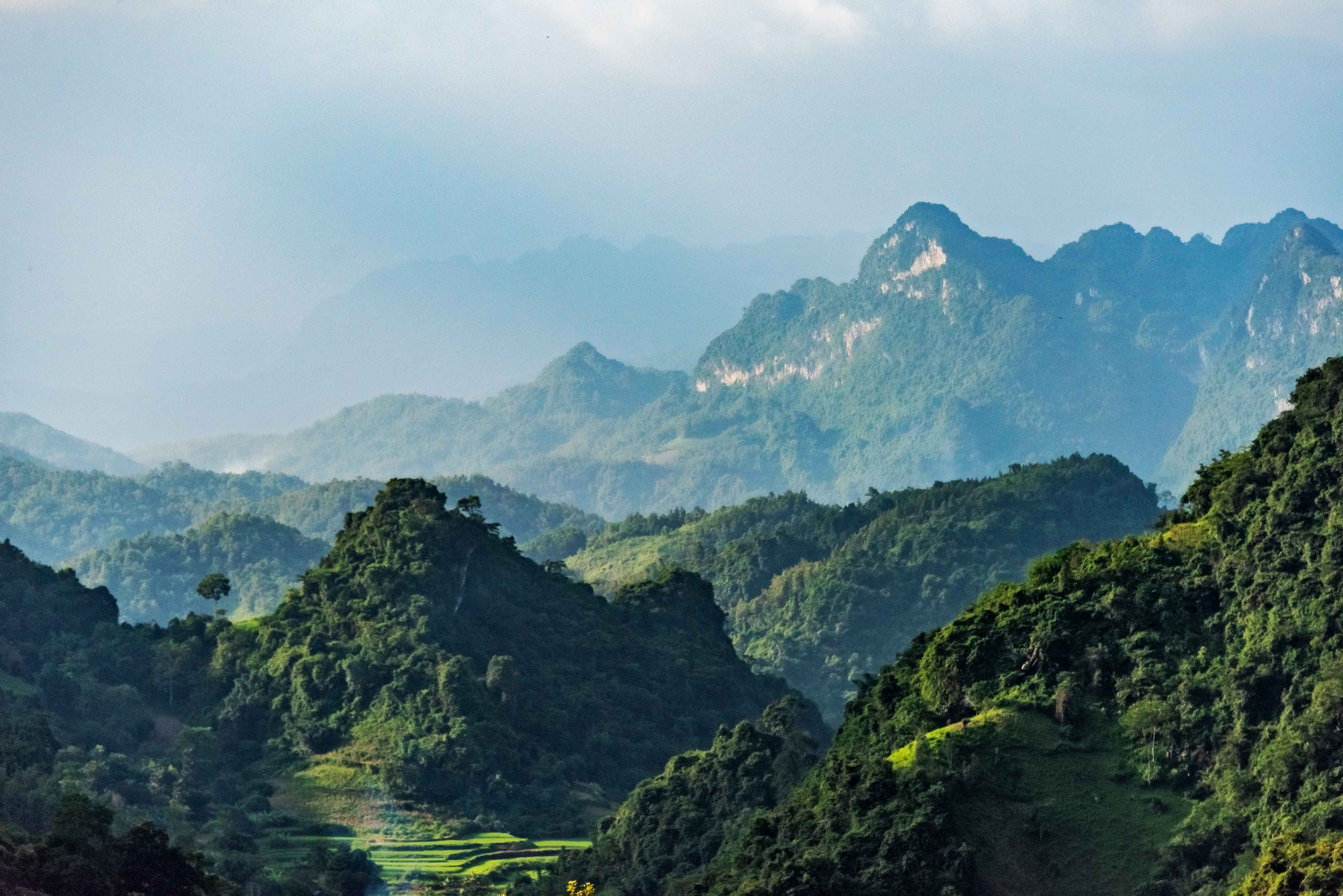
Địa hình vùng núi khu vực quanh hồ Ba Bể.

Một dải từ Hà Châu đến cầu Đa Phúc thuộc vùng rìa đồng bằng Bắc Bộ, cao 10 - 15 m so với mực nước biển. Vùng Phú Bình và Phổ Yên cũ phần lớn có địa hình đồng bằng thung lũng sông và đồi thấp. Kiểu đồng bằng đáy thung lũng và cánh đồng karst phân bổ ở Võ Nhai và các vùng phía Bắc khác của Thái Nguyên cũ. Đồng bằng giữa núi có thể tìm thấy ở Vạn Phú hay Trại Cau. Vùng có độ dốc 4 - 8° chiếm phần lớn diện tích vùng Phú Bình và Phổ Yên, độ dốc phổ biến của tỉnh Thái Nguyên cũ là 16 - 25°, vùng núi đá vôi có độ dốc rất lớn và có khi dốc đứng gần 90°. Phần lớn địa hình tỉnh Bắc Kạn cũ có độ dốc lớn trên 15°, chiếm 83,76% diện tích tự nhiên. Tại Bắc Kạn, xen giữa các dãy đồi núi là những dải đất thấp, tương đối bằng phẳng, như cánh đồng Nam Cường hay Mỹ Thanh..
Phần lớn lãnh thổ Thái Nguyên có lịch sử hình thành suốt Trung sinh, kết thúc cách nay 67 triệu năm. Sau khi được hình thành xong, lãnh thổ tồn tại dưới chế độ lục địa liên tục trong 50 triệu năm, địa hình được san bằng thành bình nguyên. Đến tạo sơn Himalaya cách đây 25 triệu năm, Thái Nguyên được nâng cao, có thể từ 200-500 m tùy nơi, làm cho địa hình trẻ lại. Các núi cổ lại lộ ra, tạo lập địa hình như lúc hình thành vào cuối Trung sinh. Trong địa phận Thái Nguyên cũ, phức nếp lồi Bắc Thái chiếm phần lớn diện tích từ thủ phủ tỉnh trở lên phía bắc, nhìn chung là một vùng nâng tương đối gồm các đá Paleozoi. Từ thủ phủ tỉnh trở xuống thuộc võng chồng An Châu, được hình thành mạnh mẽ vào thời kỳ Trias đến Kỷ Creta.

### Khí hậu

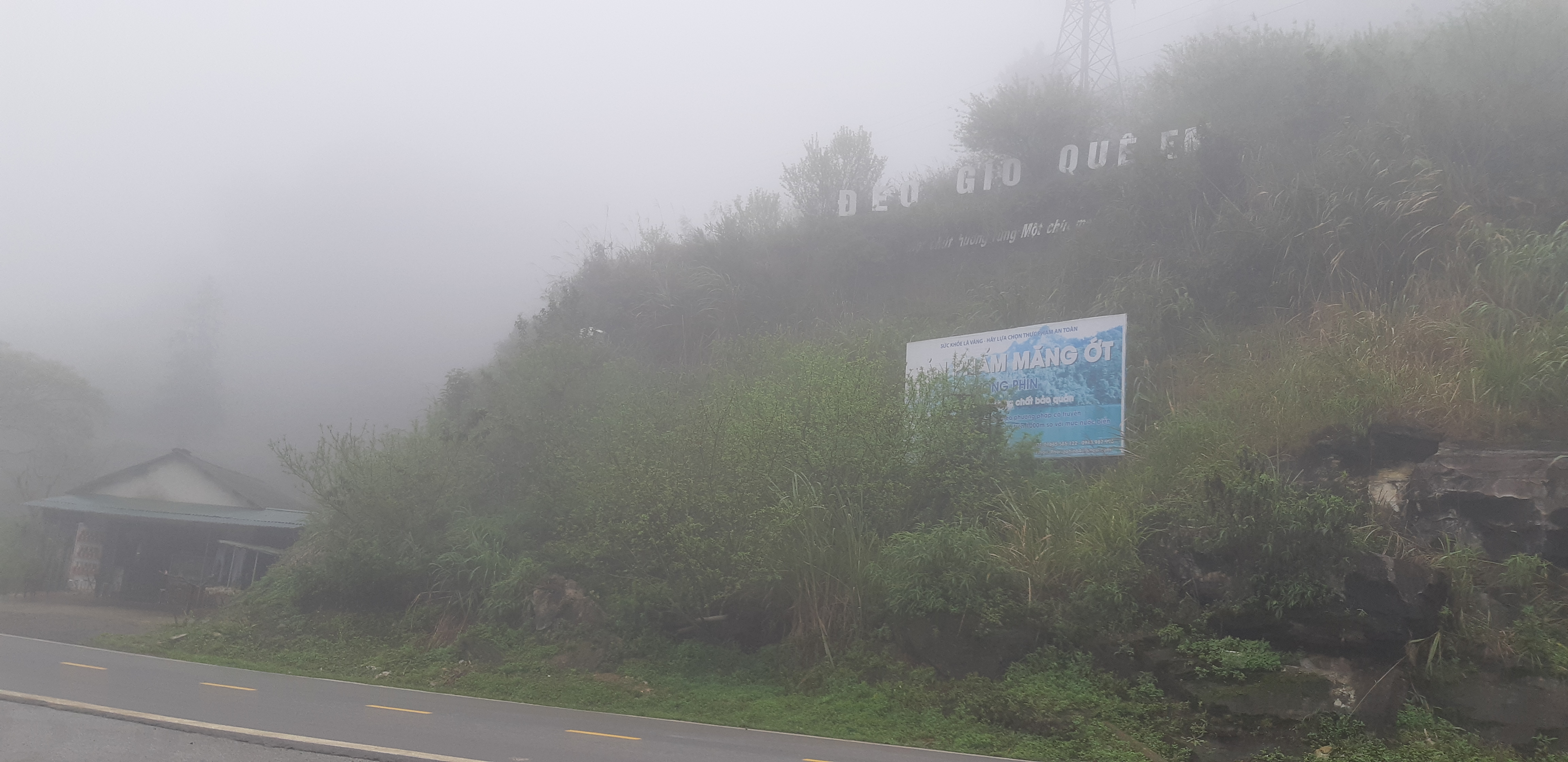
Sương mù trên đèo Gió tại xã Nà Phặc-xã Ngân Sơn, 2019

Khí hậu tỉnh Bắc Kạn cũ có sự phân hoá theo độ cao và hướng núi. Mùa hè có nhiệt độ cao và mưa nhiều, mùa đông nhiệt độ thấp và mưa ít, chịu ảnh hưởng của gió mùa Đông Bắc. Nhiệt độ trung bình hàng năm của khu vực tỉnh Bắc Kạn cũ là từ 20 - 22°C, nhiệt độ thấp tuyệt đối từng ghi nhận được là -0,1°C ở thành phố Bắc Kạn và -0,6°C ở khu vực Ba Bể, -2°C ở khu vực Ngân Sơn. Nhiệt độ trung bình năm có thể cao hơn 22°C ở thung lũng sông Cầu và vùng cao dưới 200 m. Nhiệt độ trung bình ở hầu hết Bắc Kạn có thể cao đến 25,7 - 27,5°C vào tháng 7, và hạ xuống 12,1 - 14,4°C vào tháng 1. Những nơi cao hơn 1.000 m  có thể còn xuống tới 10°C và thấp hơn. Bắc Kạn có băng giá, rét đậm và rét hại kéo dài, ảnh hưởng lớn đến cây trồng, vật nuôi. Số giờ nắng trung bình của khu vực là 1.555 giờ, thấp hơn khoảng 100 - 150 giờ/năm so với khu vực Đồng bằng Bắc Bộ, các tháng mùa đông chỉ có khoảng 55 - 60 giờ nắng. Khí hậu của khu vực có nhiều thuận lợi cho việc phát triển một số cây trồng cận nhiệt đới và ôn đới.
Bắc Kạn cũ có lượng mưa thấp so với các tỉnh Đông Bắc do bị 2 cánh cung Ngân Sơn và Sông Gâm che chắn. Lượng mưa trung bình năm ở mức 1.400 - 1.600 mm, và tập trung nhiều vào mùa hạ. Mùa mưa nóng ẩm từ tháng 5 đến tháng 10, chiếm 70 - 80% lượng mưa cả năm; mùa khô từ tháng 11 đến tháng 4 năm sau, chỉ chiếm khoảng 20 - 25% lượng mưa, tháng mưa ít nhất là tháng 12. Độ ẩm trung bình trên toàn tỉnh là 84%. Khu vực Na Rì và Ba Bể là những nơi có lượng mưa ít hơn. Do địa hình đồi núi chiếm ưu thế tại Bắc Kạn cũ, nên không khí có khả năng lưu thông không lớn, cộng thêm độ ẩm không khí cao khiến cho khả năng bốc thoát hơi nước của thực vật không nhiều, chỉ khoảng 900 mm/năm.

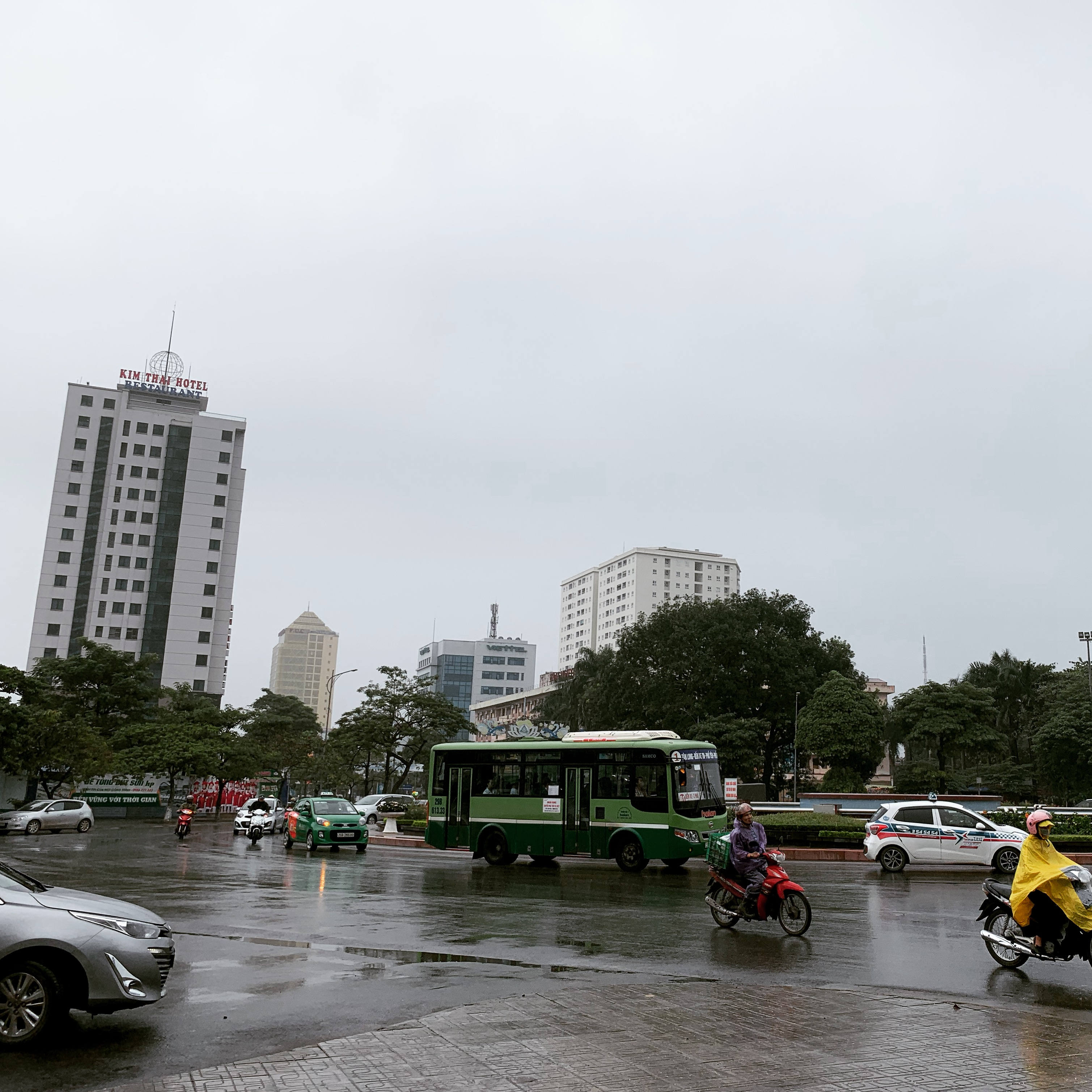
Khu vực phường Phan Đình Phùng sau cơn mưa, 2019

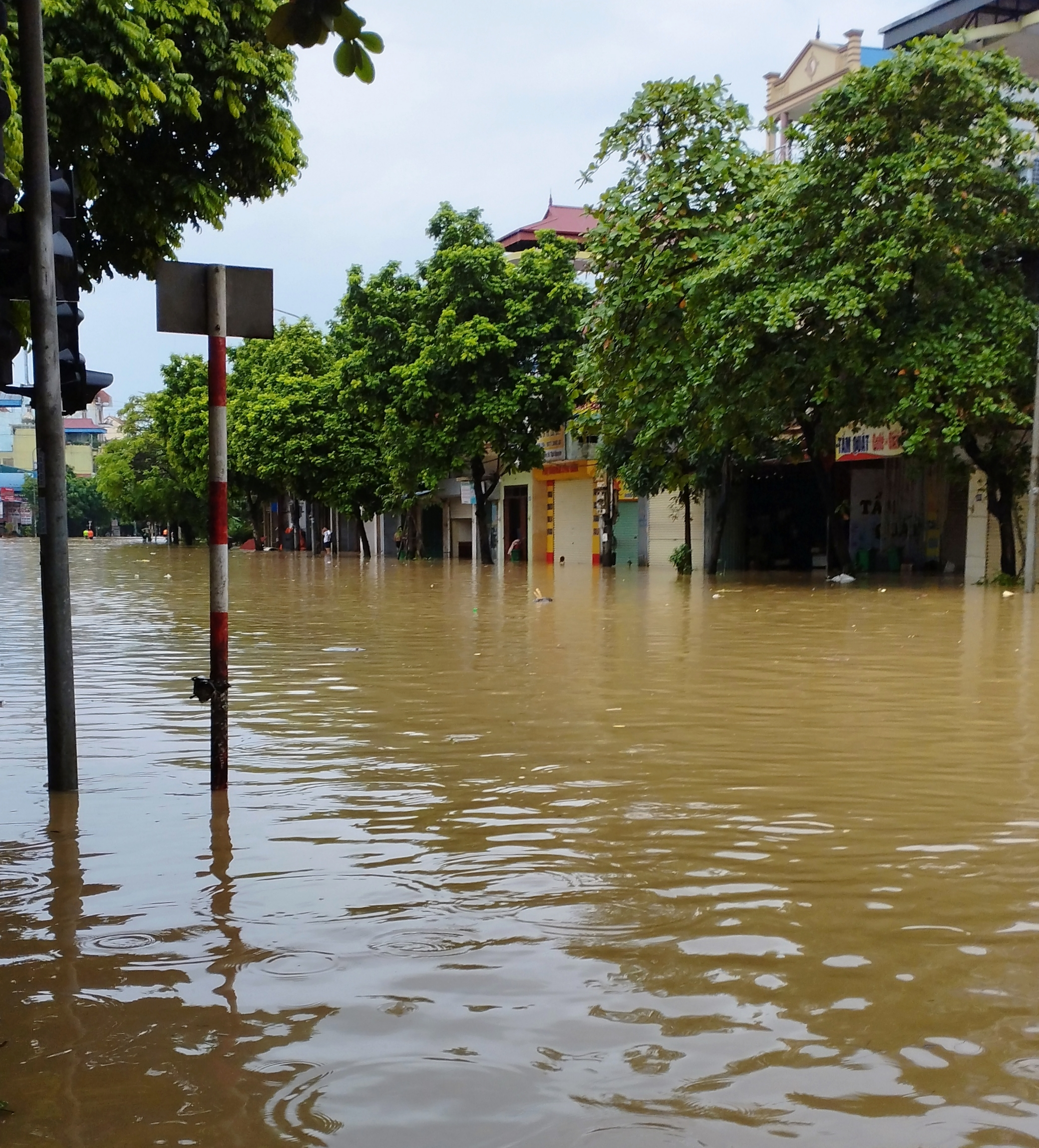
Lũ lụt sau bão Yagi tháng 9 năm 2024 tại phường Quan Triều.

Khí hậu khu vực tỉnh Thái Nguyên cũ có tính chuyển tiếp giữa đồng bằng và miền núi. Biên độ dao động nhiệt độ ngày và đêm lớn hơn đồng bằng sông Hồng khoảng 0,5 - 1°C. Mưa tại khu vực thường lớn hơn vùng đồng bằng, còn gió thì yếu hơn. Nhiệt độ trung bình năm khoảng 22 - 23°C, giảm còn 20°C ở vùng đồi núi cao khoảng 600 m. Nhiệt độ trung bình dưới 17°C từ tháng 12 đến tháng 2, vùng đồi núi cao hơn 400 m có thể có 5 tháng lạnh. Tháng 1 là tháng lạnh nhất, nhiệt độ trung bình là 15 - 16°C ở vùng thấp, dưới 12°C ở vùng núi. Vùng thấp có 5 tháng có nhiệt độ trung bình vượt quá 25°C và tháng nóng nhất là tháng 7. Ở các vùng núi thì mùa nóng chỉ kéo dài 3 tháng, những vùng núi cao như Tam Đảo không có tháng nào có nhiệt độ trung bình vượt quá 25°C. Số giờ nắng trung bình tại khu vực thành phố Thái Nguyên cũ là 1.690 giờ, trong tỉnh trời âm u vào mùa đông và chỉ đạt 30% số giờ nắng của mùa hè. Mỗi năm có 20 - 30 ngày có thời tiết nồm trong khu vực, riêng tháng 3 có trên dưới 12 ngày. Gió tây khô nóng có nguồn gốc từ vịnh Bengal ảnh hưởng đến Thái Nguyên trong một số ngày vào tháng 5 - 7.
Lượng mưa trung bình năm tại khu vực tỉnh Thái Nguyên cũ là 1.600 - 1.900 mm, vùng Phú Bình ở phía Đông Nam có thể dưới 1.450 mm. Phía Đông có ít mưa hơn hơn phía Tây một cách rõ rệt. Vùng chân núi Tam Đảo của Thái Nguyên có lượng mưa trung bình năm trên 2.000 m, cao hơn sườn phía Tây của dãy núi này do địa hình dốc hơn và đón gió. Lượng mưa vào tháng 7 - 8 thường vượt quá 300 mm, và đạt trên 400 mm tại vùng núi đón gió. Lượng mưa từ tháng 5 đến tháng 10 chiếm 85 - 90% lượng mưa cả năm, lượng mưa vào mùa còn lại chỉ đạt 200 - 400 mm. Phần lớn tỉnh Thái Nguyên cũ có 3 - 4 tháng mùa khô, riêng vùng Phú Bình có 5 tháng. Độ ẩm trung bình năm tại khu vực là 82 - 84%. Trong vùng miền núi phía Bắc, chỉ có tỉnh Thái Nguyên cũ là có thể phân biệt một mùa khô khá rõ trong tháng 11 - 12. Khu vực Võ Nhai và Phú Bình hay xuất hiện thời tiết sương muối vào cuối tháng 12. Ở phía Tây Thái Nguyên cũ, gió thổi mạnh vào tháng 4 - 5, ở phía Đông thì gió thổi mạnh vào tháng 1-2.

### Thủy văn

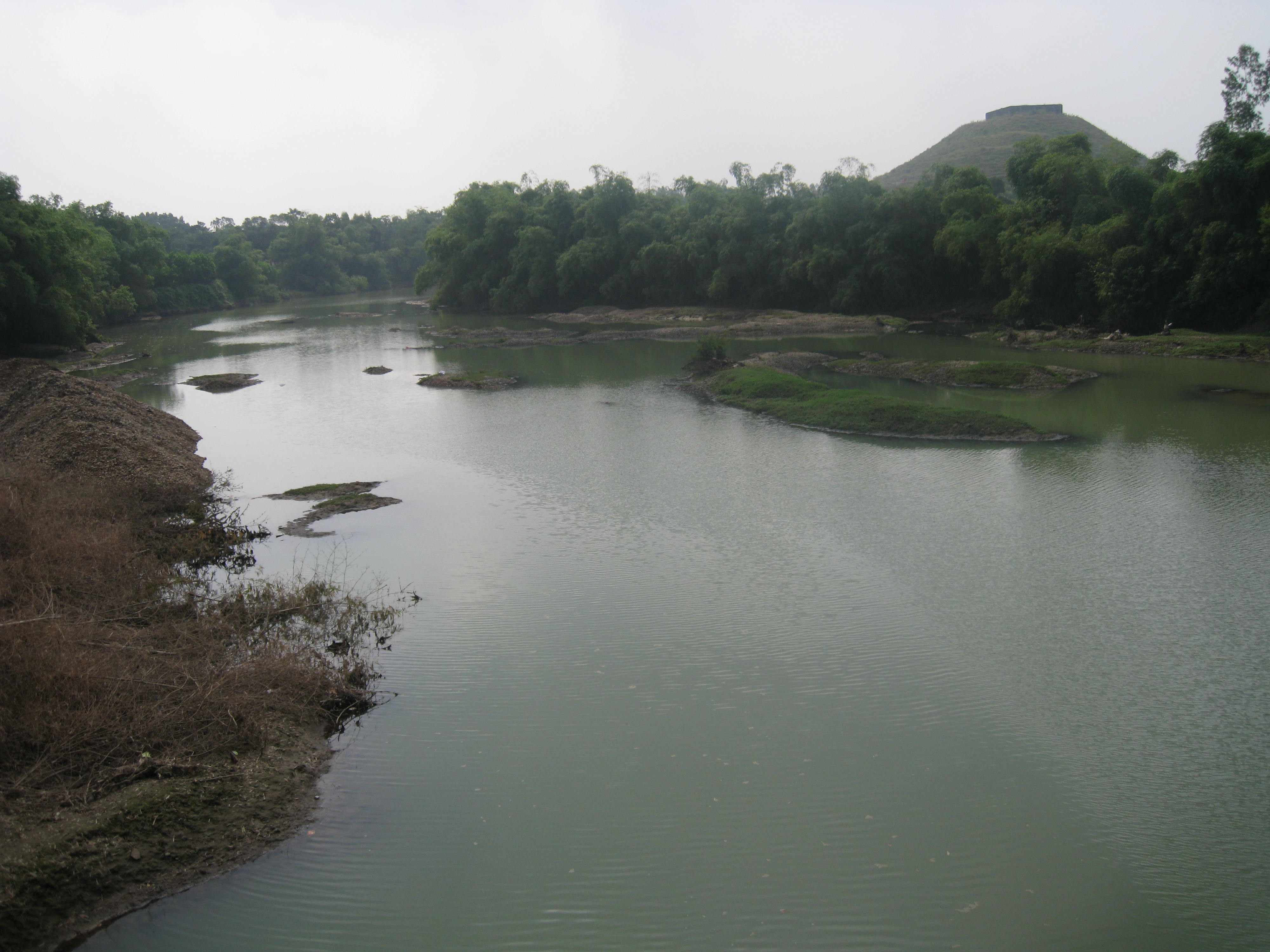
Sông Công đoạn chảy qua thành phố Sông Công cũ

Tỉnh Thái Nguyên có mạng lưới sông suối khá dày. Sông suối khu vực phía Bắc tỉnh thuộc Bắc Kạn cũ có đặc điểm chung là lòng nhỏ và dốc, nên tốc độ dòng chảy lớn. Lưu vực sông Cầu chiếm 90% diện tích của tỉnh Thái Nguyên cũ, còn lại thuộc lưu vực sông Rong tại Nam Võ Nhai chảy vào hệ thống sông Thương. Lưu vực sông Cầu trên địa bàn tỉnh Bắc Kạn cũ có diện tích là 1.372,78 km², là nơi sinh sống của khoảng một nửa dân số Bắc Kạn.  Diện tích lưu vực sông Năng tính đến thác Đầu Đẳng là 1.890 km²,  thuộc phần tây bắc của Thái Nguyên. Diện tích lưu vực sông Nà Rì - sông Bắc Giang trên địa bàn là khoảng 1.200 km², thuộc phần đông bắc tỉnh. Diện tích lưu vực sông Phó Đáy trên địa bàn khoảng 250 km², thuộc nam huyện Chợ Đồn cũ. Sông Năng dài 70 km trên địa bàn tỉnh và chảy vào sông Gâm, sông Bắc Giang thuộc lưu vực sông Bằng Giang - Kỳ Cùng, sông Phó Đáy chảy vào sông Lô.
Sông Cầu bắt nguồn từ vùng núi Tam Tao của xã Chợ Đồn, ở độ cao trên 1.200 m, thuộc hệ thống sông Thái Bình. Đoạn sông Cầu chảy trên địa bàn tỉnh Bắc Kạn cũ dài khoảng 105 km và qua Thái Nguyên cũ dài khoảng 100 km. Vùng thượng lưu kéo dài đến Chợ Mới nằm giữa vùng núi cao nên lòng sông hẹp, nhiều thác ghềnh và độ dốc là 10%; trung lưu từ Chợ Mới đến đập Thác Huống có độ dốc đáy sông khoảng 1%; hạ lưu từ Thác Huống có độ dốc lòng sông rất nhỏ. Các phụ lưu tả và hữu của sông Cầu tại tỉnh Thái Nguyên tạo thành hình lông chim rõ rệt, khiến lũ sông Cầu không quá đột ngột. Các phụ lưu chính của sông Cầu trên địa bàn Thái Nguyên là sông Chợ Chu, sông Nghinh Tường, sông Đu, sông Mo Linh, sông Công. Trong số này, sông Công dài 96 km là phụ lưu lớn nhất và chiếm khoảng 40% lượng nước của sông Cầu, đóng vai trò quan trọng trong việc cung cấp nước tưới cho tả ngạn sông Cầu. Tháng 2 là tháng có dòng chảy thấp nhất trên phần lớn các sông tại Thái Nguyên cũ, chỉ chiếm 1-2% tổng lượng dòng chảy hàng năm, riêng sông Công là vào tháng 1, và sông Mo Linh là vào tháng 3.

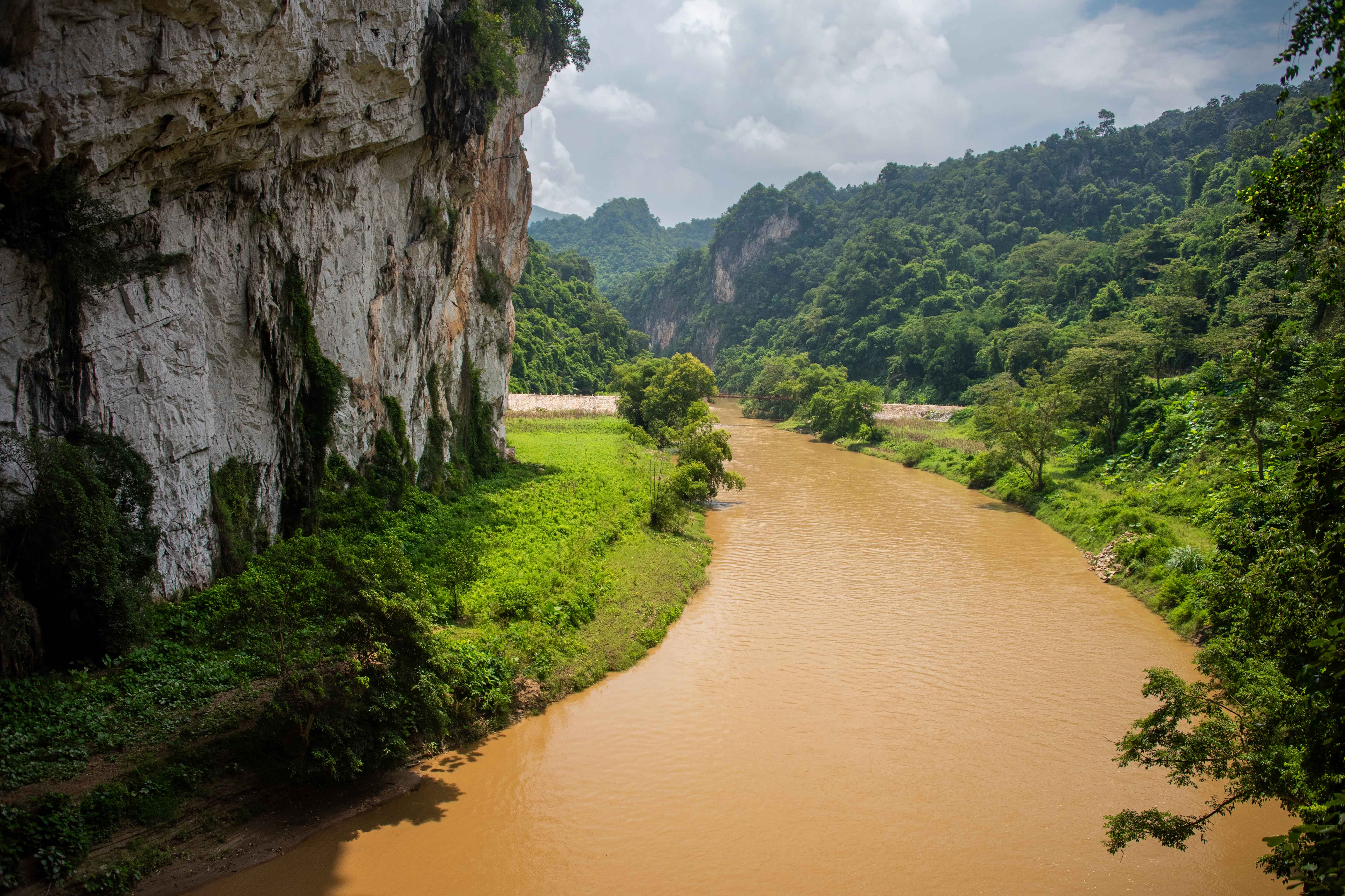
Sông Năng đoạn qua động Puông vào mùa mưa, xã Ba Bể

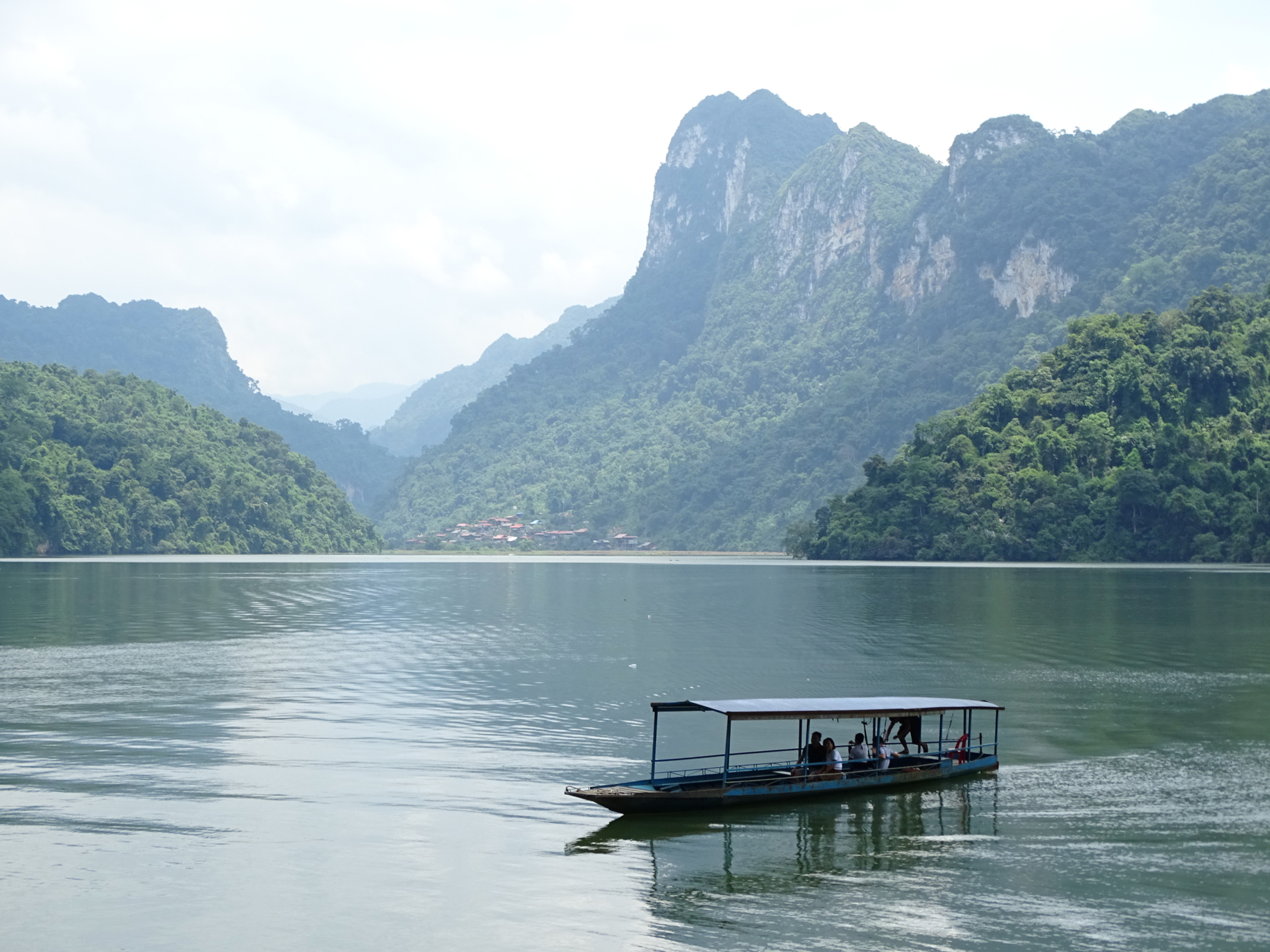
Quang cảnh hồ Ba Bể và núi quanh hồ.

Hồ Ba Bể thuộc xã Ba Bể là hồ nước ngọt tự nhiên lớn nhất Việt Nam, nằm ở độ cao khoảng 145 m so với mực nước biển. Hồ nhận được nước của sông Chợ Lèng và sông Nam Cường, rồi chảy ra sông Năng. Hồ có chiều dài hơn 8 km, nơi rộng nhất 2 km, diện tích mặt nước khoảng 6,50 km², độ sâu trung bình 20 m. Hồ Núi Cốc được xây dựng từ năm 1973, đập chính dài 480 m và cao 26 m ngăn dòng sông Công tại xã Đại Phúc. Hồ có diện tích mặt nước 25 km², chỗ dài nhất là 12 km và chỗ rộng nhất là 3 km, dung tích 175 triệu m³ nước. Hồ có vai trò rất quan trọng trong điều tiết lũ sông Công, cung cấp nước tưới cho cây trồng, công nghiệp, và nước sinh hoạt. Hồ Nặm Cắt tại xã Phong Quang được xây xong vào năm 2020, diện tích lòng hồ là 87 ha, giúp cung cấp nước cho thành phố Bắc Kạn cũ. Một số hồ thủy lợi lớn khác trên địa bàn tỉnh là hồ Bảo Linh (83 ha), Ghềnh Chè (80 ha), Suối Lạnh (48,8 ha), Trại Gạo (47 ha), Quán Chẽ (43 ha), Bản Chang (40 ha), Vai Miếu (39,4 ha), Khuổi Khe (32 ha), Vân Hán (31 ha)), Phượng Hoàng (20,5 ha), Phú Xuyên/Vai Bành (18,25 ha), Cặp Kè (12 ha). Tỉnh có các hồ chứa thủy điện lớn là Pác Cáp trên sông Nà Rì và Thác Giềng 1 trên sông Cầu, và một phần nhỏ của hồ thủy điện Tuyên Quang.
Đập Thác Huống tại phường Gia Sàng được khánh thành từ năm 1929, để lấy nước sông Cầu cho công trình thủy nông Thác Huống (sông Máng). Toàn bộ tuyến kênh này dài hơn 52 km, đảm bảo nước tưới cho khu vực Phú Bình và một phần của tỉnh Bắc Ninh. Kênh chính hồ Núi Cốc có chiều dài khoảng 18 km, rộng 13-15 m, dẫn nước đến khu vực Phú Bình. Thái Nguyên cũ có tài nguyên nước mặt khá phong phú, khoảng trên 2 tỷ m³. Về nước ngầm, khu vực này có khả năng cung cấp nước mang tính cục bộ, nhưng có độ khoáng hoá khá lớn trên 10g/l, có điểm nước khoáng La Hiên. Nước dưới đất trong khu vực thường nằm ở độ sâu tương đối lớn, do đó việc khai thác nước ngầm không dễ dàng.

### Thổ nhưỡng

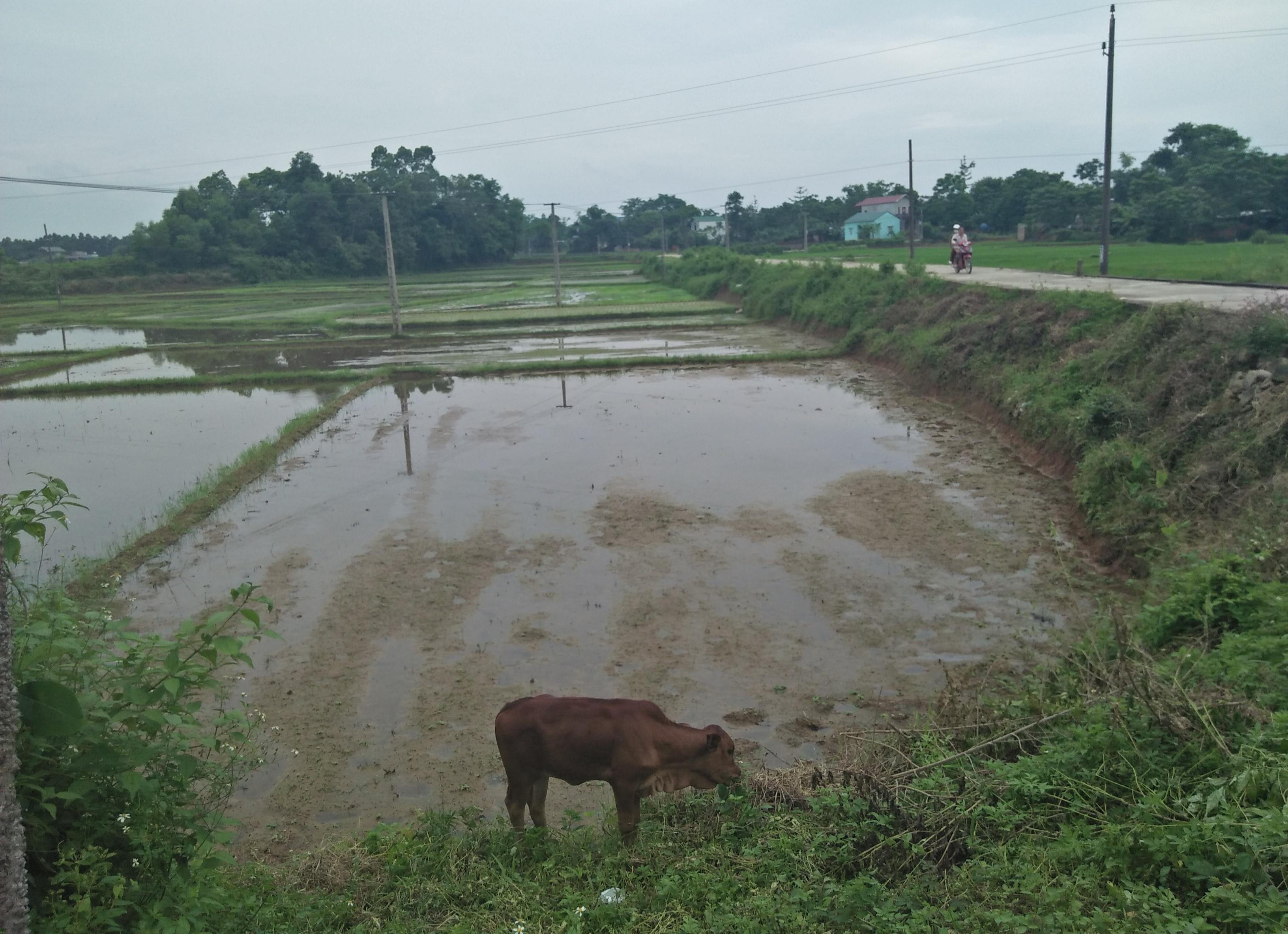
Ruộng tại xã Phú Bình, thuộc vùng thấp phía nam của tỉnh Thái Nguyên, 2017.

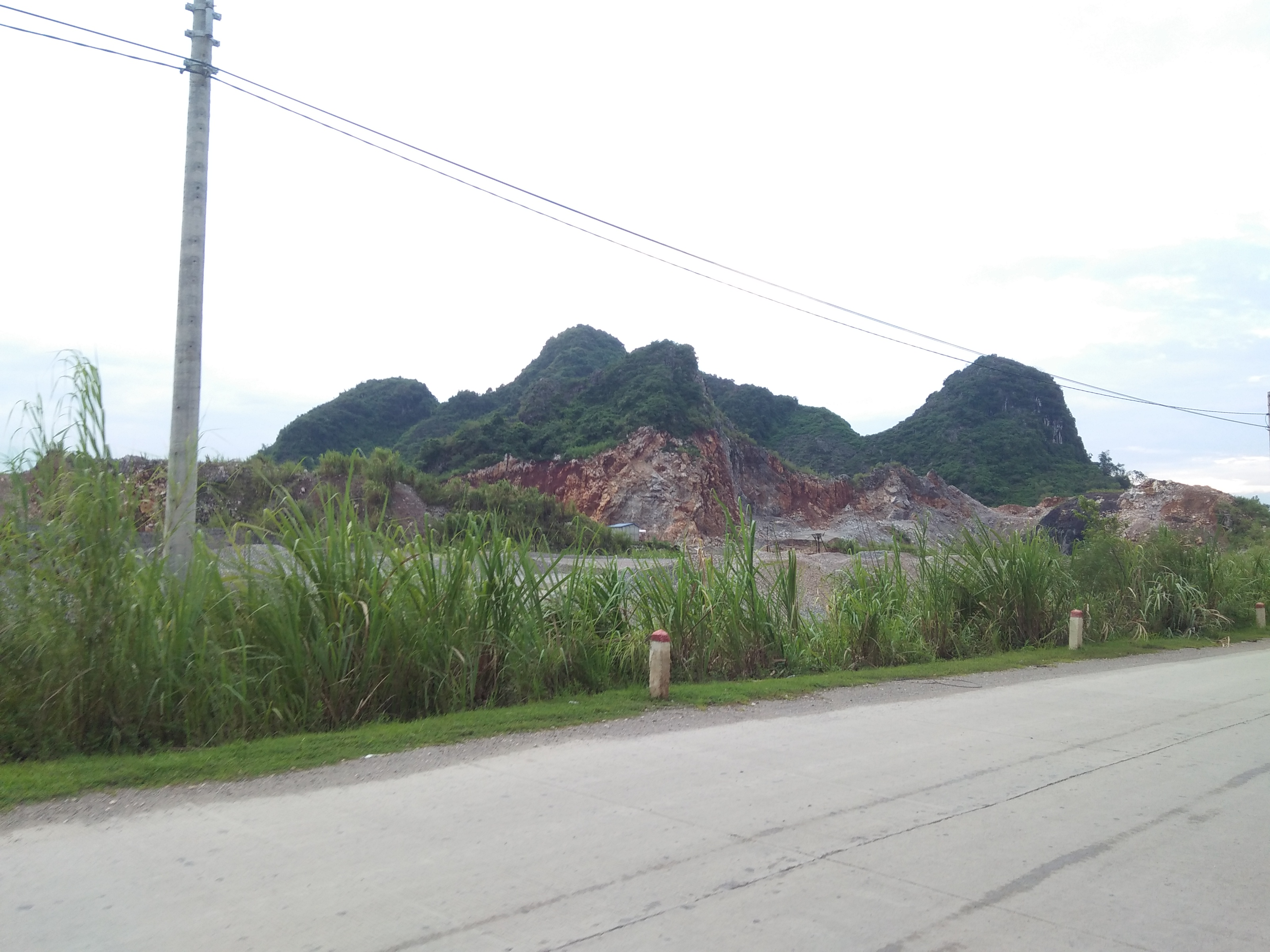
Mỏ đá Núi Voi tại phường Linh Sơn.

Xu hướng chung của toàn bộ lớp phủ đất miền đồi núi khu vực tỉnh Thái Nguyên cũ là bị feralit mạnh mẽ. Phần lớn đất đồi núi khu vực này có dung tích hấp thu thấp, nghèo cation kiềm trao đổi, tỉ lệ các khoáng trong đất rất thấp. Nhìn chung, do thành phần đá mẹ thống trị ở khu vực là đá phiến và sa diệp thạch cùng các sản phẩm phá hủy từ chúng, nên đất có chất lượng yếu hoặc trung bình về mặt nông học. Theo đặc điểm, đất khu vực Thái Nguyên cũ gồm có: Đất feralit màu vàng nhạt trên núi thấp chiếm 48,1% diện tích, thường phân bổ ở độ cao trên 200 m, hình thành do phong hoá từ đá mácma, đá biến chất và đá trầm tích. Đất feralit điển hình vùng đồi và núi thấp chiếm 31,1% diện tích, chủ yếu hình thành trên cát kết, bột kết, phiến sét và một phần phù sa cổ kiến tạo. Đất feralit trên đá vôi có màu nâu đỏ, chủ yếu ở Võ Nhai. Đất dốc tụ phù sa chiếm 12,4% diện tích, nằm ở ven sông suối, trong các thung lũng hẹp hoặc các bãi đá chân núi. Đất ngập nước phân bổ chủ yếu dọc theo sông Công và phía nam Phổ Yên.

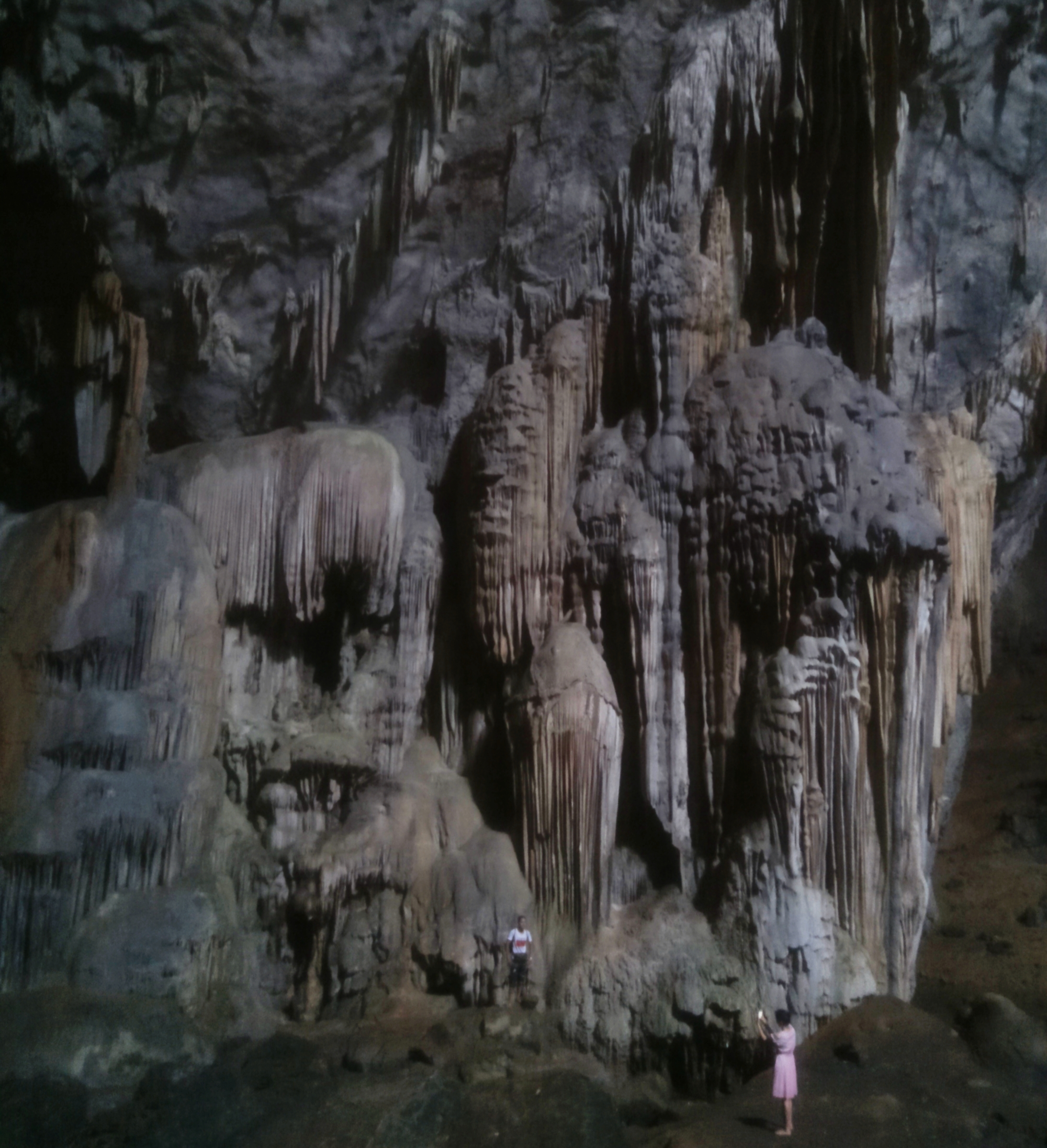
Nhũ đá tại hang Phượng Hoàng, xã Võ Nhai

Trên địa bàn tỉnh Bắc Kạn cũ, nhóm đất đỏ vàng là nhóm có diện tích lớn nhất, chiếm 85,51%. Trong đó, đất đỏ vàng trên đá sét và biến chất chiếm 53,32% diện tích, đất vàng đỏ trên đá macma axit chiếm 14,26% diện tích, đất đỏ nâu trên đá vôi chiếm 11,61% diện tích và có nhiều ở Na Rì. Các loại đất này có độ dày tầng đất thường lớn hơn 100 cm, với độ dày tầng canh tác trung bình khoảng 15 cm và 16 cm. Nhóm đất thung lũng có diện tích 9,93 km². Nhóm đất mùn vàng đỏ trên núi có diện tích 215,12 km², phân bố trên địa hình đồi núi cao. Nhóm đất phù sa có diện tích 88,31 km², phân bố thành dải hẹp ven các sông. Nhóm đất đen có diện tích 51 ha, phân bố tại vùng Ba Bể và Bạch Thông. Đá vôi tập trung ở các vùng như Na Rì và Chợ Mới, với diện tích khoảng 564,11 km².
Theo điều tra năm 2018 tại tỉnh Bắc Kạn, diện tích đất sản xuất nông nghiệp là 44.116 ha, tăng so với năm 2010 do khai thác đất chưa sử dụng chuyển từ đất lâm nghiệp. Trong đó, diện tích đất trồng lúa là 19.671 ha, bình quân toàn tỉnh đạt 609 m²/người. Đất trồng cây hàng năm khác có diện tích 16.266 ha. Đất trồng cây lâu năm có tổng diện tích 8.180 ha. Diện tích đất lâm nghiệp là 413.366 ha, chiếm 85,06% diện tích tự nhiên toàn tỉnh. Trong đó, đất rừng sản xuất là 295.484 ha, đất rừng phòng hộ là 90.742 ha, diện tích rừng đặc dụng có 27.140 ha. Theo điều tra năm 2017 tại tỉnh Thái Nguyên cũ, diện tích đất sản xuất nông nghiệp là 112.190 ha. Trong đó, diện tích đất trồng lúa là 44.895 ha, đất trồng cây hàng năm khác là 16.284 ha, đất trồng cây lâu năm là 51.011 ha. Diện tích đất lâm nghiệp có rừng của Thái Nguyên cũ trong năm này là 185.844 ha. Trong đó, diện tích đất rừng sản xuất là 109.642 ha, đất rừng phòng hộ là 36.844 ha, đất rừng đặc dụng là 39.358 ha. Diện tích đất phi nông nghiệp là 45.005 ha.

### Hệ sinh thái

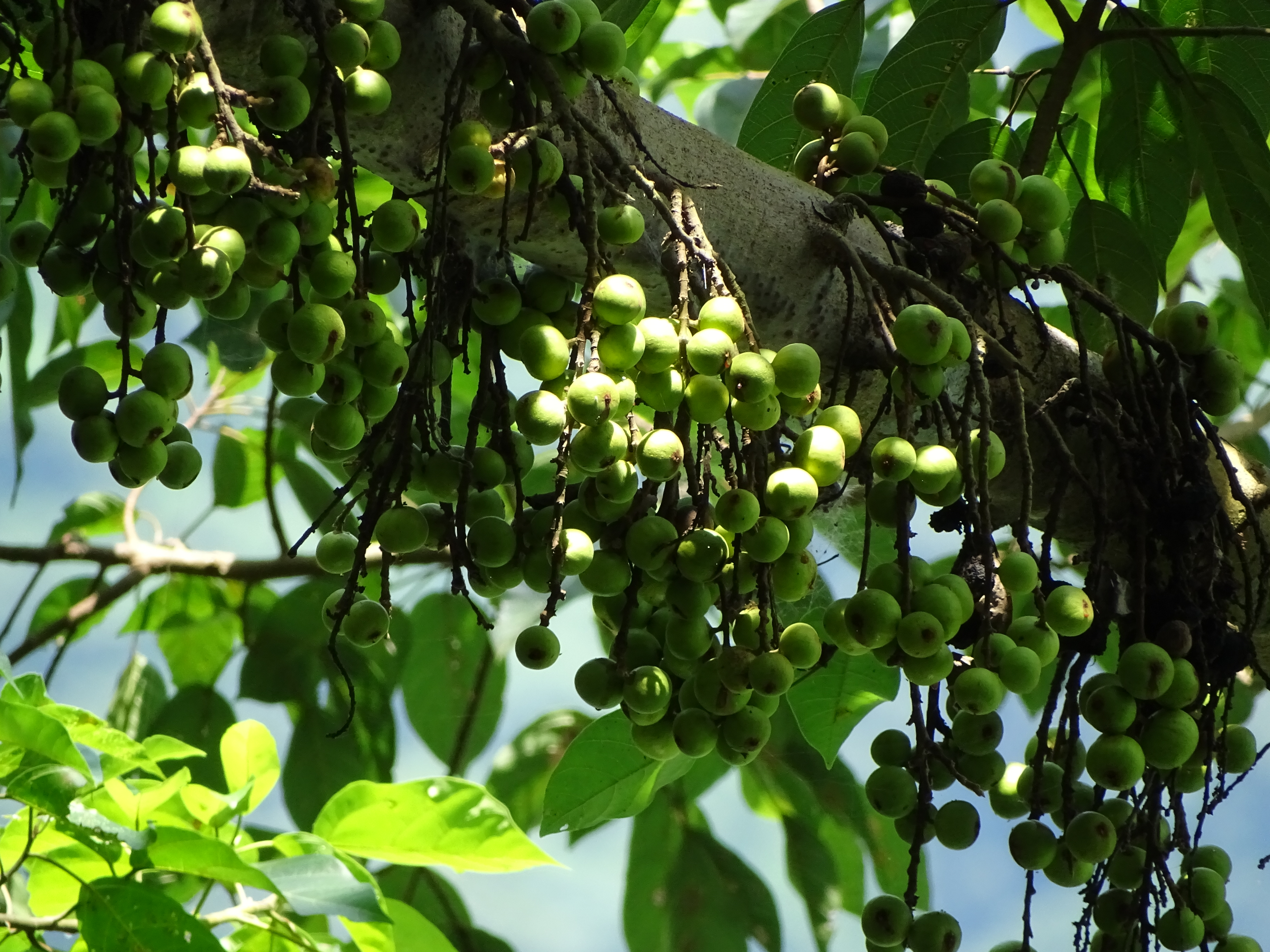
Quả rừng tại Vườn quốc gia Ba Bể.

Khu vực tỉnh Bắc Kạn cũ có hơn 1.790 loài thực vật, 84 loài thú, 314 loài chim, 69 loài lưỡng cư - bò sát, 1.091 loài côn trùng, 109 loài cá. Trong đó, có 213 loài động, thực vật quý hiếm, có giá trị bảo tồn cao.  Rừng rậm thường xanh nhiệt đới từng bao phủ toàn bộ diện tích tỉnh Thái Nguyên cũ trước khi con người tác động. Hệ thực vật ít nhất là có 2.000 loài; hệ động vật có 422 loài chim, thú, bò sát, ếch nhái; vẫn còn một số loài quý hiếm.
Vườn quốc gia Ba Bể có diện tích là 100,48 km², phân khu bảo vệ nghiêm ngặt là 38,46 km², là một phức hệ sông, hồ, rừng trên núi đá vôi. Vườn có các loài cây gỗ quý hiếm như: nghiến, đinh, lim, trúc dây, lát hoa; trong đó, trúc dây là một loài tre đặc hữu của Ba Bể. Đây là trung tâm đa dạng và đặc hữu cao nhất về loài lan không chỉ của Việt Nam mà còn của toàn Đông Nam Á. Các loài động vật đặc hữu quý hiếm trong vườn là voọc đen má trắng, gấu ngựa, vạc hoa, cá cóc bụng hoa,, cầy vằn bắc, rắn hổ mang chúa. Vườn có các thảo dược quý như bảy lá một hoa, lan hành, ba kích, hoàng đằng, mã tiền rừng. 
Khu Bảo tồn loài và sinh cảnh Nam Xuân Lạc nằm tại vùng Bắc Chợ Đồn có các loài thực vật quý hiếm như nghiến, trai, đinh, các loài Lan (Lan hài) và một số loài dược liệu quý như đẳng sâm, ba kích, kê huyết đằng; các loài động vật quý hiếm như khỉ đen, khỉ mốc, cu li lớn, cu li nhỏ, gấu chó, vạc hoa.

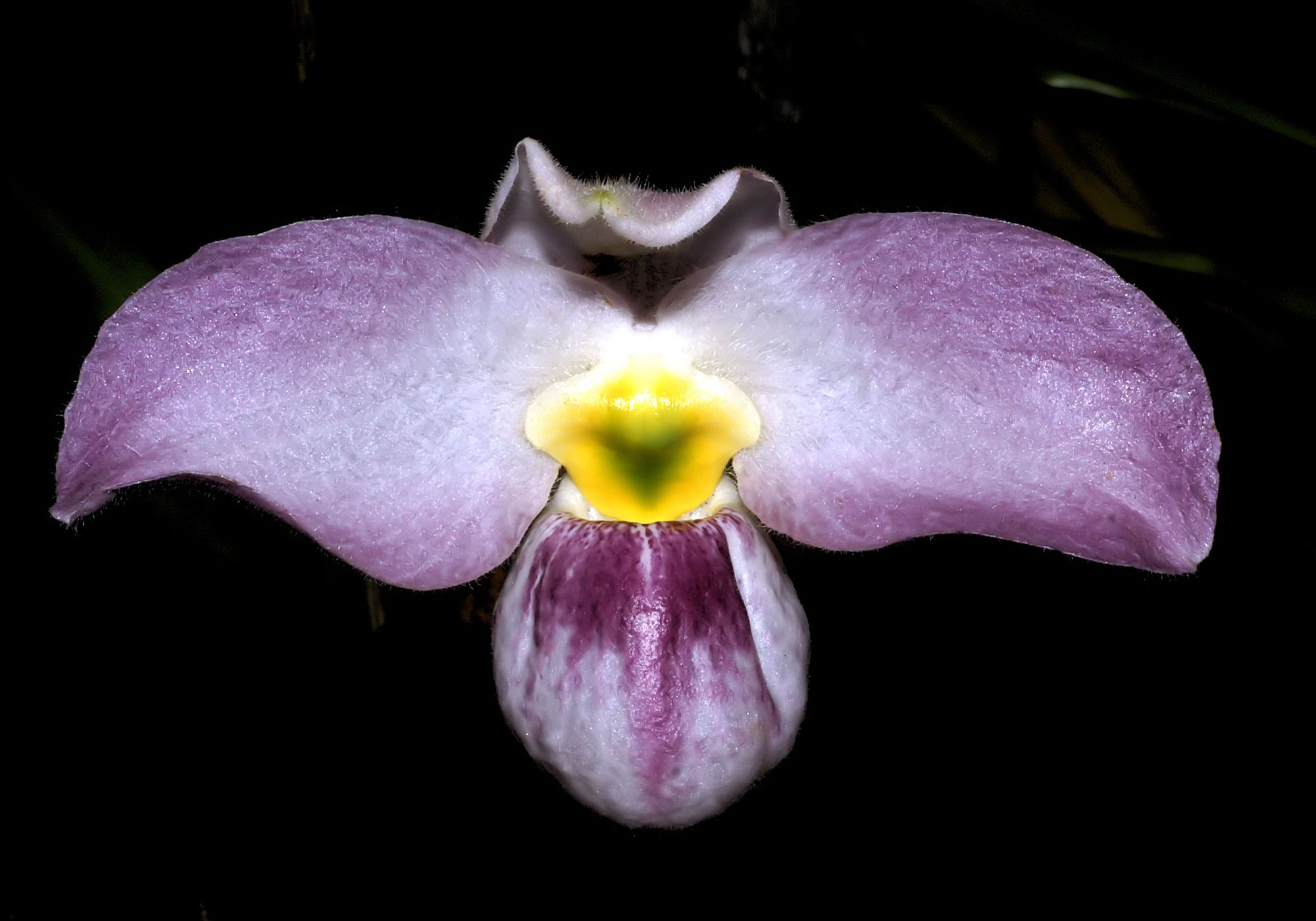
Lan hài Việt Nam là loài đặc hữu của vùng Đồng Hỷ của tỉnh Thái Nguyên.

Khu Dự trữ thiên nhiên Kim Hỷ có tổng diện tích hơn 150,53 km², thuộc vùng Bạch Thông-Na Rì, có hệ sinh thái rừng trên núi đá vôi. Khu có nhiều loài thực vật quý hiếm như: Du sam đá vôi, thiết sam giả (Pseudotsuga sinensis), các loài động vật đặc hữu, quý hiếm gồm: Voọc đen má trắng (Trachypithecus francoisi), hươu xạ (Moschus berezovski), rùa hộp ba vạch (Cuora cyclornata) có nguy cơ tuyệt chủng, một số loài dơi hiếm gặp trên thế giới như Dơi mũi ống cánh lông (Harpiocephalus harpia); Dơi tai đốm vàng (Myotis formosus).  Khu vực được cho là nơi có nhiều chủng loại dơi nhất tại Việt Nam.
Khu dự trữ thiên nhiên Thần Sa-Phượng Hoàng có tổng diện tích 187 km², trải rộng trên các dãy núi đá vôi của vùng bắc Võ Nhai, có hệ sinh thái rừng núi đá vôi rất đặc trưng, có giá trị bảo tồn cao.  Khu dự trữ có một số loài cây quý hiếm như: Củ bình vôi, rau sắng, giảo cổ lam, ba kích, lan kim tuyến; có các loại gỗ quý hiếm: Nghiến, trai, lý, sến; có khỉ mặt đỏ có trong Sách đỏ Việt Nam. Lan hài Việt Nam (Paphiopedilum vietnamense) là loài lan đặc hữu của Việt Nam, chỉ được tìm thấy tại vùng Đồng Hỉ của Thái Nguyên.

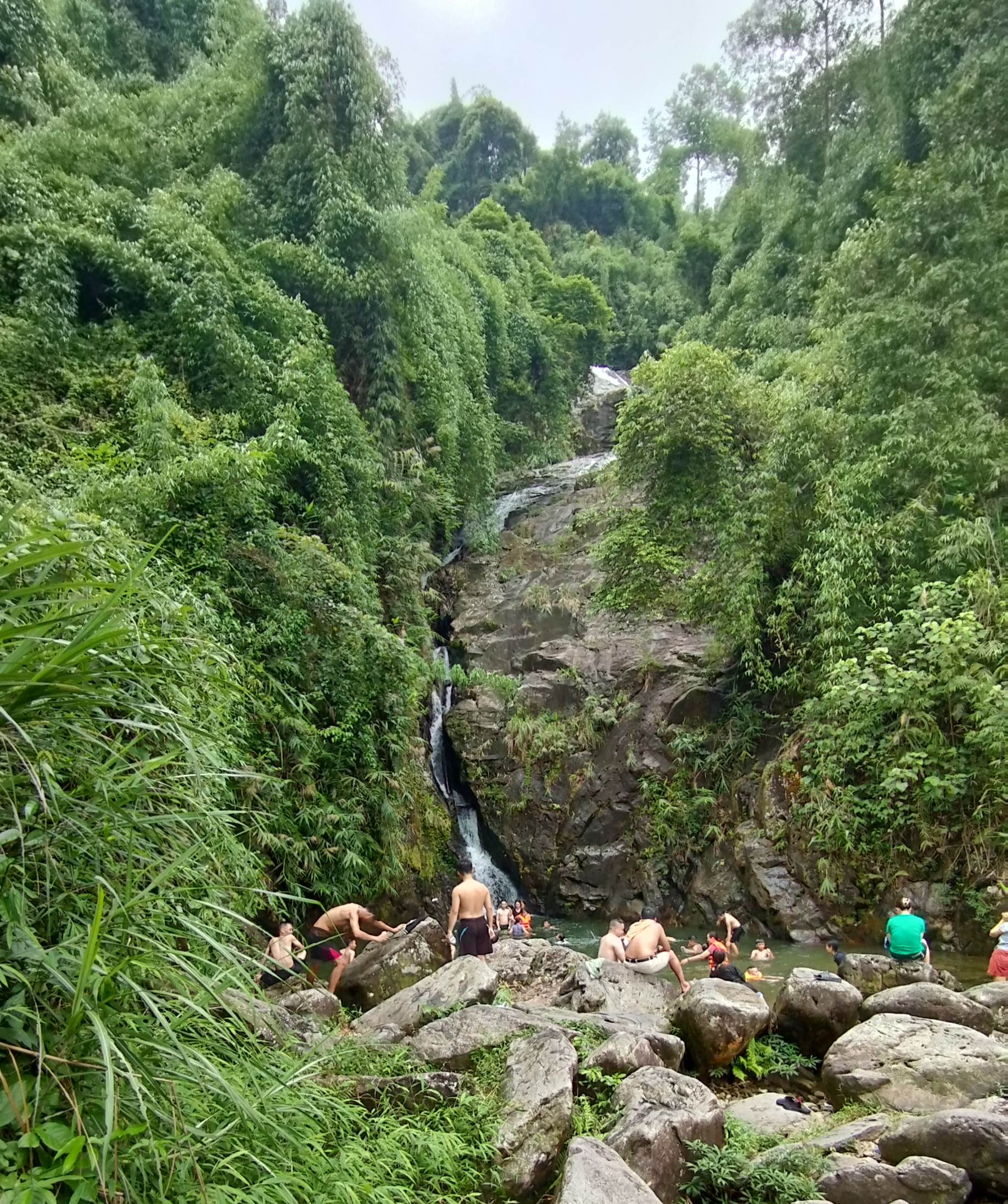
Thác Ngao tại xã Quân Chu, thuộc Vườn quốc gia Tam Đảo

Vườn quốc gia Tam Đảo trải rộng trên ba tỉnh Thái Nguyên, Vĩnh Phúc, Tuyên Quang, là khu rừng sinh thái lớn nhất miền Bắc, rộng hơn 300 km², trong đó có 261,63 km² rừng, chủ yếu là dạng rừng tự nhiên mưa ẩm thường xanh.  Vườn quốc gia Tam Đảo có 11 loài đặc hữu: Rắn sãi angen, rắn dáo thái dương; cá coóc Tam Đảo và 8 loài côn trùng. Rừng kín thường xanh mưa ẩm nhiệt đới bao phủ phần lớn dãy núi, phân bố ở độ cao dưới 800 m, có các loài như chò chỉ, giổi, re, trường mật. Rừng kín thường xanh mưa ẩm á nhiệt đới phân bổ từ độ cao 800 m trở lên. Từ độ cao 1.000 m trở lên xuất hiện một số loài thuộc ngành hạt trần như: Thông nàng, pơ mu, thông tre. Dưới tán rừng có các loài như: Vầu đắng, sặt gai, các loài cây bụi thuộc họ cà phê. Rừng lùn trên đỉnh núi xuất hiện ở các đỉnh núi cao khoảng 1.000 m trở lên, chủ yếu là các loài thuộc họ đỗ quyên, họ re, họ dẻ, họ hồi, họ thích..
Khu bảo vệ cảnh quan Thác Giềng có tổng diện tích hơn 5,9 km², có quần thể khoảng hơn 500 cây gỗ nghiến.

### Môi trường

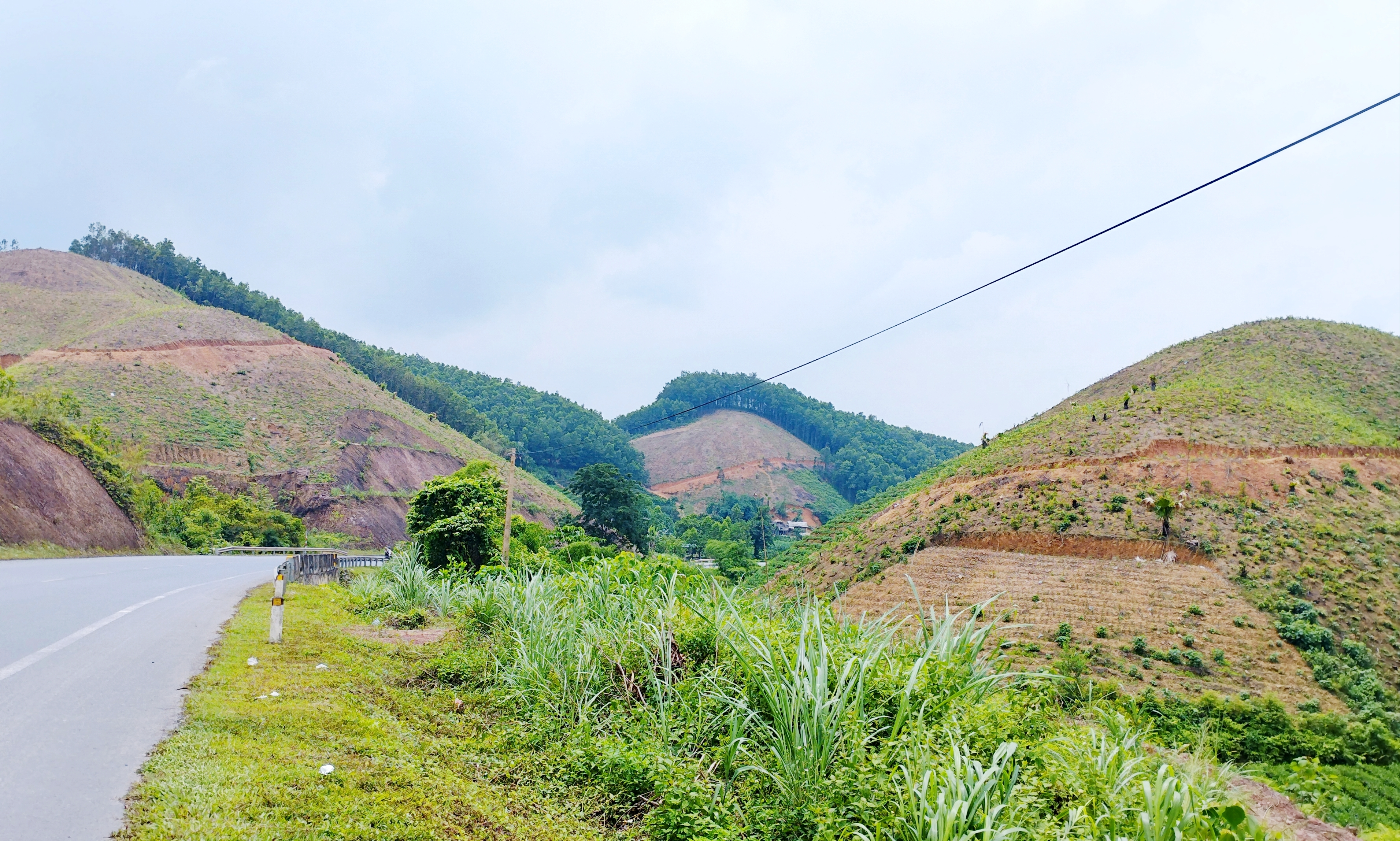
Đồi trọc sau khi khai thác gỗ rừng trồng tại xã Vô Tranh.

Thái Nguyên còn nhiều diện tích đất bạc màu, đất chua, đất lầy thụt cần được cải tạo. Đến thập niên 2000, khoảng 60% diện tích đất canh tác của tỉnh Thái Nguyên cũ thuộc loại nghèo dinh dưỡng. Nhiều diện tích đất rừng bị biến thành đất trống, đồi trọc, cần có nhiều công sức và tiền bạc để phục hồi. Nhiều vùng đất lớn trở thành các khai trường, các khu bãi thải, hoặc bị nhiễm kim loại nặng do khai thác mỏ. Các khu mỏ tự do cũng tàn phá đất trồng trọt ở các sườn đồi, ven suối. Đồng ruộng dưới các sườn dốc có nguy cơ bị bồi lấp do cát và đất đá từ trên xuống. Khu vực tỉnh Bắc Kạn cũ có hàng trăm vị trí có nguy cơ về sạt lở, lũ quét.
Do chênh lệch về lượng mưa, và độ che phủ rừng, tỉnh có nguy cơ về lũ lụt và hạn hán. Mức độ ô nhiễm trên sông Cầu và sông Công có chiều hướng giảm. Nước mặt và nước ngầm ở khu vực đô thị bị nhiễm bẩn vượt quy định. Chất lượng nước tại các khu khai khoáng và khu công nghiệp có chiều hướng tốt hơn do các doanh nghiệp đầu tư công nghệ giảm thiểu ô nhiễm. Trong vùng núi đá vôi xuất hiện suối ngầm nên thường gây mất nước trong mùa khô. Hồ Ba Bể đang bị bồi lấp nghiêm trọng do phù sa từ sông suối chảy vào, bãi bồi lấn vào lòng hồ khoảng 700-800 m so với thập niên 1960. Vùng cánh đồng Nam Cường thường bị ngập úng nhiều ngày do hang thoát nước sang hồ Ba Bể bị phù sa bồi lắng. Các công trình thủy điện từng gây cạn kiệt nước sông, ngập nước đất sản xuất.

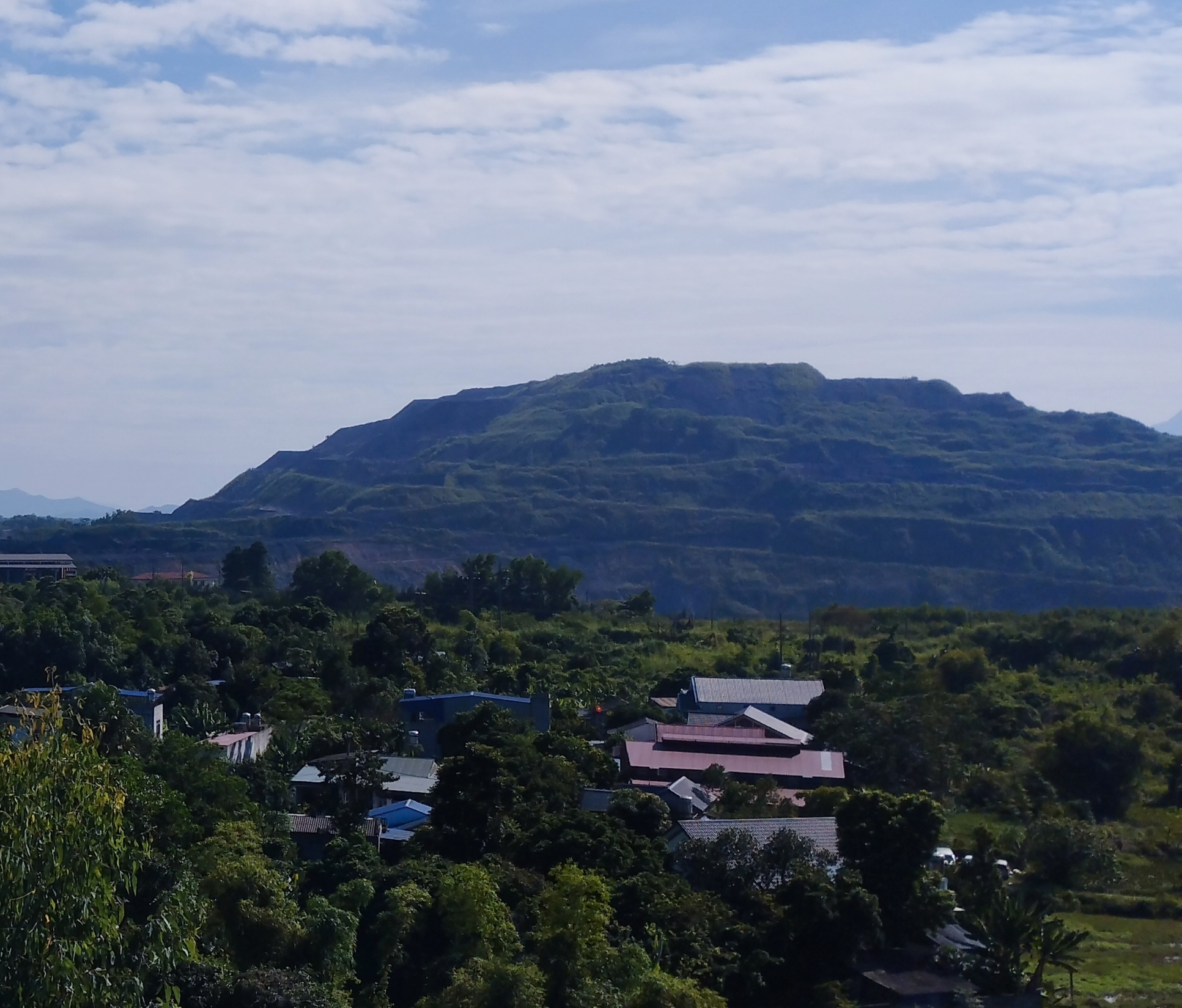
Bãi thải của mỏ than Khánh Hoà tại phường Quyết Thắng trở thành một ngọn núi nhân tạo.

Do có nhiều cơ sở công nghiệp và khai khoáng, không khí Thái Nguyên có nhiều loại chất thải độc hại như khói, bụi, các loại khí độc. Tại các đô thị lớn hay vùng mỏ than, có hàm lượng khí CO2, SO2, asen vượt quy định, bụi có nơi gấp nhiều lần tiêu chuẩn cho phép. Chất lượng không khí các đô thị khu vực tỉnh Bắc Kạn cũ nhìn chung khá tốt, nhưng không khí tại các khu vực khai thác khoáng sản cũng bị ô nhiễm trầm trọng.
Rừng tại Thái Nguyên từng bị khai thác quá mức, rừng tự nhiên hiện còn lại rất ít, khả năng phòng hộ bảo vệ môi trường thấp. Phần lớn diện tích rừng hiện nay là rừng thứ sinh, có chất lượng thấp. Việc mất rừng làm suy giảm tính đa dạng sinh học, mất nguồn gen quý. Tài nguyên rừng của tỉnh suy giảm do khai thác lâm nghiệp bừa bãi một thời gian dài trong thời bao cấp, khai thác khoáng sản, người dân tộc thiểu số lấy gỗ củi và đốt rừng làm nương rẫy. Cần thiết phải bảo vệ rừng, đồng thời khôi phục tài nguyên rừng.
Đến năm 2023, khoảng hơn 90% số hộ dân ở các đô thị ở Thái Nguyên cũ sử dụng nước sạch. Một số nơi phải cấm khai thác nước ngầm do xảy ra sự cố sụt, lún đất. Một số khu vực của thành phố Thái Nguyên xảy ra tình trạng ngập úng khi có mưa lớn. Bãi rác Đá Mài là nơi xử lý rác lớn nhất Thái Nguyên, tiếp nhận 220 tấn rác thải sinh hoạt mỗi ngày, nhưng có hiện tượng phát tán bụi, khói, mùi hôi, nước rỉ rác ra môi trường.

## Chính quyền

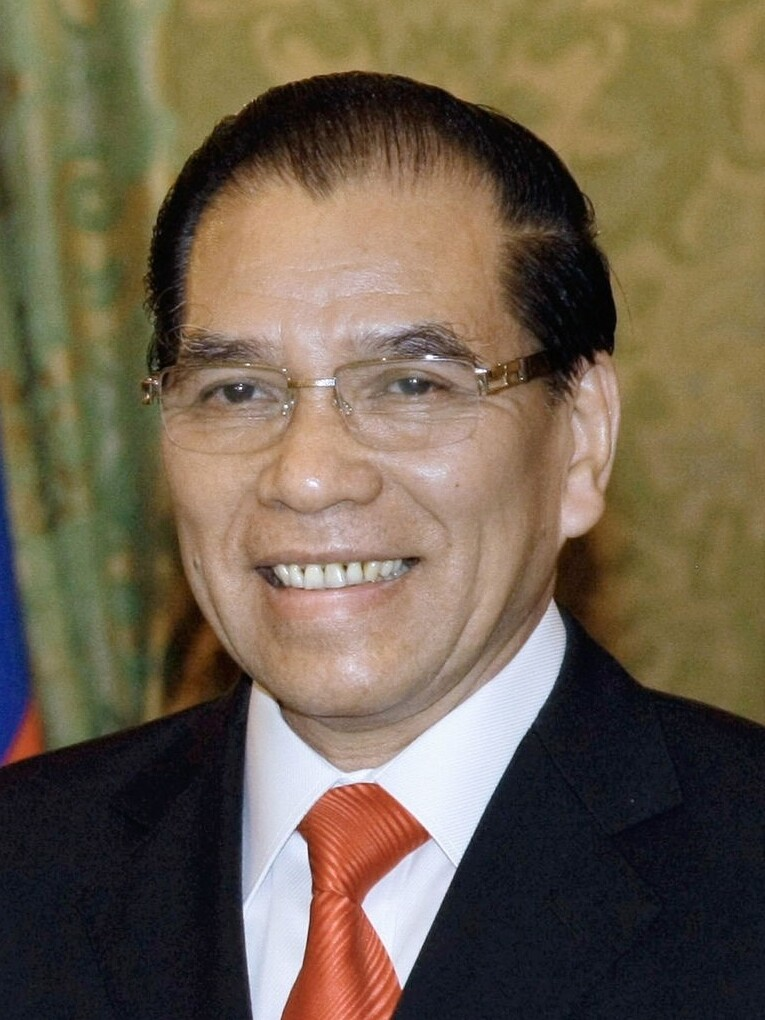
Nông Đức Mạnh từng giữ các chức vụ bí thư tỉnh ủy Bắc Thái, Chủ tịch Quốc hội, Tổng Bí thư Đảng Cộng sản Việt Nam.

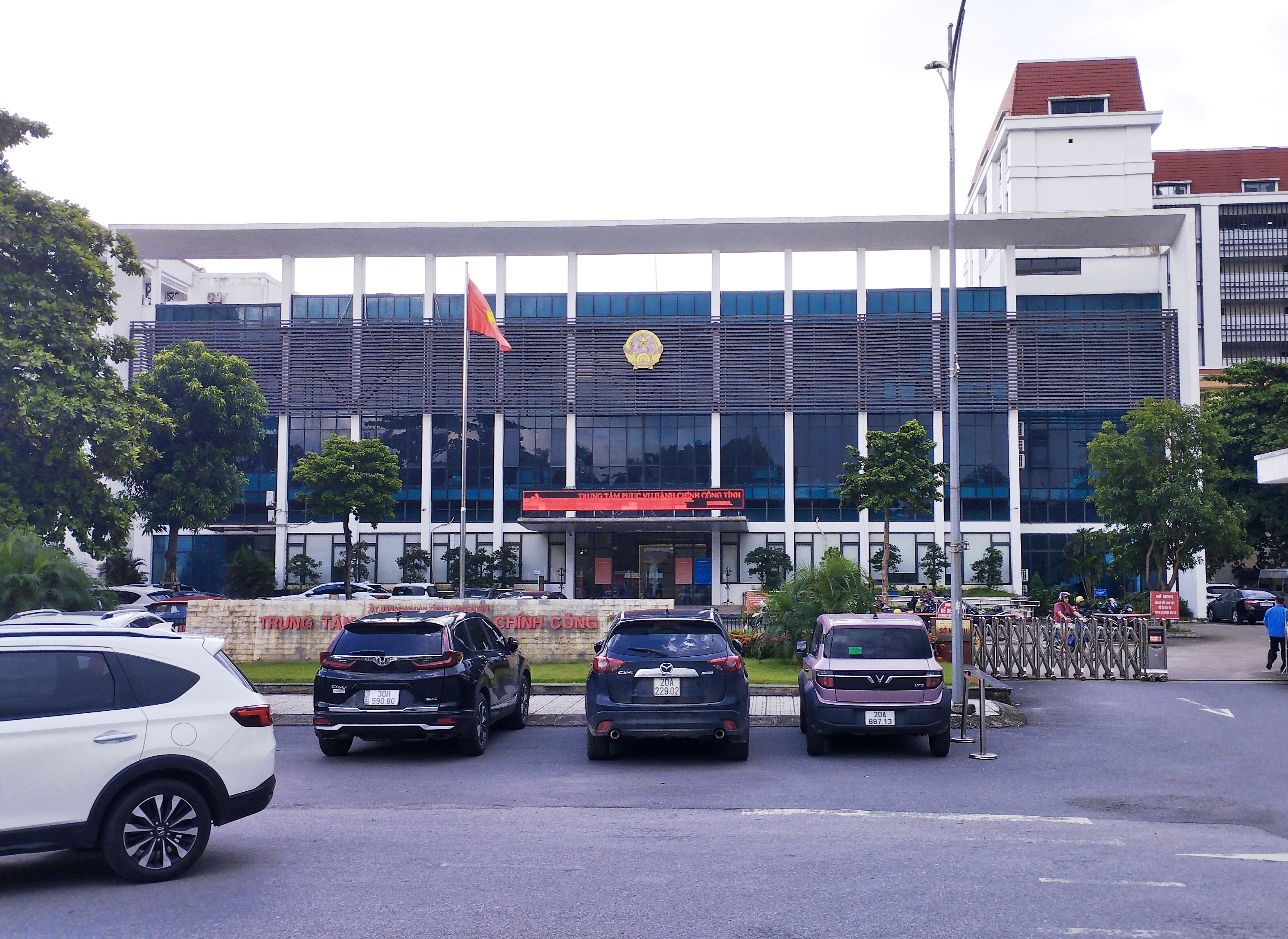
Trung tâm Phục vụ hành chính công tỉnh Thái Nguyên, phường Phan Đình Phùng

Năm 2024, tỉnh Thái Nguyên cũ có tổng số 1.887 biên chế hành chính; 25.435 biên chế sự nghiệp công lập. Cùng năm, tỉnh Bắc Kạn cũ có tổng số biên chế hành chính là 1.459; biên chế sự nghiệp công lập là 9.619 người. Số liệu của hai tỉnh thuộc cấp tỉnh và cơ sở, phần lớn người thuộc về lĩnh vực giáo dục. Sau khi sáp nhập, tỉnh Thái Nguyên mới dự kiến có 60 cán bộ, 2.095 công chức, 9.446 viên chức và 526 người lao động ở cấp tỉnh. Trong năm 2024, tỉnh Thái Nguyên cũ thu ngân sách đạt 20.403 tỷ đồng, xếp thứ 9-10 tại miền Bắc, tự cân đối ngân sách và có tỷ lệ điều tiết về ngân sách Trung ương. Trong đó, thu nội địa là 17.590 tỷ đồng. Tổng chi ngân sách địa phương là 16.187 tỷ đồng, trong đó chi đầu tư phát triển là 4.847 tỷ đồng, chi thường xuyên là 9.938 tỷ. Tỉnh Thái Nguyên cũ bắt đầu tự cân đối thu chi ngân sách vào năm 2023. Tại tỉnh Bắc Kạn cũ, tổng thu ngân sách nhà nước trên địa bàn năm 2024 ước đạt 1.010 tỷ đồng; tổng chi ngân sách địa phương đạt 9.126 tỷ đồng, trong đó chi đầu tư phát triển là 3.593 tỷ đồng, chi thường xuyên là 5.530 tỷ. Ngân sách Trung ương chi bổ sung để cân đối ngân sách cho Bắc Kạn cùng các tỉnh khác. Tỉnh Thái Nguyên sau sáp nhập có 2.888 trụ sở, trong đó dự kiến có 2.507 trụ sở tiếp tục được sử dụng làm trụ sở cho các cơ quan, đơn vị, 258 trụ sở có phương án sử dụng khác và 123 trụ sở không tiếp tục sử dụng. Năm 2019, trên 90% cán bộ, công chức hệ thống chính trị cấp xã ở vùng dân tộc thiểu số của tỉnh Bắc Kạn là người dân tộc thiểu số. Năm 2024, tỷ lệ cán bộ, công chức, viên chức người dân tộc thiểu số trong toàn tỉnh Thái Nguyên cũ tham gia vào các cơ quan, tổ chức, đơn vị là hơn 18%; cấp huyện là 24%; cấp xã là gần 32%.
Tại Quốc hội Việt Nam khóa XV, tỉnh Bắc Kạn có sáu đại biểu thuộc hai khu vực, trong đó có hai đại biểu do Trung ương giới thiệu; tỉnh Thái Nguyên có bảy đại biểu thuộc ba khu vực, trong đó có ba đại biểu do Trung ương giới thiệu. Hội đồng Nhân dân tỉnh Bắc Kạn khoá X có 50 đại biểu trúng cử, thuộc 14 đơn vị, trong đó 50% là nữ giới. HĐND Thái Nguyên khóa XIV có 66 đại biểu trúng cử, thuộc 27 khu vực, có 19 đại biểu là nữ giới. Trụ sở làm việc Khối các cơ quan tỉnh Thái Nguyên được khởi công từ tháng 6 năm 2023 tại phường Phan Đình Phùng, với chi phí 405 tỉ đồng. Một trụ sở làm việc liên cơ quan cấp địa phương cũng được xây dựng tại phường Vạn Xuân từ tháng 8 năm 2023, với mức đầu tư khoảng 400 tỉ đồng. Sau khi thị trấn Chùa Hang sáp nhập vào thành phố Thái Nguyên năm 2017, khu hành chính mới của huyện Đồng Hỷ được xây dựng tại Hoá Thượng với nhiều hạng mục. Trung tâm Phục vụ hành chính công tỉnh Thái Nguyên được khai trương vào năm 2020, là nơi thực hiện nhiều thủ tục hành chính thuộc phạm vi quản lý của các sở, ban, ngành, doanh nghiệp nhà nước, các cơ quan Trung ương trên địa bàn tỉnh. Tỉnh Bắc Kạn cũ cũng có trung tâm phục vụ hành chính công. Chỉ số năng lực cạnh tranh cấp tỉnh (PCI) năm 2024 của tỉnh Thái Nguyên xếp thứ 26, còn tỉnh Bắc Kạn không được xếp hạng. Chỉ số hiệu quả quản trị và hành chính công cấp tỉnh (PAPI) năm 2024 của tỉnh Thái Nguyên xếp thứ 4, của tỉnh Bắc Kạn xếp thứ 22.

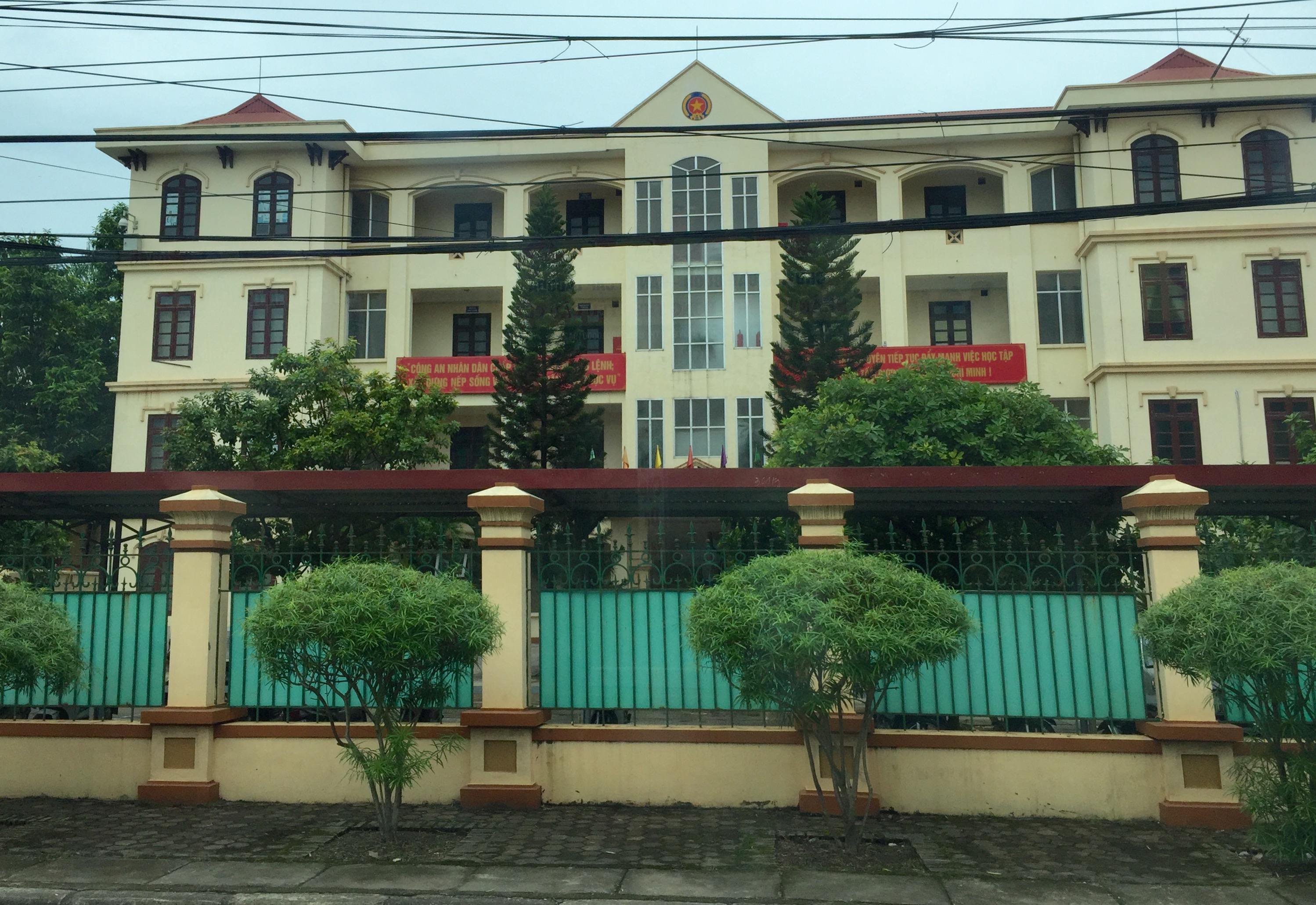
Trụ sở cũ của Công an tỉnh Thái Nguyên và Công an thành phố Thái Nguyên

Thái Nguyên là tỉnh có truyền thống cách mạng, Đảng bộ tỉnh Bắc Kạn cũ vào năm 2024 có 12 đảng bộ trực thuộc, với 37.782 đảng viên, chiếm hơn 11% dân số. Tỉnh Bắc Kạn cũ có tỷ lệ đảng viên Đảng Cộng sản Việt Nam trên tổng dân số thuộc diện cao nhất Việt Nam. Năm 2023, Đảng bộ tỉnh Thái Nguyên cũ có 16 đảng bộ trực thuộc, có 98.378 đảng viên, chiếm khoảng 7,3% dân số. Trong khi đó, số lượng đảng viên Đảng Cộng sản Việt Nam chiếm tỷ lệ 5,4% dân số cả nước vào năm 2025. Đại hội Đảng bộ tỉnh Thái Nguyên lần thứ XX, nhiệm kỳ 2020 - 2025 bầu ra 51 ủy viên ban chấp hành, 15 ủy viên ban thường vụ; và 21 đại biểu chính thức và ba đại biểu dự khuyết dự Đại hội Toàn quốc lần thứ XIII của Đảng Cộng sản Việt Nam. Đại hội Đảng bộ tỉnh Bắc Kạn lần thứ XII, nhiệm kỳ 2020 - 2025 bầu ra 47 ủy viên ban chấp hành, 13 ủy viên ban thường vụ; và 16 đại biểu chính thức cùng một đại biểu dự khuyết dự Đại hội Toàn quốc.
Trong phong trào kết nghĩa Bắc – Nam thời Chiến tranh Việt Nam, tỉnh Bắc Kạn kết nghĩa với tỉnh Kon Tum, tỉnh Thái Nguyên kết nghĩa với tỉnh Khánh Hoà. Tỉnh Thái Nguyên từng ký kết hợp tác với một số địa phương nước ngoài như tỉnh Gyeongsangbuk của Hàn Quốc, tỉnh Luang Prabang của Lào, thành phố Linköping của Thụy Điển. Những năm gần đây, tỉnh Thái Nguyên đã cử các đoàn công tác đến nhiều quốc gia, như Hoa Kỳ, Úc, Hàn Quốc, Cuba, Brazil, Trung Quốc, Đức, Hungary, Slovakia để xúc tiến đầu tư. Một vài trong số các dự án có sử dụng vốn vay nước ngoài trên địa bàn là: Quốc lộ 3 mới Hà Nội - Thái Nguyên được xây dựng từ vốn vay của Cơ quan Hợp tác quốc tế Nhật Bản (JICA), chương trình đô thị miền núi phía Bắc tại thành phố Thái Nguyên và thành phố Bắc Kạn sử dụng vốn vay của Ngân hàng Thế giới (WB), kè chống sạt lở tại thành phố Bắc Kạn sử dụng vốn vay từ Cơ quan Phát triển Pháp (AFD).

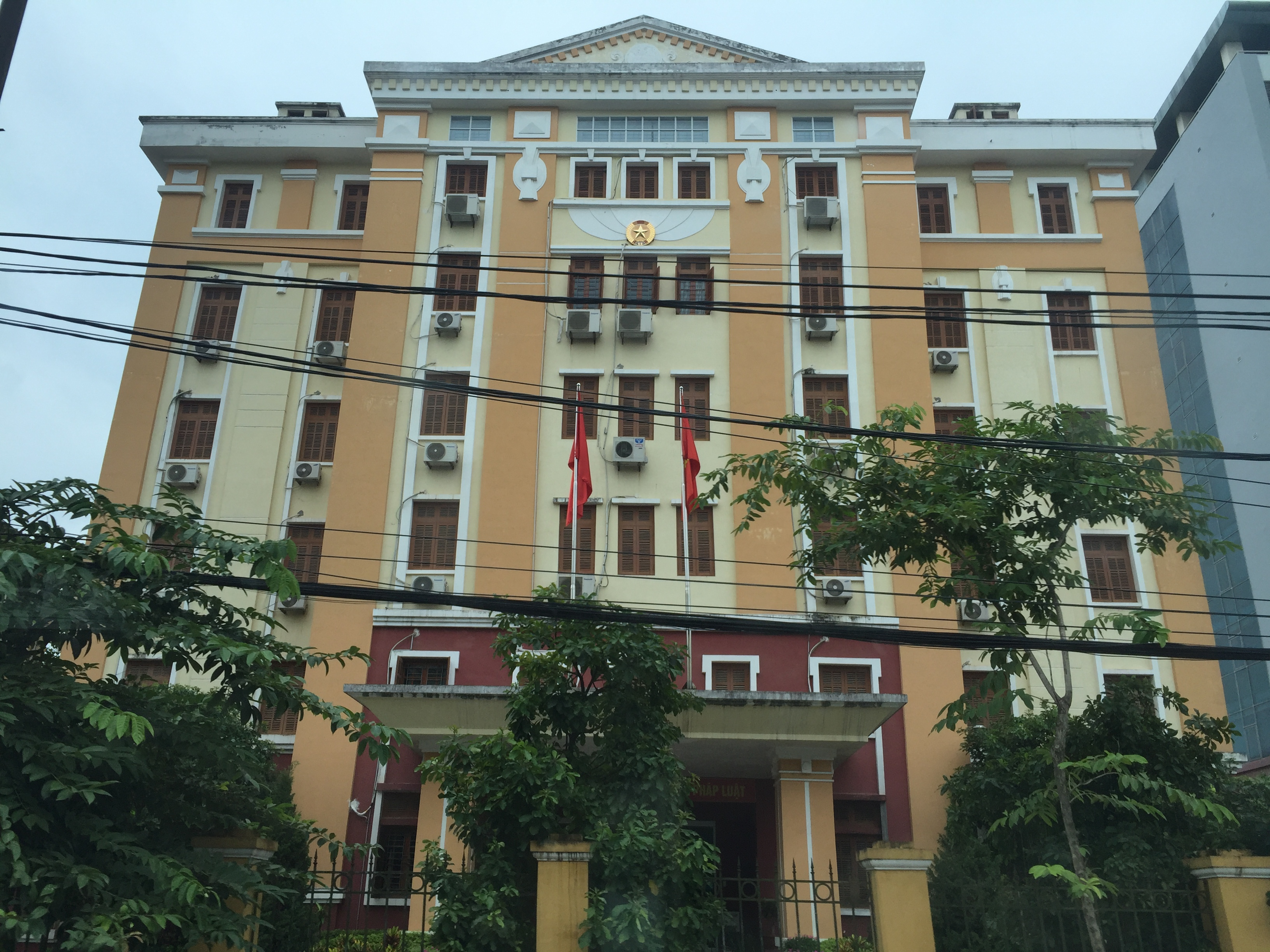
Toà nhà Viện Kiểm sát nhân dân tỉnh Thái Nguyên, phường Phan Đình Phùng.

Thái Nguyên là nơi đặt trụ sở của Bộ Tư lệnh Quân khu 1, Ngân hàng Nhà nước khu vực V, Kiểm toán Nhà nước khu vực X, Kho bạc Nhà nước khu vực VII, Chi cục Thuế khu vực VII. Chi cục Dự trữ nhà nước khu vực VI. Trong năm 2024, toà án nhân dân hai cấp của tỉnh Thái Nguyên cũ thụ lý và giải quyết 6.365/6.653 vụ việc, đạt tỷ lệ chung 95,7%, công bố 4.565 bản án, quyết định có hiệu lực pháp luật lên trang thông tin điện tử. Cùng năm, tòa án nhân dân hai cấp của tỉnh Bắc Kạn thụ lý và giải quyết 1.663/1.734 vụ việc; đạt tỷ lệ 96%. Quân khu 1 có tòa án quân sự quân khu, viện kiểm sát quân sự quân khu. Năm 2024, lực lượng công an tỉnh Thái Nguyên phát hiện, xử lý 748 vụ phạm tội và vi phạm pháp luật trong lĩnh vực kinh tế, tham nhũng, chức vụ, môi trường; phát hiện, bắt giữ 495 vụ phạm tội về ma túy; tỷ lệ điều tra khám phá án về trật tự xã hội đạt 85,3%. Cùng năm, lực lượng công an tỉnh Bắc Kạn có tỷ lệ điều tra khám phá án về trật tự xã hội đạt 94,6%; khởi tố và chuyển viện kiểm sát 163 vụ, 248 bị can. Trại giam Phú Sơn 4 của Bộ Công an tại xã Vô Tranh có khoảng 6.000 phạm nhân.
Tháng 12 năm 2022, Ủy ban Kiểm tra Trung ương của Đảng Cộng sản Việt Nam cảnh cáo Ban cán sự đảng UBND tỉnh Thái Nguyên các nhiệm kỳ 2011 - 2016, 2016 - 2021, và cảnh cáo một số cựu lãnh đạo cấp tỉnh (Dương Ngọc Long, Vũ Hồng Bắc, Nhữ Văn Tâm, Đoàn Văn Tuấn), do có những vi phạm trong quản lý, thực hiện các dự án đầu tư công, quản lý khu công nghiệp, các dự án đầu tư ngoài ngân sách nhà nước; quản lý, sử dụng đất đai, tài nguyên khoáng sản, gây hậu quả nghiêm trọng; nguy cơ thất thoát, lãng phí lớn tiền, tài sản của Nhà nước. Trong những năm gần đây, một số cán bộ cấp cao của tỉnh Thái Nguyên bị kết án tù là cựu Chủ tịch UBND TP Sông Công Lê Văn Khôi. cựu Bí thư Thành ủy Thái Nguyên, cựu Trưởng Ban Quản lý các khu công nghiệp tỉnh Phan Mạnh Cường. cựu Giám đốc Sở Công thương Nguyễn Ngô Quyết, cựu Giám đốc Nguyễn Thanh Tuấn và cựu Phó giám đốc Nguyễn Thế Giang của Sở Tài nguyên và Môi trường. cựu Phó Giám đốc Sở Ngoại vụ Trần Tùng. Tại tỉnh Bắc Kạn, cựu Giám đốc Sở Giáo dục và đào tạo Ma Thế Quyên từng bị khởi tố, Phó Giám đốc Sở Tài nguyên và Môi trường Nông Đức Di bị bắt khẩn cấp.

### Hành chính

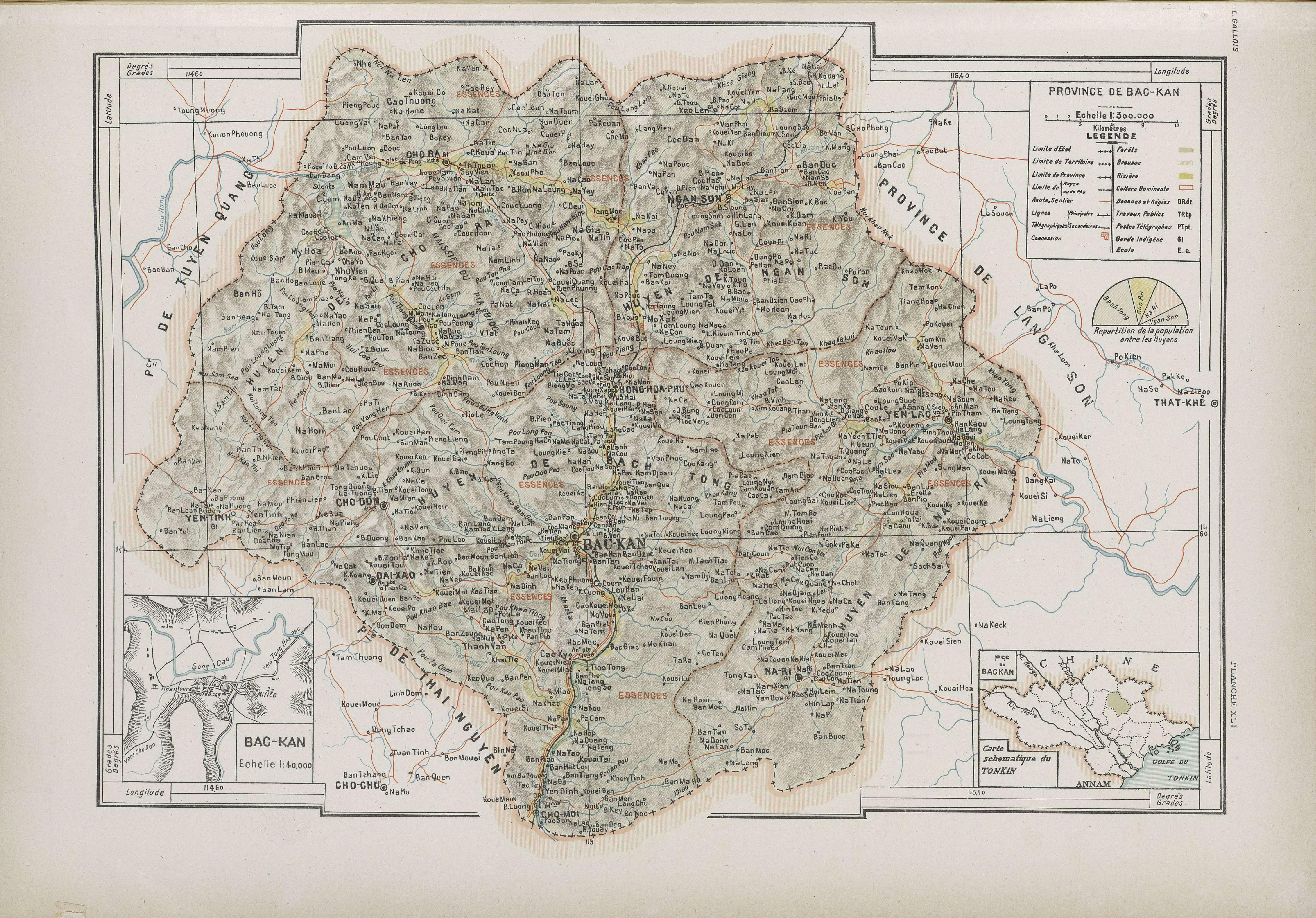
Bản đồ tỉnh Bắc Kạn năm 1909

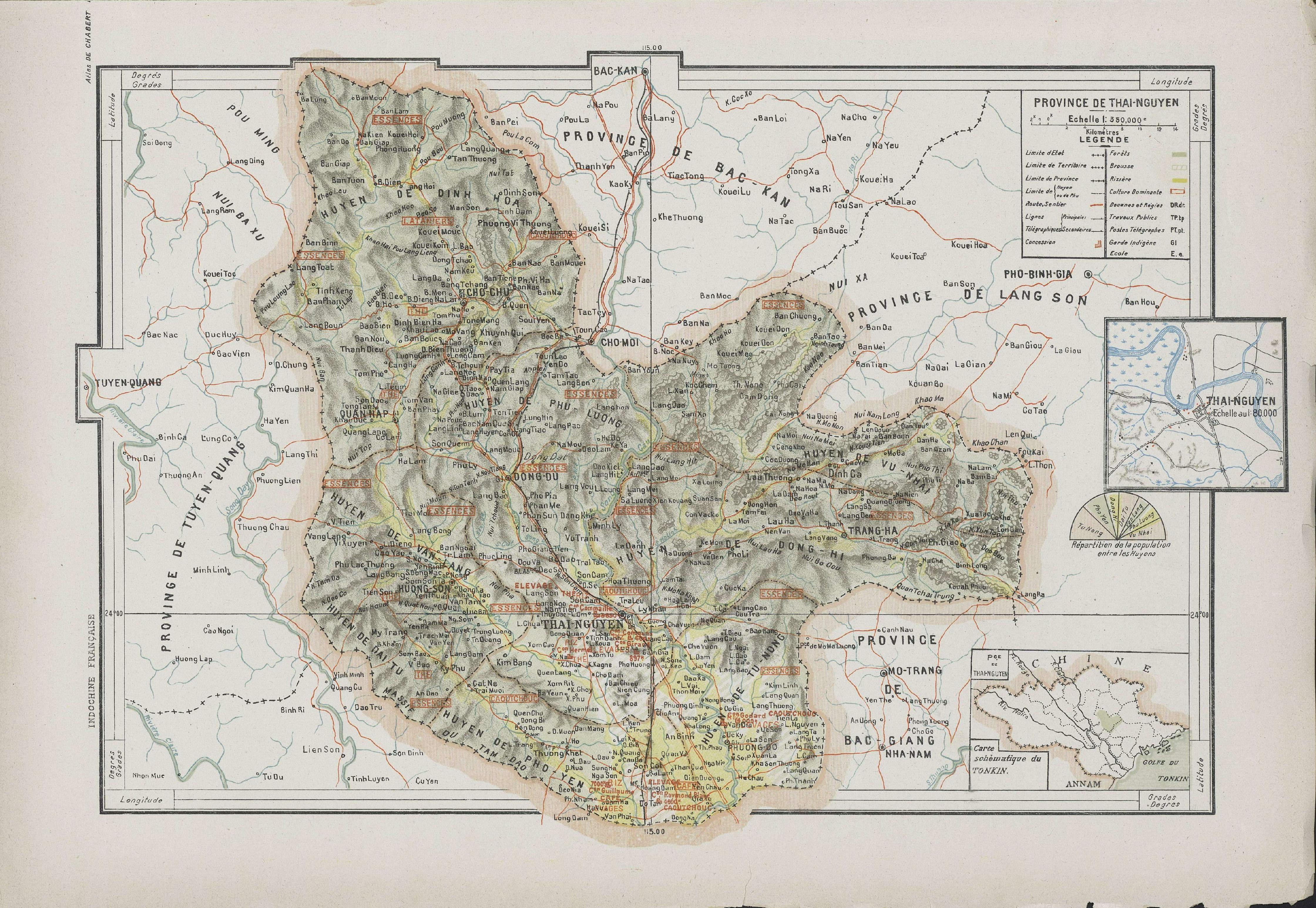
Bản đồ tỉnh Thái Nguyên năm 1909

Theo đề án thì khi sắp xếp đơn vị hành chính tỉnh Thái Nguyên và Bắc Kạn vào năm 2025, tỉnh Thái Nguyên có 92 đơn vị hành chính, gồm 15 phường, 77 xã trực thuộc. Tỉnh Bắc Kạn cũ trước khi sáp nhập gồm thành phố Bắc Kạn và bảy huyện là Pác Nặm, Ba Bể, Ngân Sơn, Chợ Đồn, Bạch Thông, Na Rì, Chợ Mới; với 108 đơn vị hành chính cấp xã, gồm: 95 xã, sáu phường, bảy thị trấn. Sau sáp nhập, khu vực tỉnh Bắc Kạn cũ có 37 đơn vị hành chính cấp xã; gồm 35 xã và 02 phường, giảm 65,74%. Tỉnh Thái Nguyên cũ trước khi sáp nhập gồm chín đơn vị hành chính cấp huyện, bao gồm: ba thành phố là Thái Nguyên, Phổ Yên, Sông Công và sáu huyện là Đại Từ, Định Hóa, Đồng Hỷ, Phú Bình, Phú Lương, Võ Nhai; với 172 đơn vị hành chính cấp xã, bao gồm: 121 xã, 41 phường và 10 thị trấn. Sau sáp nhập khu vực tỉnh Thái Nguyên cũ có 55 đơn vị hành chính cấp xã, gồm 13 phường và 42 xã, giảm 68,02%. Thời điểm tái lập tỉnh Bắc Kạn năm 1997, tỉnh có 112 đơn vị hành chính cấp xã, số lượng này sau đó từng tăng lên 122. Tỉnh Thái Nguyên cũ từng có 181 đơn vị hành chính cấp xã. Năm 2011, tỉnh Thái Nguyên giải thể các thị trấn nông trường Sông Cầu, Quân Chu, Bắc Sơn, và thành lập các thị trấn tương ứng.
Trước năm 2025, tỉnh Bắc Kạn cũ có một số xã có trên dưới 1.000 dân như xã Cao Sơn của huyện Bạch Thông, ngân sách nhà nước cấp khoảng 5–6 tỷ đồng cho chi tiêu thường xuyên của xã này mỗi năm, ngoài ra còn ngân sách cấp cho giáo dục và y tế. Phường Phan Đình Phùng là phường đông dân nhất thành phố Thái Nguyên với trên 26 nghìn người. Một số xã vùng thấp phía nam tỉnh Thái Nguyên có mật độ dân số hơn 1.000 người/km² như Nhã Lộng, Thanh Ninh và Hà Châu của huyện Phú Bình. Các đơn vị hành chính đông dân nhất tỉnh Thái Nguyên sau sáp nhập năm 2025 là phường Phan Đình Phùng, phường Vạn Xuân và phường Tích Lương; các đơn vị hành chính ít dân nhất là xã Sảng Mộc, xã Thượng Quan và xã Quảng Bạch, đều chỉ hơn 3.000 người; trong đó phường Phan Đình Phùng được sáp nhập từ bảy phường cũ, còn hai xã Sảng Mộc và Thượng Quan là hai xã duy nhất không thực hiện sáp nhập vì các lý do như vị trí biệt lập. Các đơn vị hành chính có diện tích rộng nhất tỉnh Thái Nguyên là xã Bằng Thành (208,22 km²), xã Đồng Phúc và xã Văn Lang; các đơn vị hành chính có diện tích nhỏ nhất là phường Sông Công, phường Phan Đình Phùng và phường Bá Xuyên.

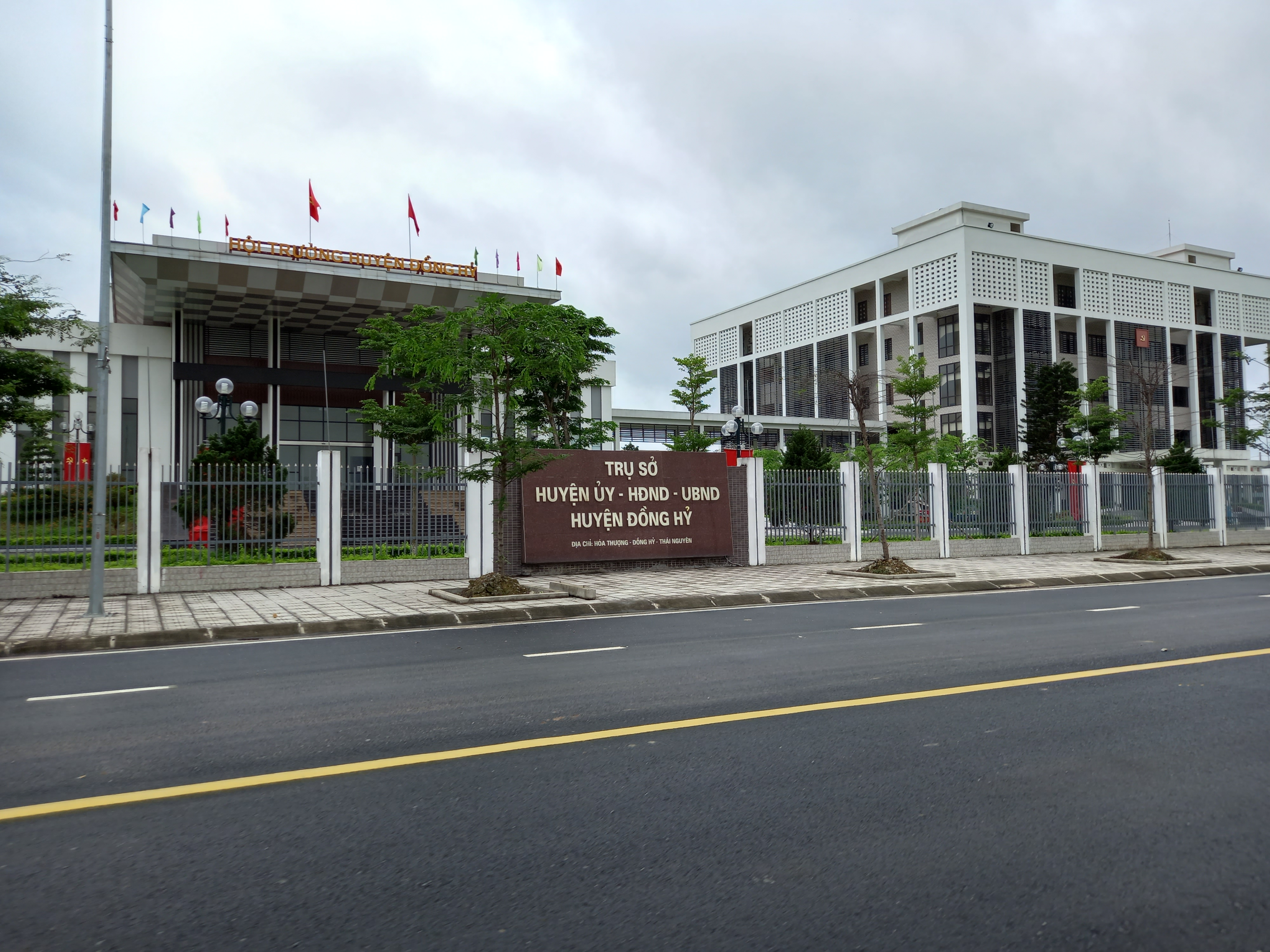
Trụ sở của Huyện ủy, HĐND, UBND huyện Đồng Hỷ cũ trước năm 2025, xã Đồng Hỷ.

Năm 1956, khu tự trị Việt Bắc được thành lập, thị xã Thái Nguyên trở thành thủ phủ của khu tự trị, đồng thời huyện Phú Bình sáp nhập vào tỉnh Bắc Giang, huyện Phổ Yên sáp nhập vào tỉnh Vĩnh Phúc. Sang năm 1957, hai huyện này trở lại tỉnh Thái Nguyên, khu vực Hợp Tiến của tỉnh Bắc Giang được chuyển sang tỉnh. Năm 1962, thị xã Thái Nguyên trở thành thành phố Thái Nguyên. Năm 1965, hai tỉnh Thái Nguyên và Bắc Kạn được hợp nhất thành tỉnh Bắc Thái. Năm 1978, hai huyện Ngân Sơn và Chợ Rã (năm 1984 đổi tên thành Ba Bể) được chuyển từ tỉnh Bắc Thái sang Cao Bằng. Năm 1985, thị xã Sông Công được thành lập từ một phần huyện Đồng Hỷ và huyện Phổ Yên, toàn bộ phần đất còn lại của huyện Đồng Hỷ ở phía tây sông Cầu được sáp nhập vào thành phố Thái Nguyên, một số xã của huyện Võ Nhai được chuyển giao cho huyện Đồng Hỷ, thủ phủ huyện Đồng Hỷ chuyển từ Thịnh Đán sang Chùa Hang. Từ ngày 1 tháng 1 năm 1997, tỉnh Bắc Thái được chia tách thành hai tỉnh Bắc Kạn và Thái Nguyên. Năm 2017, thành phố Thái Nguyên mở rộng địa giới hành chính, thủ phủ huyện Đồng Hỷ chuyển từ Chùa Hang đến Hoá Thượng.
Năm 1967, thị xã Bắc Kạn trở thành thị trấn, là thủ phủ huyện Bạch Thông. Năm 1990, thị xã Bắc Kạn được tái lập từ huyện Bạch Thông, thủ phủ huyện Bạch Thông chuyển đến Nguyễn Thị Minh Khai. Khi tái lập tỉnh, Bắc Kạn cũng tiếp nhận lại hai huyện Ngân Sơn và Ba Bể; huyện Bạch Thông tiếp nhận một số xã của huyện Phú Lương, và chuyển một số đơn vị sang thị xã Bắc Kạn, thủ phủ huyện này chuyển đến thị trấn Phủ Thông. Năm 1998, thành lập huyện Chợ Mới từ một phần huyện Bạch Thông.  Năm 2003, huyện Pác Nặm được thành lập từ một phần của huyện Ba Bể.

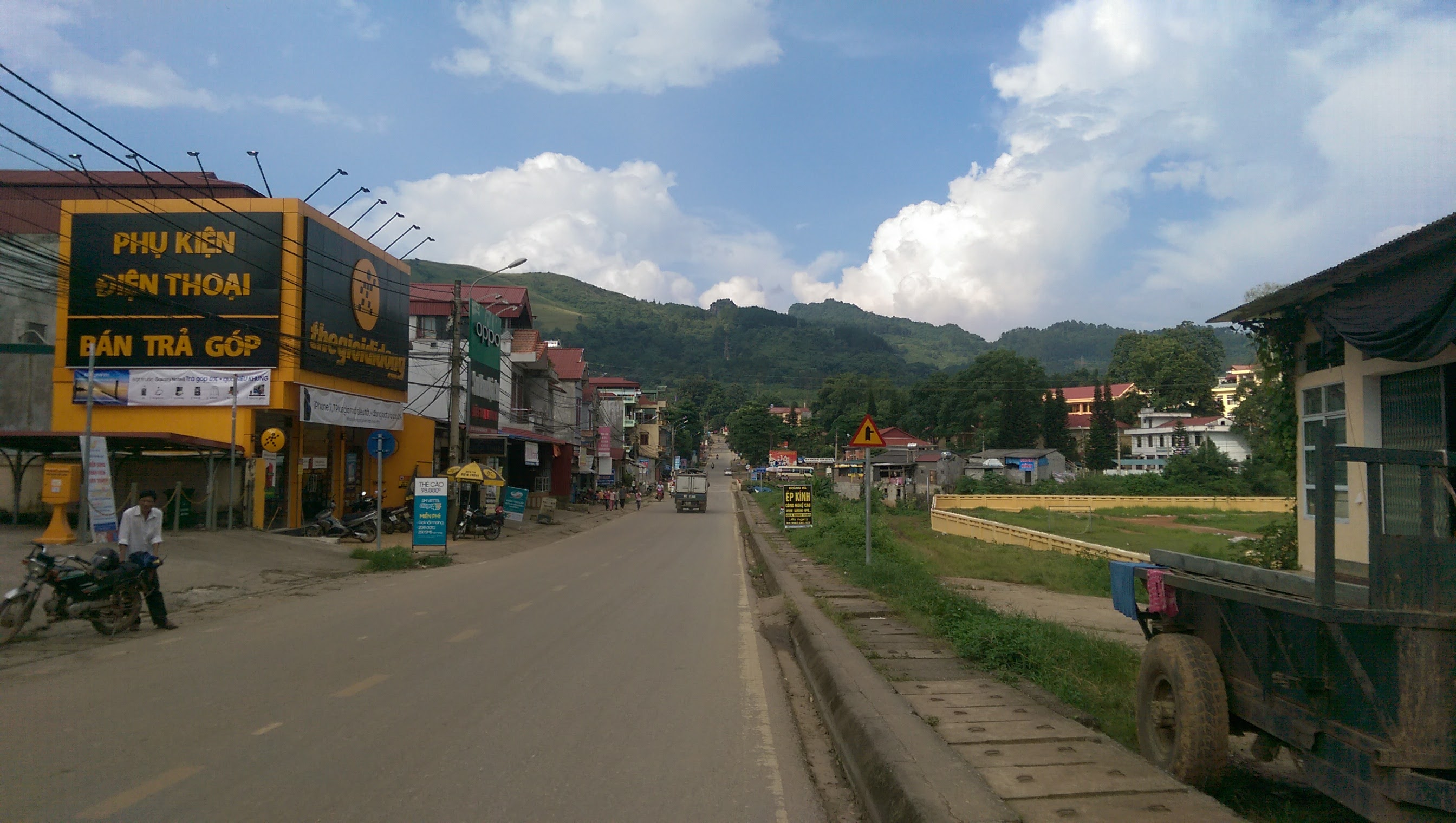
Khu vực trung tâm xã Ngân Sơn, 2017

Năm 2021, tất cả 108 đơn vị hành chính cấp xã của tỉnh Bắc Kạn và 110/178 đơn vị hành chính cấp xã của tỉnh Thái Nguyên thuộc vùng đồng bào dân tộc thiểu số và miền núi giai đoạn 2021-2025; tổng cộng có 117 đơn vị cấp xã thuộc khu vực I, 19 đơn vị cấp xã thuộc khu vực II, 82 đơn vị cấp xã thuộc khu vực III. Sau ba lần sắp xếp, sáp nhập vào năm 2019, 2021 và 2024, toàn tỉnh Bắc Kạn giảm từ 1.421 xuống còn 939 thôn, tổ dân phố. Từ năm 2018 đến 2024, tỉnh Thái Nguyên cũ tiến hành sắp xếp, sáp nhập để giảm từ 3.032 xuống còn 2.206 xóm, tổ dân phố (gồm 1.548 xóm, 658 tổ dân phố).
Trước khi sắp xếp đơn vị hành chính năm 2025, thành phố Thái Nguyên là đô thị loại I từ năm 2010, thành phố Sông Công là đô thị loại II từ năm 2024, thị xã Bắc Kạn là đô thị loại III từ năm 2012 và trở thành một thành phố vào năm 2015, Phổ Yên trở thành đô thị loại III từ năm 2019 và trở thành một thành phố vào năm 2022. Tỉnh Thái Nguyên cũ từng có định hướng thành lập thị xã Đại Từ và thị xã Phú Bình.
| Tên             | Diện tích (km²) | Dân số (người) |
| --------------- | --------------- | -------------- |
| Phường (15)     |                 |                |
| Bá Xuyên        | 21,13           | 20.065         |
| Bách Quang      | 35,02           | 26.668         |
| Bắc Kạn         | 72,00           | 25.387         |
| Đức Xuân        | 34,46           | 22.660         |
| Gia Sàng        | 25,47           | 44.094         |
| Linh Sơn        | 39,28           | 46.733         |
| Phan Đình Phùng | 14,73           | 111.482        |
| Phổ Yên         | 40,70           | 49.162         |
| Phúc Thuận      | 74,16           | 29.051         |
| Quan Triều      | 24,72           | 42.292         |
| Quyết Thắng     | 24,43           | 29.933         |
| Sông Công       | 13,98           | 21.039         |
| Tích Lương      | 23,56           | 55.278         |
| Trung Thành     | 25,84           | 37.075         |
| Vạn Xuân        | 40,20           | 61.610         |
| Xã (77)         |                 |                |
| An Khánh        | 45,09           | 20.104         |
| Ba Bể           | 148,08          | 11.773         |
| Bạch Thông      | 127,84          | 8.251          |
| Bằng Thành      | 208,22          | 13.984         |
| Bằng Vân        | 133,01          | 5.643          |
| Bình Thành      | 43,30           | 11.525         |
| Bình Yên        | 48,36           | 16.106         |

| Tên        | Diện tích (km²) | Dân số (người) |
| ---------- | --------------- | -------------- |
| Cao Minh   | 134,89          | 12.807         |
| Cẩm Giàng  | 110,79          | 11.342         |
| Chợ Đồn    | 142,10          | 16.252         |
| Chợ Mới    | 118,98          | 14.219         |
| Chợ Rã     | 92,81           | 14.507         |
| Côn Minh   | 146,26          | 6.635          |
| Cường Lợi  | 117,85          | 5.731          |
| Dân Tiến   | 144,28          | 19.390         |
| Đại Phúc   | 107,47          | 39.220         |
| Đại Từ     | 69,42           | 27.021         |
| Điềm Thụy  | 42,03           | 41.860         |
| Định Hóa   | 67,30           | 22.333         |
| Đồng Hỷ    | 53,72           | 31.012         |
| Đồng Phúc  | 199,11          | 11.722         |
| Đức Lương  | 60,90           | 13.181         |
| Hiệp Lực   | 105,02          | 7.317          |
| Hợp Thành  | 41,20           | 10.828         |
| Kha Sơn    | 37,85           | 42.240         |
| Kim Phượng | 78,61           | 11.104         |
| La Bằng    | 60,84           | 18.237         |
| La Hiên    | 71,55           | 12.269         |
| Lam Vỹ     | 71,42           | 8.073          |
| Nà Phặc    | 101,18          | 9.231          |
| Na Rì      | 112,73          | 11.494         |

| Tên          | Diện tích (km²) | Dân số (người) |
| ------------ | --------------- | -------------- |
| Nam Cường    | 149,65          | 10.793         |
| Nam Hoà      | 65,02           | 16.237         |
| Ngân Sơn     | 145,57          | 8.260          |
| Nghĩa Tá     | 166,89          | 7.787          |
| Nghiên Loan  | 130,33          | 11.040         |
| Nghinh Tường | 160,73          | 6.554          |
| Phong Quang  | 153,46          | 6.144          |
| Phú Bình     | 44,18           | 44.845         |
| Phú Đình     | 47,89           | 11.746         |
| Phú Lạc      | 58,07           | 21.105         |
| Phú Lương    | 112,39          | 43.914         |
| Phú Thịnh    | 45,37           | 21.333         |
| Phủ Thông    | 96,94           | 13.320         |
| Phú Xuyên    | 64,58           | 23.053         |
| Phúc Lộc     | 163,06          | 10.354         |
| Phượng Tiến  | 102,70          | 13.312         |
| Quảng Bạch   | 75,22           | 3.815          |
| Quang Sơn    | 58,63           | 10.837         |
| Quân Chu     | 79,38           | 13.096         |
| Sảng Mộc     | 96,79           | 3.286          |
| Tân Cương    | 57,92           | 25.525         |
| Tân Khánh    | 48,31           | 23.724         |
| Tân Kỳ       | 167,82          | 7.718          |
| Tân Thành    | 69,03           | 25.724         |

| Tên         | Diện tích (km²) | Dân số (người) |
| ----------- | --------------- | -------------- |
| Thành Công  | 43,45           | 28.281         |
| Thanh Mai   | 111,08          | 7.406          |
| Thanh Thịnh | 112,31          | 8.802          |
| Thần Sa     | 146,08          | 6.010          |
| Thượng Minh | 131,64          | 11.030         |
| Thượng Quan | 154,86          | 3.753          |
| Trại Cau    | 82,85           | 17.327         |
| Tràng Xá    | 119,18          | 14.609         |
| Trần Phú    | 145,29          | 7.049          |
| Trung Hội   | 54,21           | 13.863         |
| Vạn Phú     | 51,20           | 22.062         |
| Văn Hán     | 96,26           | 19.935         |
| Văn Lang    | 171,59          | 7.558          |
| Văn Lăng    | 75,27           | 9.503          |
| Vĩnh Thông  | 129,55          | 4.631          |
| Võ Nhai     | 99,78           | 17.509         |
| Vô Tranh    | 83,53           | 38.253         |
| Xuân Dương  | 160,15          | 7.012          |
| Yên Bình    | 100,71          | 7.036          |
| Yên Phong   | 115,98          | 7.379          |
| Yên Thịnh   | 165,80          | 5.476          |
| Yên Trạch   | 112,68          | 23.543         |

## Kinh tế

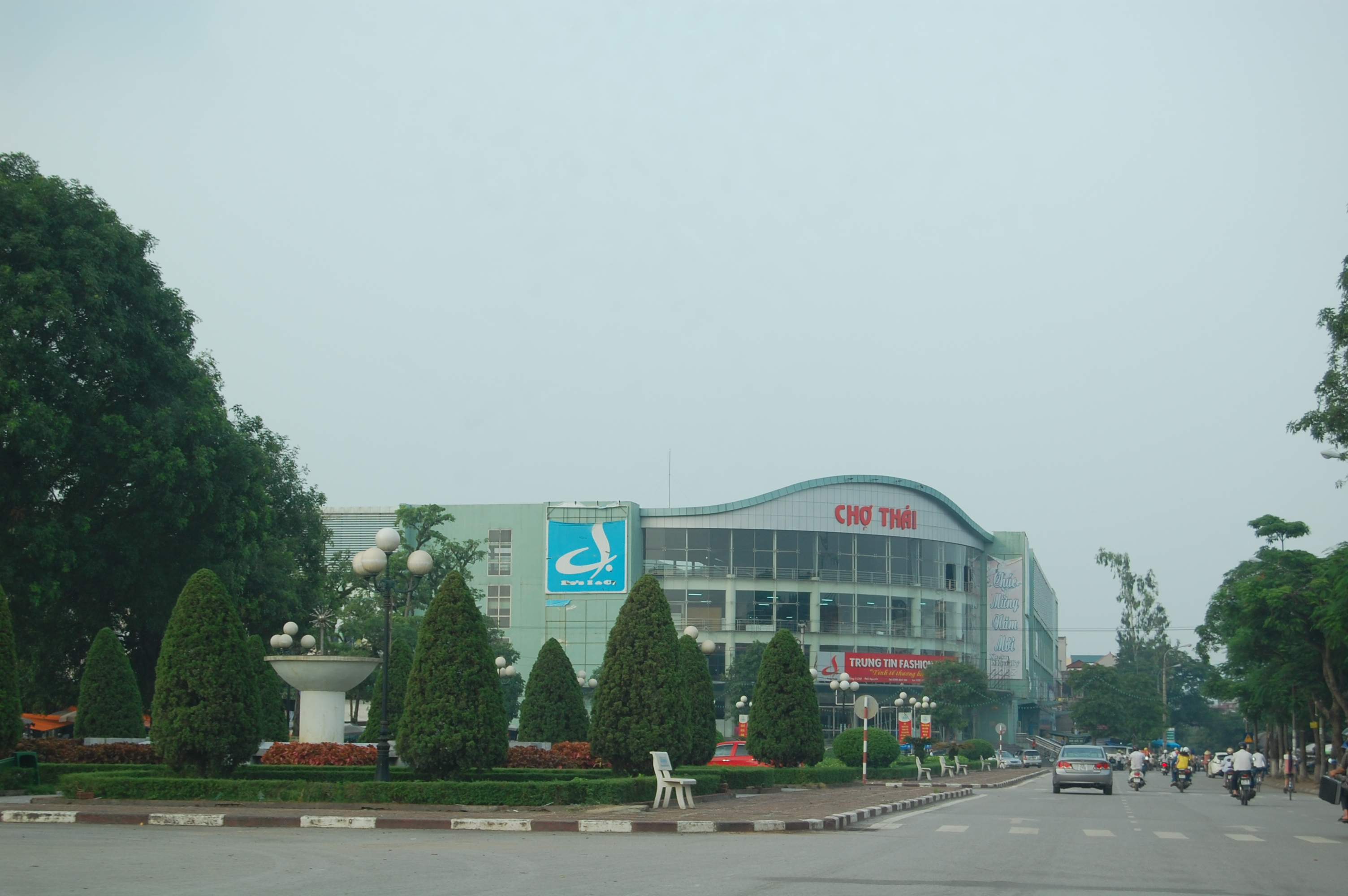
Chợ Thái tại phường Phan Đình Phùng là một trong các chợ lớn nhất của tỉnh Thái Nguyên.

Thái Nguyên thuộc vùng Trung du và Miền núi phía bắc Việt Nam, phần phía nam nằm sát với vùng Đồng bằng sông Hồng, giáp với Hà Nội. Do vậy, tỉnh dễ dàng tiếp nhận các tiến bộ về kinh tế, khoa học-kỹ thuật, vốn đầu tư từ Hà Nội và vùng đồng bằng. Thái Nguyên có lợi thế về tài nguyên, có nhiều loại khoáng sản, giúp xây dựng ngành công nghiệp của tỉnh. Thái Nguyên cũng có lợi thế về giáo dục khi có một số trường đại học, các trường kỹ thuật và dạy nghề, cung cấp nguồn lao động có trình độ. Khí hậu trong tỉnh thuận lợi để kết hợp phát triển nông-lâm nghiệp. Thu hút vốn đầu tư trực tiếp nước ngoài giúp Thái Nguyên nâng cao giá trị sản xuất công nghiệp và kim ngạch xuất - nhập khẩu trong những năm gần đây.
Năm 2024, GRDP của tỉnh Thái Nguyên cũ là hơn 162 nghìn tỷ đồng, xếp thứ 15 tại Việt Nam, GRDP bình quân đầu người của tỉnh là hơn 119 triệu đồng (4.732 USD). GRDP trên địa bàn tỉnh Bắc Kạn cũ năm 2024 ước đạt hơn 9,5 nghìn tỷ đồng, GRDP bình quân đầu người đạt hơn 57 triệu đồng. Cơ cấu kinh tế của Thái Nguyên trong năm 2024: Công nghiệp và xây dựng 55,08%, dịch vụ và thuế 34,43%, nông-lâm nghiệp và thủy sản 10,19%. Cơ cấu kinh tế của Bắc Kạn trong năm này: Dịch vụ và thuế 55,9%, nông-lâm nghiệp và thủy sản 25,9%, công nghiệp 18,2%. Năm 2024, kim ngạch xuất khẩu hàng hóa của tỉnh Thái Nguyên cũ đạt gần 27,6 tỷ USD, trong đó của khu vực có vốn đầu tư nước ngoài là 26,8 tỷ USD. Kim ngạch nhập khẩu của tỉnh Thái Nguyên trong năm này là 16,7 tỷ USD, thặng dư 10,8 tỉ USD. Thái Nguyên cũ có giá trị xuất khẩu đạt gần 27,8 tỷ USD vào năm 2019, và chiếm 10,5% của toàn quốc khi đó. Tổng kim ngạch xuất nhập khẩu trên địa bàn tỉnh Bắc Kạn cũ vào năm 2024 là khoảng 42 triệu USD.

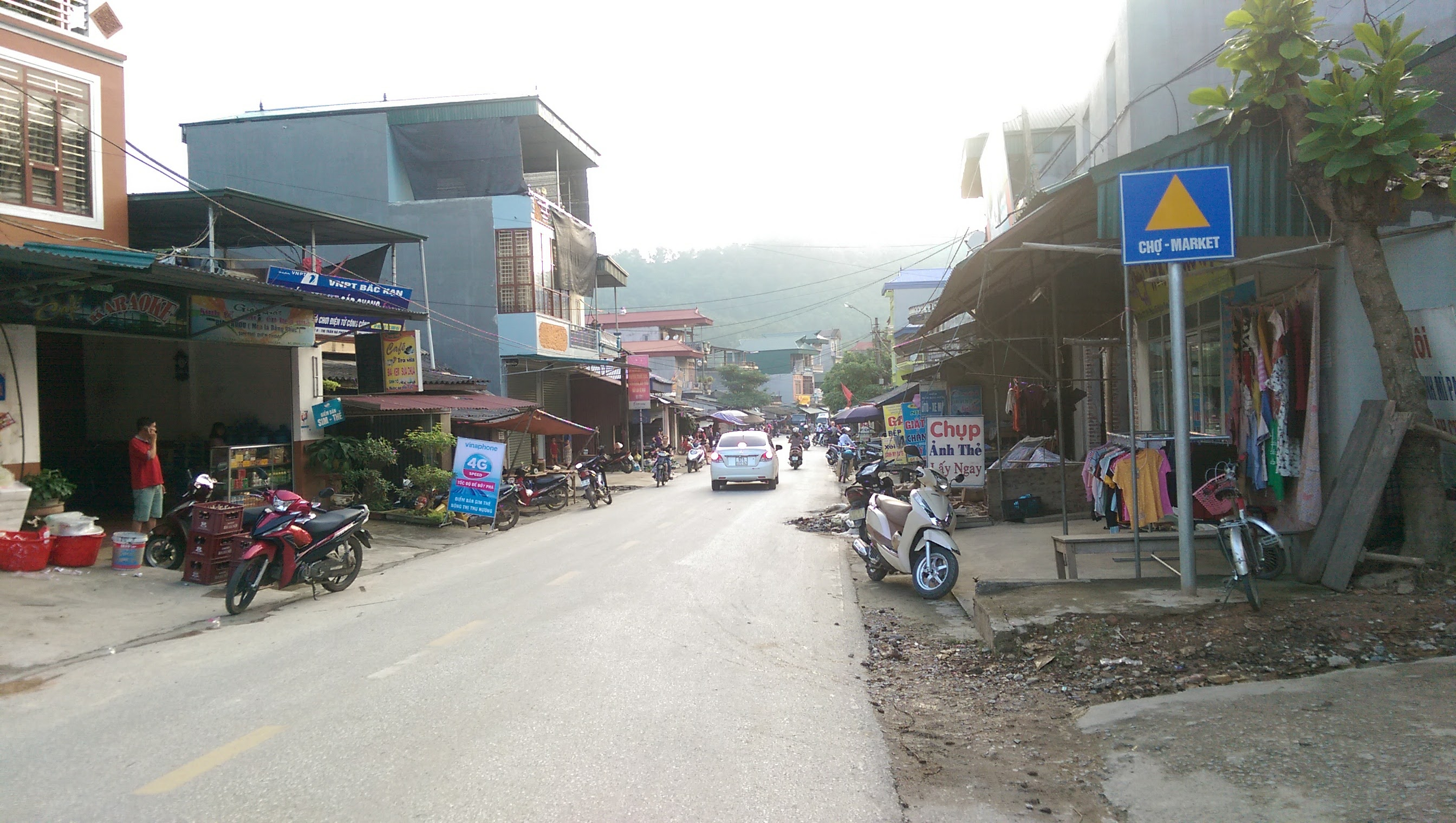
Khu trung tâm xã Nà Phặc, 2017

Theo chỉ số giá sinh hoạt theo không gian (SCOLI) năm 2024, tỉnh Bắc Kạn cũ bằng 96,16% và tỉnh Thái Nguyên cũ bằng 97,51% mức giá của Hà Nội, lần lượt đứng thứ 29 và 12 về mức độ đắt đỏ. Theo bảng giá đất do UBND tỉnh Thái Nguyên ban hành vào tháng 11 năm 2024, mức giá đất ở cao nhất tại thành phố Thái Nguyên là 46,8 triệu đồng/m².
Năm 2023, trong nhóm tuổi từ 15 trở lên, tỉnh Bắc Kạn cũ có 61,3% là người làm việc; tỉnh Thái Nguyên cũ có 61,9% là người làm việc. Trong sáu tháng đầu năm 2023, số người lao động tại tỉnh Thái Nguyên cũ làm hồ sơ hưởng trợ cấp thất nghiệp tăng 38% so với cùng kỳ năm trước. Tuy nhiên, đến quý 1 năm 2024, số người được cho hưởng trợ cấp thất nghiệp tại tỉnh Thái Nguyên cũ giảm khoảng 30% so với cùng kỳ năm 2023. Về mức lương tối thiểu, từ tháng 7 năm 2024, các thành phố Thái Nguyên, Sông Công và Phổ Yên thuộc vùng II; thành phố Bắc Kạn và các huyện Phú Bình, Phú Lương, Đồng Hỷ, Đại Từ thuộc vùng III; các huyện còn lại thuộc vùng IV.

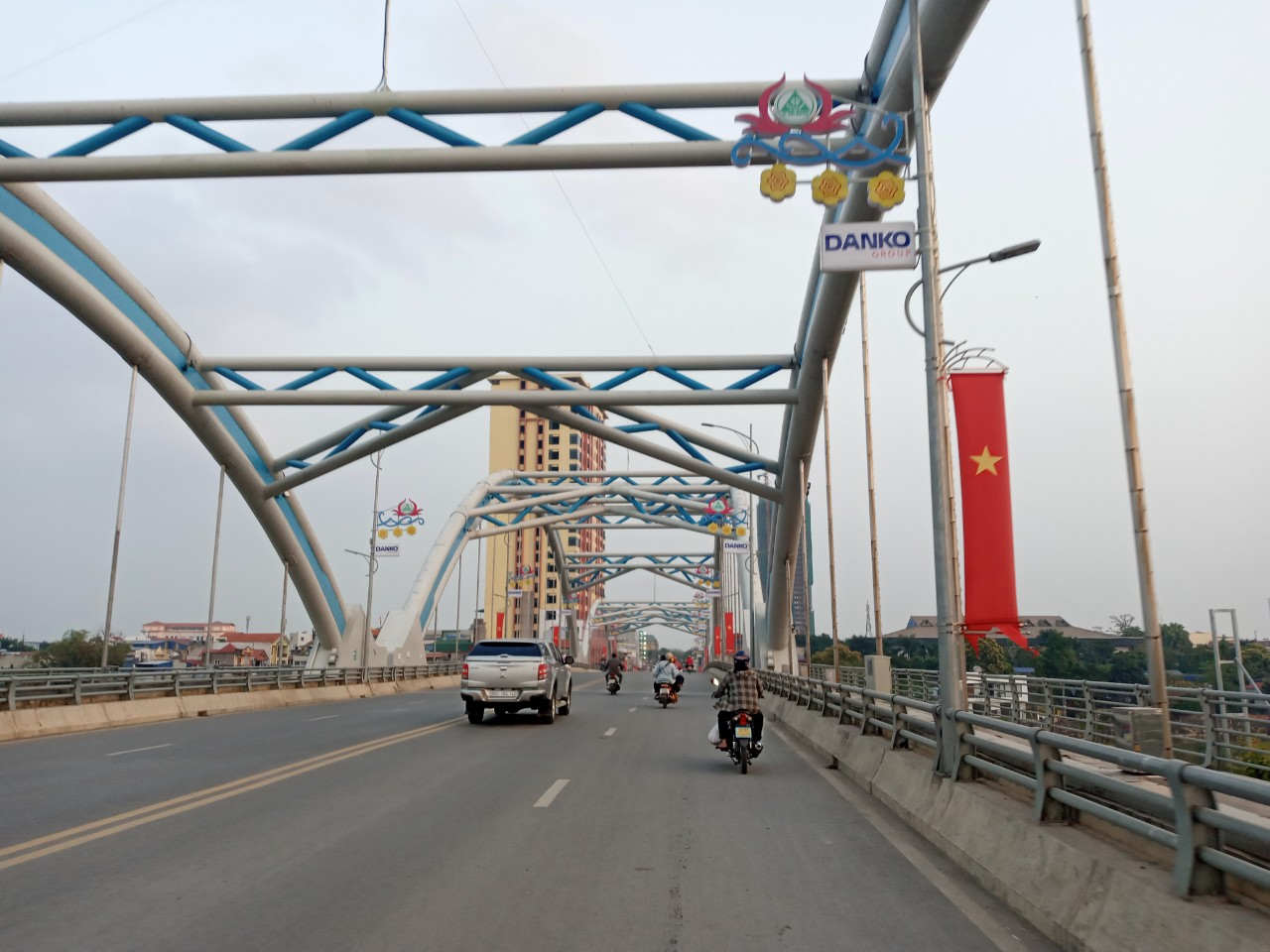
Cầu Bến Tượng qua sông Cầu tại phường Linh Sơn và phường Phan Đình Phùng

Năm 2024, tỉnh Bắc Kạn cũ có 16.123 hộ nghèo và 7.678 hộ cận nghèo, lần lượt chiếm 19,46% và 9,27% tổng số hộ. Cùng năm, tỉnh Thái Nguyên cũ có 6.938 hộ nghèo và 7.804 hộ cận nghèo, lần lượt chiếm tỷ lệ 2,04% và 2,3% tổng số hộ. Thu nhập bình quân của hộ người dân tộc thiểu số tỉnh Thái Nguyên cũ vào năm 2024 đạt 51,07 triệu đồng/người. Hai huyện Pác Nặm và Ngân Sơn nằm trong số 74 huyện nghèo của Việt Nam trong giai đoạn 2021-2025.
Tổng vốn đầu tư phát triển toàn xã hội trên địa bàn tỉnh Thái Nguyên cũ vào năm 2024 ước đạt 65 nghìn tỉ, vốn nhà nước khoảng 10,4 nghìn tỉ, vốn ngoài nhà nước khoảng 27,3 nghìn tỉ, vốn đầu tư trực tiếp nước ngoài khoảng 27,3 nghìn tỉ. Trong năm tỉnh Thái Nguyên cũ có 27 dự án FDI được cấp mới, tổng vốn đăng ký khoảng 521,3 triệu USD. Lũy kế đến năm 2024, tỉnh Thái Nguyên cũ có 219 dự án FDI còn hiệu lực, với tổng mức đầu tư đạt gần 10,94 tỉ USD. Tổng vốn đầu tư phát triển toàn xã hội năm 2024 tại tỉnh Bắc Kạn cũ đạt gần 7,6 nghìn tỉ đồng, trong đó vốn từ nguồn ngân sách nhà nước là 2,4 nghìn tỉ đồng, vốn từ dân cư và tư nhân là khoảng 4 nghìn tỉ đồng.

### Công nghiệp

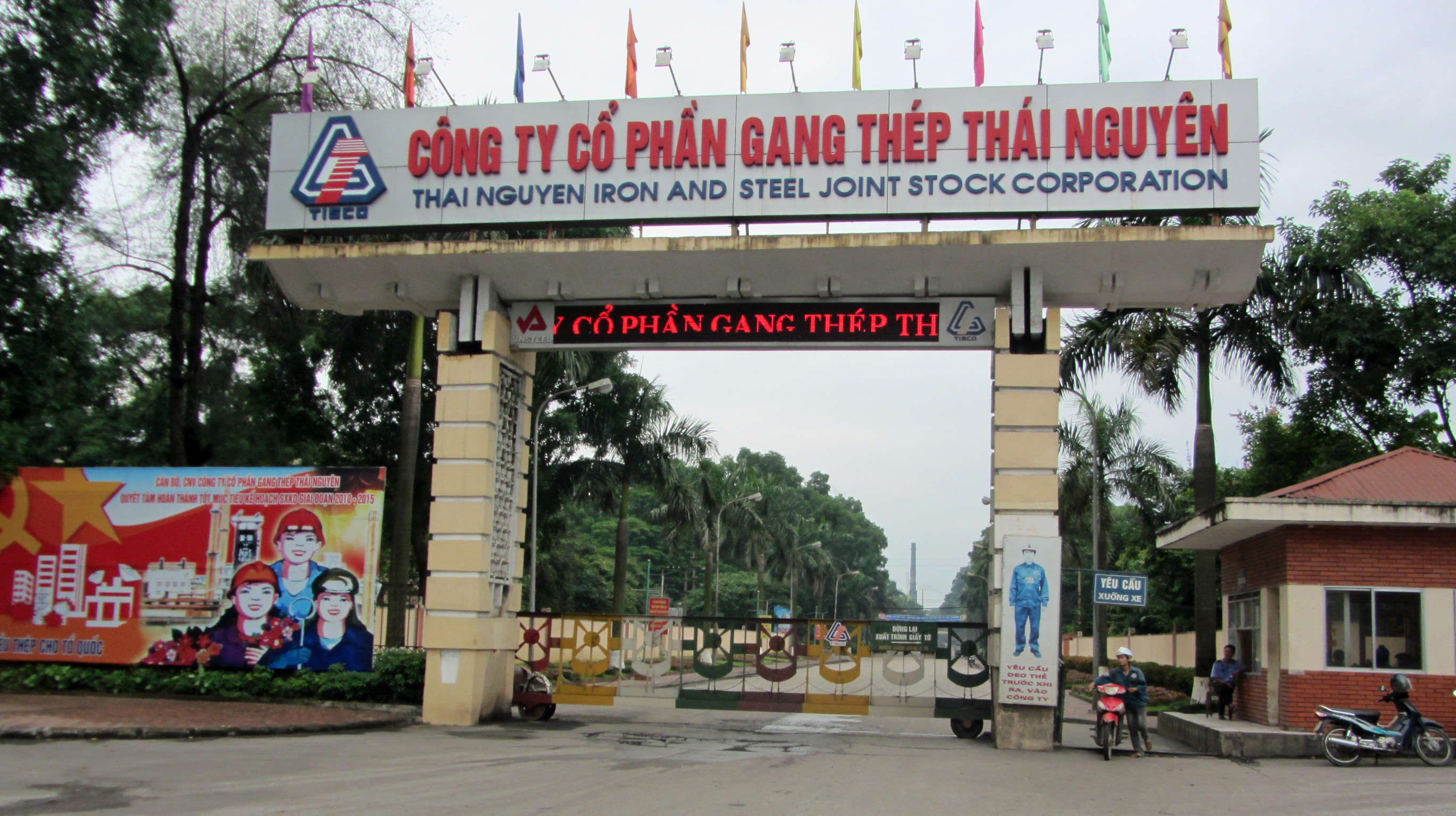
Gang thép Thái Nguyên là khu công nghiệp luyện kim đầu tiên của Việt Nam, phường Gia Sàng.

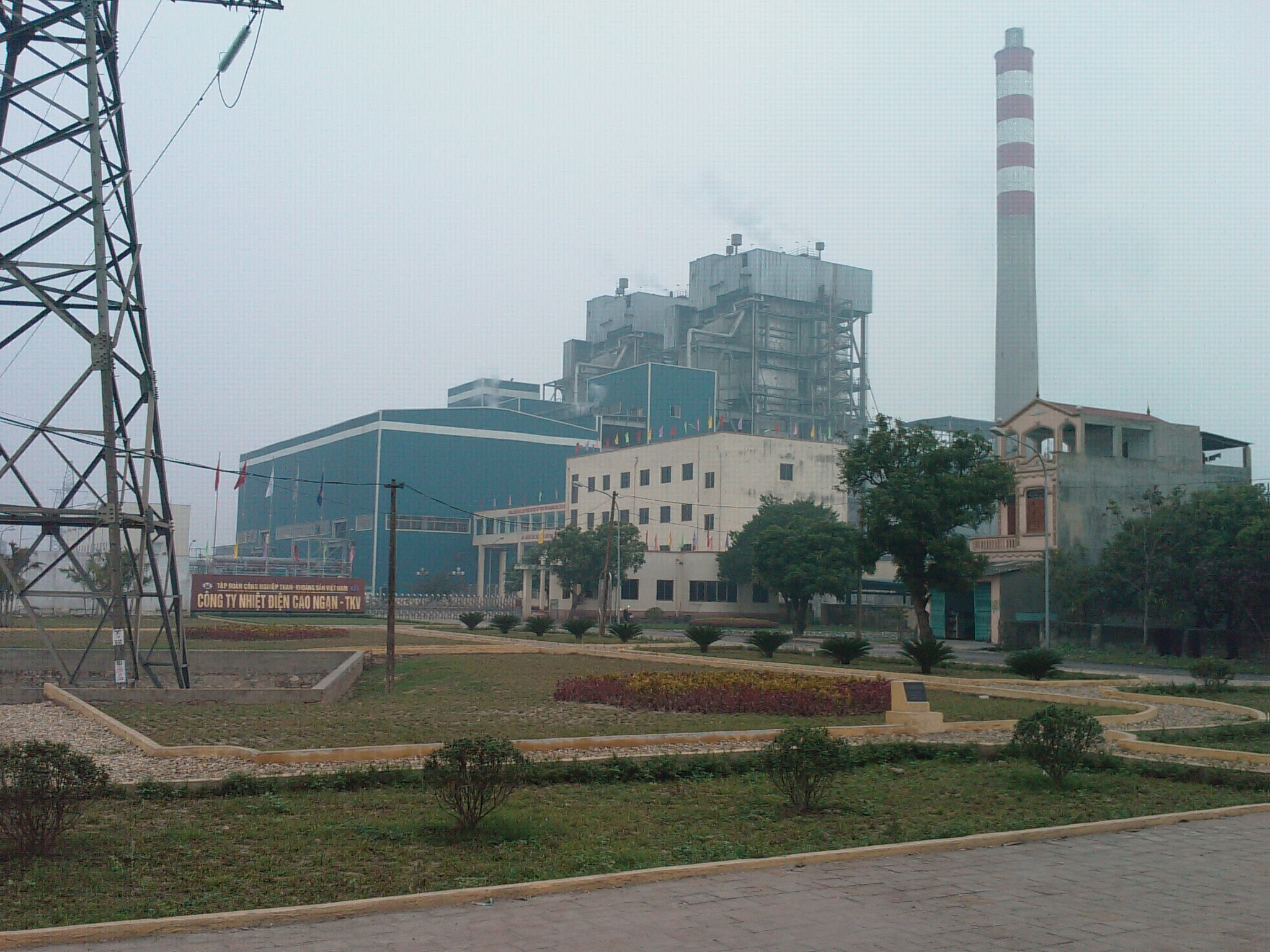
Nhà máy nhiệt điện Cao Ngạn tại phường Quan Triều.

Trước Đổi mới, Thái Nguyên là trung tâm sản xuất gang, thép quan trọng nhất tại Việt Nam. Trong thập niên 2000, vùng công nghiệp thành phố Thái Nguyên từng chiếm khoảng 2/3 tổng sản lượng công nghiệp của tỉnh, trong đó ngành luyện kim đen chiếm 62%. Năm 2013, Tập đoàn Samsung đầu tư hai tỷ USD để xây dựng khu công nghệ cao tại Phổ Yên. Đến năm 2025, tổng số vốn Samsung đã đầu tư cho các dự án tại tỉnh là khoảng 7,5 tỷ USD. Nhờ thu hút các nhà đầu tư lớn như Samsung hay Masan, quy mô kinh tế của Thái Nguyên gia tăng nhanh chóng, đứng thứ hạng cao về GRDP và xuất khẩu hàng hóa tại Việt Nam. Từ cuối thập niên 2010, do căng thẳng thương mại quốc tế, có nhiều doanh nghiệp dịch chuyển sản xuất từ Trung Quốc sang Thái Nguyên và địa phương khác của Việt Nam.. Năm 2024, giá trị sản xuất công nghiệp của tỉnh Thái Nguyên cũ vượt mốc một triệu tỷ đồng theo giá so sánh năm 2010, tăng 8% so với cùng kỳ, giá  trị sản xuất công nghiệp của tỉnh Bắc Kạn cũ trong năm này ước đạt hai nghìn tỷ đồng.
Khu công nghiệp gang thép Thái Nguyên được bắt đầu xây dựng từ năm 1959, trở thành một trung tâm luyện kim lớn tại Việt Nam. Công ty này cũng khai thác quặng sắt, than trên địa bàn tỉnh để phục vụ cho hoạt động sản xuất của mình. Sau một số năm sa sút, từ năm 2000 do khu gang thép được phục hồi nên sản xuất công nghiệp của tỉnh đạt được mức tăng trưởng khá cao. Các cơ sở luyện kim của tỉnh lúc này có quy mô lớn, thuộc loại hình doanh nghiệp trung ương, sản xuất theo kế hoạch do tổng công ty giao cho. Từ năm 2009, Công ty Gang thép Thái Nguyên chuyển đổi sang mô hình công ty cổ phần. Dự án mở rộng sản xuất giai đoạn 2 của Công ty Gang thép Thái Nguyên được triển khai từ năm 2007, nhưng tính đến năm 2024 vẫn chưa hoàn thành, khiến công ty gặp khó khăn với khoản nợ lớn. Công ty Luyện cán thép Gia Sàng ngừng sản xuất kinh doanh từ năm 2013. Công ty Cổ phần thương mại Thái Hưng nắm giữ vốn chi phối tại Công ty TNHH Natsteelvina chuyên sản xuất thép. Nhà máy luyện gang Bắc Kạn bắt đầu vận hành từ năm 2016, nhưng đã ngừng sản xuất từ năm 2019.

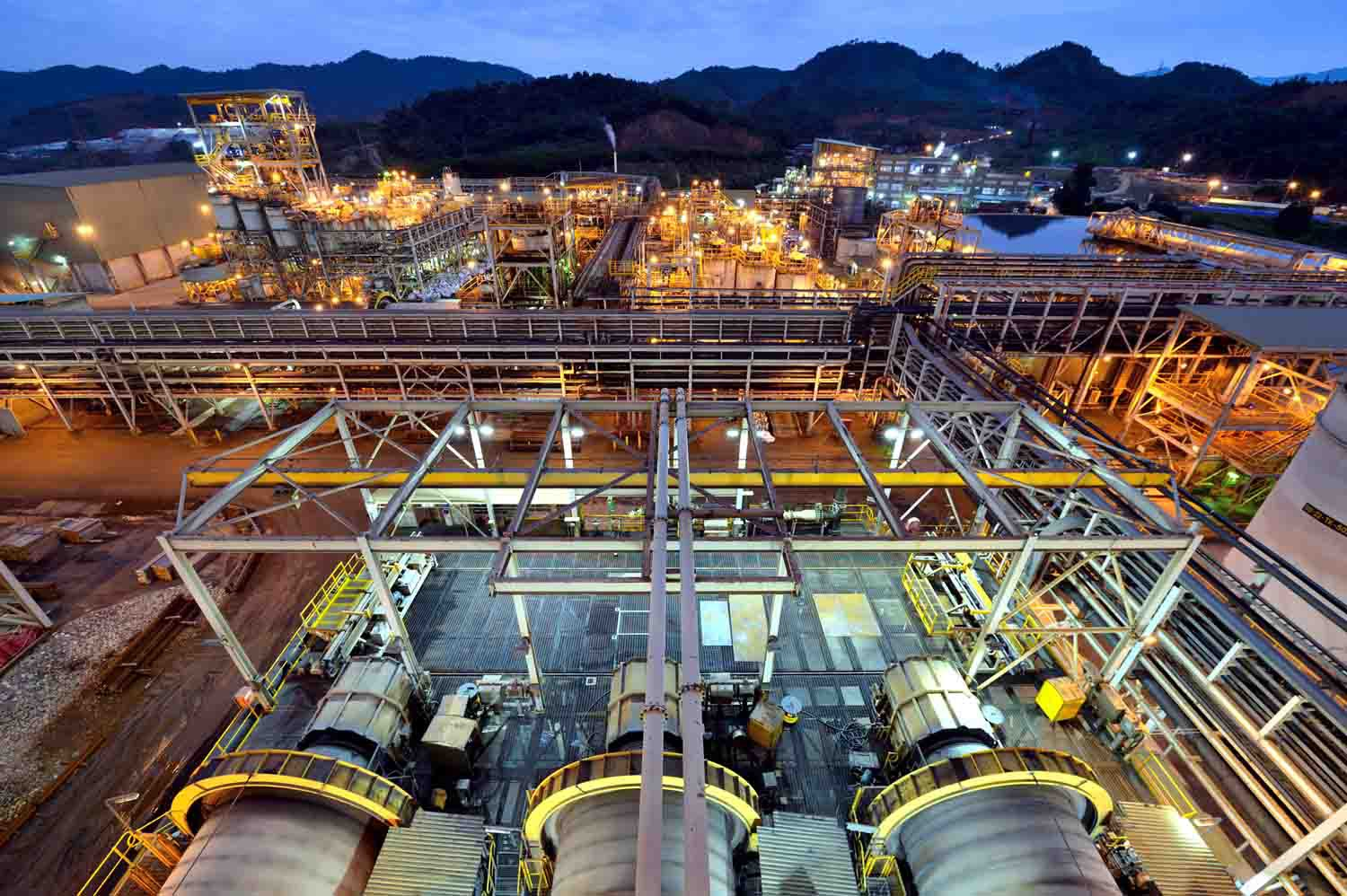
Mỏ đa kim Núi Pháo là một trong những mỏ volfram lớn nhất thế giới

Thái Nguyên có hàng chục loại hình khoáng sản. Mỏ đa kim Núi Pháo thuộc Tập đoàn Masan được ước tính có có trữ lượng vonfram chiếm gần một phần ba trữ lượng của toàn thế giới bên ngoài Trung Quốc, nguồn vốn tại Khoáng sản Núi Pháo được ghi nhận là hơn 36.411 tỷ đồng vào giữa năm 2024. Tỉnh có trữ lượng than đứng thứ hai tại Việt Nam, than mỡ có ở các mỏ như Phấn Mễ, Làng Cẩm; than đá có ở các mỏ như Khánh Hoà, Núi Hồng. Mỏ sắt tập trung tại huyện Đồng Hỷ cũ, có cụm mỏ Trại Cau và cụm mỏ Tiến Bộ. Chì, kẽm là loại khoáng sản có nhiều ở tỉnh Bắc Kạn cũ, tập trung chủ yếu ở khu Chợ Đồn và Ngân Sơn cũ, mỏ chì kẽm lớn nhất Việt Nam nằm tại Bản Thi. Các mỏ vàng nằm dọc theo sông Bắc Giang từ Ngân Sơn đến Na Rì cũ, cũng có ở khu vực Thần Sa. Thiếc và vonfram có ở các mỏ Phục Linh, Núi Pháo, Đá Liền thuộc Đại Từ cũ, Nà Đeng (Ngân Sơn), Lũng Cháy (Chợ Đồn). Ngoài ra, tỉnh còn có đá vôi xây dựng, đá vôi trắng, ti tan, sét xi măng, đá quý, photphorit, sét làm gạch ngói, cát sỏi dùng cho xây dựng.

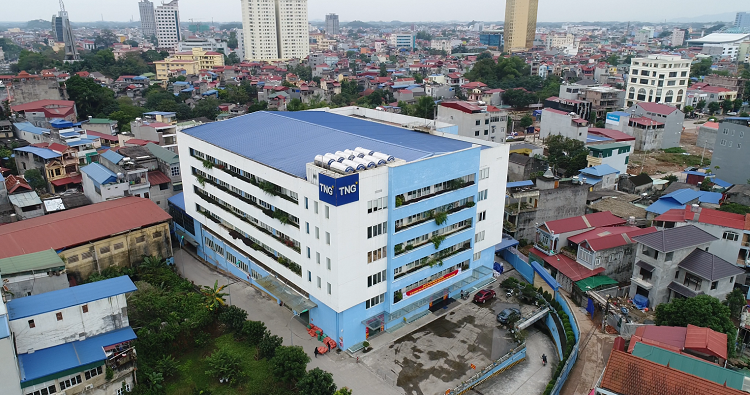
Trụ sở Công ty Cổ phần Đầu tư và Thương mại TNG - một doanh nghiệp thuộc lĩnh vực may mặc.

Từ thập niên 1980, Thái Nguyên có một số nhà máy cơ khí có quy mô tương đối lớn như Diezel Sông Công, phụ tùng máy số 1, cơ khí gang thép Thái Nguyên cơ khí Phổ Yên. Tỉnh có nhà máy sản xuất trang thiết bị y tế của công ty MEINFA (công ty y cụ số II cũ). Thái Nguyên hiện có các nhà máy xi măng Quang Sơn, La Hiên, Quán Triều đang sử dụng công nghệ lò quay. Nhà máy gạch ốp lát Việt Ý Sông Công sản xuất các dòng sản phẩm gạch Ceramic. Ngành may mặc đóng góp vào giải quyết việc làm với khoảng 30.000 công nhân., với các doanh nghiệp lớn như Công ty Cổ phần Đầu tư và Thương mại TNG, Công ty CP Đầu tư và Phát triển TDT. Nhà máy giấy Hoàng Văn Thụ là một trong những cơ sở ban đầu của ngành công nghiệp giấy Việt Nam.  Công ty Morinaga Nutritional Foods tại phường Trung Thành hiện có một trong những nhà máy sản xuất sữa lớn nhất Việt Nam. Toàn tỉnh Thái Nguyên cũ có 62 công ty, doanh nghiệp cùng nhiều hợp tác xã, làng nghề sản xuất, chế biến, kinh doanh trà tính đến đầu năm 2025; trà xanh chiếm gần 80% tổng sản lượng. Các cụm sản xuất miến dong tập trung được phát triển tại một số nơi như xã Côn Minh. Tỉnh Thái Nguyên có hàng trăm cơ sở sản xuất, kinh doanh lâm sản, các sản phẩm chủ yếu là gỗ ván bóc, gỗ ghép thanh, đồ mộc gia dụng, đồ gỗ trang trí, ván dăm; đa phần các cơ sở có quy mô nhỏ lẻ, công nghệ còn lạc hậu.
Phần lớn các dự án đầu tư nước ngoài vào Thái Nguyên hiện nay thuộc về các ngành sản xuất công nghệ cao, tập trung chủ yếu vào sản xuất và lắp ráp các thiết bị điện tử, bao gồm máy tính bảng, điện thoại thông minh và linh kiện điện tử. Công ty TNHH Samsung Electronics Việt Nam Thái Nguyên (SEVT) được thành lập vào năm 2013, đây là cơ sở sản xuất điện thoại lớn nhất của Tập đoàn Samsung trên thế giới. Cơ sở này phát triển thành cứ điểm chủ lực, sản xuất các linh kiện chính và cung cấp cho các nhà máy sản xuất trên toàn cầu. Công ty TNHH Samsung Electro-Mechanics Việt Nam sản xuất và lắp ráp bản mạch, linh kiện, phụ tùng cho các loại thiết bị viễn thông, thiết bị di động. Tổng mức đầu tư của Tập đoàn Samsung tại Thái Nguyên đến nay lên hơn 7,5 tỷ USD. Hàng chục nhà cung ứng, nhà đầu tư phụ trợ theo chuỗi giá trị của tập đoàn này đến từ Hàn Quốc cũng đầu tư vào Thái Nguyên. Công ty TNHH Trina Solar Cell (Việt Nam) đã triển khai sản xuất tấm tế bào quang điện (pin năng lượng mặt trời), tấm module năng lượng mặt trời và dự án sản xuất thanh Silic và tấm Silic đơn tinh thể tại Thái Nguyên. Tuy nhiên, Reuters ghi nhận vào cuối năm 2024 rằng Trina Solar đã ngưng hoạt động một nhà máy tại Thái Nguyên.  Một số doanh nghiệp FDI khác trên địa bàn là Công ty TNHH KD Heat Technology Thái Nguyên chuyên về công nghệ xử lý nhiệt kim loại, Công ty TNHH Sunny Opotech Việt Nam sản xuất linh kiện quang học, nhà máy KET VINA Thái Nguyên sản xuất linh kiện điện tử.

### Dịch vụ

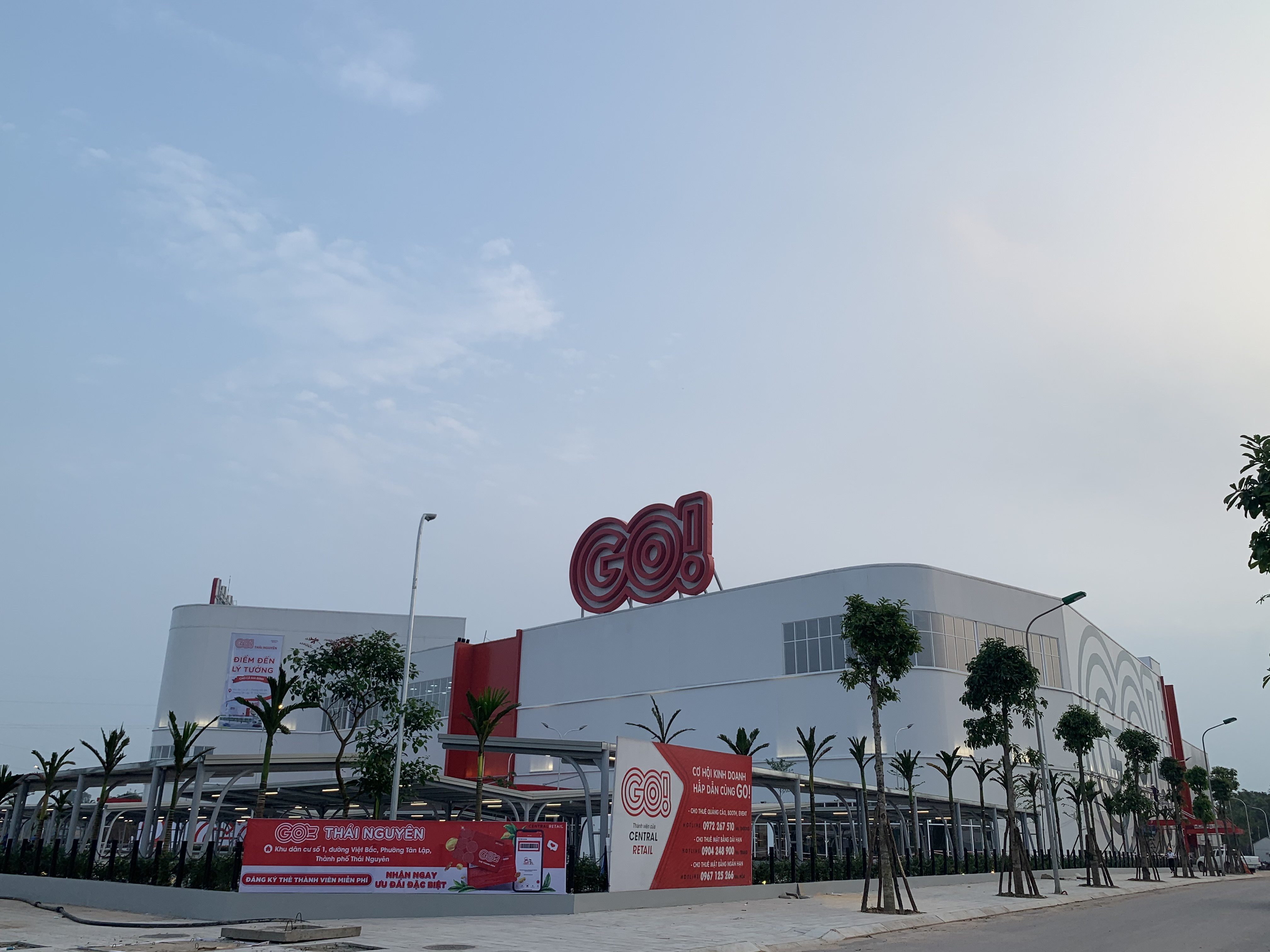
Trung tâm thương mại GO! Thái Nguyên

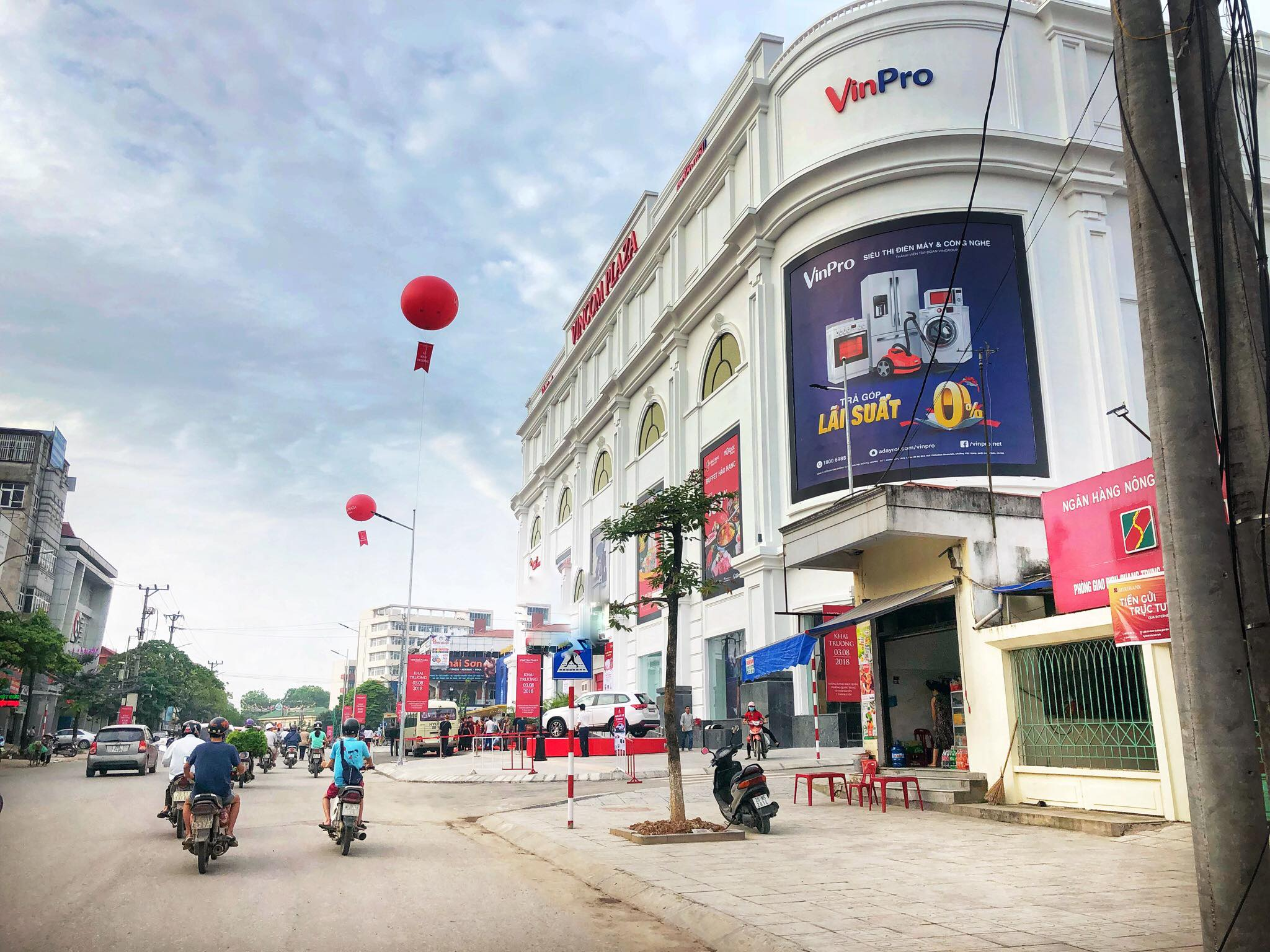
Trung tâm thương mại VINCOM PLAZA Thái Nguyên

Tổng mức bán lẻ hàng hoá và doanh thu dịch vụ tiêu dùng trên địa bàn tỉnh Thái Nguyên cũ vào năm 2024 ước đạt 79,4 nghìn tỉ đồng, tăng 18,2% so với năm trước, số liệu của Bắc Kạn cũ cùng năm là 14,4 nghìn tỉ. Trong đó, doanh số bán lẻ hàng hoá lần lượt ước đạt 56,7 nghìn tỉ đồng và 7,8 nghìn tỉ đồng, doanh thu dịch vụ lưu trú và ăn uống, du lịch, lữ hành lần lượt ước đạt 13,7 nghìn tỉ đồng và 3,3 nghìn tỉ.
Đến năm 2023, tỉnh Thái Nguyên cũ có 140 chợ, gồm bốn chợ hạng 1 là chợ Thái, chợ Túc Duyên, chợ Đồng Quang, chợ Ba Hàng; 10 chợ hạng 2; thu hút gần 12.000 hộ kinh doanh hoạt động thường xuyên. Trong đó, 24 chợ được chuyển đổi sang mô hình doanh nghiệp, hợp tác xã. Đến năm 2024, tỉnh Bắc Kạn cũ có 64 chợ đang hoạt động, trong đó có một chợ hạng 1 (chợ Bắc Kạn) và bốn chợ hạng 2; về đặc điểm thì có năm chợ hoạt động hàng ngày, có hai chợ trâu bò tại Nghiên Loan và Công Bằng. Ở vùng cao, do điều kiện đi lại khó khăn, nên thường 5 ngày mới họp chợ phiên một lần. Trung tâm Thương mại và Đại siêu thị GO! tại phường Tích Lương hiện là trung tâm thương mại lớn nhất tại tỉnh Thái Nguyên. Vincom Plaza Thái Nguyên và Vincom Plaza Bắc Kạn nằm tại các khu vực trung tâm sầm uất. Danko Plaza là một trung tâm thương mại hiện đại. Trên địa bàn tỉnh có mặt các hệ thống siêu thị như Lan Chi, Minh Cầu, Aloha, Winmart, Thành Đô, BK Mart,  điện máy HC. Năm 2024, thương mại điện tử tỉnh Thái Nguyên cũ đạt tốc độ tăng trưởng 20%, doanh số thương mại điện tử của tỉnh chiếm khoảng 10% tổng mức bán lẻ hàng hóa và doanh thu dịch vụ tiêu dùng.

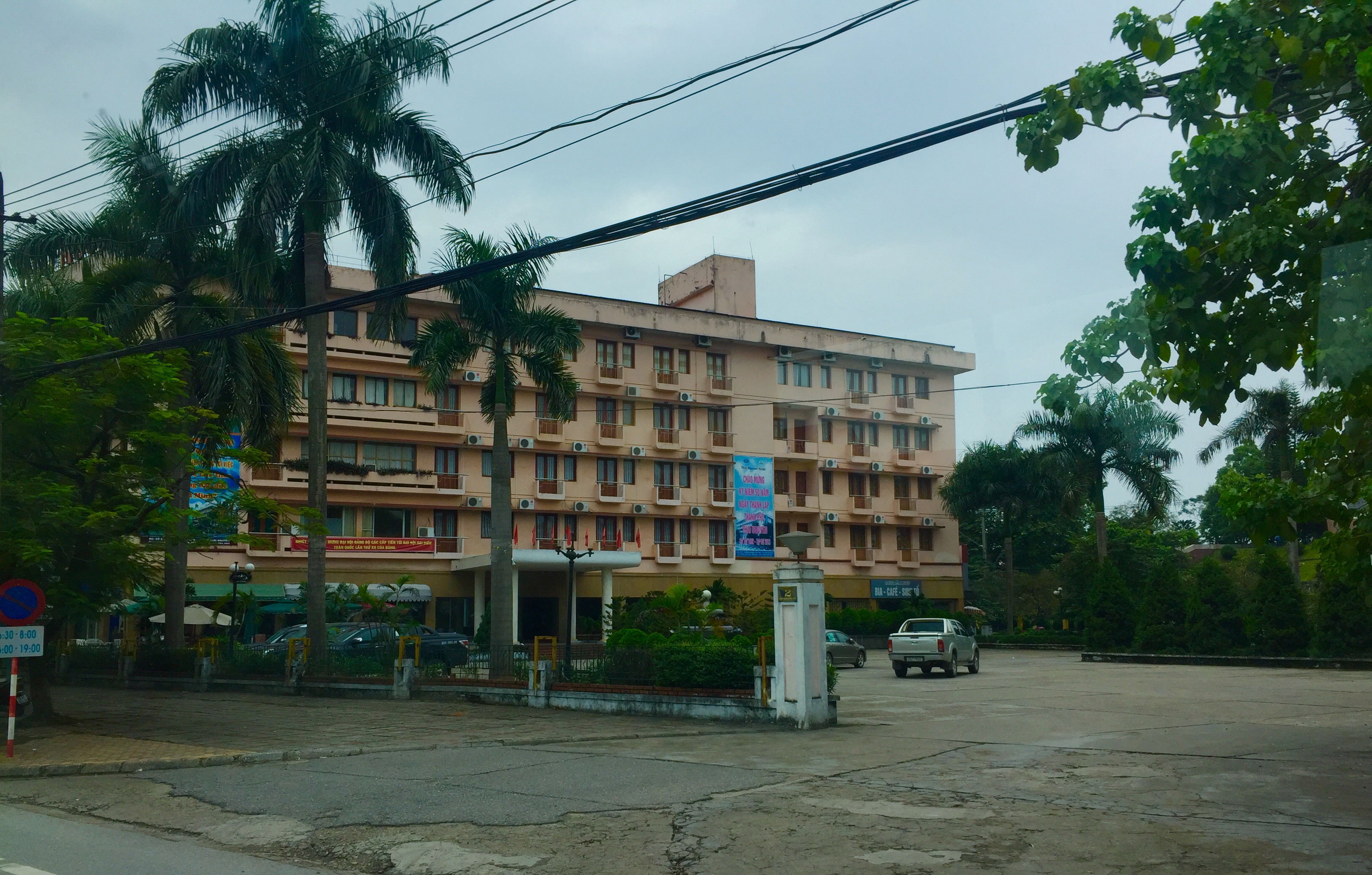
Khách sạn Thái Nguyên tại trung tâm tỉnh.

Năm 2025, tỉnh Thái Nguyên cũ có 535 cơ sở lưu trú du lịch, gồm bảy khách sạn 3 sao, sáu khách sạn 2 sao, một khách sạn 1 sao, 45 khách sạn đạt tiêu chuẩn, số lượng phòng nghỉ khoảng 7.000 phòng. Một số khách sạn lớn tại Thái Nguyên là Đông Á Plaza, Sunny House Resort, Đông Dương, Kim Thái, Dạ Hương II, Habana, Galaxy Hotel, Harmony Hotel, Korinn Pho Yen Hotel, khách sạn Du lịch Công đoàn Hồ Núi Cốc, Tỉnh Bắc Kạn cũ vào năm 2022 có 228 cơ sở lưu trú với tổng số 2.206 phòng, trong đó có hai khách sạn 3 sao; hai khách sạn 2 sao; riêng khu vực hồ Ba Bể có 80 khách sạn, nhà nghỉ, homestay, có thể kể đến khu nghỉ dưỡng Sài Gòn - Ba Bể khách sạn Bắc Kạn, Núi Hoa, Anh Thư. Năm 2025, riêng thành phố Thái Nguyên cũ có khoảng 1.640 cơ sở kinh doanh dịch vụ ăn uống và 629 cơ sở kinh doanh thức ăn đường phố, các ứng dụng giao đồ ăn phát triển mạnh mẽ. Thành phố có các “con đường ẩm thực” như Phan Bội Châu, Bắc Sơn, Lương Thế Vinh, nhưng việc kinh doanh ngày càng khó khăn trong những năm gần đây. Thành phố Bắc Kạn cũ có "phố ẩm thực" tại tuyến đường Thanh Niên. Thái Nguyên có các trung tâm lớn về tổ chức sự kiện như Trống Đồng Palace. Việt Phượng - Royal Palace.

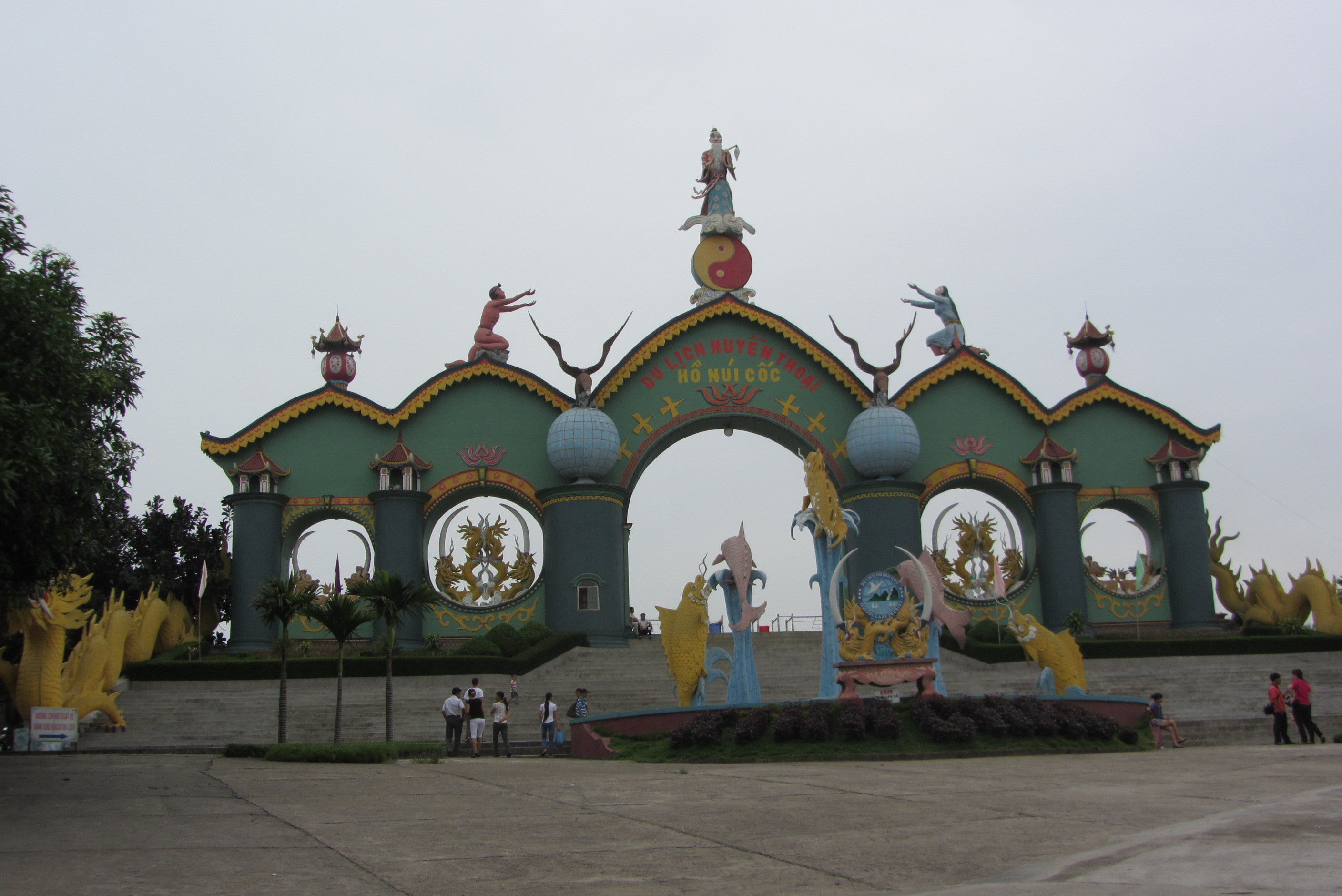
Cổng của khu du lịch hồ Núi Cốc, xã Đại Phúc

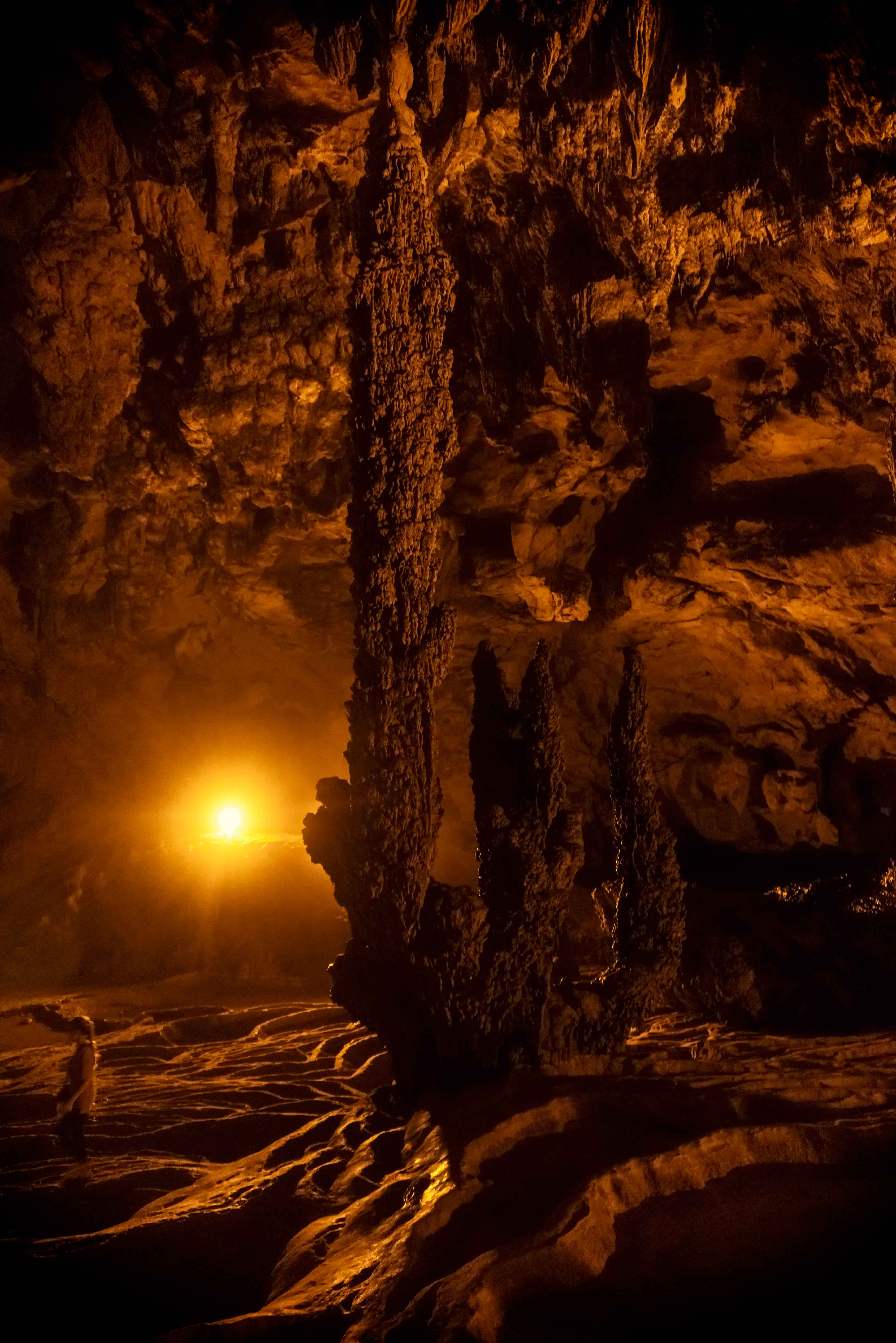
Động Hua Mạ tại xã Đồng Phúc, nằm không xa hồ Ba Bể

Tỉnh Thái Nguyên cũ có 3,4 triệu lượt khách đến vào năm 2024, tổng thu từ hoạt động du lịch đạt gần 3.100 tỷ đồng. Lượng khách đến du lịch tỉnh Bắc Kạn cũ vào cùng năm đạt gần 950 nghìn người; thu từ du lịch ước đạt trên 600 tỷ đồng. An toàn khu (ATK) Định Hóa và hồ Ba Bể được đưa vào danh mục di tích quốc gia đặc biệt vào năm 2012. Hồ Ba Bể và hồ Núi Cốc là một trong những nơi được quy hoạch phát triển trở thành khu du lịch quốc gia trong giai đoạn 2021-2030. Năm 2017, Khu di sản thiên nhiên Ba Bể - Na Hang tiếp tục được xây dựng hồ sơ di sản thế giới UNESCO. Một số điểm du lịch phổ biến khác của Thái Nguyên là Bảo tàng Văn hóa các Dân tộc Việt Nam, Làng nhà sàn Thái Hải là nơi giữ gìn văn hoá người Tày, Đồi chè Tân Cương, hang Phượng Hoàng - suối Mỏ Gà, hồ Ghềnh Chè, khu sinh thái Dũng Tân. Tỉnh có các hang động kỳ vĩ, gần hồ Ba Bể có Động Puông, động Hua Mạ, hang Thẳm Phầy; có động Nàng Tiên ở Na Rì; hang Phượng Hoàng và hang suối Mỏ Gà ở Võ Nhai, hang Huyện ở Tràng Xá. Dọc sườn Đông dãy Tam Đảo, có các điểm du lịch sinh thái như suối Kẹm, suối Cửa Tử, thác Đát Ngao. Một số địa điểm du lịch lịch sử, tâm linh trên địa bàn là chùa Hang, đình-đền-chùa Cầu Muối, di tích Lý Nam Đế, khu di tích Đại đội 915, Đội 91 Bắc Thái, đền Đuổm, thiền viện trúc lâm Tây Trúc, di tích núi Văn, núi Võ, di tích lịch sử 27/7.

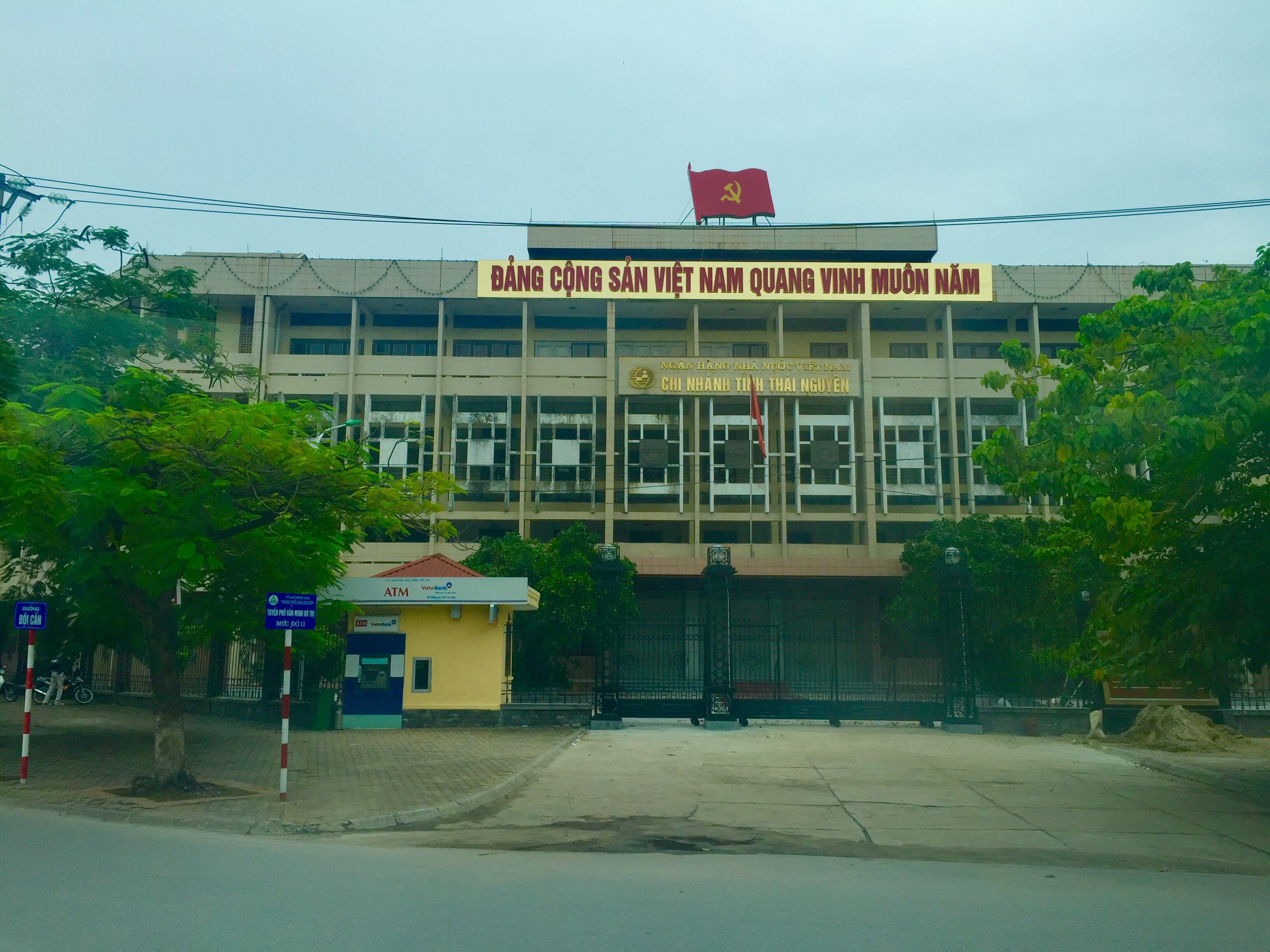
Ngân hàng Nhà nước chi nhánh Thái Nguyên, phường Phan Đình Phùng

Đến hết quý I năm 2025, tổng dư nợ cho vay trên địa bàn tỉnh Thái Nguyên cũ đạt 123.089 tỷ đồng. Đến hết năm 2023, tổng nguồn vốn huy động của các tổ chức tín dụng trên địa bàn tỉnh Thái Nguyên cũ đạt 106.888 tỉ đồng; dư nợ cho vay đối với nền kinh tế đạt 95.751 tỉ đồng, trong đó lĩnh vực sản xuất-kinh doanh chiếm 83,76%. Dư nợ cho vay phát triển nông nghiệp, nông thôn đạt 22.829 tỉ đồng, với 170.627 khách hàng còn dư nợ. Dư nợ cho vay nông thôn mới đạt 17.851 tỉ đồng, với 120.494 khách hàng còn dư nợ. Doanh số cấp tín dụng cho doanh nghiệp nhỏ và vừa đạt 40.091 tỉ đồng, dư nợ cho vay đạt 19.259 tỉ đồng. Đến hết năm 2023, trên địa bàn Thái Nguyên cũ có khoảng 2,2 triệu tài khoản thanh toán. 100% giao dịch nộp thuế tại tỉnh được thực hiện qua ngân hàng. Tỷ lệ thanh toán không dùng tiền mặt năm 2023 chiếm 90,41% khách hàng của Điện lực Thái Nguyên thanh toán tiền điện, 27,03% khách hàng thanh toán tiền nước, 33% số lần và 81% số tiền thanh toán dịch vụ y tế. Năm 2023, tỉnh Thái Nguyên cũ có khoảng 435.000 khách hàng tham gia dịch vụ Mobile-Money, với trên 9.300 điểm chấp nhận thanh toán. Đến hết năm 2024, tổng huy động vốn của các ngân hàng tại tỉnh Bắc Kạn cũ đạt 16.600 tỷ đồng, tổng dư nợ cấp tín dụng đạt 15.605 tỷ đồng. Tính đến hết năm 2024, tỷ lệ bao phủ bảo hiểm xã hội trên địa bàn tỉnh Thái Nguyên cũ đạt trên 42% lực lượng lao động, tỷ lệ bao phủ bảo hiểm y tế đạt hơn 95% dân số. Uớc tính số thu bảo hiểm xã hội, bảo hiểm y tế và bảo hiểm thất nghiệp của tỉnh Thái Nguyên cũ năm 2024 là 6,8 nghìn tỷ đồng, với 218.842 người tham gia bảo hiểm xã hội bắt buộc. Tỷ lệ người hưởng lương hưu, trợ cấp BHXH hàng tháng của tỉnh Thái Nguyên cũ nhận chế độ qua tài khoản ngân hàng năm 2024 ước đạt 67%. Đến hết năm 2024, tỉnh Bắc Kạn cũ có số người tham gia BHXH bắt buộc là 23.930 người, tỷ lệ bao phủ BHYT đạt 97%.
Các mặt hàng xuất khẩu chủ yếu của tỉnh Thái Nguyên cũ vào năm 2014 là điện thoại thông minh, máy tính bảng và sản phẩm điện tử khác, chiếm 93,3% tổng giá trị xuất khẩu; tấm tế bào quang điện, tấm module năng lượng mặt trời, kim loại màu và tinh quặng kim loại màu, sản phẩm màu đều có giá trị từ 200 triệu USD trở lên; các mặt hàng như sản phẩm từ sắt thép, phụ tùng vận tải, giấy và các sản phẩm từ giấy có giá trị dưới 30 triệu USD. Các mặt hàng nhập khẩu chủ yếu của Thái Nguyên cũ hầu hết là nguyên liệu và linh kiện điện tử, tiếp đến là nguyên liệu chế tạo pin năng lượng mặt trời, vải các loại, máy móc thiết bị - dụng cụ phụ tùng.

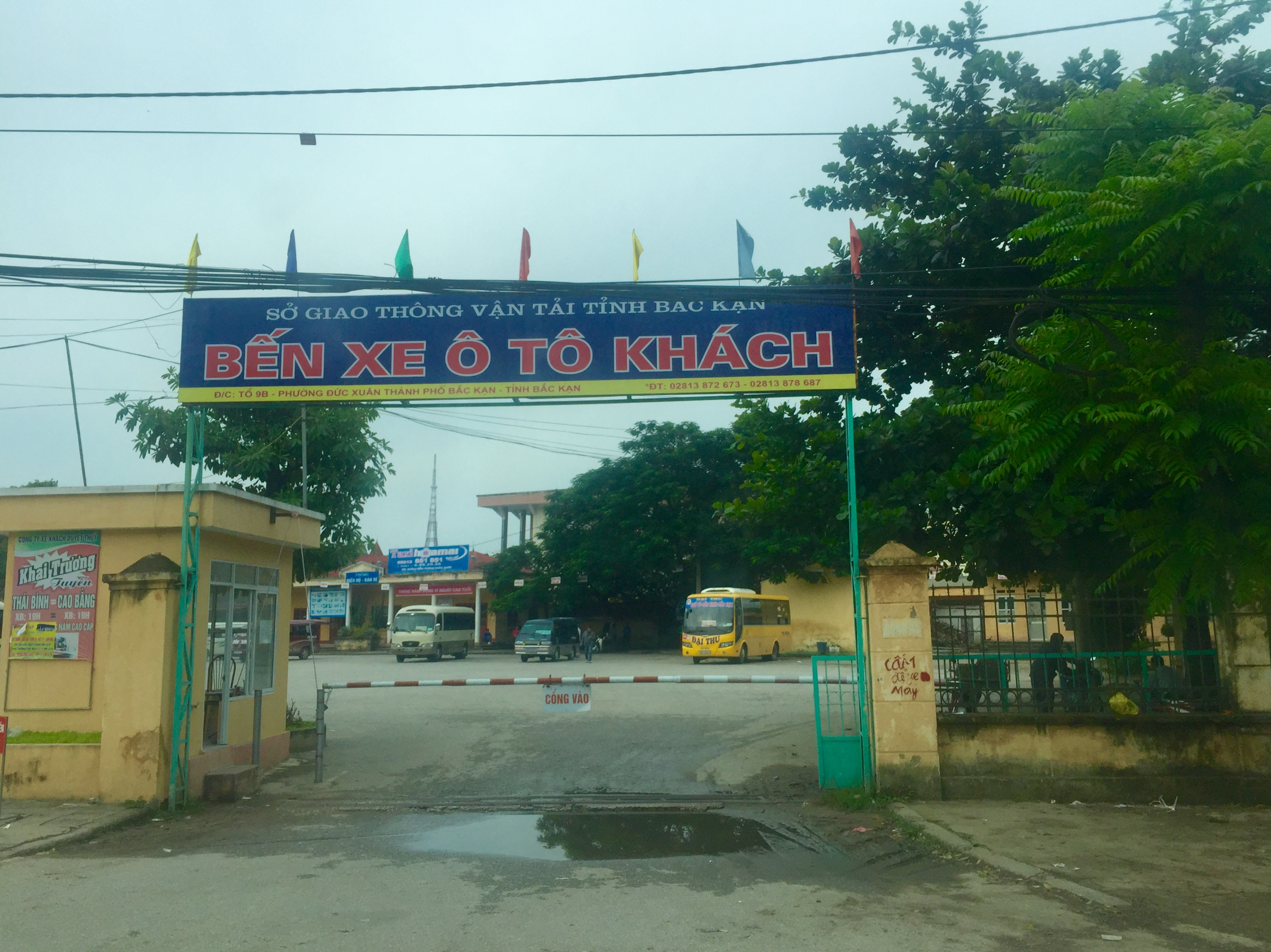
Bến xe khách tỉnh Bắc Kạn, 2015, phường Đức Xuân

Doanh thu hoạt động vận tải, kho bãi của tỉnh Thái Nguyên cũ vào năm 2024 ước đạt 8,1 nghìn tỉ. Tổng doanh thu hoạt động vận tải của tỉnh Bắc Kạn cũ năm 2024 ước đạt 588 tỉ đồng. Thái Nguyên có hai doanh nghiệp chuyên về dịch vụ logistics, Logistics Thái Hưng phục vụ cho Công ty CP Thương mại Thái Hưng, còn Logistics ASG có nhiều khách hàng là doanh nghiệp FDI và doanh nghiệp lớn trong tỉnh. Tuy nhiên, ngành dịch vụ logistics của Thái Nguyên chưa xứng với tiềm năng. tỉnh chưa có hệ thống kho bãi hiện đại; doanh nghiệp chưa tham gia sâu vào chuỗi dịch vụ logistics. Tỉnh Thái Nguyên cũ tính đến năm 2024 có 17 đơn vị vận tải hành khách theo tuyến cố định, với 261 phương tiện; vận tải khách liên tỉnh có 193 tuyến, đến 37 tỉnh thành. Ngoài ra, trên địa bàn còn có 11 tuyến xe buýt hoạt động do 5 đơn vị khai thác với tổng cộng 144 xe, tỉnh cũng có các xe hợp đồng chở công nhân, học sinh. Công ty cổ phần Thương mại và Du lịch Hà Lan chiếm 80% thị phần vận tải hành khách bằng xe bus trên địa bàn Thái Nguyên cũ, mỗi ngày họ vận chuyển khoảng 15 nghìn hành khách.

### Nông, lâm nghiệp

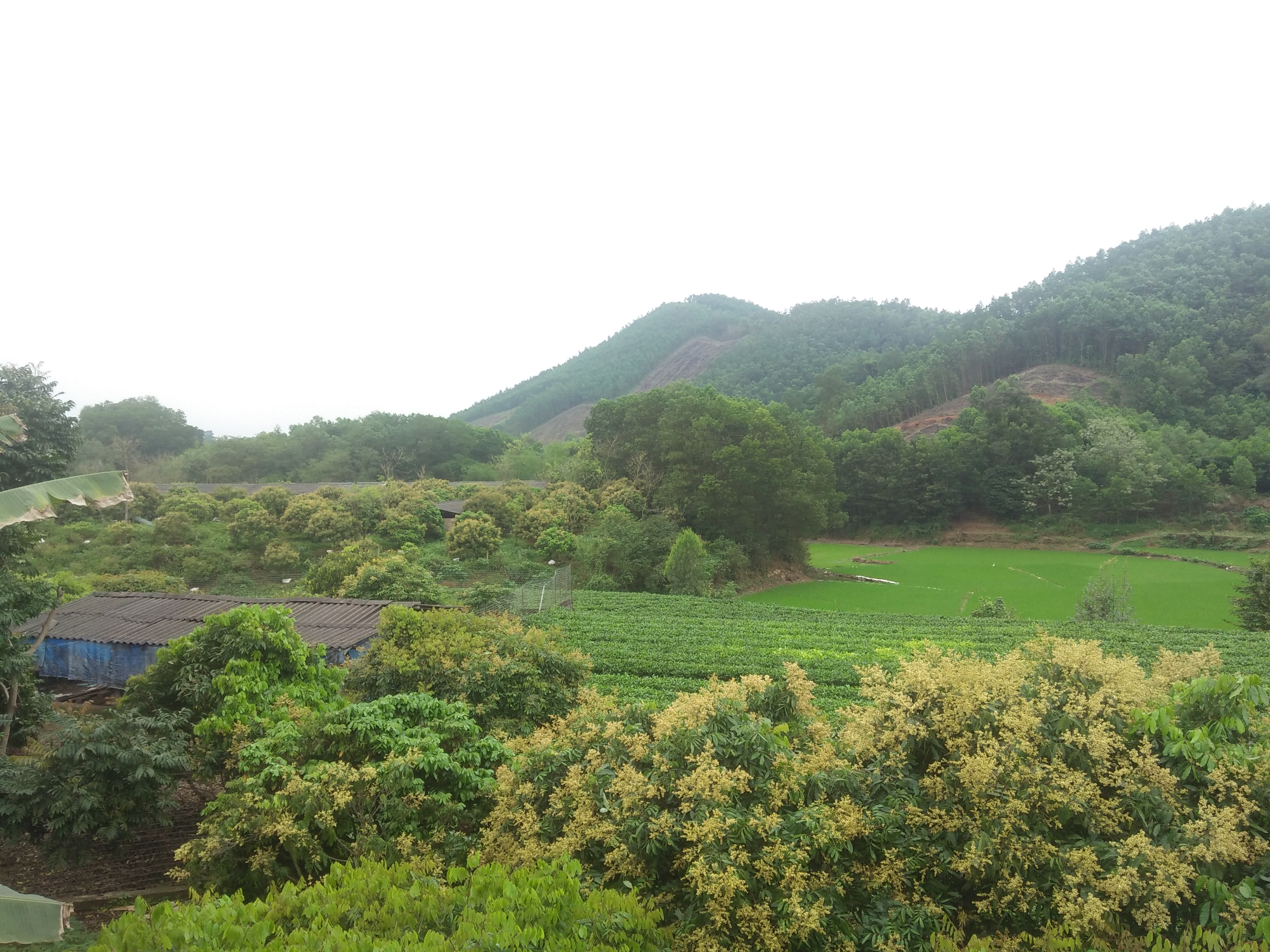
Một vùng nông nghiệp tại xã Đồng Hỷ, với cây ăn quả, cây trà, ruộng lúa và rừng trồng.

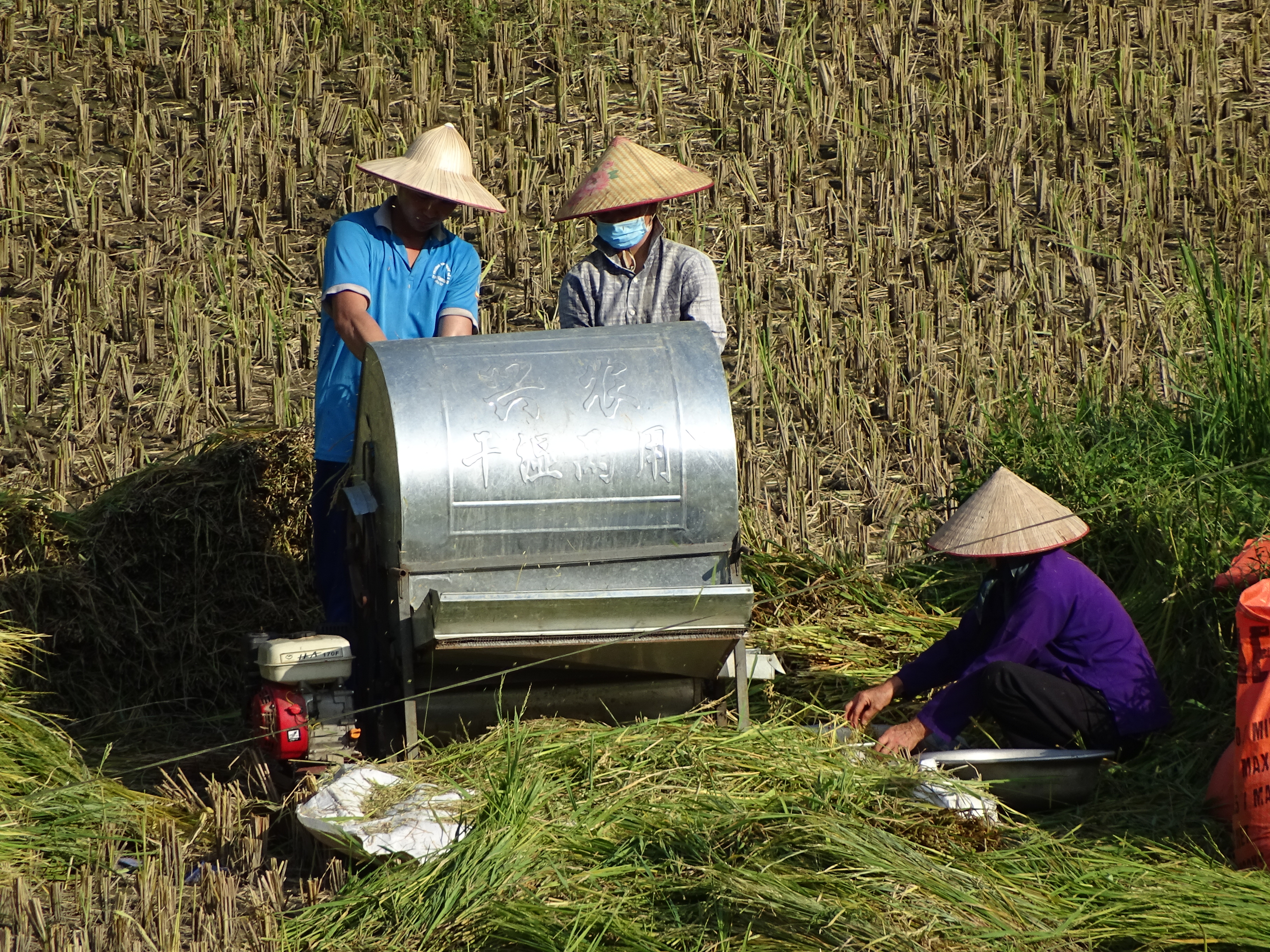
Nông dân làm việc bên máy đập lúa tại xã Ba Bể

Thái Nguyên nhìn chung thuộc khu vực địa hình cao, dốc, có nhiều loại thổ nhưỡng với đặc điểm riêng, phù hợp với các loại cây trồng khác nhau, cần mức độ đầu tư và cải tạo khác nhau. Lúa là cây lương thực chính của tỉnh Thái Nguyên, các khu vực Phú Bình, Đại Từ và Phổ Yên cũ là những vùng trọng điểm lúa. Sắn, ngô, khoai lang là những loại cây thích hợp với địa hình Thái Nguyên, từng có thời kỳ Thái Nguyên được cho là "xứ sở của sắn". Diện tích gieo trồng cây lương thực có hạt của tỉnh Thái Nguyên cũ năm 2024 ước đạt 82,1 nghìn ha, của tỉnh Bắc Kạn cũ năm 2023 ước đạt 36,6 nghìn ha. Năm 2024, sản lượng lương thực có hạt của tỉnh Thái Nguyên cũ ước đạt gần 415,7 nghìn tấn, của Bắc Kạn cũ là gần 169,8 nghìn tấn; trong đó sản lượng lúa lần lượt là 343,3 nghìn tấn và gần 112 nghìn tấn, sản lượng ngô lần lượt là gần 72,4 nghìn tấn và gần 57,6 nghìn tấn. Tỉnh có một số vùng lúa đặc sản như lúa Bao thai ở Định Hóa và Chợ Đồn cũ, lúa Khẩu Nua Lếch ở Ngân Sơn cũ, lúa nếp Thầu dầu ở Phú Bình cũ, lúa nếp Vải ở Phú Lương cũ, lúa nếp Tài ở Ba Bể cũ.
Trên đất vườn đồi của Thái Nguyên, chè là cây công nghiệp quan trọng nhất, là một trong các nông sản xuất khẩu chủ yếu của tỉnh. Chè Thái Nguyên, đặc biệt là chè Tân Cương, là sản phẩm nổi tiếng từ lâu. Năm 2021, tỉnh Thái Nguyên cũ là tỉnh có diện tích trồng chè lớn nhất Việt Nam. Tỉnh từng có các nông trường chè quốc doanh tại Sông Cầu, Quân Chu, Bắc Sơn. Năm 2024, tổng diện tích chè của tỉnh Thái Nguyên cũ ước đạt 22,1 nghìn ha, sản lượng chè búp tươi ước đạt 273,7 nghìn tấn. Phú Bình cũ là nơi trồng lạc lớn trong tỉnh, với 1,35 nghìn ha lạc vào năm 2022, cùng các cơ sở ép dầu lạc. Diện tích đậu tương của tỉnh Thái Nguyên cũ từng đạt 3.389 ha vào năm 2005, nhưng loại cây này đã mất dần vị thế. Thuốc lá được trồng từ lâu trong tỉnh, tổng diện tích tại tỉnh Bắc Kạn cũ năm 2024 là 1,1 nghìn ha; sản lượng ước đạt 2,77 nghìn tấn. Cây dong riềng được trồng tập trung tại Na Rì và Ba Bể cũ, tổng diện tích gieo trồng tại tỉnh Bắc Kạn cũ năm 2024 là 444 ha, sản lượng ước đạt 32.583 tấn. Trung bình mỗi năm, tỉnh Thái Nguyên cũ trồng 15 nghìn ha rau, sản lượng trên 288 nghìn tấn., số liệu tương ứng của tỉnh Bắc Kạn cũ vào năm 2024 là 3,2 nghìn ha và 43,9 nghìn tấn. Bí xanh thơm là một loại đặc sản được trồng chủ yếu ở Ba Bể cũ, với diện tích khoảng 175 ha. Tỉnh Thái Nguyên cũ có 14 nghìn ha cây ăn quả các loại, hình thành vùng na, bưởi tại Võ Nhai cũ, vùng nhãn tại Phổ Yên và Đại Từ cũ, vùng bưởi tại Đại Từ cũ. Tỉnh Bắc Kạn cũ tập trung phát triển các loại cây ăn quả đặc trưng như hồng không hạt như tại Ba Bể cũ, cam, quýt như tại Bạch Thông cũ, mơ tại Chợ Mới cũ, chuối tại Ba Bể cũ. Ngoài ra, tỉnh Bắc Kạn cũ còn có các cây ăn quả đặc trưng vùng núi cao như lê, dẻ, đào, mận.

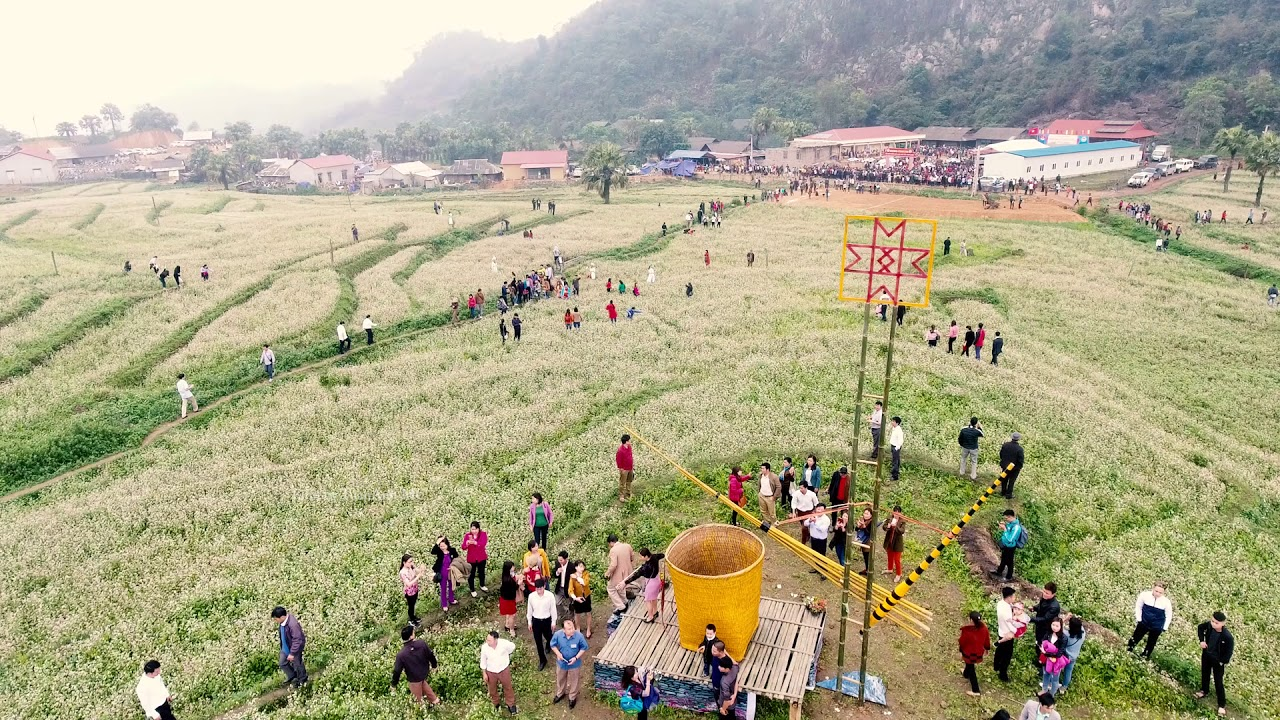
Cánh đồng tam giác mạch tại Bản Tèn, xã Văn Lăng, 2020.

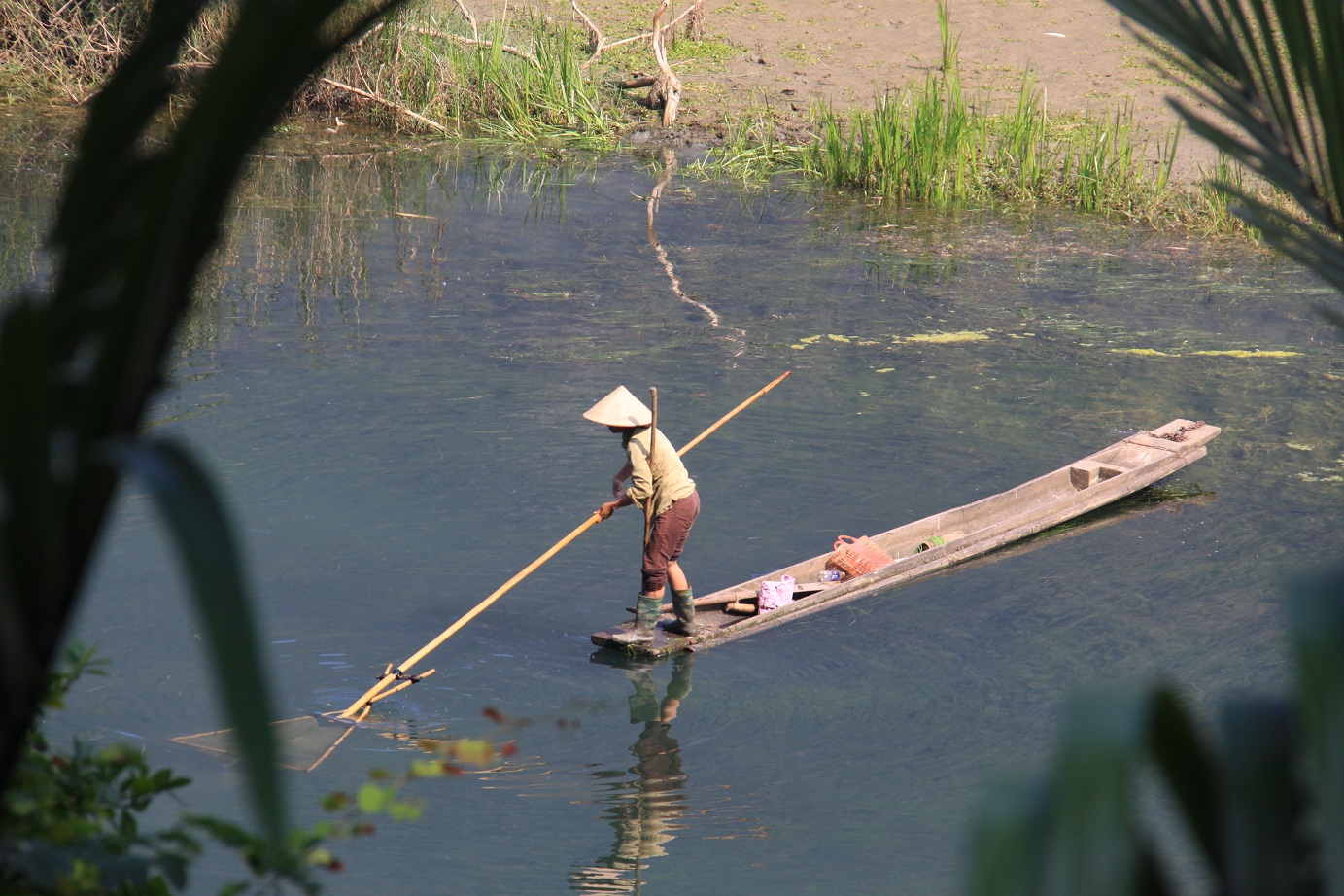
Người dân đi thuyền đánh bắt thủy sản tại khu vực gần hồ Ba Bể, 2011

Thái Nguyên cũ là tỉnh đứng thứ hai của khu vực trung du miền núi phía Bắc về phát triển chăn nuôi, chăn nuôi quy mô trang trại phát triển nhanh, thay thế dần chăn nuôi nhỏ lẻ, quy mô nông hộ. Thái Nguyên cũ xác định thịt lợn, thịt gà và trứng gà là sản phẩm chủ lực, có lợi thế để đầu tư phát triển, đặc biệt là khu vực phía bắc. Tỉnh có khoảng 600 nghìn con lợn, 16,5 triệu con gia cầm, trên 95 nghìn con trâu, bò vào năm 2024. Trong năm này, sản lượng thịt lợn hơi ước đạt 102,3 nghìn tấn, thịt gia cầm là 118,1 nghìn tấn: sản xuất 460 triệu quả trứng gà. Một số trang trại và hộ chăn nuôi gây ô nhiễm môi trường. Tỉnh Thái Nguyên cũ đã hình thành vùng nuôi gà thả vườn tại Phú Bình, Đồng Hỷ, Định Hóa cũ; vùng nuôi lợn tại Phổ Yên, Phú Bình cũ; vùng nuôi bò tại Định Hóa, Phú Bình, Đồng Hỷ và Phổ Yên cũ. Đến năm 2024, tỉnh có 1.255 trang trại, chiếm 50% tổng đàn gia súc, gia cầm. Ngành chăn nuôi lợn, gà trong tỉnh được phát triển theo chuỗi, gắn với giết mổ và tiêu thụ sản phẩm. Đến nay, trên địa bàn tỉnh có 10 doanh nghiệp sản xuất thức ăn chăn nuôi.
Ngành chăn nuôi ở tỉnh Bắc Kạn cũ có xuất phát điểm thấp, chủ yếu tập trung ở các nông hộ, quy mô nhỏ (chiếm khoảng 70%). Chợ trâu, bò Nghiên Loan là một trong những chợ buôn bán gia súc lớn nhất miền Bắc. Đến tháng 10 năm 2024, trên địa bàn tỉnh có 35 nghìn con trâu, 17 nghìn con bò, gần 156 nghìn con lợn, hơn hai triệu con gà và 86 nghìn con vịt. Đàn trâu, bò giảm so với cùng kỳ do diện tích chăn thả ngày càng bị thu hẹp. Trong năm 2024, sản lượng thịt lợn hơi là hơn 17 nghìn tấn; sản lượng gia
cầm đạt gần năm nghìn tấn.
Thái Nguyên là tỉnh miền núi nhưng có thể nuôi cá tại hồ Núi Cốc, các đầm thủy lợi, hay ao hồ nhỏ. Truyền thống nuôi cá ruộng, nuôi cá thả ao đã có từ lâu trong tỉnh, tuy nhiên thủy sản không có ý nghĩa lớn trong nền kinh tế của tỉnh. Năm 2024, diện tích nuôi trồng trên địa bàn Thái Nguyên cũ là 6,1 nghìn ha, và có 4 cơ sở cá giống cung cấp hàng chục triệu cá giống mỗi năm. Cùng năm, diện tích nuôi trồng trên địa bàn Bắc Kạn cũ là 1,3 nghìn ha. Sản lượng thủy sản của hai tỉnh trong năm này lần lượt là gần 18,1 nghìn tấn và hơn 3,1 nghìn tấn.

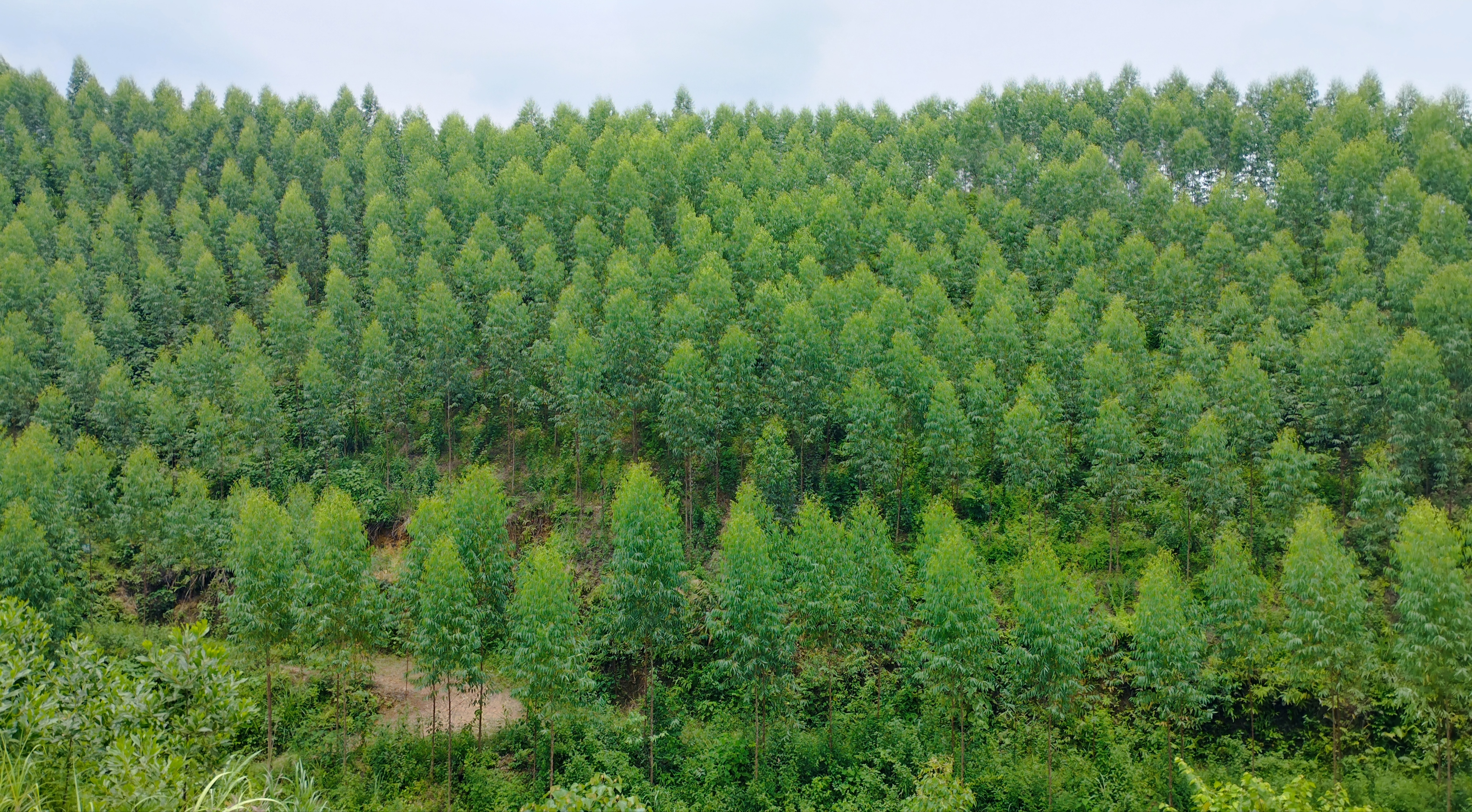
Rừng trồng tại xã Vô Tranh.

Diện tích đất rừng sản xuất của tỉnh Thái Nguyên cũ là 1.086,29 km². Diện tích rừng trồng của tỉnh Bắc Kạn cũ năm 2024 là 1.034,2 km². Tỉnh Thái Nguyên cũ từng lập kế hoạch trồng mới rừng gỗ lớn, chuyển hóa rừng gỗ nhỏ sang gỗ lớn cho đến năm 2030. Loại giống sử dụng chủ yếu là keo lá tràm, keo tai tượng, keo lai; và các loại cây sinh trưởng chậm như trám trắng, trám đen, lát hoa, lim xanh, giổi xanh, sấu. Đến năm 2022, tỉnh có gần 100 cơ sở sản xuất giống cây lâm nghiệp, có thể cung cấp hơn 27,9 triệu cây giống Tỉnh Bắc Kạn cũ xác định phát triển kinh tế rừng trở thành ngành kinh tế mũi nhọn, tạo sinh kế và giảm nghèo cho người dân nông thôn; khuyến cáo trồng rừng gỗ lớn theo hướng thâm canh, chuyển hóa rừng gỗ nhỏ sang gỗ lớn. Ngoài sản phẩm gỗ, rừng còn cung cấp các nguyên liệu cho ngành thực phẩm, dược phẩm, tinh dầu, hay thủ công mỹ nghệ. Hiện nay, diện tích trồng cây dược liệu dưới tán rừng ngày càng được nhân rộng. Trong cơ cấu trồng rừng 5 tháng đầu năm 2025 tại tỉnh Bắc Kạn cũ, cây mỡ chiếm tỷ lệ cao nhất với hơn 5 triệu cây giống, tiếp đến là cây quế với trên 1,7 triệu cây và cây keo gần 1 triệu cây. Sản lượng gỗ khai thác năm 2024 của của tỉnh Bắc Kạn cũ ước đạt 370,1 nghìn m³, của tỉnh Thái Nguyên cũ ước đạt 292,9 nghìn m³ gỗ rừng trồng, sản lượng củi khai thác lần lượt ước đạt 576 nghìn ster và 267 nghìn ster.

### Hạ tầng

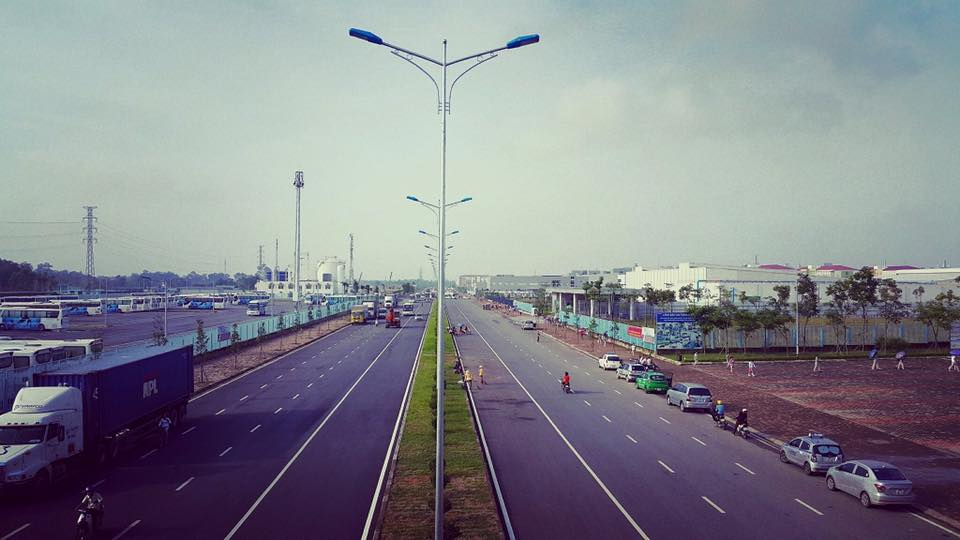
Một góc khu công nghiệp Yên Bình thuộc phường Phổ Yên và phường Vạn Xuân

Tính đến hết năm 2024, Thái Nguyên có sáu khu công nghiệp đang hoạt động: Sông Công 1, Sông Công 2, Điềm Thụy, Yên Bình, Nam Phổ Yên, Thanh Bình, phần lớn các khu công nghiệp nằm ở xa về phía nam của tỉnh. KCN Sông Công I là khu công nghiệp đầu tiên của tỉnh Thái Nguyên, được hình thành từ năm 1999. Các khu công nghiệp Điềm Thụy, Sông Công 2 giai đoạn 1 và Yên Bình có tỷ lệ lấp đầy 100%, đang xây dựng giai đoạn 2 của KCN Sông Công 2. Các khu công nghiệp tại tỉnh Thái Nguyên cũ đến hết năm 2024 đã thu hút được 318 dự án đầu tư, trong đó có 178 dự án FDI với số vốn đăng ký đầu tư trên 10,6 tỷ USD, 140 dự án đầu tư trong nước với số vốn đăng ký đầu tư trên 22,5 nghìn tỷ đồng. Tổng số lao động trong các khu công nghiệp của tỉnh Thái Nguyên cũ là 88.382 người vào đầu năm 2024. Khu công nghiệp Thanh Bình là khu công nghiệp duy nhất của tỉnh Bắc Kạn cũ. nhưng một số nhà máy bị chậm tiến độ, ngừng sản xuất. Đến hết năm 2024, tỉnh Thái Nguyên cũ có 27 cụm công nghiệp được thành lập, có tổng diện tích 10,73 km²; tổng vốn đăng ký trên 10.989 tỷ đồng. Tỉnh Bắc Kạn cũ có sáu cụm công nghiệp được thành lập, với tổng diện tích 1,864 km².
Thái Nguyên hiện có hai nhà máy nhiệt điện là Cao Ngạn tại phường Quan Triều và An Khánh tại xã An Khánh; có các nhà máy thủy điện nhỏ và vừa: Hồ Núi Cốc, Pác Cáp, Thác Giềng 1, Tà Làng, Nậm Cắt và Thượng Ân. Năm 2022, gần 25% sản lượng điện tiêu thụ tại tỉnh Bắc Kạn cũ đến từ các nhà máy thủy điện trên địa bàn.  Năm 2024, sản lượng điện thương phẩm của Công ty Điện lực Thái Nguyên đạt 6,4 tỉ kWh và doanh thu đạt gần 12 nghìn tỉ, sản lượng điện thương phẩm của Công ty Điện lực Bắc Kạn đạt 304 triệu kWh. Tỉnh Thái Nguyên có các trạm biến áp 220kV Phú Bình, Phú Bình 2, Thái Nguyên, Lưu Xá, Bắc Kạn; đang triển khai đầu tư các công trình như trạm biến áp 500kV Thái Nguyên; đường dây 500kV Hiệp Hòa - Thái Nguyên. Nhu cầu phụ tải điện dự kiến của khu vực tỉnh Thái Nguyên cũ đến năm 2025 của tỉnh là 1.380MW và năm 2030 là 2.030MW.  Tỉnh Thái Nguyên thường xuyên vận hành cả hai nguồn điện của Việt Nam và mua từ Trung Quốc. Khi mới tái lập tỉnh Bắc Kạn vào năm 1997, chỉ 4% dân số tại 12/122 đơn vị cấp xã của tỉnh được dùng điện, nhưng đến năm 2004 thì toàn bộ các đơn vị cấp xã đã có điện lưới quốc gia.
Hệ thống thủy lợi Thác Huống được hoàn thành năm 1936, tổng chiều dài các kênh là 226,9 km, hiện nay hệ thống này cung cấp nước tưới cho 52.520 ha đất canh tác tại khu vực Phú Bình cũ của Thái Nguyên và tại tỉnh Bắc Ninh. Công ty CP Nước sạch Thái Nguyên hiện có 10 nhà máy sản xuất nước với công suất thiết kế 120 nghìn m³/ngày đêm, phục vụ cho 85.000 khách hàng. Công ty CP Nước sạch Yên Bình hiện có công suất 120 nghìn m³/ngày-đêm, cung cấp nước sạch cho Khu công nghiệp Yên Bình và các khu vực khác. Công Ty TNHH Cấp Nước Phú Bình khởi công nhà máy nước Phú Bình vào tháng 5 năm 2024. Nhà máy cấp nước thành phố Bắc Kạn có công suất xử lý là 10 nghìn m³/ngày đêm. Dự án xây dựng cấp bách hệ thống chống lũ, lụt sông Cầu tại khu vực phường Phan Đình Phùng được khởi công năm 2016, trị giá khoảng 10 nghìn tỉ đồng, nhưng đến hiện nay vẫn chưa hoàn thành. Kè chống sạt lở bờ sông Cầu cũng được xây dựng tại thành phố Bắc Kạn cũ xã Chợ Mới, xã Phú Bình, xã Tân Khánh; kè chống sạt lở sông Công được xây dựng tại xã Đại Phúc và xã Thành Công; kè sông Năng tại xã Chợ Rã; kè sông Bắc Giang tại xã Na Rì.

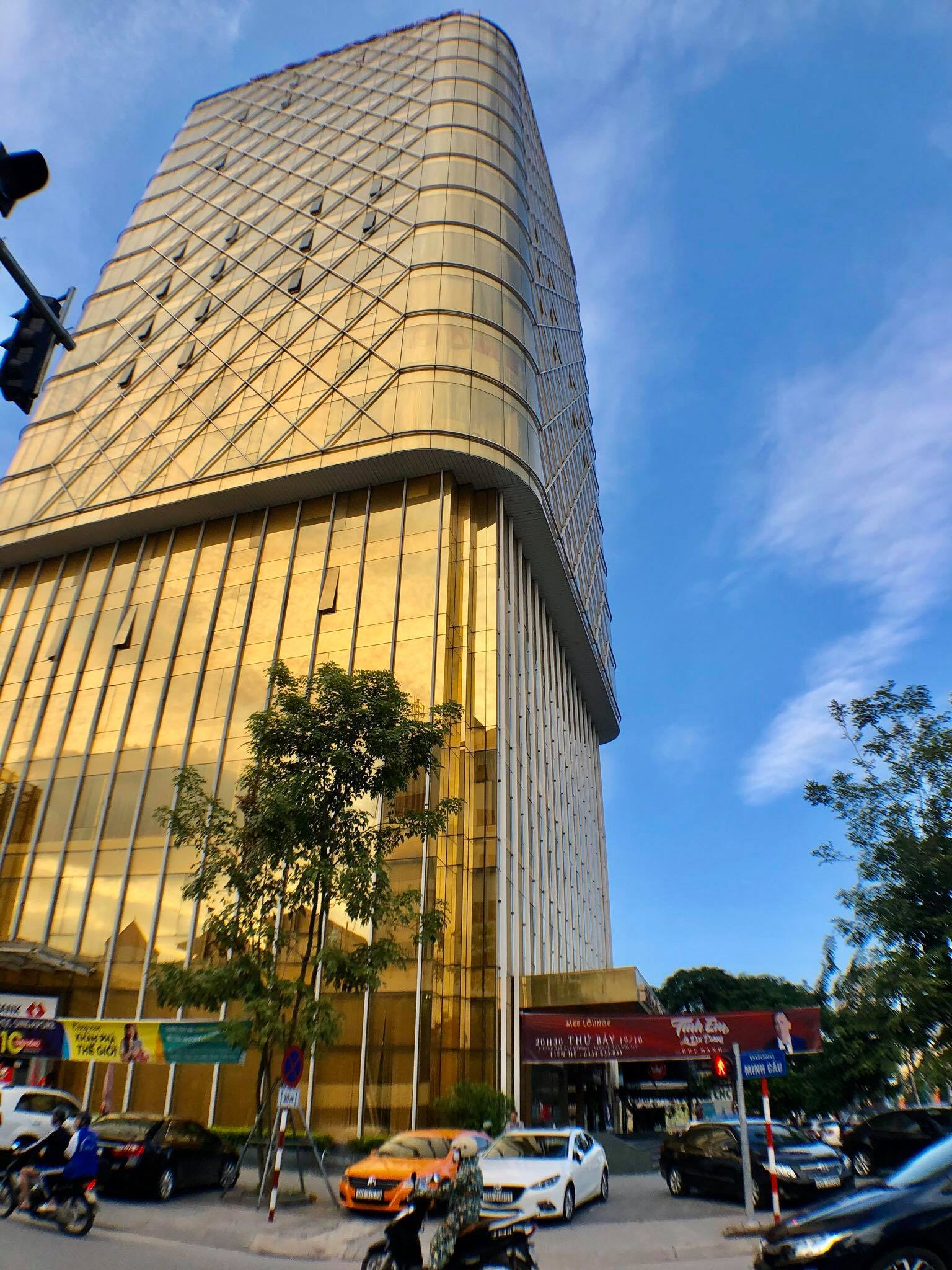
Toà nhà FCC từng là toà nhà cao nhất Thái Nguyên, phường Phan Đình Phùng.

Nhà máy xử lý nước thải Gia Sàng hoạt động từ năm 2018 với công suất thiết kế 8.000 m³/ngày đêm, giúp xử lý nước thải sinh hoạt khu vực trung tâm của tỉnh. Dự án xử lý nước thải ở phía nam thành phố Thái Nguyên cũ có công suất 8.000 m³/ngày đêm, nhưng chưa hoàn thành sau nhiều năm. Trạm xử lý nước thải tập trung Khu công nghiệp Yên Bình vào năm 2023 xử lý 60.000m³ nước thải/ngày đêm cho Nhà máy Samsung Thái Nguyên và các nhà máy phụ trợ khác trong khu công nghiệp. Thái Nguyên có các nhà máy có lò đốt chất thải rắn sinh hoạt: Khu liên hợp xử lý chất thải rắn Đá Mài thuộc xã Tân Cương; khu liên hợp xử lý chất thải của Chi nhánh Công ty TNHH Môi trường Sông Công tại phường Bách Quang; Công ty CP Môi trường Thái Nguyên tại phường Phúc Thuận; nhà máy xử lý chất thải rắn tại phường Đức Xuân. Bãi rác Đá Mài đến năm 2024 tiếp nhận 220 tấn rác thải sinh hoạt mỗi ngày, trong đó 70 tấn rác được đốt lò, 150 tấn được chôn lấp. Thái Nguyên có các dự án xử lý chất thải công nghiệp ở các địa phương có tốc độ phát triển công nghiệp nhanh, như nhà máy xử lý rác thải của Công ty CP Môi trường Việt Xuân Mới tại phường Phúc Thuận, nhà máy xử lý chất thải Anh Đăng tại xã Phú Bình; khu liên hợp của Công ty TNHH Môi trường Sông Công.
Trên địa bàn tỉnh Thái Nguyên cũ đến năm 2025 có bảy doanh nghiệp cung cấp dịch vụ viễn thông; 1.830 điểm thu phát sóng điện thoại di động (trạm BTS). Tổng số thuê bao truy nhập Internet cố định băng rộng cáp quang đạt 76 thuê bao/100 hộ gia đình. Thái Nguyên cũ có mục tiêu đến hết năm 2025 có 100% khu dân cư được phủ sóng 5G. Tỉnh Bắc Kạn cũ đến năm 2024 có 882 trạm BTS, tỷ lệ dân số được phủ sóng 4G đạt 96%, tỉ lệ hộ gia đình có băng rộng cáp quang đạt 71%, có 15 trạm phát sóng 5G. Theo báo cáo về chuyển đổi số cấp tỉnh năm 2023, Thái Nguyên xếp thứ 16 và Bắc Kạn xếp thứ 58.

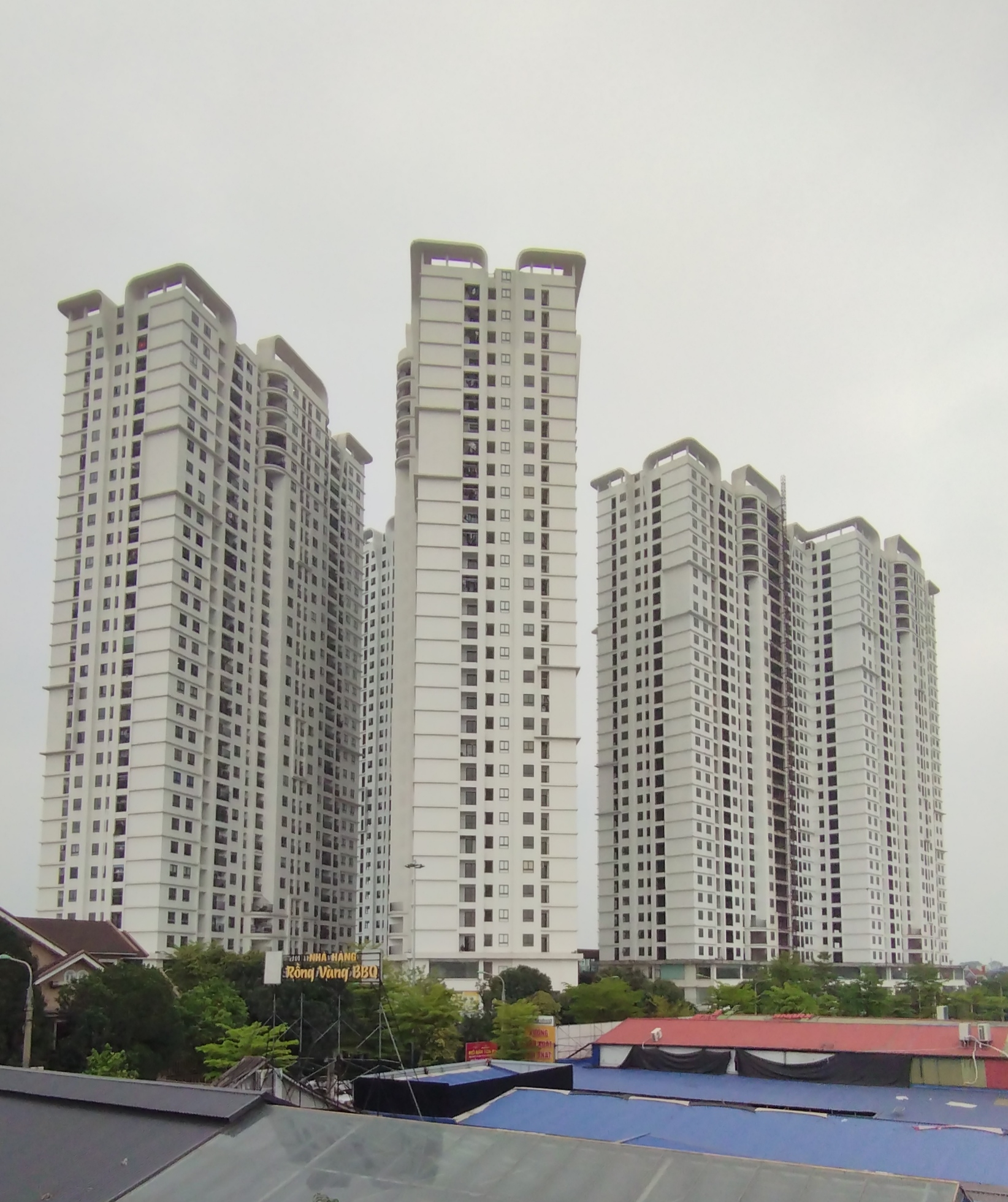
Tổ hợp chung cư Tecco Elite City tại phường Quyết Thắng.

Khu vực thành phố Thái Nguyên cũ có một số khu đô thị có quy mô lớn và hiện đại như Danko City, Thái Hưng Crown Villas, Hồ Xương Rồng, đường Bắc Sơn, Picenza, làm thay đổi diện mạo đô thị. Khu vực thành phố Phổ Yên cũ có các khu đô thị như Việt Hàn, dịch vụ Yên Bình, Nam Thái, Đại Phong. Khu vực thành phố Sông Công cũ có các khu đô thị như Kosy; Hồng Vũ, Vạn Phúc.  Tuy nhiên, một số khu đô thị vẫn còn dang dở, vắng bóng cư dân.  Thái Nguyên có nhiều tòa nhà cao tầng đã và đang được xây dựng, tháp đôi Prime là tòa tháp đôi đầu tiên tại tỉnh. Tòa nhà FCC có 28 tầng và nổi bật vì được lắp kính có màu vàng.  Toà nhà Thai Nguyen Tower được khởi công vào năm 2018 và hiện là toà nhà cao nhất tỉnh với 35 tầng. Dự án tòa tháp đôi BV Diamond Hill cao 38 tầng được khởi công vào năm 2024, dự kiến sẽ là tòa nhà cao nhất khu vực trung du miền núi phía Bắc. Tecco Elite City có quy mô 2,1 ha, gồm sáu toà tháp căn hộ cao 32 tầng nằm tại phường Quyết Thắng. Công trình quảng trường Võ Nguyên Giáp được xây dựng trên tổng diện tích gần 4,7 ha tại phường Phan Đình Phùng. Quảng trường Vạn Xuân nằm tại phường Vạn Xuân được khánh thành vào năm 2022, có mức đầu tư gần 550 tỉ đồng. Những năm gần đây, tỉnh Thái Nguyên cũng có các công trình công cộng mới tại cơ sở như công trình hồ sinh thái - công viên cây xanh rộng 6,3 ha tại xã Võ Nhai, quảng trường ATK Định Hoá tại xã Định Hoá, mở rộng quảng trường 1-7 rộng 2 ha tại phường Sông Công, quảng trường 1,7 ha tại xã Đồng Hỷ. Phố đi bộ Sông Cầu tại thành phố Bắc Kạn cũ được khai trương vào năm 2024 với chiều dài gần 1 km. Dự án Khu đô thị, phố đi bộ trung tâm tại phường Phan Đình Phùng dự kiến khởi công vào năm 2025, gồm có phố đi bộ dài trên 330 m.

## Nhân khẩu

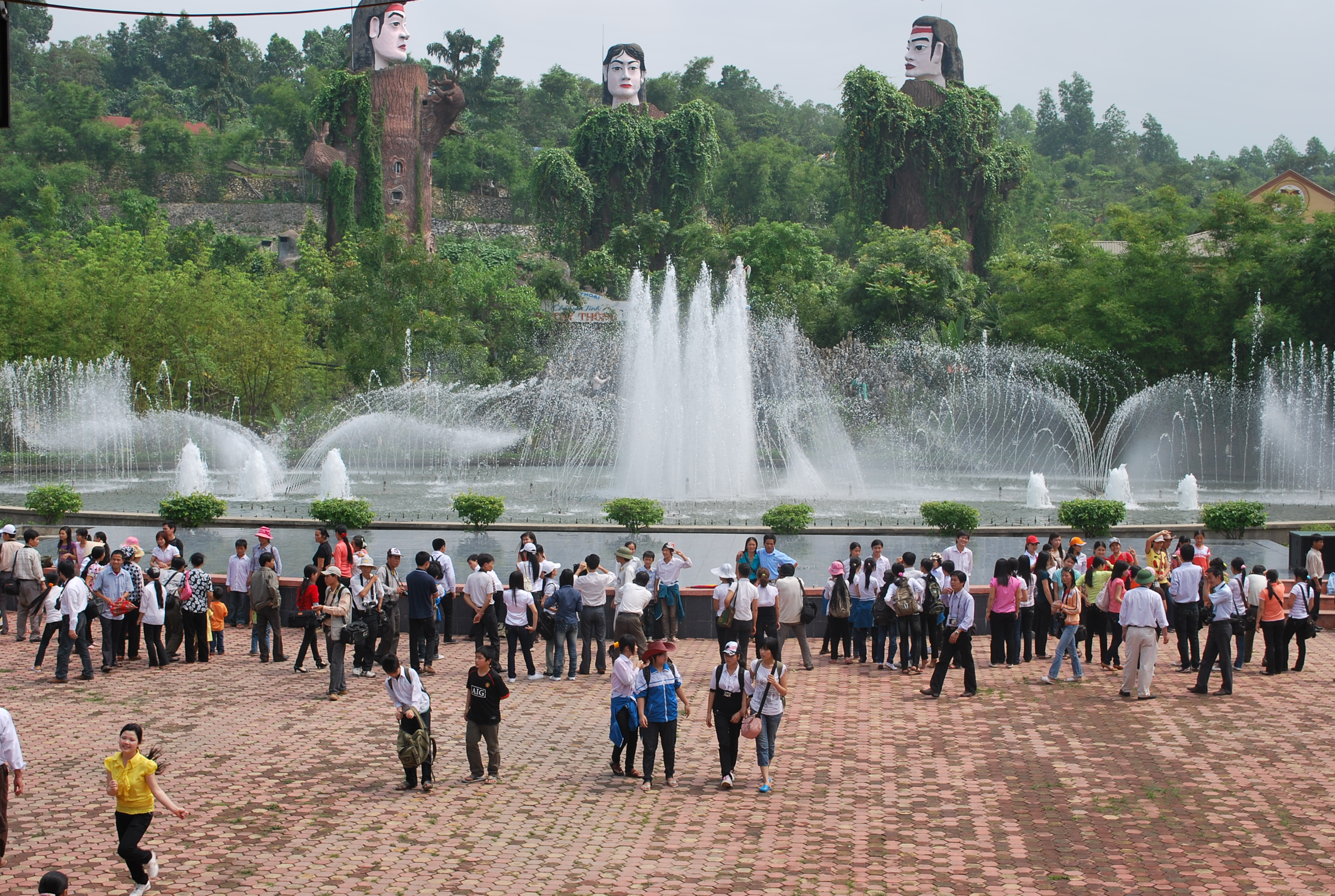
Du khách xem nhạc nước tại khu du lịch hồ Núi Cốc, xã Đại Phúc

Sau khi sáp nhập vào năm 2025, dân số tỉnh Thái Nguyên là 1.799.489 người, trong đó tỉnh Bắc Kạn cũ có 365.318 người và tỉnh Thái Nguyên cũ có 1.434.171 người. 
Theo kết quả điều tra dân số năm 2024, tỉnh Bắc Kạn có 328.609 người, 87.022 hộ gia đình, là tỉnh có dân số thấp nhất Việt Nam. Dân số tỉnh Thái Nguyên là 1.361.474 người, 377.201 hộ gia đình, là tỉnh đông dân thứ 23 Việt Nam. Tổng tỷ suất sinh của tỉnh Bắc Kạn và Thái Nguyên lần lượt là 2,18 và 2,19 con/phụ nữ, trong khi con số của toàn quốc là 1,91. Dân số thành thị của Bắc Kạn là 78.768 người và dân số nông thôn là 249.841 người, con số tương ứng của Thái Nguyên là 549.882 người và 811.593 người. Trong giai đoạn từ 2023 đến 2024, tỷ suất di cư thuần của tỉnh Bắc Kạn là -5,9‰, mức âm cao nhất vùng Trung du và miền núi phía Bắc. Tỷ suất di cư thuần trong giai đoạn 2019-2024 của Bắc Kạn là -21,0‰, nam giới là -18,4‰ và nữ giới là -23,6‰; của Thái Nguyên là gần như 0‰ nhưng nam giới là -2,1‰ và nữ giới là 2,0‰. Tuổi thọ trung bình tính từ lúc sinh của Bắc Kạn là 72,9 năm (nam 70,3; nữ 75,6), của Thái Nguyên là 74,5 năm (nam 72,0; nữ 77,1). Tai nạn lao động chiếm 4,9% nguyên nhân tử vong tại Bắc Kạn, trong khi của toàn quốc là 1,3%.
Tỷ số giới tính nam/nữ của Bắc Kạn là 100,2, còn của Thái Nguyên là 96,9, của toàn quốc là 99,2. Tuổi kết hôn trung bình lần đầu của Bắc Kạn là 24 tuổi (nam 26,4; nữ 21,3), của Thái Nguyên là 25,1 tuổi (nam 27,5; nữ 22,8), của toàn quốc là 27,3 tuổi (nam 29,4; nữ 25,2). Trong số những người chưa kết hôn từ 15 tuổi trở lên, tỷ lệ nam/nữ của Bắc Kạn là 1,84 lần và của Thái Nguyên là 1,33 lần, và của toàn quốc là 1,32 lần. Tỷ trọng dân số 0-14 tuổi của Bắc Kạn và Thái Nguyên lần lượt là 26,8% và 25,6%, độ tuổi 15-64 là 65,3% và 64,4%, độ tuổi từ 65 trở lên là 7,9% và 10,0%. Tỷ lệ biết đọc, biết viết của Bắc Kạn là 92,4%, còn của Thái Nguyên là 98,6%.

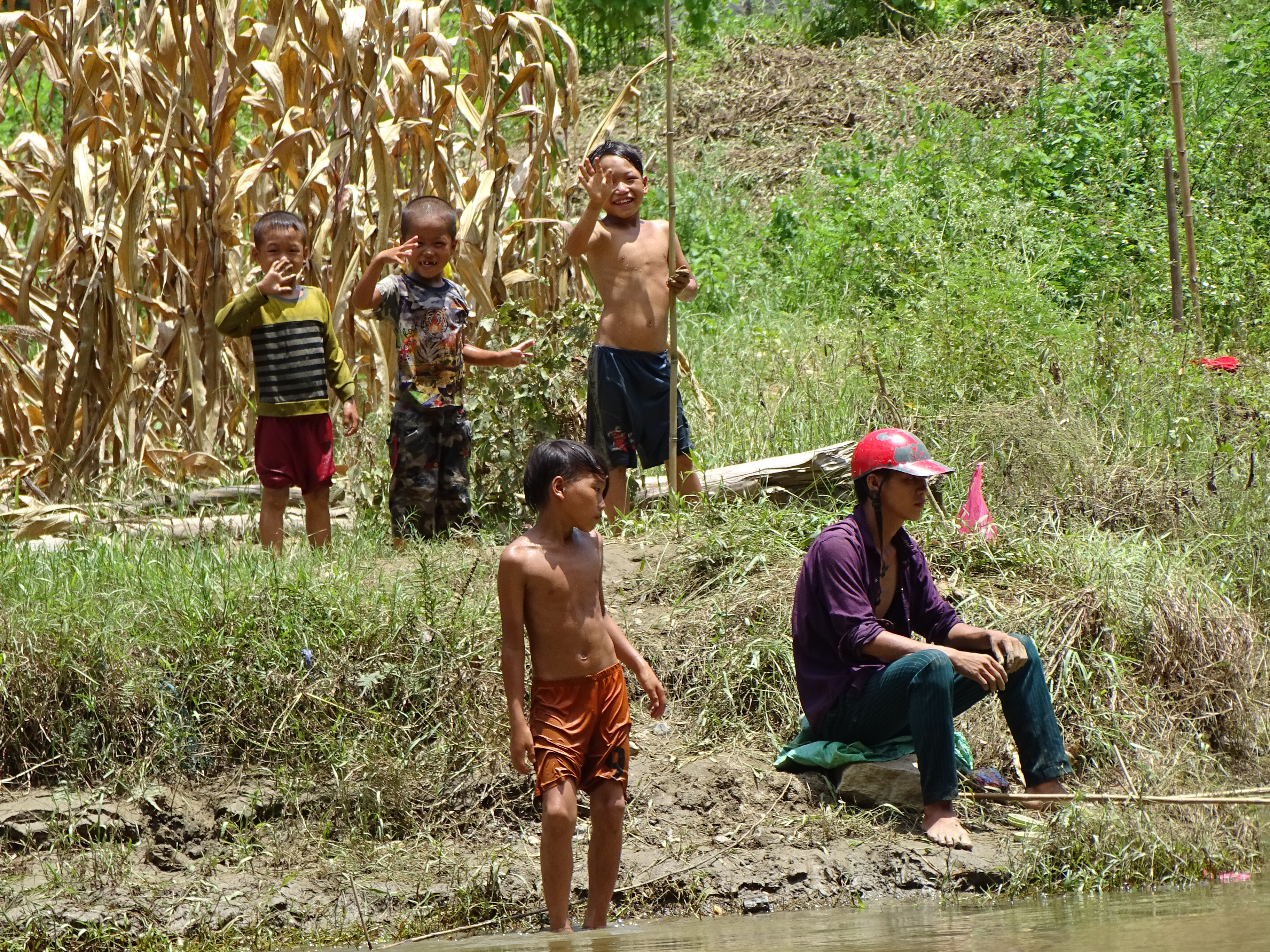
Người dân khu vực hồ Ba Bể, 2019

Năm 1886-1888, tỉnh Thái Nguyên có 8.021 nhân đinh, trong đó phủ Thông Hoá (sau là tỉnh Bắc Kạn) có 3.045 nhân đinh. Khoảng năm 1916, dân số tỉnh Bắc Kạn khoảng 36.000 người. Năm 1928, dân số tỉnh Thái Nguyên khoảng 70.000 người. Năm 1933, dân số tỉnh Thái Nguyên (trừ huyện Đồng Hỷ) là 71.597 người. Năm 1941, tỉnh Thái Nguyên có 125.000 người. Dân số tỉnh Thái Nguyên tăng lên 174.000 người vào năm 1948, với 40.137 hộ gia đình. Vào thời điểm thành lập tỉnh Bắc Thái năm 1965, tỉnh Thái Nguyên có khoảng 420.000 người và tỉnh Bắc Kạn có khoảng 110.000 người, cộng lại khoảng 530.000 người. Theo nghị quyết tái lập hai tỉnh năm 1996, tỉnh Bắc Kạn có 268.047 người và tỉnh Thái Nguyên có 1.019.299 người, cộng lại là 1.287.346 người. Theo điều tra dân số năm 2009, tỉnh Bắc Kạn có 293.826 người, tỉnh Thái Nguyên có 1.123.116 người, cộng lại là 1.416.942 người. Theo điều tra dân số năm 2019, tỉnh Bắc Kạn có 313.905 người, tỉnh Thái Nguyên có 1.286.751 người, cộng lại là 1.600.656 người.
Theo điều tra dân số năm 2024, tỷ lệ nhà kiên cố và bán kiên cố của Bắc Kạn là 84,4%, của Thái Nguyên là 98,7%. Diện tích nhà ở bình quân đầu người của Bắc Kạn là 26 m²/người và có 98,6% số hộ sở hữu nhà riêng, số liệu của Thái Nguyên là 31,1 m²/người và 92,1%. Về nguồn nhiên liệu chính để nấu ăn, tại Bắc Kạn có 50,8% số hộ dùng củi và 43,2% số hộ dùng gas/biogas để nấu ăn, trong khi 87,6% số hộ tại Thái Nguyên dùng gas/biogas để nấu ăn. Về nguồn nước ăn chính, 14,4% số hộ tại Bắc Kạn và 33,6% số hộ tại Thái Nguyên sử dụng nước máy, số hộ sử dụng nước giếng khoan tại hai tỉnh lần lượt là 24,1% và 49,4%, 54,1% số hộ tại Bắc Kạn sử dụng nước khe/mó, 13,7% số hộ tại Thái Nguyên sử dụng nước giếng đào. 70,7% số hộ tại Bắc Kạn và 92,7% số hộ tại Thái Nguyên sử dụng hố xí tự hoại hoặc bán tự hoại, 3,9% số hộ tại Bắc Kạn và 0,1% số hộ tại Thái Nguyên không có hố xí. 71,2% số hộ tại Bắc Kạn và 88,4% số hộ tại Thái Nguyên có TV, tỷ lệ hộ có điện thoại di động là 96,0% và 98,1%, tỷ lệ hộ có tủ lạnh là 83,2% và 94,4%.  Năm 2020, chỉ số phát triển con người HDI của tỉnh Bắc Kạn là 0,664 và xếp thứ 46, của tỉnh Thái Nguyên là 0,743 và xếp thứ 11.

### Di cư

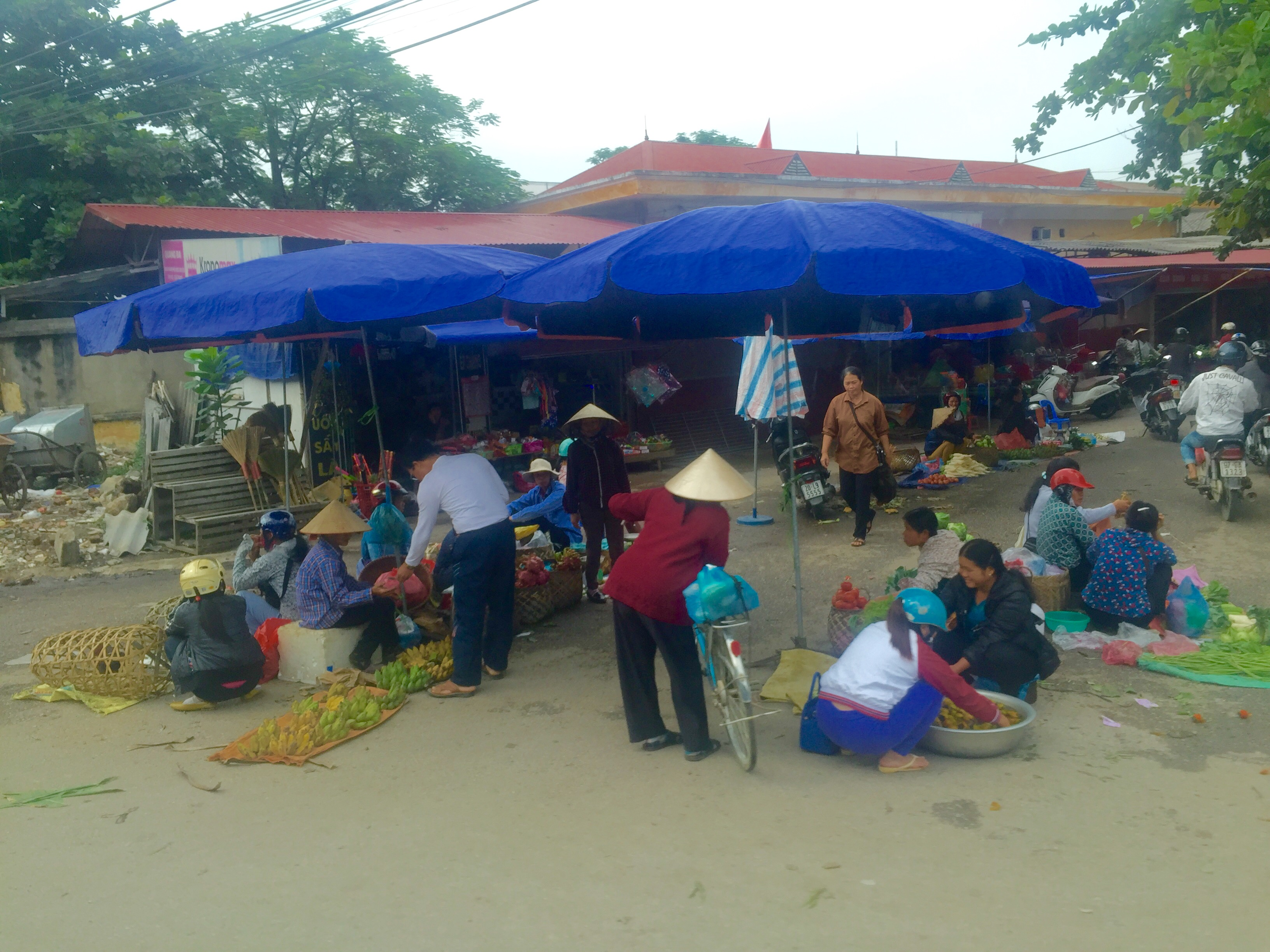
Người dân đi chợ tại phường Đức Xuân, 2015

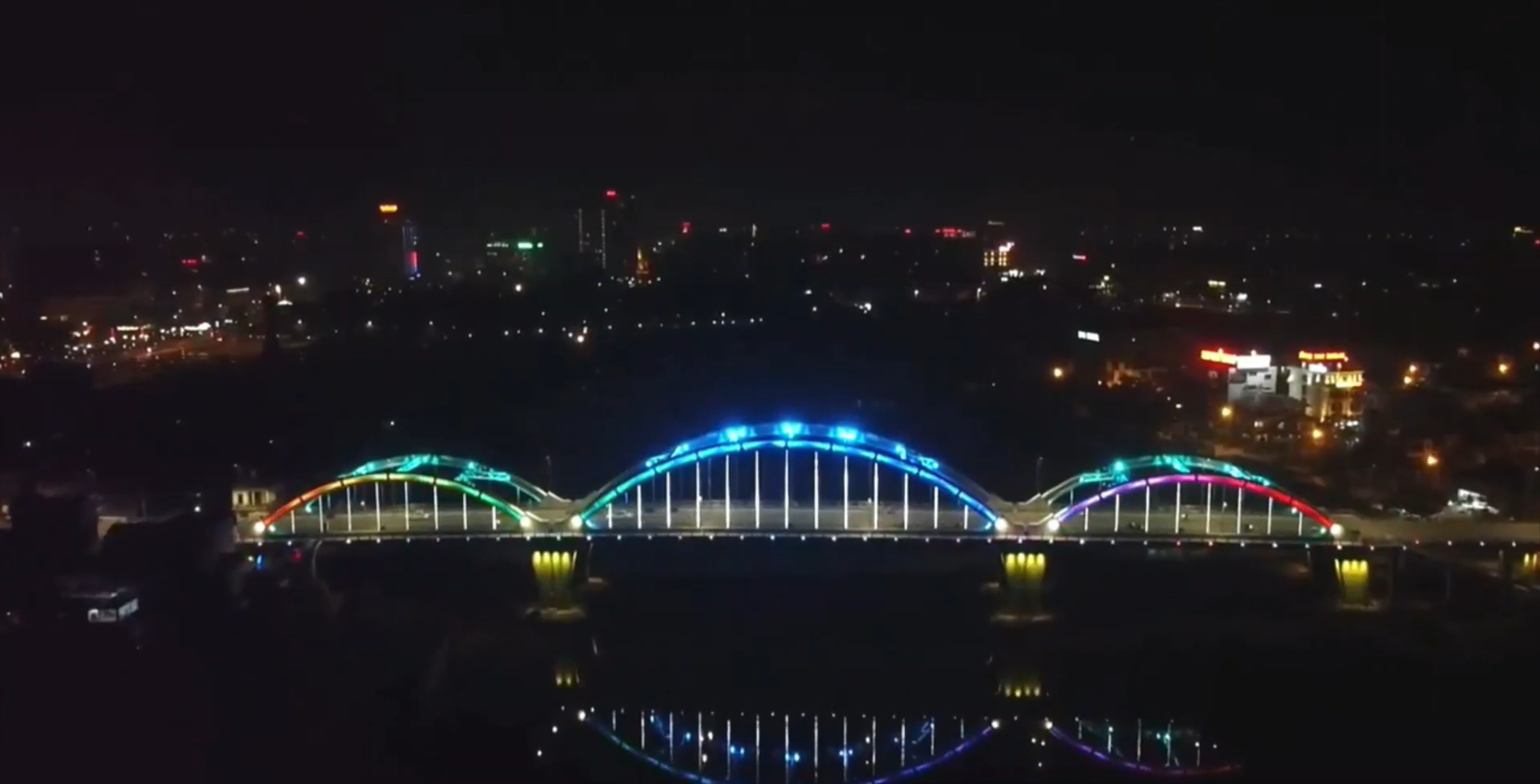
Cầu Bến Tượng về đêm, cầu bắc qua sông Cầu tại phường Phan Đình Phùng – phường Linh Sơn

Trong lịch sử, Thái Nguyên thu hút di dân từ vùng đồng bằng và các vùng lân cận đến khai khẩn và kiếm sống. Từ giữa thế kỷ 18, có khoảng 2-3 vạn người Triều Châu bên Trung Quốc đi lại làm mỏ tại châu Bạch Thông và huyện Cảm Hoá (tỉnh Bắc Kạn cũ).  Đến nửa cuối thế kỷ 19, do các mỏ đóng cửa, các phu mỏ về quê hoặc tản mát vào bản làng định cư với dân địa phương.
Sau khi Chiến tranh thế giới thứ nhất kết thúc, thực dân Pháp cấp đất ở Thái Nguyên cho các lính thợ sang châu Âu phục vụ chiến tranh về nước. Thực dân Pháp nhận định Thái Nguyên là tỉnh có ít dân và sống lệ thuộc vào tự nhiên, để phát triển kinh tế cần phải thay đổi về dân số và "tính cách", giải pháp là di dân từ miền xuôi lên. Thực dân Pháp khuyến khích người Kinh ở miền xuôi lên Thái Nguyên theo chính sách "tiểu đồn điền", làm biến đổi nhân khẩu học trong tỉnh, nhiều người đến làm việc trong các khu mỏ và đồn điền. Trong 5 năm là năm 1930 và 1935-1938, có 24.028 người di cư đến Thái Nguyên. Đến năm 1938, người nhập cư chiếm 1/5 dân số Thái Nguyên. Trong Chiến tranh Đông Dương, do Thái Nguyên là thủ đô kháng chiến, nên cũng tiếp nhận nhiều cán bộ, bộ đội và dân thường từ khắp cả nước đến làm việc.
Năm 1960, tỉnh Thái Nguyên tiếp nhận 1.343 Việt kiều hồi hương từ Thái Lan, Vanuatu, Nouvelle-Calédonie. Theo chính sách của chính phủ trung ương Việt Nam, từ năm 1962-1967, tỉnh Bắc Thái tiếp nhận khoảng 50.000 người di cư chủ yếu từ Thái Bình và Hải Hưng. Người nhập cư được bố trí ở xen kẽ trong các chòm xóm, gặp khó khăn như thiếu ruộng nên có người khi hết lương thực trợ cấp đã trở về quê cũ. Từ năm 1959, có hơn 22 nghìn người từ nhiều nơi trong nước đến Công trường khu Gang thép Thái Nguyên làm việc. Nhiều người cũng đến Thái Nguyên làm việc và học tập trong các nhà máy khác, các vùng mỏ, ngành công nghiệp quốc phòng, các trường đại học và trường chuyên nghiệp.
Trong thập niên 1960, tỉnh cũng vận động người vùng cao xuống vùng thấp, đưa người Dao xuống ở xen kẽ với người Tày để trồng lúa nước, hoặc họ đưa đi làm công nhân, nhưng họ sau đó họ quay lại vùng núi để du canh du cư. . Trong giai đoạn 1986-1995, có 11.635 người di cư tự do đến tỉnh Bắc Thái, trong đó có người H'Mông. Trong giai đoạn này, cũng có nhiều người Bắc Thái di cư đến Tây Nguyên, bao gồm các dân tộc thiểu số trong tỉnh. Các khu công nghiệp tại Thái Nguyên cũng thu hút người lao động từ các nơi khác, như vào năm 2018 chỉ có có gần 30% người lao động tại Công ty Samsung Electronics Việt Nam Thái Nguyên là người trong tỉnh. Năm 2024, có 2.428 người tỉnh Thái Nguyên cũ đi xuất khẩu lao động ở nước ngoài, chủ yếu là tại Đài Loan và Nhật Bản.

### Dân tộc
Thành phần dân tộc tỉnh Thái Nguyên và Bắc Kạn năm 2019

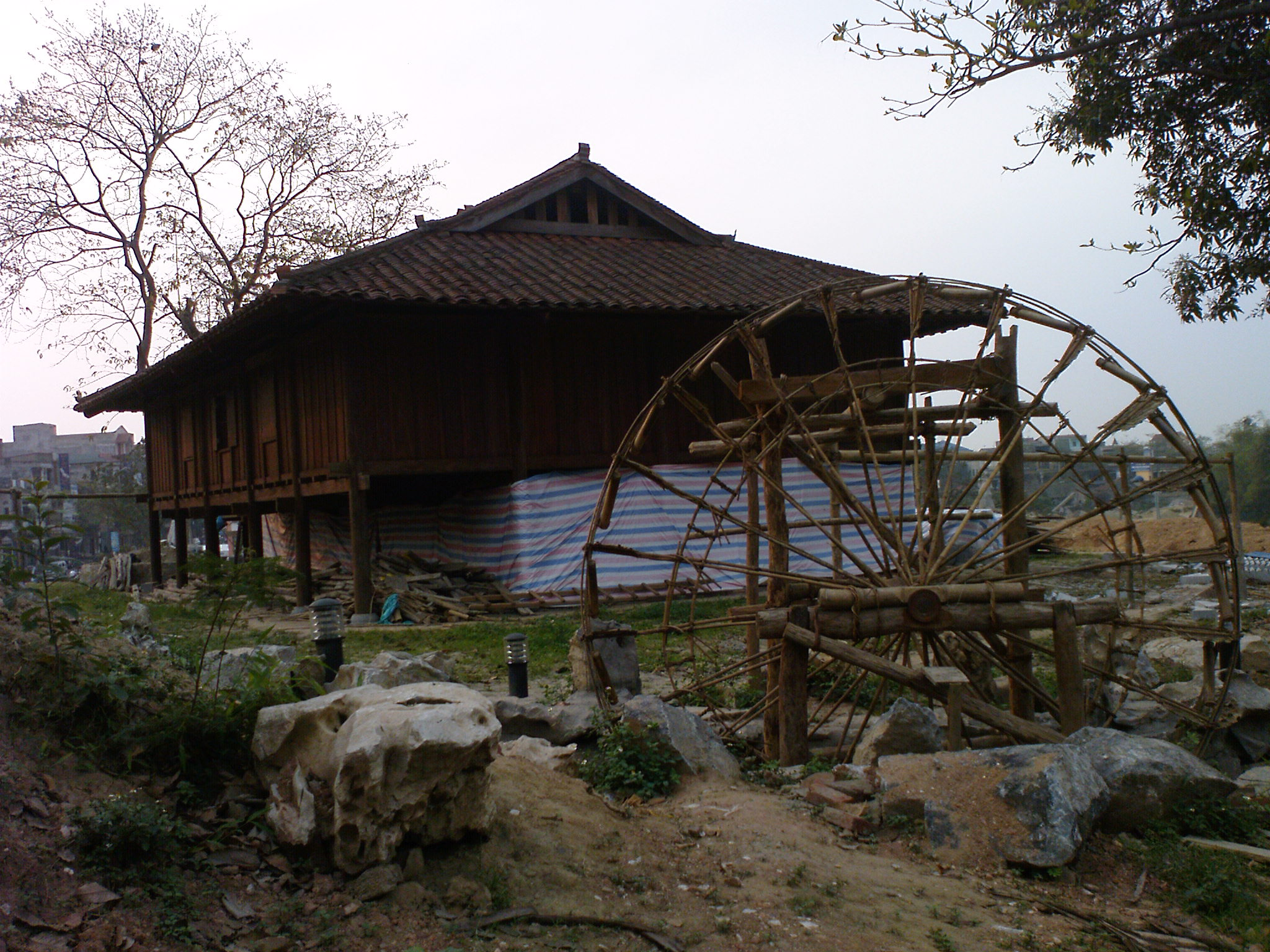
Nhà sàn tại Bảo tàng Văn hóa các Dân tộc Việt Nam, phường Phan Đình Phùng

Thái Nguyên là tỉnh có nhiều dân tộc, một bộ phận người Kinh có nguồn gốc tại địa phương, và một bộ phận người Kinh có nguồn gốc nhập cư. Người Tày là dân tộc bản địa trong tỉnh; người Nùng, người Dao, người Sán Dìu và người Sán Chay nhập cư đến trong vài thế kỷ gần đây; còn người H'mông, người Mường và người Thái đến tỉnh trong các thập niên gần đây. Người Kinh chiếm trên 90% dân số tại các khu vực thành phố Thái Nguyên, Sông Công, Phổ Yên và huyện Phú Bình cũ. Người Tày chiếm trên dưới một nửa dân số huyện Định Hoá cũ,  và tỉnh Bắc Kạn cũ. Trong giai đoạn 2009-2019 tại tỉnh Bắc Kạn cũ, dân số dân tộc Kinh giảm 0,4% mỗi năm, dân số các dân tộc thiểu số tăng 0,8% mỗi năm. Năm 2018, 35,42% số hộ dân tộc thiểu số tại tỉnh Bắc Kạn cũ là hộ nghèo.

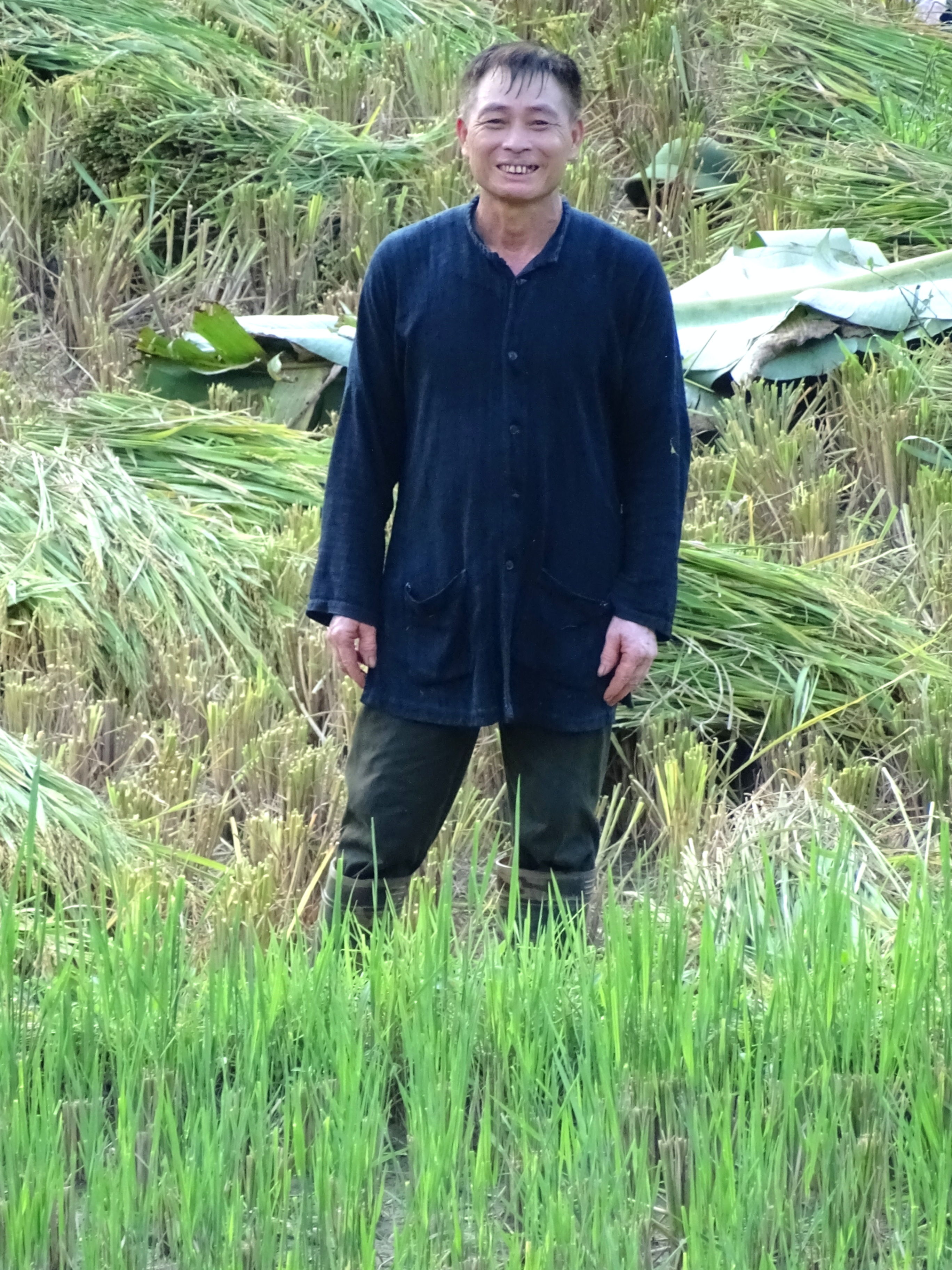
Nam giới trên ruộng đồng tại xã Ba Bể, 2019

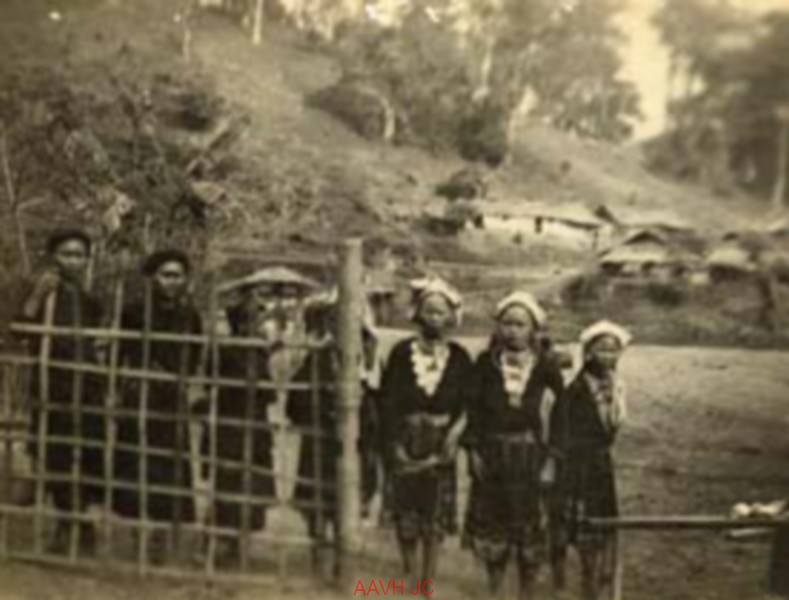
Người Dao tại Bắc Kạn năm 1905

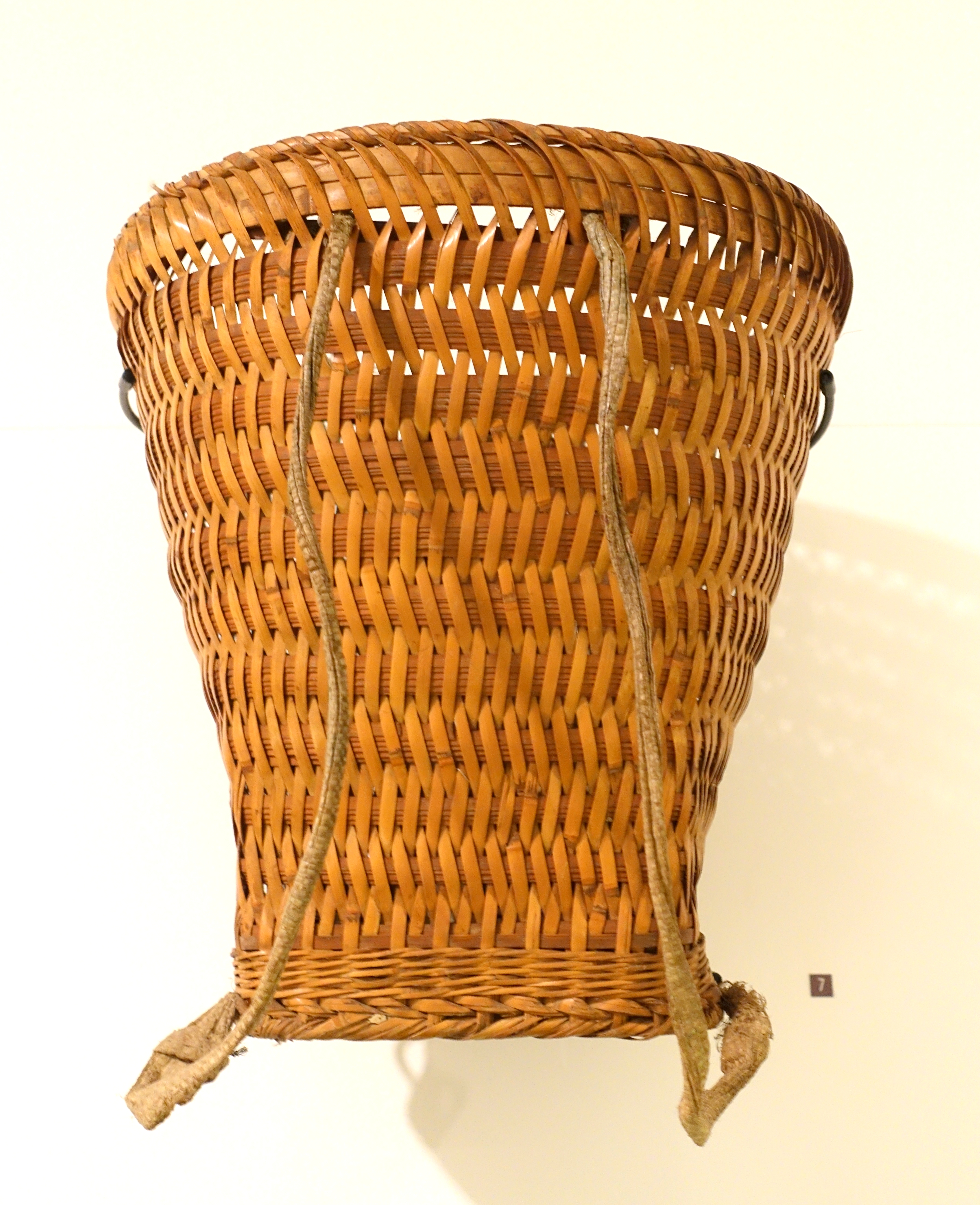
Gùi của người H'mông Trắng tại huyện Võ Nhai cũ, tỉnh Thái Nguyên

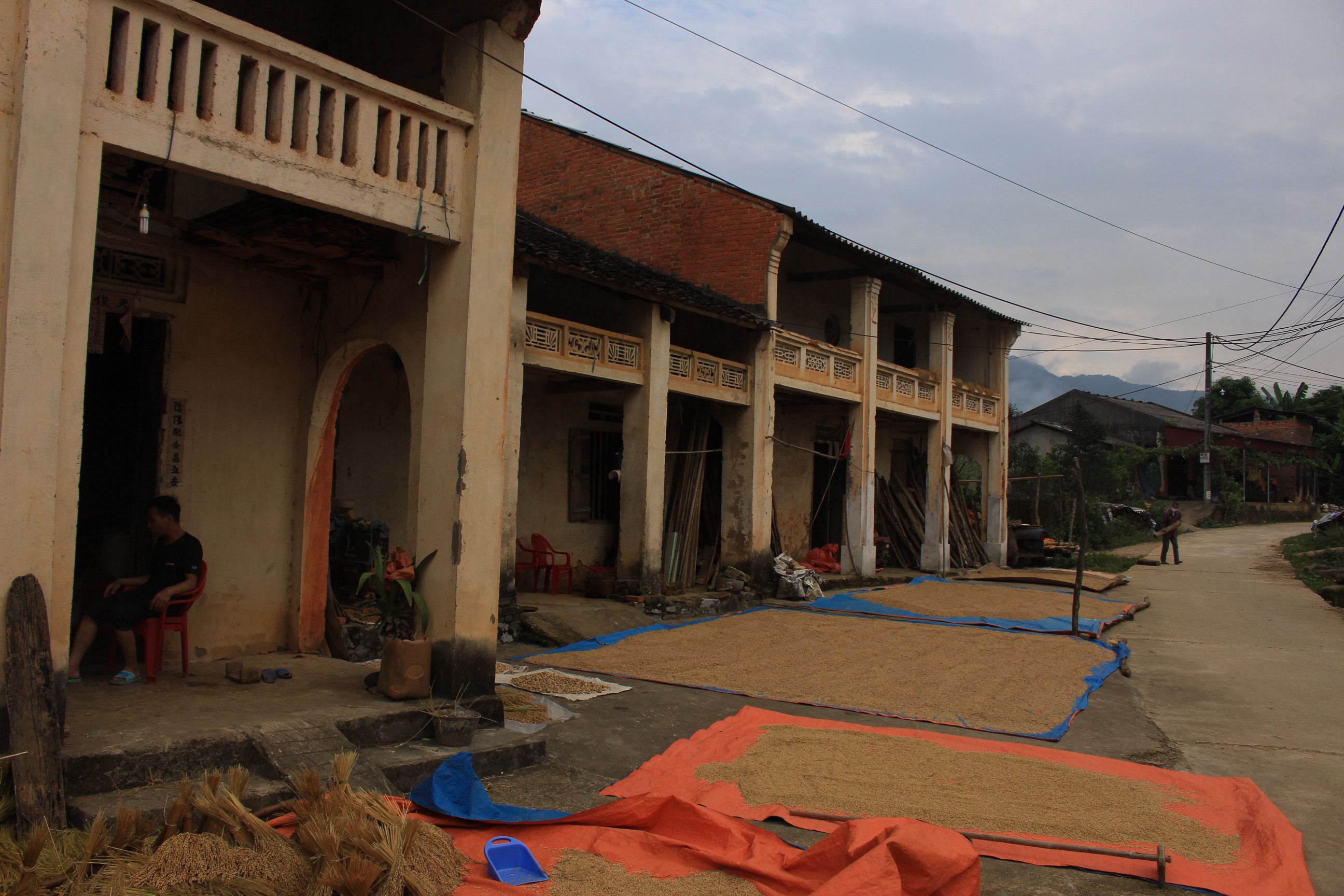
Nhà cổ của người Ngái tại Bắc Kạn cũ

Năm 2019, hai tỉnh Thái Nguyên và Bắc Kạn khi đó có tổng cộng 939.987 người Kinh, chiếm 58,73% tổng dân số, họ chiếm 76,73% tổng cư dân thành thị. Người Kinh tại Thái Nguyên cũ có 902.372 người, chiếm 70,13% dân số, họ chiếm 83,46% cư dân thành thị. Người Kinh tại Bắc Kạn cũ có 37.615 người, chiếm 11,98% dân số, họ chiếm 34,37% cư dân thành thị. Hai tỉnh có tổng cộng 860.363 người Kinh vào năm 2009, chiếm tỷ lệ 60,72%. Tỷ lệ người Kinh tại tỉnh Thái Nguyên cũ là 74,56% vào năm 1960, tăng lên 76,63% vào năm 1979, giảm xuống 75,38% vào năm 1989, 75,23% vào năm 2009. Người Kinh bản địa tại Thái Nguyên vào thời xưa chủ yếu cư trú tại vùng đất trung du, phía nam tỉnh thuộc lưu vực sông Cầu. Thời phong kiến, có thêm nhiều làng xóm của người Kinh được các di dân từ miền xuôi thành lập ở vùng phía nam tỉnh, lưu quan nhậm chức tại Thái Nguyên cũng mang theo người thân đến định cư. Thời Pháp thuộc, hàng vạn người từ miền xuôi lên Thái Nguyên làm việc trong các hầm mỏ và đồn điền. Sau năm 1954, nhiều người Kinh đến tỉnh để làm việc trong các cơ sở công nghiệp và theo các chương trình kinh tế mới. Kết quả là người Kinh từng chiếm 3/4 dân số tỉnh Thái Nguyên cũ. Năm 1960, có 14/162 xã của tỉnh Thái Nguyên cũ có 100% dân số là người Kinh. Năm 1999, 68/180 xã của tỉnh Thái Nguyên cũ có tỷ lệ người Kinh trên 90%, 6 xã phía bắc của huyện Võ Nhai có tỷ lệ người Kinh dưới 10%. Nhìn chung, người Kinh sinh sống tập trung chủ yếu ở khu vực đô thị, và vùng thấp phía nam. Tại vùng trung du và miền núi của Thái Nguyên, một bộ phận lớn người Kinh sống xen kẽ với người Tày và các dân tộc khác, nhưng họ không ở các nơi quá sâu, quá xa. Hiện tượng người Kinh kết hôn với người dân tộc thiểu số ngày càng tăng, trước đây con sinh ra đều theo dân tộc của cha, nhưng hiện nhiều gia đình đều cho con theo dân tộc thiểu số để hưởng chính sách ưu tiên. Thanh niên người Kinh ở miền núi Thái Nguyên thường kết hôn sớm hơn và sinh con sớm hơn ở vùng đồng bằng
Năm 2019, hai tỉnh Thái Nguyên và Bắc Kạn khi đó có tổng cộng 315.459 người Tày, chiếm 19,71% tổng dân số. Người Tày tại Thái Nguyên cũ có 150.404 người, chiếm 11,69% dân số. Người Tày tại Bắc Kạn cũ có 165.055 người, chiếm 52,58% dân số, họ chiếm 50,92% cư dân thành thị. Hai tỉnh có tổng cộng 278.707 người Tày vào năm 2009, chiếm tỷ lệ 19,67%. Người Tày là dân tộc đông thứ hai tại Thái Nguyên, tập trung đông ở vùng trung và bắc của tỉnh. Năm 1960, người Tày chiếm 61-100% dân số tại 25/162 xã, chiếm hơn 90% dân số của 9 xã của tỉnh Thái Nguyên cũ. Năm 1999, tỉnh chỉ có 2 xã có tỷ lệ người Tày trên 80% là Yên Trạch (Phú Lương) và Phúc Lương (Đại Từ). Người Tày ở Thái Nguyên thường cư trú tập trung ở những vùng giáp ranh giữa rừng và ruộng. Các bản của người Tày thường tựa lưng vào núi rừng, hướng xuống thung lũng. Bản của người Tày có quy mô vừa và nhỏ, thường có khoảng 30-60 nhà. Trước năm 1954, hiện tượng phú nông nắm giữ nhiều ruộng đất tại các vùng người Tày tại Thái Nguyên có tồn tại, nhưng không gay gắt như vùng đồng bằng. Các gia đình hạt nhân đã phổ biến ở người Tày từ trước Cách mạng tháng tám, chế độ phụ quyền và gia trưởng chi phối trong gia đình người Tày. Có những tên họ người Tày là gốc Tày cổ, có những tên họ là gốc Kinh bị Tày hoá. Sau thập niên 1960, nhiều thôn bản gần trung tâm xã hoặc gần trục giao thông có tình trạng người Tày và người Kinh sống xen kẽ. Năm 2019, tỷ lệ tảo hôn của người Tày tại tỉnh Bắc Kạn cũ là 7,2%.
Năm 2019, hai tỉnh Thái Nguyên và Bắc Kạn khi đó có tổng cộng 110.449 người Nùng, chiếm 6,9% tổng dân số. Người Nùng tại Thái Nguyên cũ có 81.740, chiếm 6,4% dân số. Người Nùng tại Bắc Kạn cũ có 28.709 ngưởi, chiếm 9,1% dân số. Hai tỉnh có tổng cộng 91.321 người Nùng vào năm 2009, chiếm tỷ lệ 6,4%. Người Nùng hiện nay đến Việt Nam vài trăm năm nay, các nhóm đến từ trước đã Tày hoá. Thái Nguyên có nhiều nhóm Nùng đến từ các tỉnh lân cận, như Nùng Phàn Slình, Nùng Cháo, Nùng Inh, Nùng An, Nùng Giang. Do các nguyên nhân, họ di cư sang các tỉnh biên giới phía bắc Việt Nam, rồi dần chuyển đến Thái Nguyên. Một số người Nùng đến tỉnh sau chiến tranh biên giới năm 1979. Do người Nùng và người Tày sống gần gũi, lịch sử tương đồng nên ngày càng xích lại gần nhau. Người Nùng cư trú thành từng dải ven đường ở các thung lũng. Năm 1999, có ba xã tại tỉnh Thái Nguyên cũ có tỷ lệ người Nùng trên 50% là Tân Long của Đồng Hỷ, Lâu Thượng của Võ Nhai, Tân Thành của Phú Bình. Năm 2019, tỷ lệ tảo hôn của người Nùng tại tỉnh Bắc Kạn cũ là 9,4%.
Năm 2019, hai tỉnh Thái Nguyên và Bắc Kạn khi đó có tổng cộng 88.437 người Dao, chiếm 5,5% tổng dân số. Người Dao tại Bắc Kạn cũ có 56.067 người, chiếm 17,86% dân số. Người Dao tại Thái Nguyên cũ có 32.370 người, chiếm 2,5% dân số. Hai tỉnh có tổng cộng 77.161 người Dao vào năm 2009, chiếm tỷ lệ 5,4%. Người Dao tại Thái Nguyên thuộc các nhóm như Dao Đỏ, Dao Quần Chẹt, Dao Lô Gang, cùng nói phương ngữ Kiềm Miền, có thống nhất cao về văn hoá cổ truyền. Người Dao có truyền thống du canh du cư, sinh sống bằng canh tác nương rẫy, từ khi có phong trào định canh định cư thì người Dao tại Thái Nguyên mới phát triển ruộng nước. Người Dao tại Thái Nguyên đa số cư trú tại vùng xa, đi lại khó khăn. Họ thường lập bản ở gần rừng hoặc chân đồi núi, mỗi bản thường có 15-30 nhà. Bản của người Dao tại Thái Nguyên thường tách biệt với bản của dân tộc khác, nếu chung bản thì họ ở xóm riêng. Năm 1960, người Dao tại tỉnh Thái Nguyên cũ chiếm trên 60% dân số xã Tân Thành của Đại Từ và xã Hợp Tiến của Đồng Hỷ. Năm 1999, người Dao chiếm trên 40% dân số của xã Vũ Chấn của Võ Nhai. Năm 2019, tỷ lệ tảo hôn của người Dao tại tỉnh Bắc Kạn cũ là 31%.
Năm 2019, hai tỉnh Thái Nguyên và Bắc Kạn khi đó có tổng cộng 56.812 người Sán Dìu, chiếm 3,5% tổng dân số, trong đó Thái Nguyên cũ có 56.477 người, Bắc Kạn cũ có 335 người. Hai tỉnh có tổng cộng 44.366 người Sán Dìu vào năm 2009, chiếm tỷ lệ 3,1%. Người Sán Dìu di cư sang Việt Nam cách nay một vài trăm năm. Thái Nguyên là tỉnh có người Sán Dìu đông nhất Việt Nam. Dân tộc này chủ yếu cư trú ở vùng trung du hoặc bồn địa nhỏ trước núi. Khác với các dân tộc thiểu số khác ở miền bắc, người Sán Dìu xen cư với các dân tộc khác trong cả phạm vi xóm bản, chỉ có ít thôn làng của người Sán Dìu còn thuần nhất về dân tộc, hiện tượng này đã có từ lâu. Do hình thức cư trú này, văn hoá Sán Dìu có nhiều biến đổi, trở nên gần với người Kinh. Năm 1999, tỉnh Thái Nguyên cũ có ba xã có tỷ lệ người Sán Dìu hơn 40% là Nam Hoà và Tân Lợi của huyện Đồng Hỷ, Bàn Đạt của huyện Phú Bình. 
Năm 2019, hai tỉnh Thái Nguyên và Bắc Kạn khi đó có tổng cộng 41.152 người Sán Chay, chiếm 2,6% dân số, trong đó Thái Nguyên cũ có 39.472 người và Bắc Kạn cũ có 1.680 người. Hai tỉnh có tổng cộng 33.085 người Sán Chay vào năm 2009, chiếm tỷ lệ 2,3%. Người Sán Chay gồm có hai nhóm Cao Lan và Sán Chí, di cư sang Việt Nam cách nay một vài trăm năm. Hai nhóm được gộp lại vào năm 1979, tiếng Cao Lan gần với tiếng Tày còn tiếng Sán Chí gần với tiếng Quảng Đông. Năm 1960, người Sán Chay chiếm trên 61% dân số ba xã tại tỉnh Thái Nguyên cũ. Đến năm 1999, họ chiếm 41% tại ba xã là Tân Thịnh (Định Hoá), Phú Đô (Phú Lương) và Na Mao (Đại Từ). Năm 1960, người Sán Chỉ có 5.540 người và người Cao Lan có 1.680 người tại tỉnh Thái Nguyên. Người Sán Chay thường sống xen kẽ với người Tày, Nùng, Sán Dìu, Dao, nhưng thường tập trung thành bản riêng. Năm 2019, tỷ lệ tảo hôn của người Sán Chay tại tỉnh Bắc Kạn cũ là 33%.
Năm 2019, hai tỉnh Thái Nguyên và Bắc Kạn khi đó có tổng cộng 33.430 người H'mông, chiếm 2,1% tổng dân số. Người H'mông tại Bắc Kạn cũ có 22.608 người, chiếm 7,2% dân số. Người H'mông tại Thái Nguyên cũ có 10.822 người.  Hai tỉnh có tổng cộng 24.700 người H'mông vào năm 2009, chiếm tỷ lệ 1,7%. Người H'mông tại Thái Nguyên mới di cư từ Cao Bằng và Hà Giang đến trong các thập niên gần đây, do thiếu lương thực và chiến tranh biên giới. Đến năm 1979 thì tỉnh Bắc Thái mới có số liệu về người H'mông, với 650 người. Đến năm 1999, tỉnh Thái Nguyên có 4.831 người H'mông. Khi họ chuyển đến khu vực Thái Nguyên cũ, do rừng còn ít và đất đai bằng phẳng hơn nên hệ cây trồng trên nương thay đổi. Do công tác định canh định cư của Thái Nguyên cũ, nhiều người H'mông canh tác ruộng nước bên cạnh đất nương. Tại Thái Nguyên cũ, các xóm bản của người H'mông ở nơi bằng phẳng thường cư trú tập trung, các xóm bản theo lối truyền thống thì cư trú phân tán, rải rác trên sườn núi. Một số người H'mông tại Bắc Kạn cũ di cư đến khu vực Tây Nguyên trong các thập niên trước. Năm 2019, tỷ lệ tảo hôn của người H'mông tại tỉnh Bắc Kạn cũ là 56%.
Năm 2019, hai tỉnh Thái Nguyên và Bắc Kạn khi đó có tổng cộng 2.955 người Hoa, trong đó Thái Nguyên cũ có 2.133 người, Bắc Kạn cũ có 822 người. Năm 2009, hai tỉnh có tổng cộng 3.126 người Hoa. Người Hoa tại Thái Nguyên có nguồn gốc từ các nông dân nghèo phải di cư để mưu sinh, hay tàn quân Thái Bình Thiên Quốc bị đàn áp. Thập niên 1969-1970, một số người Hoa từ Hà Cối (Quảng Ninh) đến Thái Nguyên. Năm 1960, tỉnh Thái Nguyên có 2.471 người Hoa, đông nhất là tại Định Hoá. Dân số người Hoa đạt 3.964 vào năm 1979, 2.845 vào năm 1989, 2.573 vào năm 1999. Trước đây, phần lớn người Hoa tại Thái Nguyên sống nhờ nông nghiệp trồng trọt. Trước năm 1979, một nửa cư dân thị trấn Chợ Chu (Định Hoá) là người Hoa, trong năm này họ đi sơ tán đến các xã khác. Cũng trong thời gian này, có hơn 1.500 người dân tộc Hoa trong tỉnh rời sang Trung Quốc.
Năm 2019, hai tỉnh Thái Nguyên và Bắc Kạn khi đó có tổng cộng 868 người Ngái, trong đó Thái Nguyên cũ có 800 người, Bắc Kạn cũ có 68 người. Người Ngái mới được đưa vào danh mục dân tộc Việt Nam năm 1979, người Ngái không có thôn bản riêng, sống xen kẽ với các dân tộc khác. Hai tỉnh Thái Nguyên và Bắc Kạn có tổng cộng 5.825 người Mường, 3.698 người Thái vào năm 2019, hầu hết ở tỉnh Thái Nguyên cũ. Hai tỉnh có 1.906 người Mường và 981 người Thái vào năm 2009.

### Ngôn ngữ
Thái Nguyên có nhiều dân tộc sống xen kẽ nhau, có ảnh hưởng lẫn nhau về tiếng nói và chữ viết. Tiếng Kinh giữ vai trò chủ thể và ngày càng mở rộng, đặc biệt là thông qua hệ thống giáo dục. Tiếng Kinh cũng thường xuyên tác động đến nội bộ của các ngôn ngữ dân tộc khác. Tình trạng này có tính ổn định, thường xuyên qua các thế hệ, theo mức độ ngày càng tăng. Do sống xen kẽ nên việc một dân tộc tại Thái Nguyên sử dụng hai ngôn ngữ hoặc hơn là tương đối phổ biến.

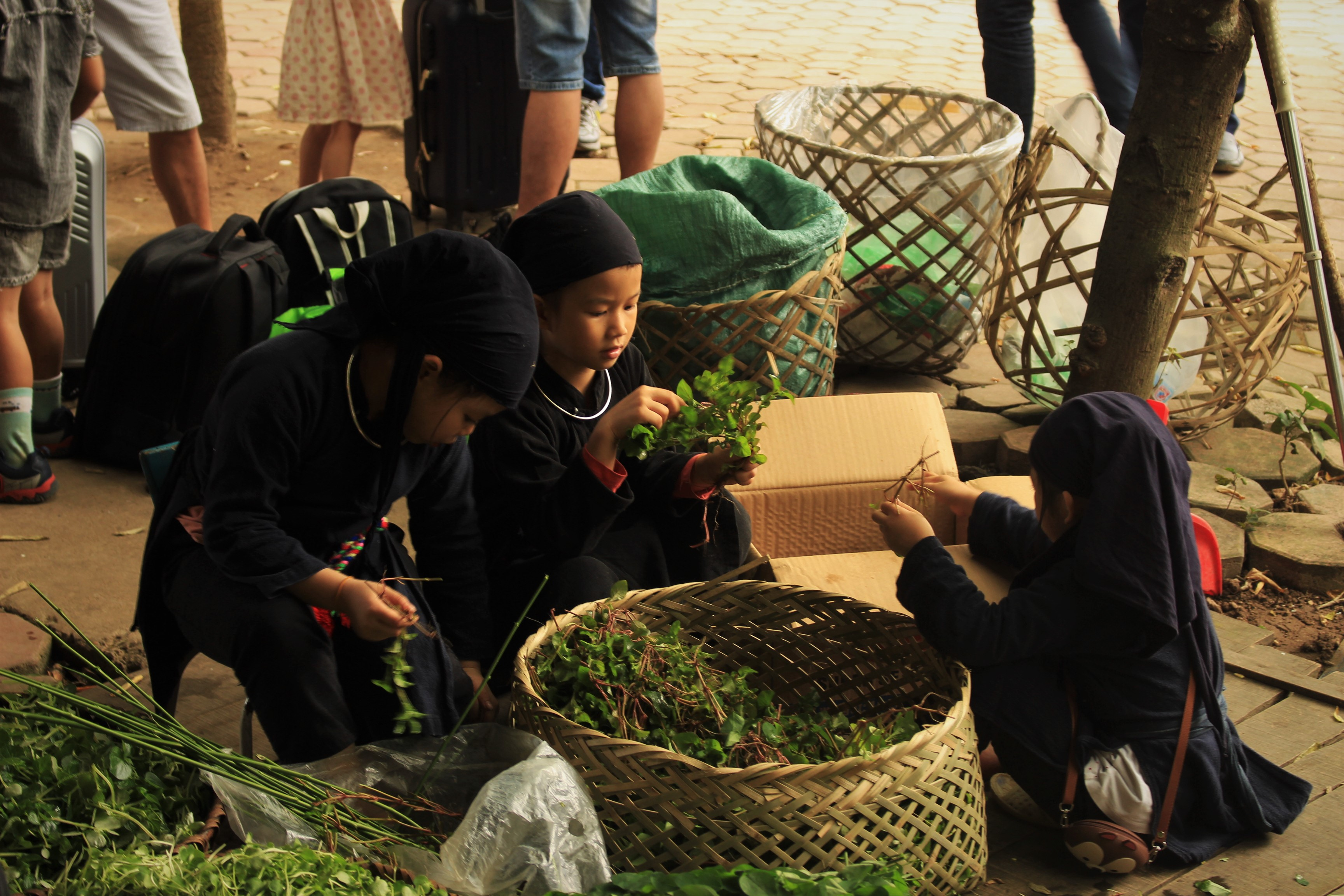
Trẻ em trong trang phục người Tày tại Thái Nguyên

Năm 2019, có 89,9% người dân tộc thiểu số tại tỉnh Bắc Kạn cũ biết đọc, biết viết tiếng Kinh; trong đó, người Tày là 96,7%, người Dao là 77,1%, người H'mông là 61,9%. Tại tỉnh Thái Nguyên cũ, vào năm này có 96,7% người dân tộc thiểu số biết đọc, biết viết tiếng Kinh; trong đó người Tày là 98,3%, người Dao là 91,2%, người H'mông là 81,8%. Phạm vi các ngôn ngữ dân tộc thiểu số trong tỉnh đang bị thu hẹp, các ngôn ngữ này ít khi được sử dụng để giao tiếp, thế hệ trẻ tuổi có ít người biết nói, kể cả ở những nơi dân tộc của họ chiếm đa số. Đài Phát thanh & Truyền hình Bắc Kạn và Thái Nguyên có các chương trình tiếng Tày-Nùng, tiếng H'mông và tiếng Dao.  Đài PT-TH Thái Nguyên và Báo Thái Nguyên cũng có nội dung bằng tiếng Anh, tiếng Hoa, tiếng Hàn.

### Tôn giáo

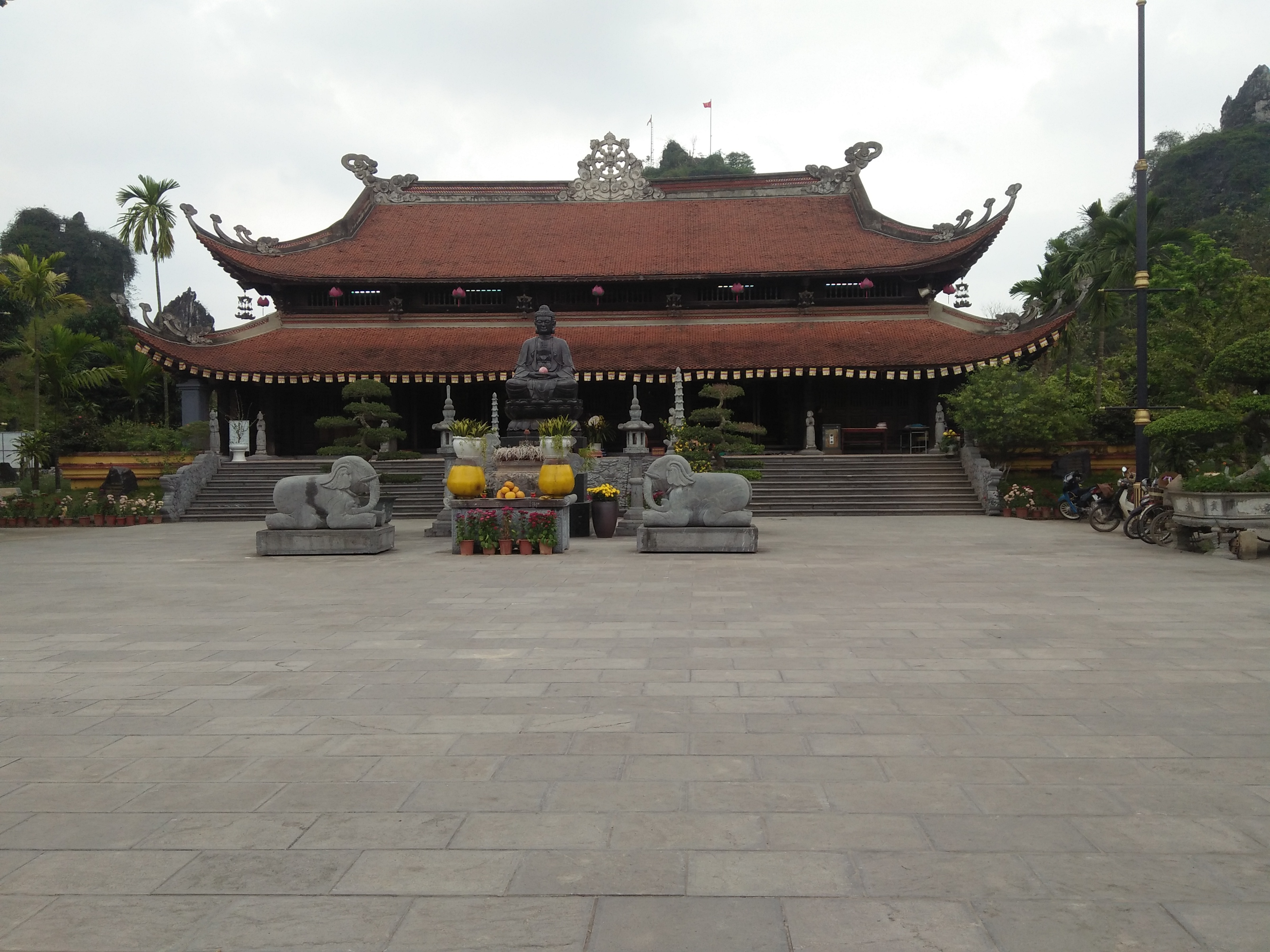
Chùa Hang tại phường Linh Sơn.

Theo điều tra dân số Việt Nam năm 2009, tỉnh Bắc Kạn có 153 người theo Phật giáo, 332 theo Công giáo Rôma, 13.077 người theo đạo Tin Lành. Cũng theo cuộc điều tra này, tỉnh Thái Nguyên có 3.015 người theo Phật giáo, 25.430 người theo Công giáo Rôma, 4.453 người theo đạo Tin Lành. Trong vài thập niên trở lại đây, các tôn giáo có mặt trên địa bàn Thái Nguyên gia tăng hoạt động của mình một cách mạnh mẽ. Các tổ chức và chức sắc tôn giáo được công nhận tư cách pháp nhân hoạt động truyền đạo ngày càng tăng. Bên cạnh đó có một số hiện tượng tôn giáo mới như Tâm linh Hồ Chí Minh, Pháp Luân Công đang hoạt động trên địa bàn tỉnh.
Phật giáo tại Thái Nguyên không lớn mạnh và phát triển như ở các tỉnh thuộc khu vực đồng bằng sông Hồng, nhưng đang có dấu hiệu phát triển thuận lợi. Thời kỳ nhà Mạc chạy lên miền núi Đông Bắc, Phật giáo có điều kiện phát triển ở Thái Nguyên, một số ngôi chùa được xây dựng mới. Tôn giáo này được hỗn dung với tín ngưỡng bản địa thờ thần của các dân tộc thiểu số trong tỉnh, hình ảnh Quan Thế Âm cũng được thờ cúng nhiều trong các gia đình dân tộc Tày-Nùng. Tuy nhiên, người dân các dân tộc thiểu số trong tỉnh quen thuộc với các thầy cúng trong sinh hoạt tín ngưỡng, nên họ lạ lẫm với hoạt động của các tăng ni. Theo Giáo hội Phật giáo Việt Nam tỉnh Thái Nguyên, vào đầu năm 2023 tỉnh này có 147 nghìn tín đồ Phật giáo, 195 cơ sở tự viện, 68 chức sắc trụ trì, 15 điểm nhóm sinh hoạt Phật giáo tập trung. Theo Giáo hội Phật giáo Việt Nam tỉnh Bắc Kạn, trong giai đoạn 2017-2022 tỉnh này có 5.000 tín đồ Phật giáo, trong đó 2.000 người quy y Tam bảo, sinh hoạt tại 2 chùa và 5 đền. Một số chùa tại Thái Nguyên là: Chùa Hang tại phường Linh Sơn có từ thế kỷ 11, chùa Phủ Liễn tại phường Phan Đình Phùng gắn với nhiều sự kiện lịch sử, đình-đền-chùa Cầu Muối tại xã Tân Thành thu hút nhiều khách du lịch, chùa Thuần Lương tại phường Bách Quang có tượng Phật nằm lớn nhất tỉnh, chùa Thạch Long tại xã Tân Kỳ nằm hoàn toàn trong hang đá.

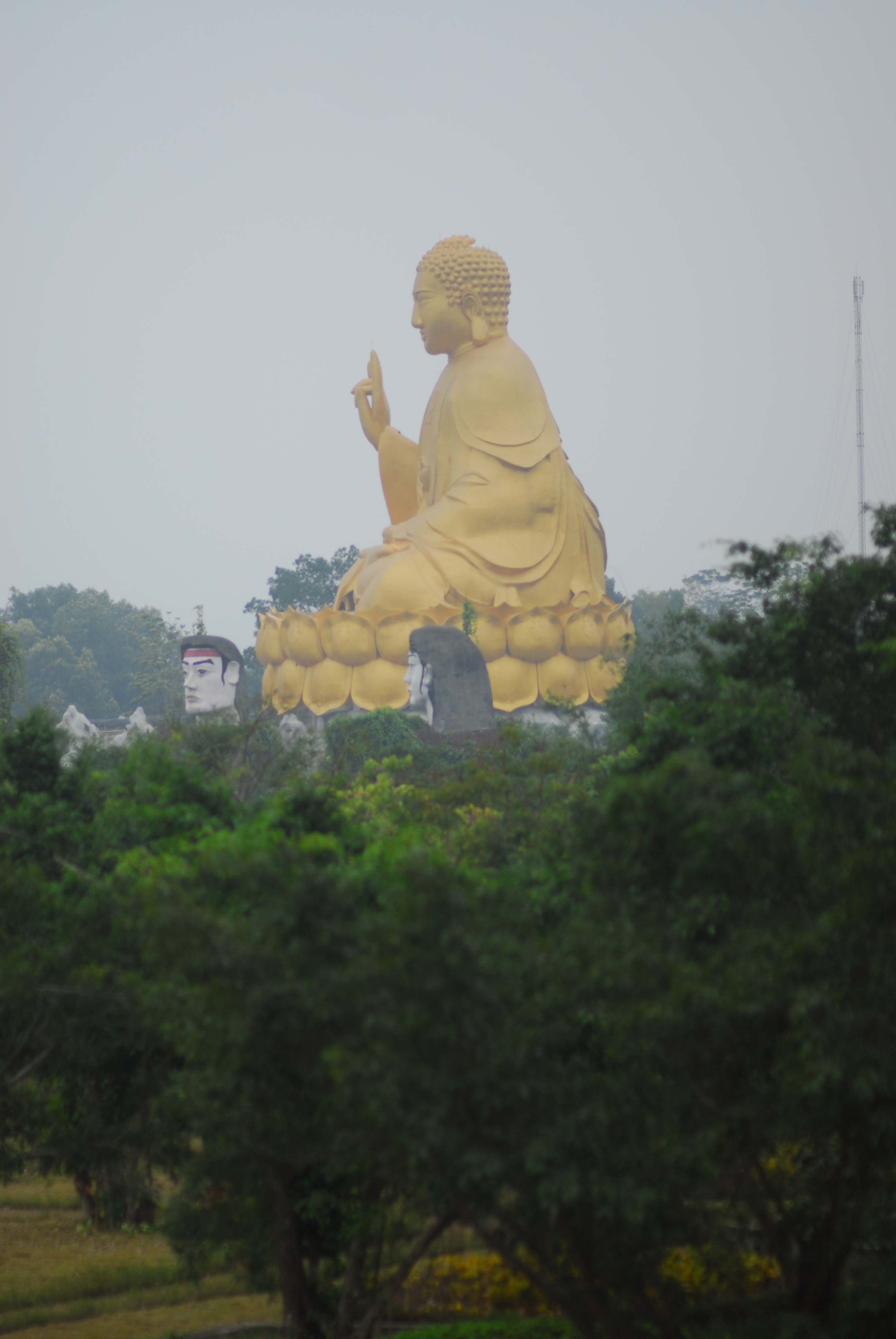
Tượng Phật tại khu du lịch hồ Núi Cốc, xã Đại Phúc.

Công giáo Rôma du nhập và phát triển ở Thái Nguyên từ khoảng cuối thế kỷ 17, theo chân các giáo dân từ Thái Bình, Nam Định di cư lên, nhà thờ xứ Nhã Lộng là cơ sở
thờ tự đầu tiên tại tỉnh. Các giáo dân định cư lâu đời ở phía nam tỉnh có tổ chức và cơ sở vật chất khá hoàn chỉnh, những giáo dân nhập cư từ thập niên 1960 có tổ chức và cơ sở vật chất chưa ổn định. Sau năm 1991, Thái Nguyên không có linh mục, mọi việc đạo đều do Tòa Giám mục Bắc Ninh trực tiếp chỉ đạo. Đến năm 1997, Công giáo ở Thái Nguyên được nhập vào Giáo phận Bắc Ninh. Trên địa bàn tỉnh Thái Nguyên năm 2023 có 9 giáo xứ, 65 giáo họ, 21 chức sắc, 458 chức việc, 30.700 tín đồ Công giáo, 49 nhà thờ. Năm 2021, tỉnh Bắc Kạn có hơn 1.200 giáo dân Công giáo, trong đó đông nhất là người H'mông. Việc xây dựng lại Nhà thờ giáo xứ Thái Nguyên tại phường Phan Đình Phùng được hoàn thành vào năm 2020, với nét kiến trúc độc đáo.
Tin Lành được truyền tới tỉnh Thái Nguyên vào giai đoạn nửa cuối thế kỷ XX trong vùng dân tộc thiểu số. Từ năm 1989 đến nay, Tin Lành phát triển trong vùng dân tộc Mông và Dao, chủ yếu theo hệ phái Tin Lành Việt Nam (Miền Bắc). Đến năm 1990, có
khoảng 90% người H'mông Trắng ở tỉnh Thái Nguyên cũ theo “Vàng Chứ”, nhưng hiện họ theo hệ phái Tin Lành Việt Nam (Miền Bắc). Tín đồ Tin Lành người Dao ở Thái Nguyên chịu ảnh hưởng chủ yếu của Hội Thánh Tin Lành Bắc Sơn ở Lạng Sơn. Năm 2019, 15.548/22.608 người H'mông tại Bắc Kạn cũ theo đạo Tin Lành. Chính quyền có chính sách ngăn chặn tổ chức tôn giáo Dương Văn Mình trong cộng đồng người H'mông trên địa bàn, cho rằng đây là tà đạo.

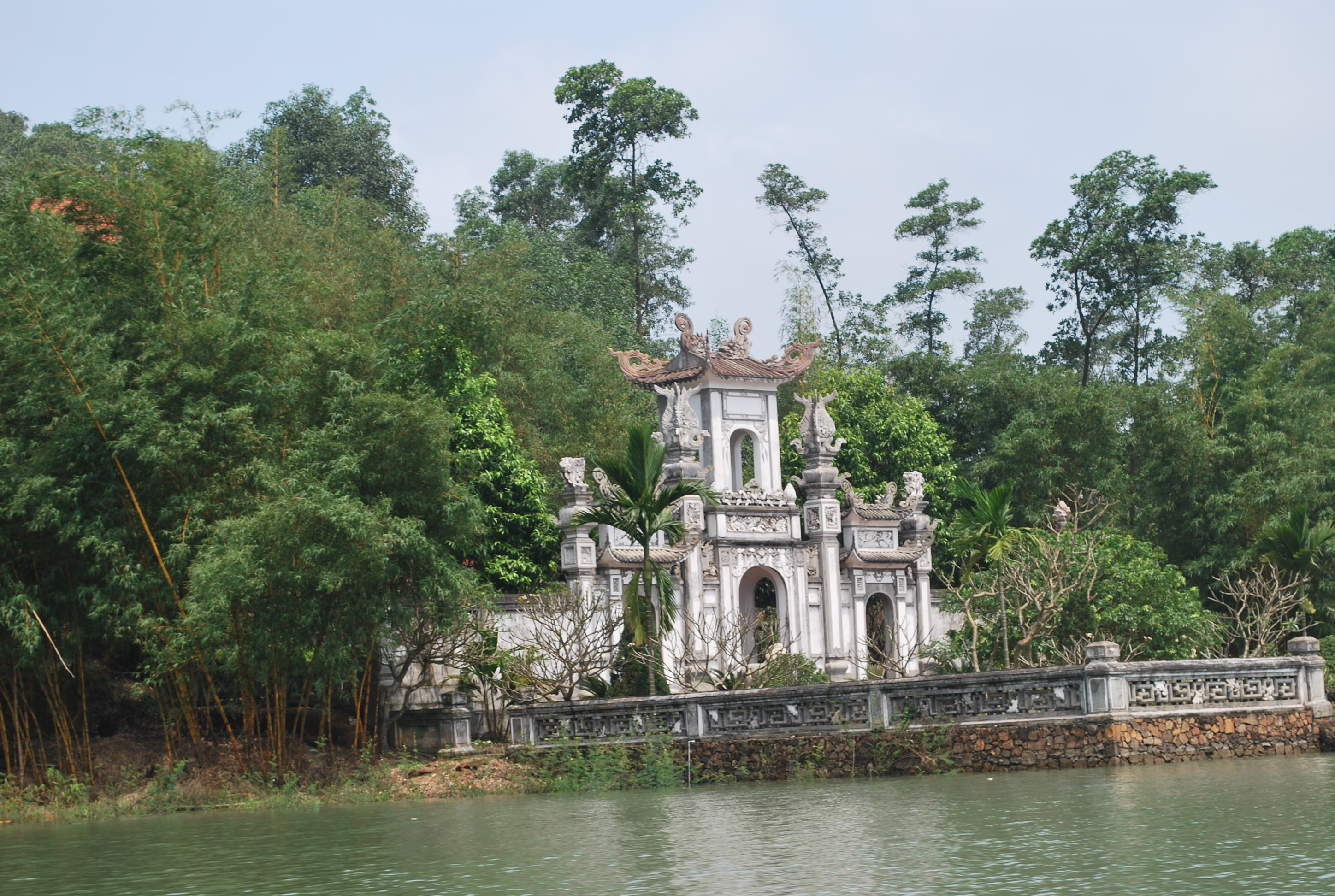
Cổng vào đảo Núi Cái trên hồ Núi Cốc

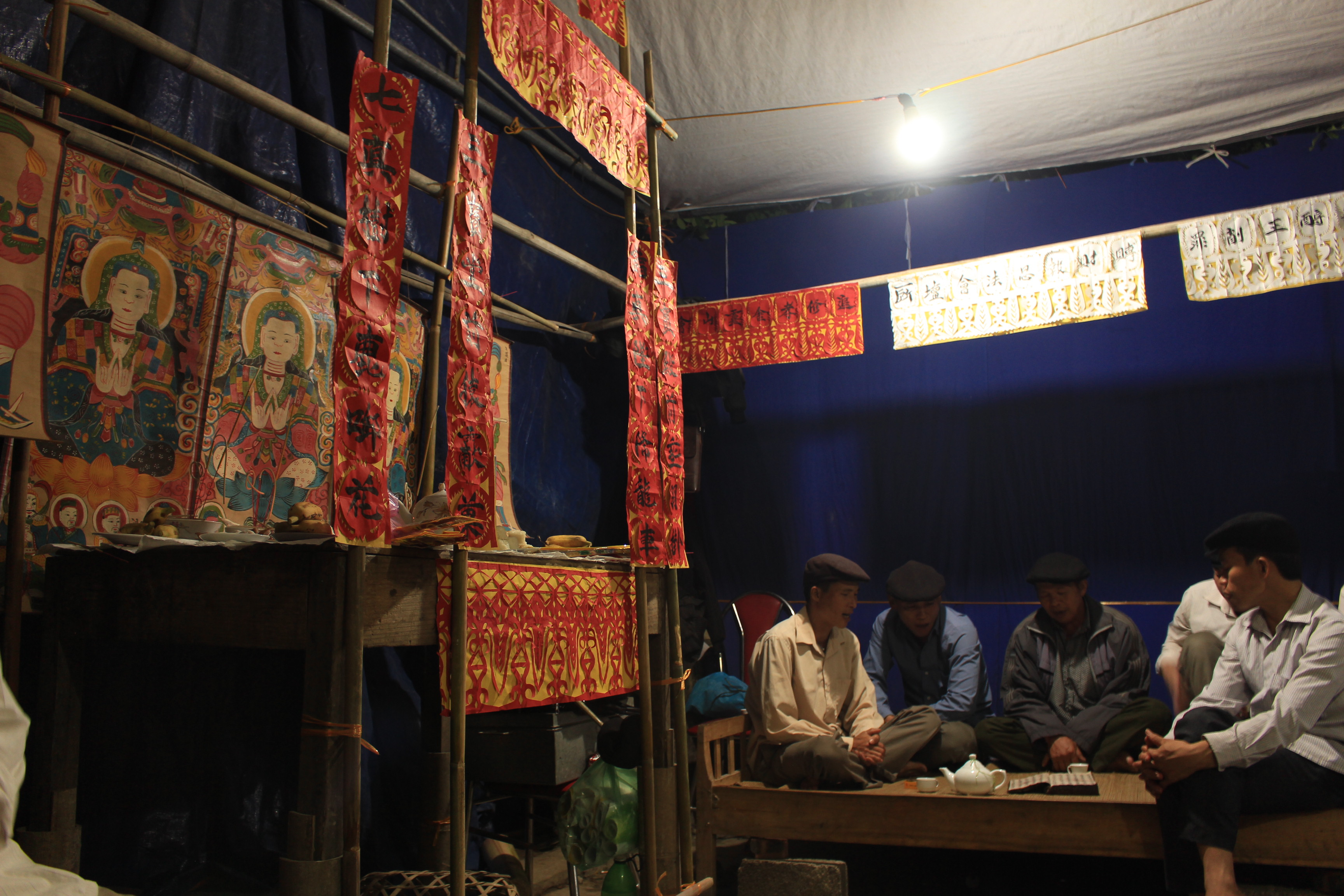
Lễ cúng của người Sán Dìu tại huyện Đồng Hỷ cũ

Người dân tỉnh Thái Nguyên có truyền thống thờ tổ tiên, thờ đa thần. Mỗi dân tộc có quan niệm, mức độ tín ngưỡng và hình thức thể hiện tín ngưỡng khác nhau. Người Kinh và người Tày cúng giỗ tổ tiên vào ngày mất, tổ chức đi tảo mộ vào dịp Tết Nguyên đán. Trong căn nhà của người Tày, nơi thờ cúng tổ tiên chiếm vị trí trung tâm tôn nghiêm nhất. Trước đây, người Tày không thắp hương, đặt hoa quả lên bàn thờ vào ngày rằm, mồng một, và nữ giới thường không được lại gần bàn thờ. Ngoài thờ cúng tổ tiên, người Tày còn thờ ma bếp, ma chuồng, ma thương. Mỗi bản người Tày đều có miếu thờ thổ công ở đầu lối dẫn vào bản, và còn có đình làng. Khác với người Tày, một số nhóm người Nùng ở Thái Nguyên cúng tổ tiên vào dịp sinh nhật. Người Nùng Phàn Slình phổ biến tục thờ "ma ở ngoài sân", tức là thần thổ địa. Trong tín ngưỡng người Tày-Nùng, thầy Tào có khả năng giao tiếp với thế giới thần linh, giúp dân trừ ma tà, cầu bình an, những người hành nghề tín ngưỡng là thầy Mo, thầy Pụt, thày Then. Đền Đuổm tại xã Phú Lương và đền Cầu Muối tại xã Tân Thành là nơi thờ phò mã Dương Tự Minh thời Lý.
Người Dao ở Thái Nguyên có quan điểm Bàn Cổ là người tạo ra thế giới và sự sống ở ba tầng thế giới, tạo ra thần linh để cai quản mọi sự sống ở các tầng. Người Dao trong tỉnh chịu ảnh hưởng từ Đạo giáo (như tranh thờ), Phật giáo, thờ cúng tổ tiên, thuyết vật linh, Nho giáo, trong đó Đạo giáo giữ vai trò quan trọng. Người Sán Dìu ở Thái Nguyên thờ cúng tổ tiên là chính, đồng thời cũng thờ Phật giáo, Đạo giáo, Nho giáo, cùng các thần linh và loại ma khác. Họ còn thực hiện các nghi lễ nông nghiệp như thượng điền, hạ điền, tết cơm mới. Người Sán Chay thờ cúng tổ tiên trong nhà, một số họ cũng thờ Ngọc Hoàng, Táo Quân, nhà nào cũng thờ ma ham, xưa kia các bản của người Sán Chay có đình. Tín ngưỡng truyền thống của người H'mông về cơ bản là tín ngưỡng vạn vật hữu linh, bên cạnh thờ cúng tổ tiên thì họ còn cúng ma nhà. Từ cuối thập niên 1980 đến nay, một bộ phận người H'mông và Dao trong tỉnh từ bỏ tín ngưỡng truyền thống để theo Tin Lành.

## Giao thông

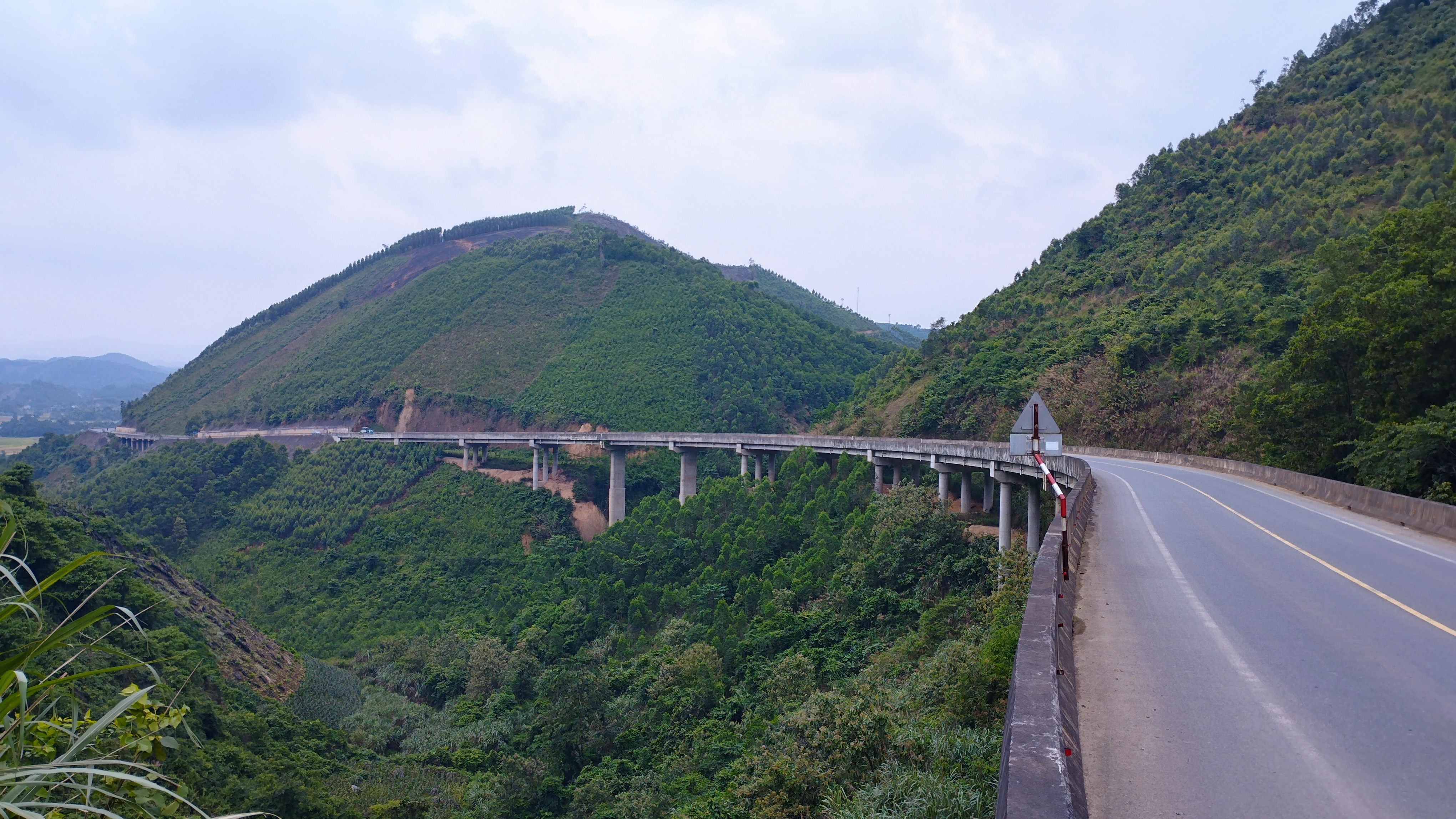
Cầu cạn tại tuyến đường Thái Nguyên - Chợ Mới, xã Phú Lương

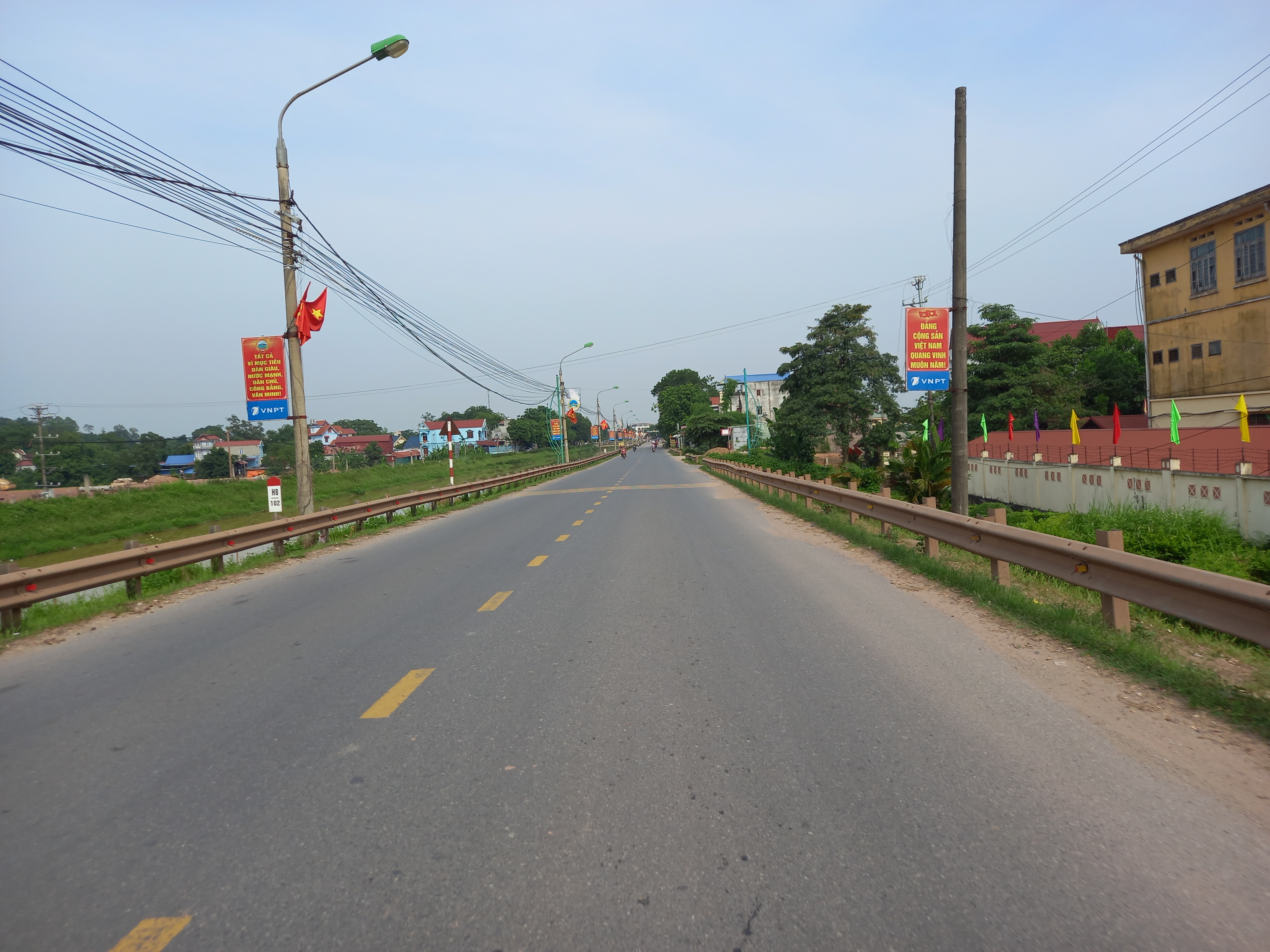
Quốc lộ 37 đoạn qua xã Phú Bình, năm 2022

Tỉnh Thái Nguyên đã sớm hình thành những tuyến giao thông trọng yếu phục vụ dân sinh và quốc phòng. Hệ thống giao thông của tỉnh Thái Nguyên phát triển đa dạng, có cả đường bộ, đường sắt và đường sông. Thái Nguyên chú trọng đầu tư hoàn thiện hạ tầng giao thông theo hướng đồng bộ, tăng kết nối trong tỉnh cũng như hình thành liên kết vùng, tạo động lực thu hút đầu tư. Những năm gần đây, tỉnh Thái Nguyên cũ ưu tiên nguồn lực, tập trung phát triển cơ sở hạ tầng tại khu vực phía Nam gần với Hà Nội. Đến năm 2024, tỉnh Thái Nguyên cũ có 11.506 km đường bộ; trong đó có 8 tuyến quốc lộ với tổng chiều dài 328 km; 21 tuyến đường tỉnh dài 384 km; 159 km đường đô thị; 742 km đường huyện; 3.232 km đường xã; trên 6.600 km đường dân sinh cấp thấp khác. Tỉnh Bắc Kạn cũ có năm tuyến đường quốc lộ, 14 tuyến đường tỉnh và khoảng 50 tuyến đường huyện, đường xã, đường chuyên dùng, đường đô thị. So với cả nước, mật độ mạng lưới đường chính của tỉnh Bắc Kạn cũ khá cao nhưng chất lượng không cao. Trong đó, mật độ đường quốc lộ so với diện tích tự nhiên đạt 9,45km/100km² cao hơn trung bình cả nước, mật độ quốc lộ so với dân số đạt 1,45km/1.000 dân cao hơn rất nhiều so với mật độ chung cả nước.
Quốc lộ 3 có từ lâu đời, liên kết Hà Nội với tỉnh Thái Nguyên và tỉnh Cao Bằng, đoạn TP. Phổ Yên - TP. Thái Nguyên được mở rộng vào năm 2009. Quốc lộ 3 mới Hà Nội - Thái Nguyên được triển khai và hoàn thành năm 2012, góp phần giảm áp lực cho Quốc lộ 3 cũ. Quốc lộ 3 mới còn được gọi là Đường cao tốc Hà Nội - Thái Nguyên, đoạn từ nút giao Sóc Sơn đến nút giao Tân Lập có bốn làn xe chạy, không có làn dừng khẩn cấp song hành, tốc độ tối đa 90km/h. Tuyến đường Thái Nguyên - Chợ Mới dài gần 40 km được khánh thành vào năm 2017 theo hình thức BOT, nhưng việc thu phí gặp khó khăn. Quốc lộ 37 là tuyến giao thông chủ yếu giữa tỉnh Thái Nguyên và tỉnh Bắc Ninh, với nhiều đoạn đường nhỏ hẹp và bị quá tải. Các tuyến quốc lộ khác của tỉnh là quốc lộ 1B và quốc lộ 3B đi tỉnh Lạng Sơn; quốc lộ 37 cũng đi sang tỉnh Tuyên Quang; đường Hồ Chí Minh qua vùng Định Hoá; quốc lộ 3C, quốc lộ 279. Các dự án giao thông gần đây của tỉnh Thái Nguyên là tuyến đường Chợ Mới - Bắc Kạn được khởi công vào tháng 3 năm 2025, có chiều dài 28,8km với quy mô đường cao tốc 4 làn xe. Đường liên kết vùng Thái Nguyên - Bắc Giang - Vĩnh Phúc có chiều dài hơn 42 km, được khởi công giữa năm 2022. Dự án đường Vành đai V, đoạn kết nối nút giao Yên Bình (Thái Nguyên) đến địa giới tỉnh Bắc Giang cũ. Đường Hồ Chí Minh đoạn Chợ Chu - Ngã ba Trung Sơn dài 29km được khởi công vào năm 2024. Tuyến đường TP Bắc Kạn - hồ Ba Bể dài 37 km được hoàn thành xây dựng vào cuối năm 2024. Đường Vành đai I Bờ Đậu - Hóa Thượng, và tuyến tránh đô thị Hóa Thượng.

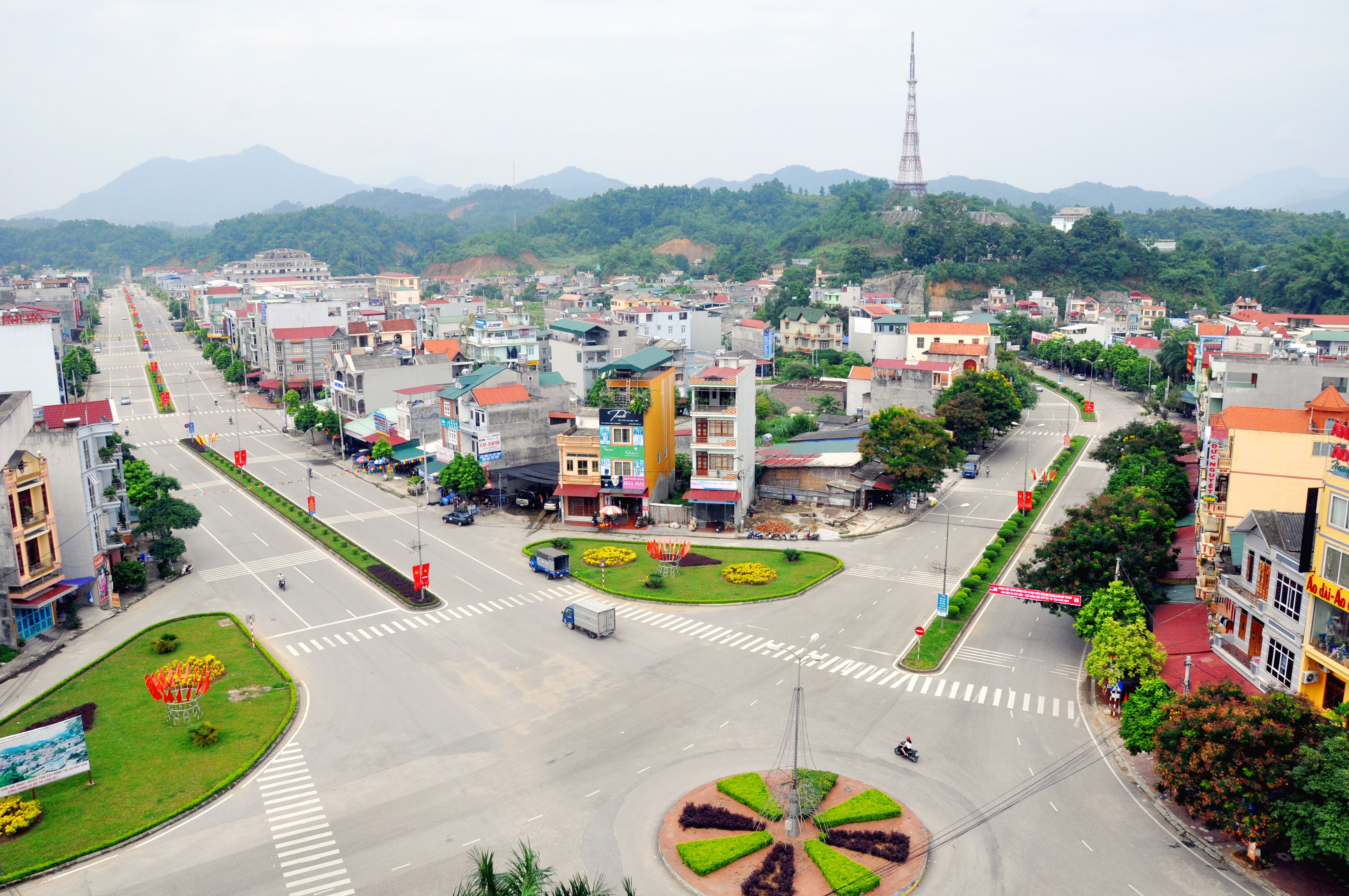
Ngã tư Trường Chinh - Trần Hưng Đạo tại phường Bắc Kạn, 2021

Theo điều tra dân số năm 2024, 9,9% hộ gia đình tại tỉnh Bắc Kạn cũ và 17,4% hộ gia đình tại tỉnh Thái Nguyên cũ có ô tô, còn tỷ lệ của cả nước là 9,0%; đối với mô tô/xe gắn máy thì tỉ lệ lần lượt là 89,7% và 91,2%; đối với xe đạp/xe đạp điện/xe máy điện thì lệ lần lượt là 32,3% và 63,9%. Trên địa bàn tỉnh Thái Nguyên cũ có hơn 120 nghìn ô tô các loại đã đăng ký, tập trung phần lớn ở TP. Thái Nguyên, tuy nhiên thành phố thiếu các khu, bãi đỗ xe. Đến năm 2024, tỉnh Thái Nguyên cũ có 527 phương tiện vận tải khách theo tuyến cố định ký hợp đồng đón trả khách với sáu bến xe khách trên địa bàn, với hơn 195 tuyến liên tỉnh đến 34 tỉnh thành và ba tuyến nội tỉnh. Trong đó, tỉnh có 17 đơn vị vận tải khách với 287 phương tiện. 21 đơn vị trong tỉnh Thái Nguyên cũ hoạt động kinh doanh vận tải taxi với 1942 đầu xe, 35% trong đó sử dụng xe điện.  Ngoài ra, trên địa bàn tỉnh Thái Nguyên cũ còn có 11 tuyến xe buýt hoạt động do năm đơn vị khai thác, với tổng cộng 144 xe, tỉnh cũng có các xe hợp đồng chở công nhân, học sinh. Công ty cổ phần Thương mại và Du lịch Hà Lan chiếm 80% thị phần vận tải hành khách bằng xe bus trên địa bàn Thái Nguyên cũ tính đến năm 2025, mỗi ngày họ vận chuyển khoảng 15 nghìn hành khách. Năm 2024, tỉnh Thái Nguyên cũ có khối lượng vận chuyển hành khách ước đạt 35,4 triệu lượt hành khách, khối lượng luân chuyển hành khách ước đạt 1.623,5 triệu lượt hành khách.km; khối lượng vận chuyển hàng hoá ước đạt 60,4 triệu tấn, khối lượng luân chuyển hàng hoá ước đạt 2.497,2 triệu tấn.km. Tỉnh Bắc Kạn cũ vào năm này ước tính vận chuyển hành khách đạt 852,45 nghìn hành khách, và luân chuyển hành khách ước đạt 71,00 triệu hành khách.km; ước tính khối lượng vận chuyển hàng hoá đạt hơn 6 triệu tấn, và luân chuyển hàng hoá ước đạt 86,62 triệu tấn.km.

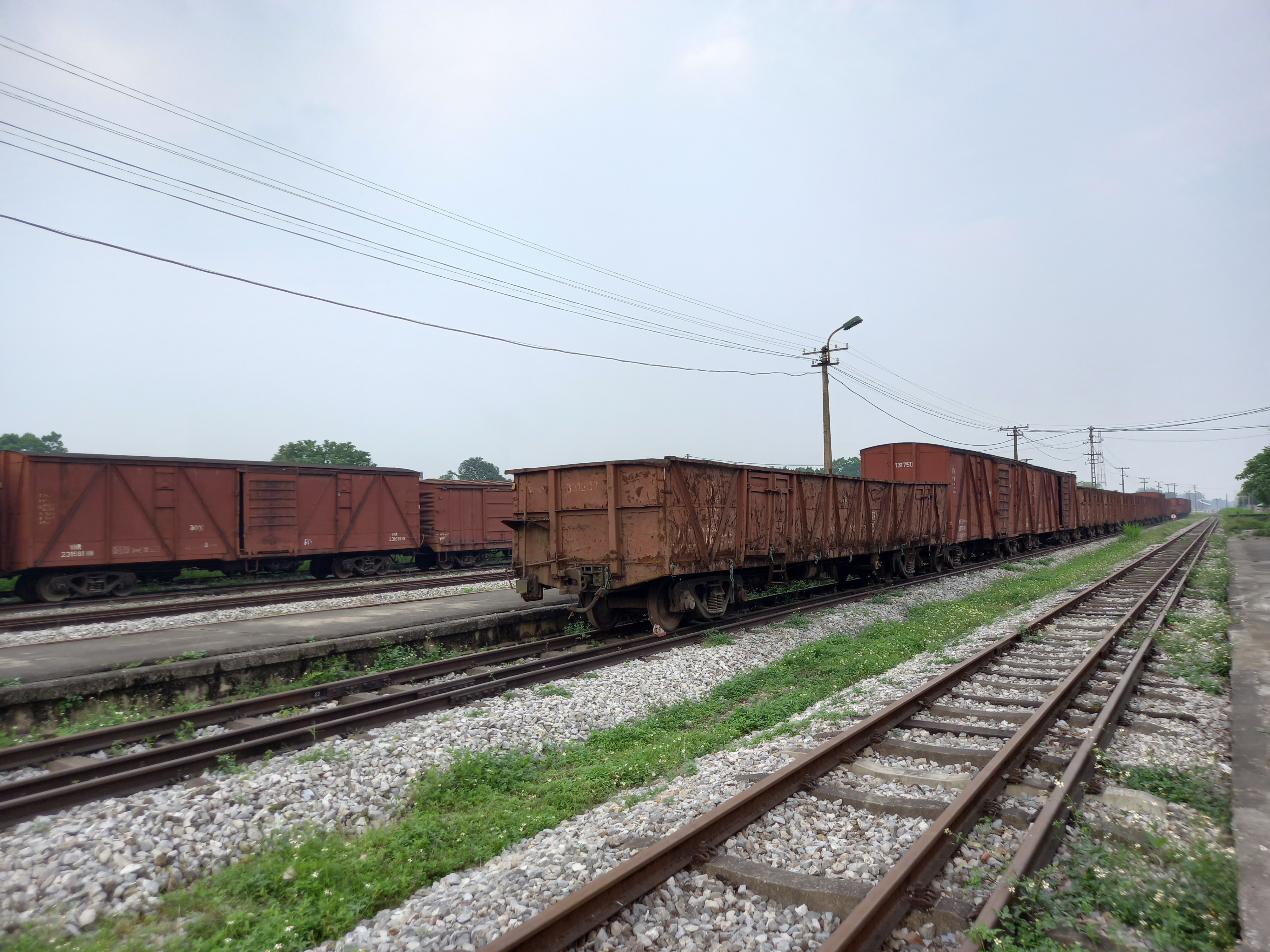
Đường sắt Hà Nội - Thái Nguyên tại khu vực ga Lưu Xá, phường Tích Lương.

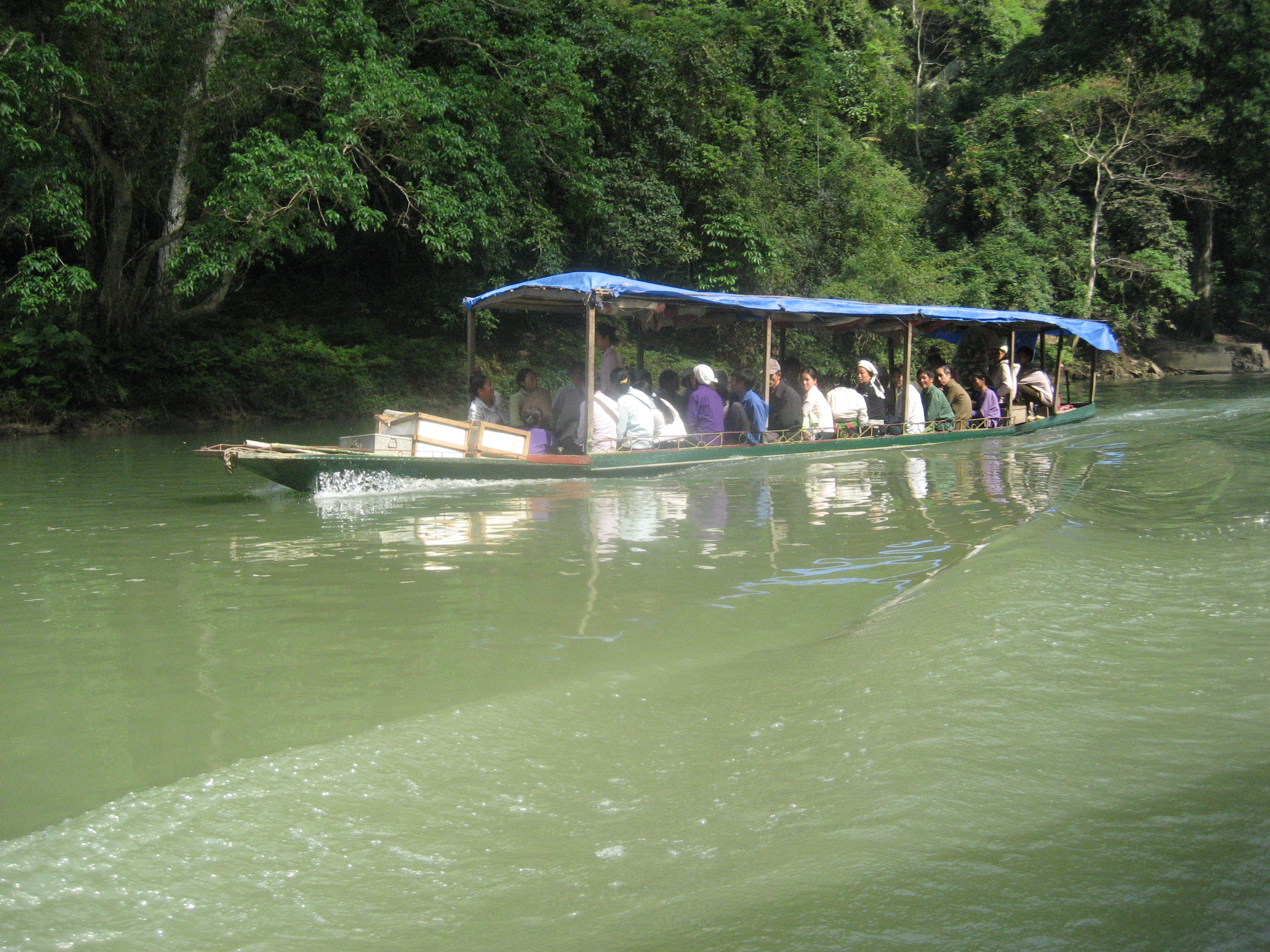
Thuyền vận chuyển người trên hồ Ba Bể, 2007

Ngành đường sắt Thái Nguyên hiện hầu như không hoạt động, tuyến đường sắt Hà Nội - Thái Nguyên được khởi công vào năm 1959, chính thức thông xe sau một năm với chiều dài 57 km, đoạn trên địa bàn tỉnh Thái Nguyên thời điểm đó có bốn ga là: Quán Triều, Lưu Xá, Lương Sơn và Phổ Yên. Hệ thống đường sắt nội bộ của Nhà máy Gang thép Thái Nguyên cũng từng rất phát triển, riêng đường ray xe lửa nội bộ dài tới 54km, gồm 5 ga. Thời kỳ Mỹ tăng cường đánh phá miền Bắc Việt Nam, ga Lưu Xá là nơi tiếp nhận hàng hóa viện trợ của nước ngoài qua phía Trung Quốc. Đường sắt Kép - Lưu Xá được xây dựng năm 1959–1961, có chiều dài 57 km, khổ rộng 1.435 mm, tại Kép có thể đi tiếp cảng biển Cái Lân (Quảng Ninh). Tuyến đường sắt Quán Triều - Núi Hồng được xây dựng vào năm 1992, dài 39 km, chủ yếu dùng để chở than.
Cảng Đa Phúc là bến thủy nội địa trên sông Công thuộc phường Trung Thành, gồm có 12 bến; là nơi trung chuyển, lưu thông hàng hóa bằng đường thủy duy nhất của tỉnh Thái Nguyên, kết nối với các cảng ở Hải Phòng và Quảng Ninh. Thời xưa, trên sông Cầu có các bè, mảng, các loại thuyền bằng gỗ hoặc tre đưa nông, lâm sản của tỉnh Thái Nguyên về miền xuôi; hệ thống thủy lợi thác Huống (sông Máng) cũng từng giúp các xà lan tới 300 tấn chở nguyên, nhiên liệu từ Thái Nguyên. Tuyến đường thủy nội địa sông Năng - hồ Ba Bể có chiều dài hơn 29 km, ngoài chở khách tham quan trên hồ, người dân còn dùng thuyền để di chuyển, đánh bắt cá. Tại hồ Núi Cốc và các hồ, đập lớn khác trong tỉnh, cũng có dịch vụ vận tải đường thuỷ phục vụ khách du lịch.

## Giáo dục

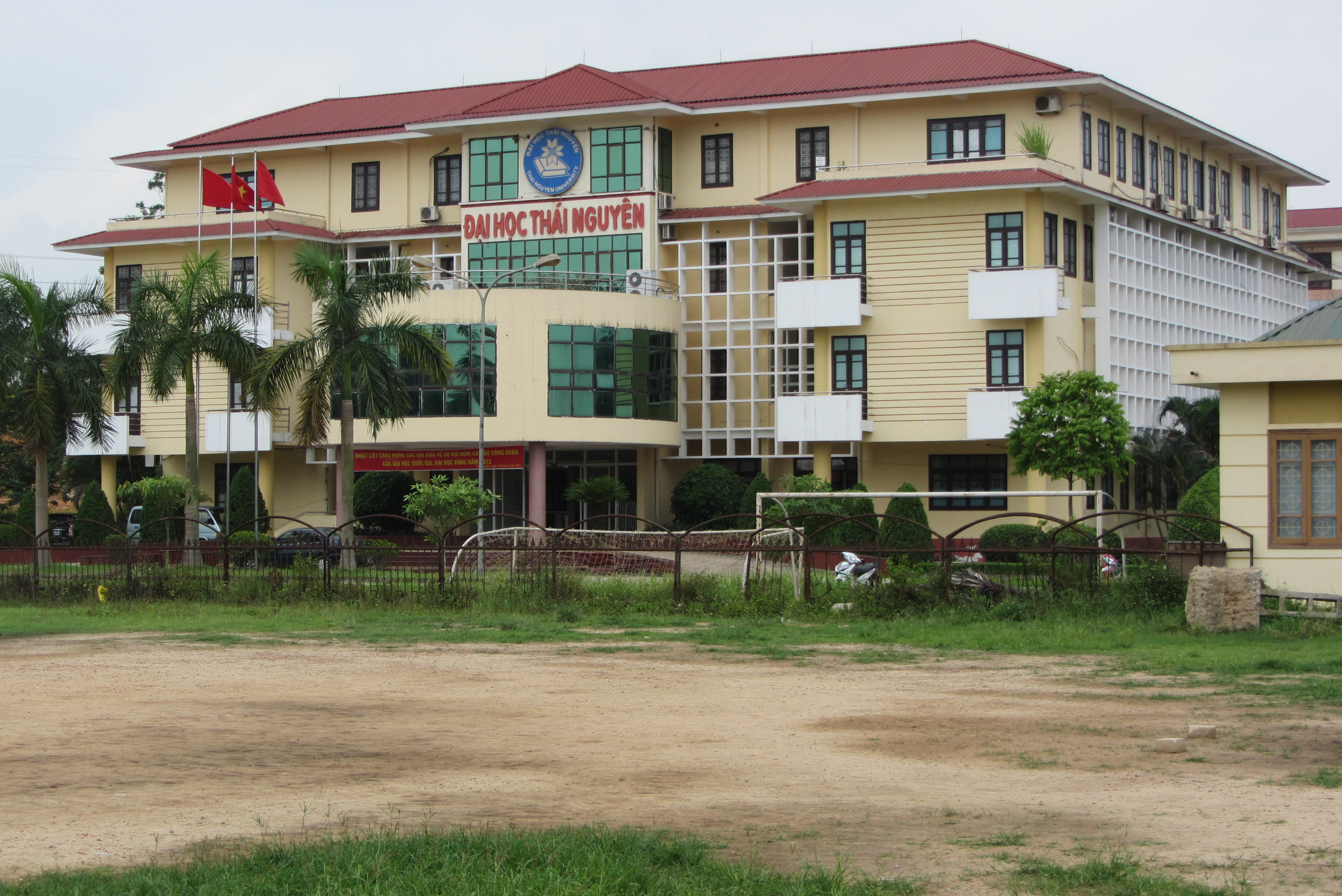
Trụ sở Đại học Thái Nguyên, phường Phan Đình Phùng.

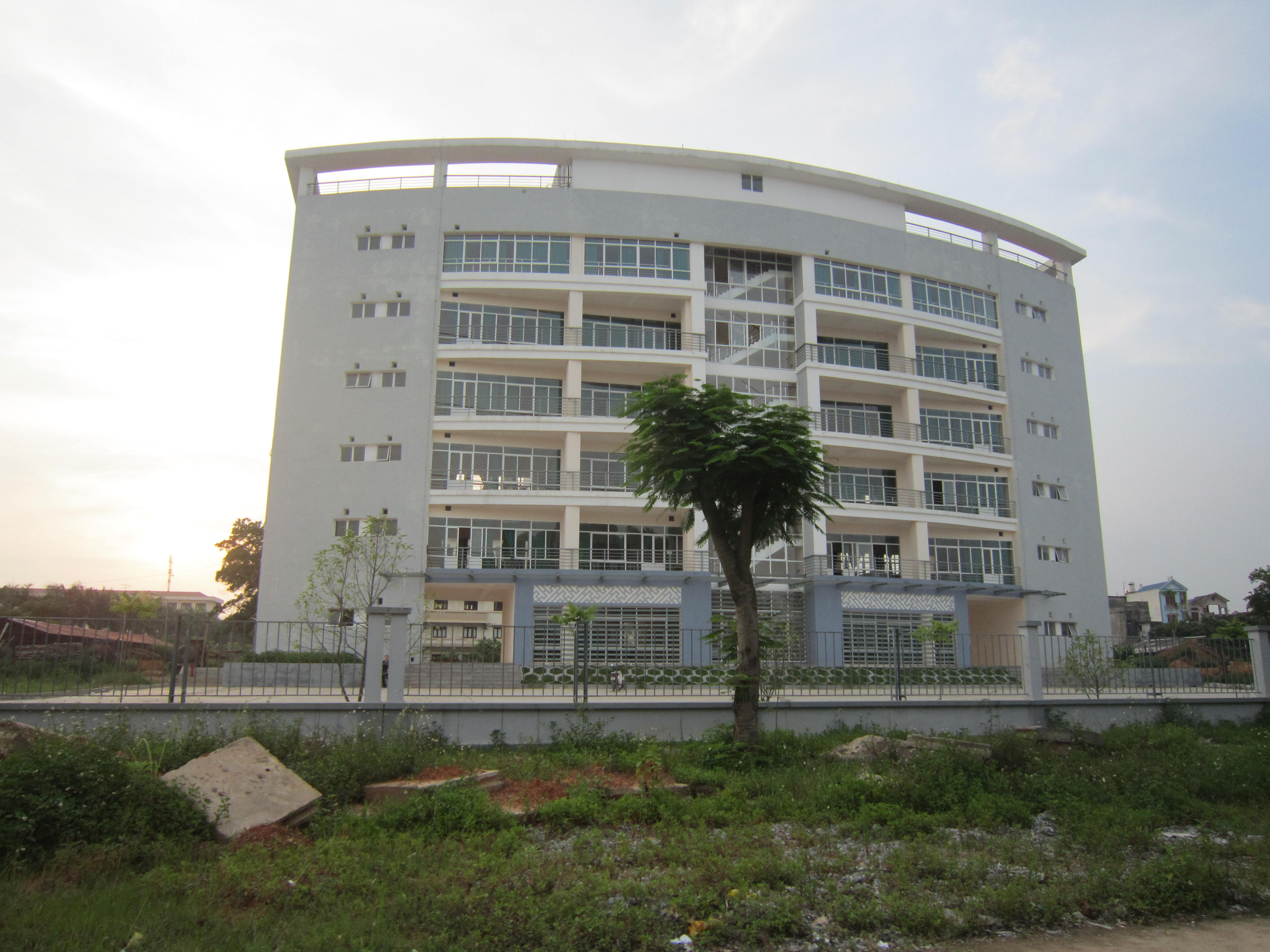
Một toà nhà của Trường Đại học Kỹ thuật Công nghiệp, phường Tích Lương.

Tỉnh Thái Nguyên là một trung tâm đào tạo lớn tại Việt Nam, có nhiều trường đại học, cao đẳng và trung học chuyên nghiệp. Đại học Thái Nguyên trực thuộc Bộ Giáo dục và Đào tạo Việt Nam, được thành lập vào năm 1994 trên cơ sở các trường đại học trên địa bàn thành phố Thái Nguyên khi đó. Đại học Thái Nguyên có mục đích là hình thành trung tâm đào tạo, nghiên cứu khoa học và chuyển giao công nghệ đa ngành, đa lĩnh vực của vùng Trung du và miền núi phía Bắc và cả nước. Các đơn vị đào tạo của Đại học Thái Nguyên gồm: Trường Đại học Sư phạm (thành lập năm 1966), Trường Đại học Y Dược (1968), Trường Đại học Kỹ thuật Công nghiệp (1965), Trường Đại học Nông Lâm (1970), Trường Đại học Kinh tế và Quản trị kinh doanh, Trường Đại học Khoa học, Trường Đại học Công nghệ thông tin và Truyền thông, Phân hiệu Đại học Thái Nguyên tại Lào Cai, Phân hiệu Đại học Thái Nguyên tại Hà Giang, Trường Ngoại ngữ, Khoa Quốc tế, Trường Cao đẳng Kinh tế - Kỹ thuật. Ngoài ra, Đại học Thái Nguyên còn có các đơn vị phục vụ đào tạo như nhà xuất bản, trung tâm đào tạo từ xa, trung tâm ươm tạo - khởi nghiệp và cung ứng nhân lực. Phân hiệu Đại học Thái Nguyên tại Điện Biên đang được xúc tiến thành lập. Năm 2024, quy mô đào tạo của Đại học Thái Nguyên là 85.624 người, trong đó đào tạo chính quy là 65.000 người, đào tạo sau đại học là 4.542 người, và có 856 lưu học sinh nước ngoài. Năm 2025, Đại học Thái Nguyên có 985 giảng viên có trình độ tiến sĩ (đạt tỷ lệ 40,99% so với tổng số giảng viên); trong đó có 183 giáo sư, phó giáo sư. Trong giai đoạn 2018-2023, số lượng thí sinh tỉnh Thái Nguyên chiếm 40-49% thí sinh trúng tuyển đại học chính quy vào Đại học Thái Nguyên; khoảng 25% học sinh tốt nghiệp trung học phổ thông của tỉnh Thái Nguyên vào học tại Đại học Thái Nguyên. Những năm gần đây, một vài trường như Đại học Nông Lâm và Đại học Khoa học tuyển sinh không đủ chỉ tiêu. Trường Đại học Kinh tế - Công nghệ Thái Nguyên, tiền thân là Trường Đại học Việt Bắc, được thành lập vào năm 2011 nhưng hiện hầu như không có sinh viên chính quy. Trường Đại học Công nghệ Giao thông vận tải có cơ sở 3 đặt tại Thái Nguyên. Tỉnh Thái Nguyên có 12 trường cao đẳng, chín trường trung cấp, đến năm 2024 có 3.511 sinh viên đào tạo trình độ cao đẳng; 11.531 học sinh đào tạo trình độ trung cấp. Tỉnh Bắc Kạn cũ có Trường Cao đẳng Bắc Kạn.
Theo điều tra dân số năm 2024, tỷ lệ trẻ đi học cấp tiểu học tại tỉnh Bắc Kạn là 98,5%, của tỉnh Thái Nguyên là 99,6%; ở cấp trung học cơ sở thì tỷ lệ lần lượt là 96,2% và 98,7%; đến cấp trung học phổ thông thì tỷ lệ lần lượt là 74,2% và 94,3%, tỷ lệ của toàn quốc là 79,9%. Trong số người từ 15 tuổi trở lên, 92,4% dân số Bắc Kạn và 98,6% dân số Thái Nguyên biết đọc, biết viết. Cũng trong nhóm tuổi này, 31,2% dân số Bắc Kạn và 42,4% dân số Thái Nguyên đã đạt được trình độ giáo dục trung học phổ thông. Về trình độ chuyên môn cao nhất của dân số trên 15 tuổi, 81,0% dân số tỉnh Bắc Kạn và 68,9% dân số tỉnh Thái Nguyên không có chuyên môn kỹ thuật; ở nhóm có trình độ đại học trở lên thì tỷ lệ này lần lượt là 7,9% và 11,1%, trong khi tỷ lệ của toàn quốc là 11,6%. Theo điều tra dân số năm 2019, tỷ lệ người có trình độ đại học tại Bắc Kạn là 7,4% và của Thái Nguyên là 8,5%; nhóm tuổi 30-34 là nhóm tuổi có tỷ lệ trình độ đại học cao nhất tỉnh Bắc Kạn với 13,5%; nhóm tuổi 25-29 là nhóm tuổi có tỷ lệ trình độ đại học cao nhất tỉnh Thái Nguyên với 17,3%. Trong năm này, trong độ tuổi đi học phổ thông, 6,9% số người tại Bắc Kạn và 3,0% số người tại Thái Nguyên không đi học, tỷ lệ của toàn quốc là 8,3%. Năm 2020, số năm đi học bình quân của người dân trên 25 tuổi tại tỉnh Bắc Kạn là 8,5 năm và xếp thứ 32, của tỉnh Thái Nguyên là 9,8 năm và xếp thứ 13; chỉ số giáo dục của hai tỉnh lần lượt xếp thứ 36 và thứ 10.

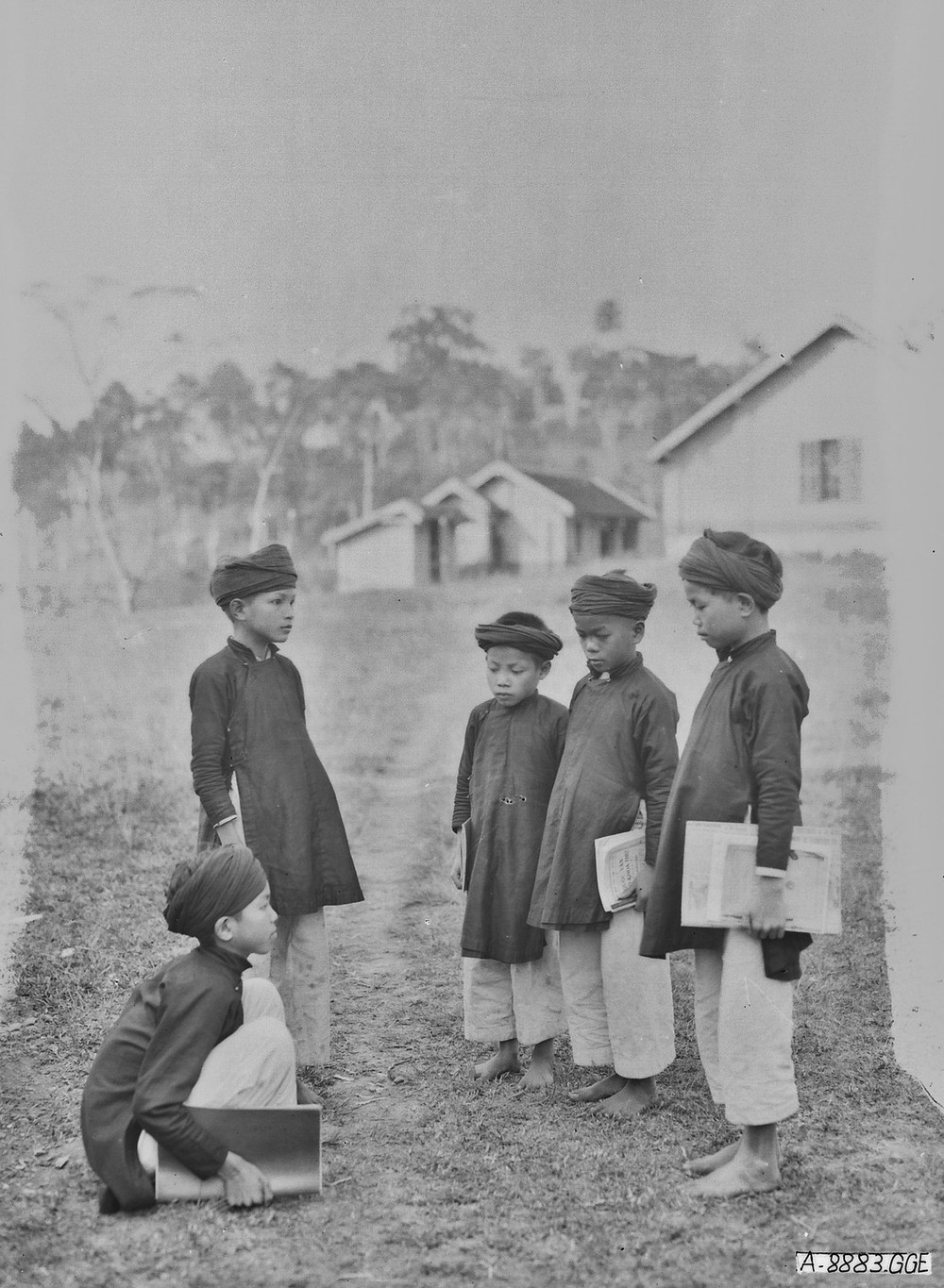
Học sinh người Tày tại Định Hoá, thập niên 1920

Lịch triều hiến chương loại chí hoàn thành năm 1819 có ghi rằng "Về văn học, phủ Phú Bình tuy kém bốn xứ thừa tuyên [đồng bằng sông Hồng] và trấn Thanh Hoá, Nghệ An, nhưng bảy huyện đều có người đỗ đạt". Những người Thái Nguyên đỗ đại khoa thời phong kiến là Trình Hiển thi đỗ năm 1429, Nguyễn Cấu (1463), Đỗ Cận (1478), Phạm Nhĩ (1493), Đàm Sâm (1514), Đàm Chí (1535), Dương Ức (1541), Đồng Doãn Giai (1736). Tuy nhiên, vào thời nhà Nguyễn, tỉnh Thái Nguyên không có người đỗ đại khoa, số người đỗ cử nhân (hương cống) và tú tài cũng rất ít. Văn Miếu của tỉnh Thái Nguyên từng nằm tại khu vực phường Phổ Yên hiện nay, đến năm 1844 thì dời về phía bắc thủ phủ tỉnh. Đến năm 1932 dưới thời Pháp thuộc, tỉnh Thái Nguyên có hai trường tiểu học kiêm bị dành riêng cho nam sinh và nữ sinh tại tỉnh lị, một lớp nội trú tại Chợ Chu, 16 trường sơ học ở các địa phương, tổng số học sinh là 1.435 người, học sinh chủ yếu là con em quan lại, công chức, địa chủ, gia đình giàu có. Năm 1931, tỉnh Bắc Kạn có 1.251 học sinh, trong đó có 924 học sinh là người Tày, 232 học sinh là người Kinh; tỉnh Thái Nguyên có 1.293 học sinh, trong đó 1.047 học sinh là người Kinh. Sau Cách mạng Tháng Tám, Trường Trung học Lương Ngọc Quyến được thành lập vào năm 1946, là trường trung học đầu tiên ở thị xã Thái Nguyên. Năm 1950, Trường Trung học kháng chiến Huyền Tụng được thành lập, là trường trung học đầu tiên của tỉnh Bắc Kạn. Đến năm học 1946-1947, tỉnh Thái Nguyên khi đó có 97 trường lớp từ hệ trung học trở xuống, với 3.812 học sinh. Trong Chiến tranh Đông Dương, một số trường học của trung ương và quân đội di chuyển đến Thái Nguyên. Năm học 1964-1965, tỉnh Thái Nguyên khi đó có 158 trường cấp I, 40 trường cấp II, 6 trường cấp III, tổng số 53.741 học sinh phổ thông các cấp. Tỉnh Thái Nguyên được công nhận thanh toán nạn mù chữ vào năm 1961, tỉnh Bắc Kạn được công nhận thanh toán nạn mù chữ ở cả vùng thấp và vùng cao vào năm 1963.
Đến năm học 2024-2025, tỉnh Thái Nguyên cũ có 686 cơ sở giáo dục phổ thông, với 350.925 học sinh, nhân sự ngành giáo dục có 25.645 người. Ở cấp mầm non, tỉnh có 245 trường, trong đó có 25 trường ngoài công lập, cùng 177 điểm trường, với 25.645 trẻ. Ở cấp tiểu học, tỉnh có 203 trường với 117.895 học sinh. Ở cấp trung học cơ sở (THCS), tỉnh có 191 trường với 95.297 học sinh. Ở cấp trung học phổ thông (THPT), tỉnh có 36 trường với 41.105 học sinh, 16.790 học sinh theo học tại các trung tâm giáo dục thường xuyên cấp tỉnh và cấp huyện. Tỉnh Thái Nguyên có ít trường học ngoài công lập, và số học sinh theo học các trường này chỉ chiếm khoảng 2% tổng số học sinh toàn tỉnh vào năm 2024. Trường Phổ thông Vùng cao Việt Bắc; Trường Văn hóa, Cục Đào tạo (Bộ Công an); Trường Thiếu sinh quân Việt Bắc - Quân khu I không thuộc Sở Giáo dục - Đào tạo Thái Nguyên. Tỉnh Thái Nguyên có sáu trường phổ thông dân tộc nội trú (một trường THPT và năm trường THCS) và 11 trường phổ thông dân tộc bán trú (ba trường TH, tám trường THCS), tỉnh có mục tiêu là ít nhất 8% học sinh dân tộc thiểu số được học tại các trường Phổ thông dân tộc nội trú trong giai đoạn 2021–2025. Năm 2024, tỷ lệ phòng học kiên cố các cấp học từ mầm non đến THPT của tỉnh đạt 90,3%. Những năm vừa qua, tỉnh ban hành chính sách thuê, khoán hàng nghìn giáo viên nhằm khắc phục tình trạng thiếu biên chế.

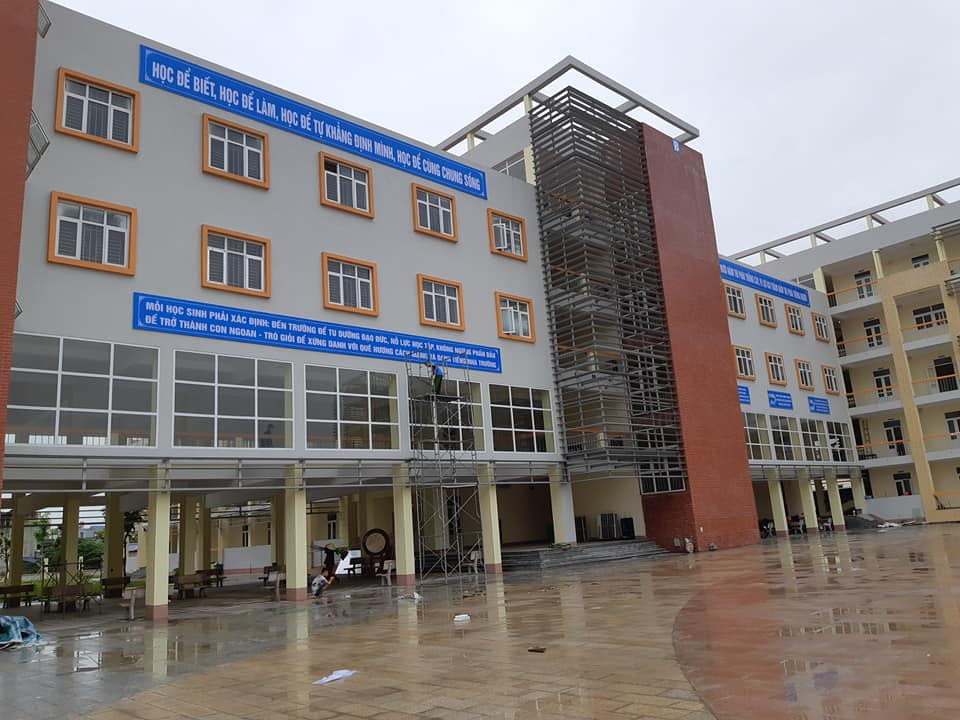
Một góc Trường THPT Chuyên Thái Nguyên, phường Phan Đình Phùng.

Năm học 2024 - 2025, tỉnh Bắc Kạn cũ có 281 cơ sở giáo dục phổ thông, trong đó có 107 trường mầm non, 64 trường tiểu học, 48 trường tiểu học và trung học cơ sở, 48 trường THCS, bốn trường THCS&THPT, 10 trường THPT. Tổng số điểm trường lẻ còn 399 điểm, trong đó cấp mầm non 236 điểm; cấp tiểu học 163 điểm. Năm học này, tỉnh Bắc Kạn cũ có khoảng 63.097 học sinh, trong đó tiểu học có 29.144 học sinh; trung học cơ sở có 23.676 học sinh, và 10.277 học sinh trung học phổ thông. Tỉnh Bắc Kạn có bảy trường phổ thông dân tộc nội trú (1 trường THPT, sáu trường THCS). Các trường PTDT bán trú tiếp tục được duy trì và mở rộng, năm học 2024-2025 có 37 trường (tăng 14 trường so với năm học 2020-2021). Cơ sở vật chất trường lớp học tại tỉnh Bắc Kạn được quan tâm đầu tư, đến năm 2024 tỷ lệ phòng học kiên cố cấp mầm non đạt 74,81%, cấp tiểu học đạt 62,46%, cấp trung học đạt 85,68%. Năm 2019, tỷ lệ trường học kiên cố tại tỉnh Bắc Kạn là 69,9%, trong khi cả nước là 91,3%; tỷ lệ phòng học kiên cố là 74%, trong khi cả nước là 88,6%. Cũng vào năm này, tỉnh Bắc Kạn có khoảng sáu nghìn giáo viên, trong đó số giáo viên người dân tộc thiểu số là hơn 5,2 nghìn người, chiếm 86,95%. Ngành giáo dục tỉnh Bắc Kạn gần đây thiếu giáo viên dạy các môn Tin học và Công nghệ, Tiếng Anh, Nghệ thuật.
Trường THPT Chuyên Thái Nguyên được thành lập vào năm 1988 dưới tên trường Năng khiếu Bắc Thái, tuyển sinh 390 học sinh lớp 10 với 13 lớp vào năm học 2024-2025. Trường THPT Chuyên Bắc Kạn được thành lập vào năm 2003, có tổng cộng 536 học sinh với 18 lớp vào đầu năm học 2023-2024. Trường THCS Chu Văn An tại phường Phan Đình Phùng và Trường THCS Chùa Hang II tại phường Linh Sơn có tổ chức thi viết để tuyển sinh. Tại Kỳ thi chọn học sinh giỏi Quốc gia THPT năm học 2024-2025, Thái Nguyên nằm trong số 10 tỉnh, thành phố dẫn đầu cả nước về số giải, trong đó Trường THPT Chuyên Thái Nguyên đạt 90 giải và Trường Phổ thông Vùng cao Việt Bắc đoạt 18 giải; tỉnh Bắc Kạn có 25 thí sinh đạt giải, đều đến từ Trường THPT Chuyên Bắc Kạn. Trong kỳ thi tốt nghiệp THPT 2024, điểm trung bình của học sinh tỉnh Bắc Kạn là 6,455 và xếp thứ 48 cả nước, điểm trung bình của học sinh tỉnh Thái Nguyên là 6,543 và xếp thứ 37 cả nước.

## Văn hoá-Xã hội

### Tổng quan

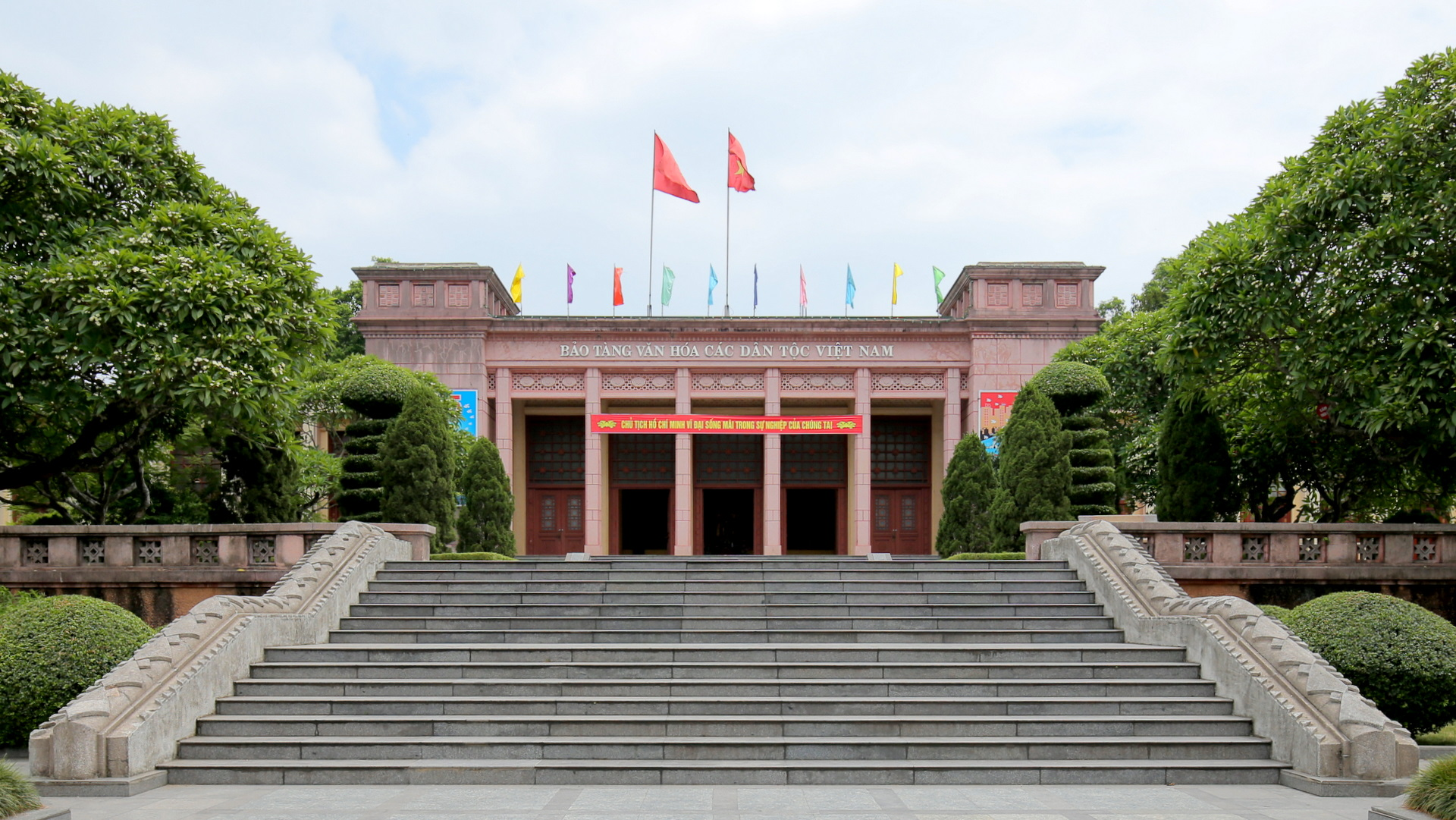
Bảo tàng Văn hóa các Dân tộc Việt Nam nằm tại khu vực trung tâm tỉnh Thái Nguyên

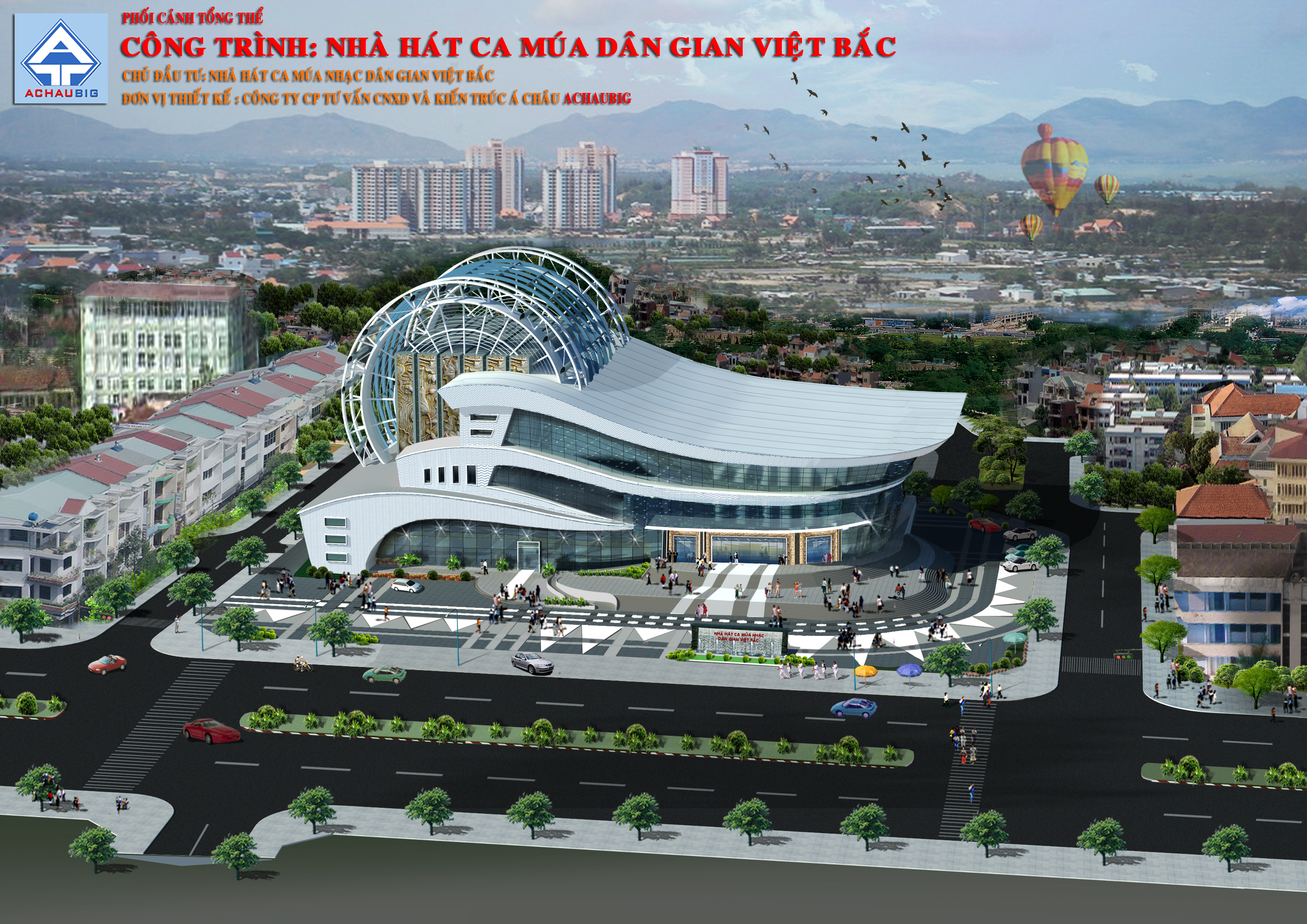
Phối cảnh Nhà hát Ca Múa Nhạc dân gian Việt Bắc, được sáp nhập vào Nhà hát Ca, múa, nhạc quốc gia Việt Nam từ tháng 6 năm 2025, phường Phan Đình Phùng.

Đặc trưng của văn hoá Thái Nguyên là tính chất hội tụ và giao lưu, hình thành truyền thống văn hoá phong phú. Thái Nguyên là thủ đô kháng chiến trong Chiến tranh Đông Dương, các cơ quan tuyên truyền của Trung ương hoạt động trên địa bàn tỉnh, mang lại những loại hình văn hoá thông tin mới, tác động sâu sắc đến người dân địa phương. Phong trào hát các ca khúc cách mạng, các điệu dân ca đặt lời mới theo kháng chiến cũng sôi nổi các xóm làng. Người dân Thái Nguyên hưởng ứng thực hiện "nếp sống mới - nếp sống kháng chiến"; tại các vùng dân tộc thiểu số, các hủ tục về việc chữa bệnh, đám tang, hôn nhân cũng giảm nhiều; nhiều nhà chuyển chuồng trâu, chuồng lợn khỏi gầm nhà sàn. Sau năm 1954, các cơ quan văn hoá thông tin của Khu tự trị Việt Bắc đóng vai trò quan trọng trong các hoạt động văn hoá, nghệ thuật, thông tin tuyên truyền trên địa bàn tỉnh. Trong thời kỳ Chiến tranh Việt Nam, tỉnh có các phong trào Tiếng hát át tiếng bom, phong trào đọc sách có hướng dẫn. Cuộc vận động xây dựng nếp sống mới vào thập niên 1970 và 1980 có nội dung xoá bỏ các tập tục lạc hậu và các tệ nạn xã hội, xây dựng nếp sống văn minh. Trong giai đoạn này, tỉnh Thái Nguyên tiến hành khai quật khảo cổ học tại Thần Sa, tổ chức nhiều đợt sưu tầm văn học dân gian, sưu tầm được nhiều sách cổ chữ Hán-Nôm và Nôm Tày. Từ năm 1992, có cuộc vận động xây dựng làng văn hoá, gia đình văn hoá; nhân dân đóng góp xây dựng đường giao thông, kênh mương, nhà văn hóa khang trang. Nhiều lễ hội của tỉnh được khôi phục từ thập niên 1990 trở đi như lễ hội chùa Hang, lễ hội đền Đuổm, lễ hội Lồng tồng ATK Định Hoá, lễ hội Lồng tồng Ba Bể sau hàng chục năm gián đoạn do chiến tranh và do quan điểm của nhà nước về văn hóa và tín ngưỡng dân gian.
Bảo tàng Văn hóa các Dân tộc Việt Nam được khánh thành vào năm 1962 với tên gọi ban đầu là Bảo tàng Việt Bắc, bảo tàng có kiến trúc đẹp và được nhắc đến trong kiến trúc Việt Nam hiện đại. Bảo tàng Lực lượng Vũ trang Việt Bắc - Quân khu 1 được thành lập vào năm 1984 và khánh thành vào năm 1998. Bảo tàng tỉnh Thái Nguyên được khánh thành vào năm 1991, có bộ sưu tập đồ đá Thần Sa, trống đồng, tiền cổ. Nhà trưng bày ATK (an toàn khu) Định Hoá hoạt động từ năm 1997. Nhà Văn hoá Công nhân gang thép được hoàn thành vào năm 1992, có phòng biểu diễn 700 ghế ngồi. Trung tâm Văn hoá - Thông tin tỉnh Thái Nguyên được thành lập vào năm 1992, trụ sở đặt tại Trung tâm Hội nghị và Văn hoá Thái Nguyên có sức chứa 800 chỗ ngồi được khánh thành năm 2008. Nhà Văn hóa lao động tỉnh Thái Nguyên tại phường Sông Công được khánh thành vào năm 2024. Nhà hát Ca, múa, nhạc dân gian Việt Bắc được thành lập năm 1953, tiền thân là Đoàn Văn công nhân dân khu tự trị Việt Bắc, rạp biểu diễn của Nhà hát được đưa vào sử dụng từ năm 2022 với khán phòng biểu diễn chính có 1.200 ghế Tháng 6 năm 2025, Nhà hát Ca, múa, nhạc dân gian Việt Bắc được sáp nhập vào Nhà hát Ca, múa, nhạc quốc gia Việt Nam. Đoàn Văn công Quân khu 1 được thành lập vào năm 1947, tập hợp một số nghệ sĩ tài năng, nhưng hiện đoàn đã di dời đến Hà Nội. Nhà hát tỉnh Bắc Thái được thành lập vào năm 1981 để quản lý ba đoàn nghệ thuật của tỉnh là đoàn kịch nói, đoàn chèo và đoàn ca múa nhạc; Đoàn Nghệ thuật tỉnh Thái Nguyên được thành lập vào năm 2002 từ việc hợp nhất ba đoàn này. Thư viện tỉnh Thái Nguyên được thành lập từ cuối thập niên 1950, được tiếp nhận nhiều tài nguyên của Thư viện khu tự trị Việt Bắc. Trung tâm Số của Đại học Thái Nguyên có hệ thống phòng đọc, kho sách, phòng học nhóm, phòng nghiên cứu với hơn 500 chỗ ngồi. Các trường thành viên của Đại học Thái Nguyên cũng có các thư viện. Trung tâm văn hóa các dân tộc huyện Đại Từ cũ tại xã Đại Phúc được khánh thành vào năm 2021. Nhà văn hoá tỉnh Bắc Kạn nằm bên quảng trường cùng tên, tại sân có cụm tượng đài chiến thắng Bắc Kạn. Đoàn nghệ thuật dân tộc tỉnh Bắc Kạn được thành lập vào năm 2000, chính thức ra mắt vào năm 2002. Thư viện tỉnh Bắc Kạn thành lập năm 2003, di chuyển nhiều lần, đến năm 2021 thì chuyển về Nhà Văn hoá tỉnh. Bảo tàng tỉnh Bắc Kạn được thành lập vào năm 2006, ban đầu đặt tại Nhà Văn hoá tỉnh, đến năm 2020 thì tiếp nhận trụ sở cũ của Thư viện tỉnh là di tích Nhà Hội đồng Pháp. Nhà Văn hóa huyện Pác Nặm mô phỏng theo nhà sàn truyền thống, khánh thành vào năm 2023.

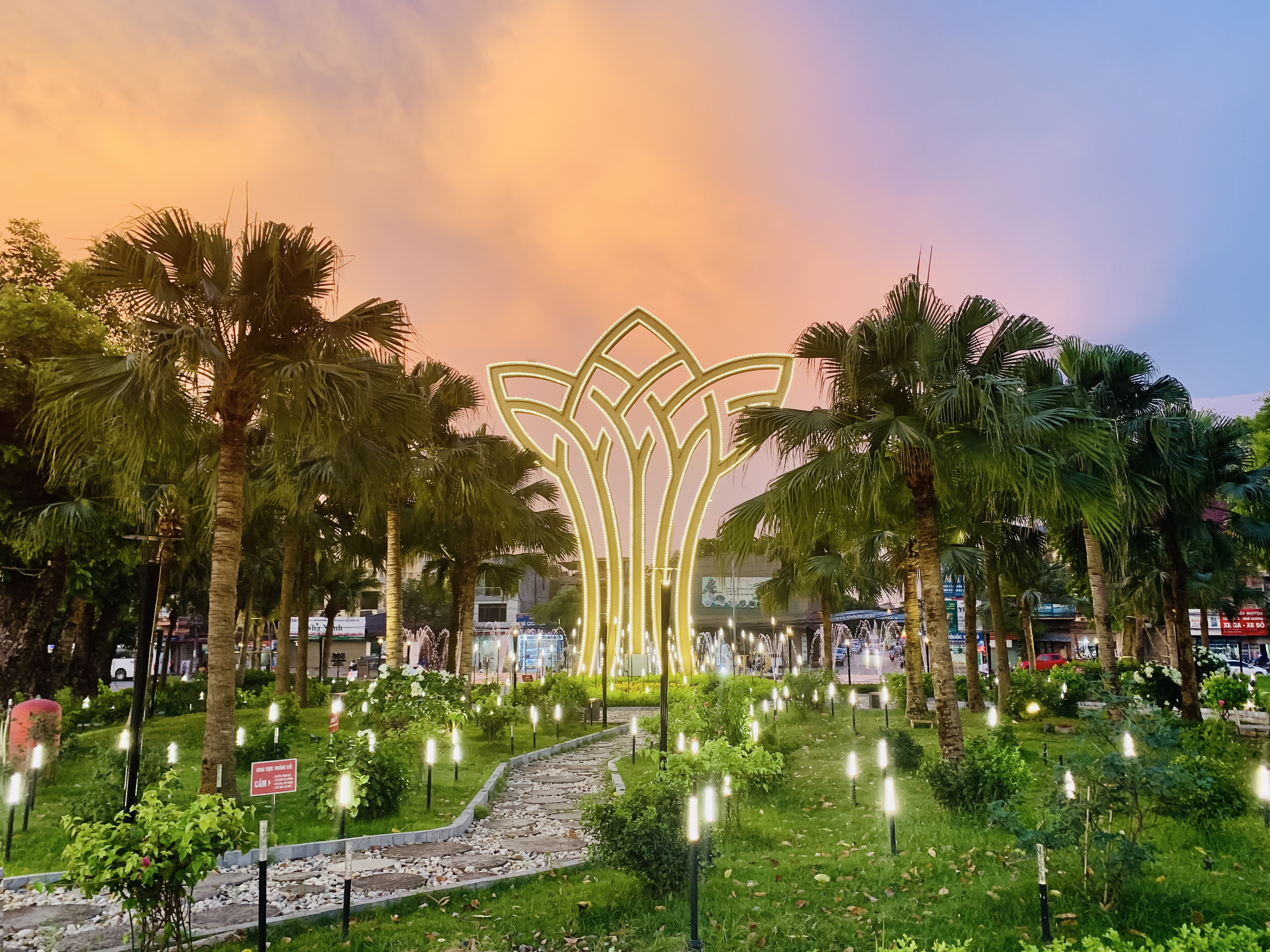
Cảnh quan khu đô thị Thái Hưng Crown Villas, phường Gia Sàng.

Người Kinh tại Thái Nguyên nhìn chung vẫn gìn giữ được các giá trị văn hoá của dân tộc mình, bản sắc của họ cũng bổ sung các yếu tố của dân tộc khác thông qua giao lưu, và do thích ứng với môi trường trung du và niền núi. Làng của người Kinh tại Thái Nguyên có một số nét riêng biệt, những yếu tố cổ truyền của làng vùng đồng bằng sông Hồng như thiết chế, tổ chức, hương ước, hội hè không đậm nét tại tỉnh, đặc biệt rõ ràng tại các thôn xóm của người Kinh nhập cư từ thập niên 1960 trở lại. Bộ phận gốc nhập cư này hiếm khi có các hội đồng niên hay tổ chức xóm ngõ, còn cơ cấu dân cư và dòng họ cũng khác so với miền xuôi, nhưng một số người vẫn có các liên hệ với quê gốc. Tính chất và vai trò của dòng họ, của trưởng họ trong đời sống của người Kinh Thái Nguyên yếu hơn rõ rệt so với các tỉnh vùng đồng bằng. Tính chất cộng đồng của người Kinh tại các đô thị Thái Nguyên tương đối thấp. Do các phong trào về văn hoá từ sau năm 1954, người Kinh trong tỉnh đã loại bỏ nhiều thủ tục, lễ tiết, nghi thức theo quy chuẩn trong lễ cưới, họ cũng ít kiêng cữ khi trong nhà có người sinh đẻ. Về trang phục, người Kinh nông thôn trong tỉnh chịu ảnh hưởng rất ít từ trang phục của người dân tộc thiểu số, nhưng từ lâu cũng không mặc theo truyền thống mà chủ yếu mặc đồ kiểu Tây.

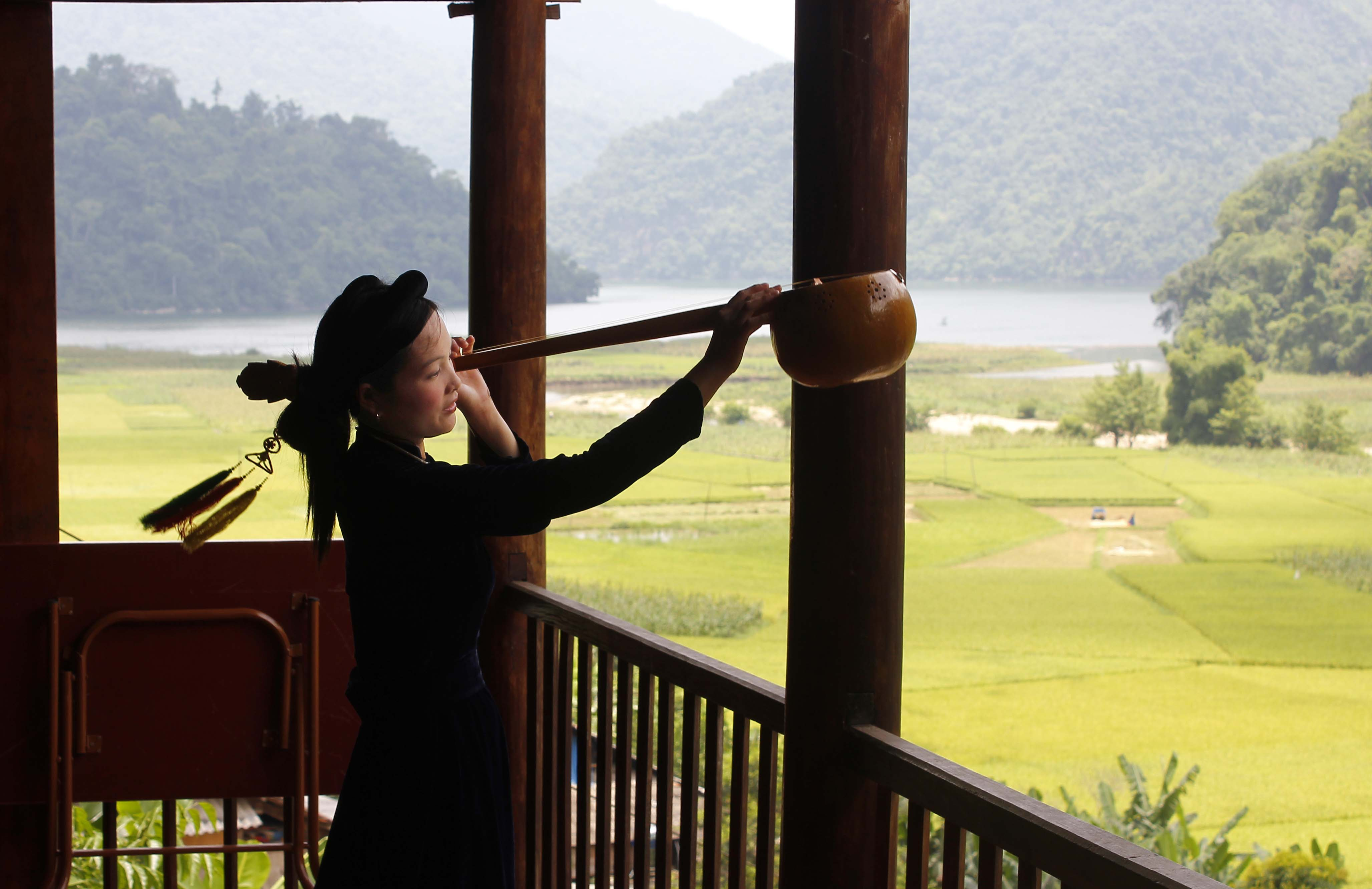
Phụ nữ Tày cầm đàn tính bên hồ Ba Bể

Trang phục cổ truyền của người Tày tại Thái Nguyên đang mai một dần, của phụ nữ gồm có khăn, áo, dây lưng và váy; áo được may từ vải bông nhuộm chàm hoặc từ vải láng, phin đen, không trang trí hoa văn, dài đến bắp chân; xưa kia mặc váy nhưng nay chỉ mặc quần. Đàn ông người Tày từ lâu đã mặc trang phục như người Kinh, đôi khi đội mũ nồi. Trang sức của người Tày không phong phú, việc dùng trang sức bằng bạc hoặc làm răng vàng không còn phổ biến. Nam giới có thói quen lâu đời là hút thuốc lào hoặc thuốc lá tự gieo trồng. Người Tày ở các bản ven sông hay suối lớn xưa kia dùng bè, mảng để vận chuyển. Bản là đơn vị xã hội cơ sở của người Tày, họ đặc biệt coi trọng tình nghĩa làng xóm, chức trưởng bản được phục hồi từ thập niên 1990. Tên gọi các bản thường có có các từ nạ/nà (ruộng), pạc (cửa), loòng/khuổi (suối), nắm/nặm (nước). Trước năm 1954, có hiện tượng tích tụ ruộng đất nhưng không gay gắt như ở vùng đồng bằng, nông dân Tày vẫn có ruộng nương. Chế độ phụ quyền trước đây chi phối gia đình người Tày, hôn nhân của người Tày trong quá khứ mang tính chất mua bán và môn đăng hộ đối. Đám tang của người Tày thường trải qua nhiều bước khá phức tạp. Vào tháng giêng, người Tày tại Thái Nguyên thường tổ chức lễ hội lồng tồng (xuống đồng).  Người Nùng gần gũi với người Tày, hai dân tộc ngày càng xích lại gần nhau, nên khó phân biệt. Áo năm thân của phụ nữ Nùng là loại áo ngắn, chỉ dài qua mông một chút, riêng người Nùng Phàn Slình mặc quá đầu gối. Việc cưới xin của người Nùng có nhiều bước với chi phí khá tốn kém. Người Nùng có tục cấp sắc, nhưng không bắt buộc. Xưa kia đám tang của người Nùng thường kéo dài từ bảy đến tám ngày. Người Nùng thờ cúng tổ tiên không phân biệt chi trưởng, chi thứ. Trong quan hệ họ hàng cùng thế hệ của người Nùng và các dân tộc Dao, Sán Dìu, Sán Chay trong tỉnh thì người nào sinh ra trước sẽ là anh, chị.
Xưa kia, người Dao tại Thái Nguyên rất phát triển về săn bắn và hái lượm. Người Dao đi chợ phiên còn là để đi chơi, tham gia sinh hoạt văn hoá. Tập quán cư trú du canh du cư của người Dao tại Thái Nguyên đã thay đổi. Trang phục nữ người Dao có sự khác nhau giữa các nhóm, sử dụng nhiều loại trang sức bằng bạc; nhóm Dao Quần Chẹt mặc quần dài tới nửa bắp chân, ống rất hẹp. Xưa kia nhiều người Dao nuôi ngựa để vận chuyển thóc, ngô. Người Dao Thái Nguyên đặc biệt coi trọng dạy học, cúng bái và chữa bệnh, đều liên quan mật thiết với lễ cấp sắc. Người Sán Dìu ở Thái Nguyên có truyền thống đan lát các đồ dùng. Các yếu tố văn hoá của người Sán Dìu trở nên gần gũi với người Kinh. Người Sán Dìu có quan hệ thân tộc bền chặt, anh em cùng họ thường ở gần nhau. Người Sán Dìu khi xưa sử dụng xe quệt do trâu bò kéo. Tuyệt đại đa số người Sán Dìu hiện nay mặc đồ như người Kinh, bộ trang phục được cho là truyền thống đã có những biến đổi nhất định dưới ảnh hưởng người Kinh. Phần lớn người Sán Chay hiện ăn mặc như người Kinh, nhưng có nhiều loại trang phục truyền thống. Quần áo thường ngày của nam và nữ có phần giống nhau, nhuộm màu chàm và không có hoa văn. Ranh giới các bản của người Sán Chay thường mang tính ước lệ, dựa trên cơ sở ý thức tự giác. Dòng họ của người Sán Chay không có trưởng tộc, không phân biệt ngành trưởng và ngành thứ. Váy của người H'mông trên địa bàn là váy vải lanh màu trắng không có hoa văn, đây là điểm nổi bật nhất để phân biệt nhóm H'mông Trắng với các nhóm H'mông khác. Ngày nay, trang phục truyền thống chỉ còn thấy ở nữ giới. Trước đây tình trạng tảo hôn phổ biến và xuất phát từ tâm lý họ tộc. Tự do yêu đương khi xưa đã được tôn trọng, dù nhiều cha mẹ quyết định hôn nhân của con. 

### Văn học

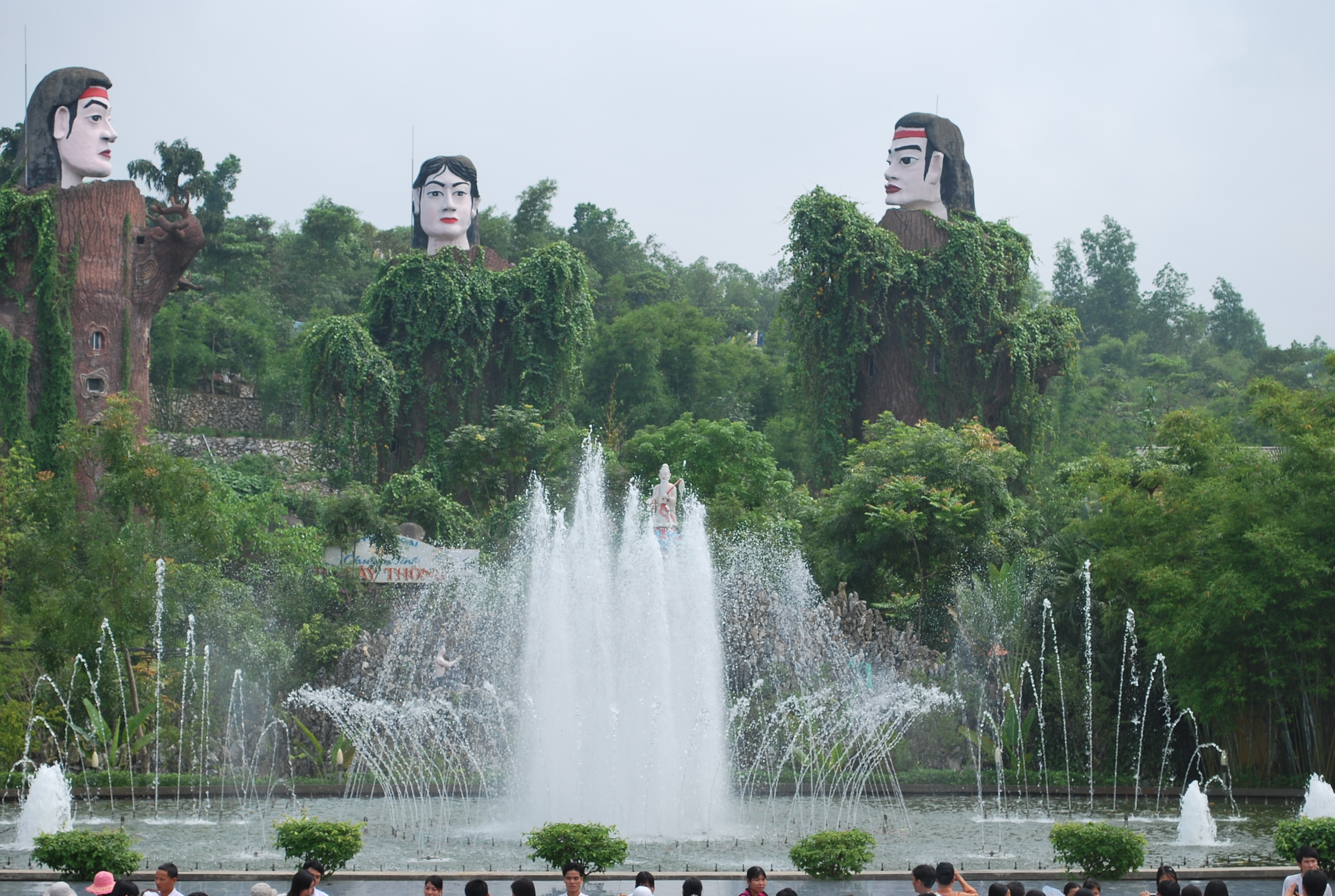
Các truyền thuyết về nàng Công, chàng Cốc gắn với địa danh hồ Núi Cốc

Tỉnh Thái Nguyên là nơi sinh sống của nhiều dân tộc, những tác phẩm được lưu truyền trong dân gian nhiều khi trở thành tài sản chung của các dân tộc. Người Kinh tại Thái Nguyên thần thánh hoá Dương Tự Minh qua các truyền thuyết như Chiếc áo tàng hình, Thánh Đuổm trị tà thần, truyền thuyết về ông còn gắn với truyện kể về đình Phương Độ tại xã Phú Bình. Nhóm truyền thuyết về nàng Công, chàng Cốc xoay quanh mối tình của một đôi trai gái, gắn với địa danh hồ Núi Cốc. Truyện cổ tích tại Thái Nguyên được sưu tầm và giới thiệu từ sớm trong các sách như Truyện cổ tích miền núi (1957). Truyện cổ tích của người Kinh ở Thái Nguyên gần gũi với các dân tộc khác, truyện tiêu biểu là Sự tích chim bắt cô trói cột, ở vùng Phú Lương lưu truyền Sự tích chiếc nón. Truyện cổ tích dân tộc Tày Thái Nguyên có số lượng phong phú, các vùng của người Tày lưu truyền rất nhiều cổ tích với khoảng 185 mẫu kể, thường là về con người trong đấu tranh với thiên nhiên và trong đấu tranh xã hội. Sự tích Hồ Ba Bể kể về việc hình thành hồ và được đưa vào nội dung sách giáo khoa của Việt Nam. Thần thoại của các dân tộc trong tỉnh xoay quanh chủ đề kể về những con người có công khai phá, mở mang trời đất, tạo lập địa bàn cư trú, nổi bật là thần thoại của dân tộc Tày–Nùng với các nhân vật khổng lồ như Pụt Luông, Tài Ngào, Báo Luông, Slao Cải. Truyện thơ Tày vẫn được truyền miệng tại các vùng núi, đỉnh cao là truyện thơ Nôm Tày, một số truyện có nguồn gốc bản tộc là Lương Quân - Bjoóc Lạ, Vượt biển, Chim sáo. Người Dao tại Thái Nguyên có những truyện như Nguồn gốc của các dòng họ dân tộc Dao kể về sự tích các dòng họ người Dao vùng Bắc Kạn, hay truyện Ca La Thòng kể về nhân vật mồ côi. Truyện cổ tích của người Sán Chay có một số truyện thơ hay, như truyện Lau Slam, Sắm Sừ (truyện chàng Cóc). Truyện cười Thái Nguyên có nội dung phong phú, vừa khai thác tiếng cười vừa phê phán thói hư tật xấu, về tình huống có Hai anh chàng nghiện rượu và Anh mù và anh què, về phóng đại có Còn cay hơn ớt hay Chàng rể ngô nghê. Truyện ngụ ngôn Thái Nguyên có cốt truyện được phát triển khá hoàn chỉnh, có truyện kể về loài cây gỗ nghiến và cây chò nước, truyện Con hổ và anh bán củi.
Văn học thành văn Thái Nguyên xuất hiện cùng các tác giả người Kinh vào thế kỉ XV, nhưng trong lịch sử chưa thực sự có một bề dày. Về tác giả người Thái Nguyên, có Trình Hiển thi đỗ năm 1429 và có các bài như Dạ bạc Hoa Lư hữu cảm, Ngự cư tự thuật hoài. Đỗ Cận từng tham gia Tao Đàn của Lê Thánh Tông, tác phẩm của ông có tập Kim Lăng kí, thơ Xuân yến, Thái Thạch vãn bạc. Về tác giả người nơi khác, Vũ Quỳnh (1453-1516) và Đặng Nghiệm là những tác giả đầu tiên có sáng tác văn học ca ngợi non nước Thái Nguyên, bài thơ Du Tiên Lữ động tác của Vũ Quỳnh và Tiên Lữ động lưu đề của Đặng Nghiệm được khắc trong động chùa Hang năm 1497. Đặng Minh Khiêm (1546-) có các tác phẩm ca ngợi Dương Tự Minh là Thoát Hiên vịnh sử thi tập, Thiên Nam minh giám,  Việt sử diễn âm. Nguyễn Quý Đức (1648-1720) có bài thơ Hạ thự phủ Trịnh Lâm phó trấn Thái Nguyên. Ngô Thì Sĩ làm quan tại Thái Nguyên năm 1764, bài thơ Thái Nguyên tức cảnh của ông là tác phẩm miêu tả cảnh vật, con người, phong tục Thái Nguyên vào loại toàn diện nhất. Ngô Thì Nhậm (1746-1803) có tác phẩm Thái Nguyên địa hình bình tặc ký viết về cảnh quan Thái Nguyên. Vũ Tông Phan (1800-1851) từng làm quan tại Thái Nguyên, ông sáng tác ba bài thơ về cảm xúc của ông với Thái Nguyên, bài thơ thứ ba  Nhân sự vãng Thái Nguyên Bình Tuyền huyện tương chí tức sự nói về cảnh vật Thái Nguyên và tâm sự của ông. Phan Thanh Giản (1796-1867) từng có gần một năm ở Thái Nguyên, sáng tác bài thơ Thái Nguyên tỉnh thành tảo phát. Nhà thơ Cao Bá Quát (1809-1854) từng đến du ngoạn Thái Nguyên và sáng tác bài thơ Du Tiên Lữ động văn nhân đàm Thái Nguyên sơn thủy chi thắng cảnh túy hậu thành ngâm (Đến chơi động Tiên Lữ nghe người ta nói về thắng cảnh non nước Thái Nguyên, say rồi làm thơ). Chí sĩ Ngô Đức Kế (1879-1929) viết Thái Nguyên thất nhật quang phục ký tại nhà tù Côn Đảo, nói về khởi nghĩa Thái Nguyên.
Thời hiện đại, văn học Thái Nguyên được kế thừa từ phong trào văn hoá nghệ thuật Việt Bắc nên sẵn có một đội ngũ khá hùng hậu. Trong số các tác giả từng sinh sống tại Thái Nguyên và viết về Thái Nguyên, có Tố Hữu  với bài thơ Phá đường gồm câu thơ nổi tiếng ''Rét Thái Nguyên, rét về Yên Thế, Gió qua rừng đèo Khế gió sang"; và nhà thơ Nguyễn Bính sáng tác bài thơ Đường rừng chiều tại Thái Nguyên vào năm 1938. Thái Nguyên có một đội ngũ nhà văn, nhà thơ thuộc nhiều dân tộc Kinh, Tày, Nùng, Dao, có một nền văn học đa sắc màu với nhiều tiếng nói, nhiều phong cách. Nhà thơ người Dao Bàn Tài Đoàn có hàng nghìn bài thơ, bài nào cũng được ông viết bằng tiếng Dao rồi tự dịch sang tiếng Kinh. Nhà thơ người Tày Nông Quốc Chấn có các bài thơ về những năm kháng chiến, hai bài thơ Bộ đội ông Cụ, Dọn về làng của ông mở đầu một phong trào cách tân thơ Tày. Nhà văn Nông Minh Châu là một trong những người đặt nền móng cho văn xuôi Tày-Nùng. Nhà văn Nông Viết Toại là người chuyển dịch và phổ lời Tày cho các bài hát như Tiến quân ca, Nhớ chiến khu. Vi Hồng là một trong số các nhà văn người Tày gắn bó sâu sắc và nhiều thời gian nhất với Thái Nguyên, có các tác phẩm như Đất bằng, Núi có yêu thương, Thung lũng đá rơi. Một số nhà văn khác trong tỉnh là Lê Minh, Xuân Cang, Hoàng Minh Tường, Trịnh Thanh Sơn, Hà Đức Toàn, Nguyễn Thúy Quỳnh, Lâm Tiến. Một số nhà văn quê ở Thái Nguyên nhưng sống ở ngoài tỉnh là Nguyễn Khắc Trường, Hoàng Đình Quang, Nguyễn Đức Thiện, Nguyễn Bình Phương. Vào thế kỉ XXI, Thái Nguyên có sự phát triển khá mạnh của truyện ngắn và thơ, các nhà thơ như Ma Trường Nguyên đạt các giải thưởng ở trung ương, tiểu thuyết “Bão rừng” của Phạm Đức là một tác phẩm chống tiêu cực và gây được tiếng vang trong giới văn chương, Hồ Thủy Giang có nhiều tác phẩm về đề tài lịch sử Thái Nguyên như Tể tướng Lưu Nhân Chú. Tỉnh Bắc Kạn những năm qua có các nhà văn khai thác tốt đề tài dân tộc thiểu số như Dương Khâu Luông, Đinh Hữu Hoan, Triệu Kim Văn. Dương Khâu Luông có các tác phẩm như Hội xuân Ba Bể, Sự tích đảo bà goá, đặt lời mới cho các bài then song ngữ, góp phần quảng bá du lịch Bắc Kạn.

### Âm nhạc

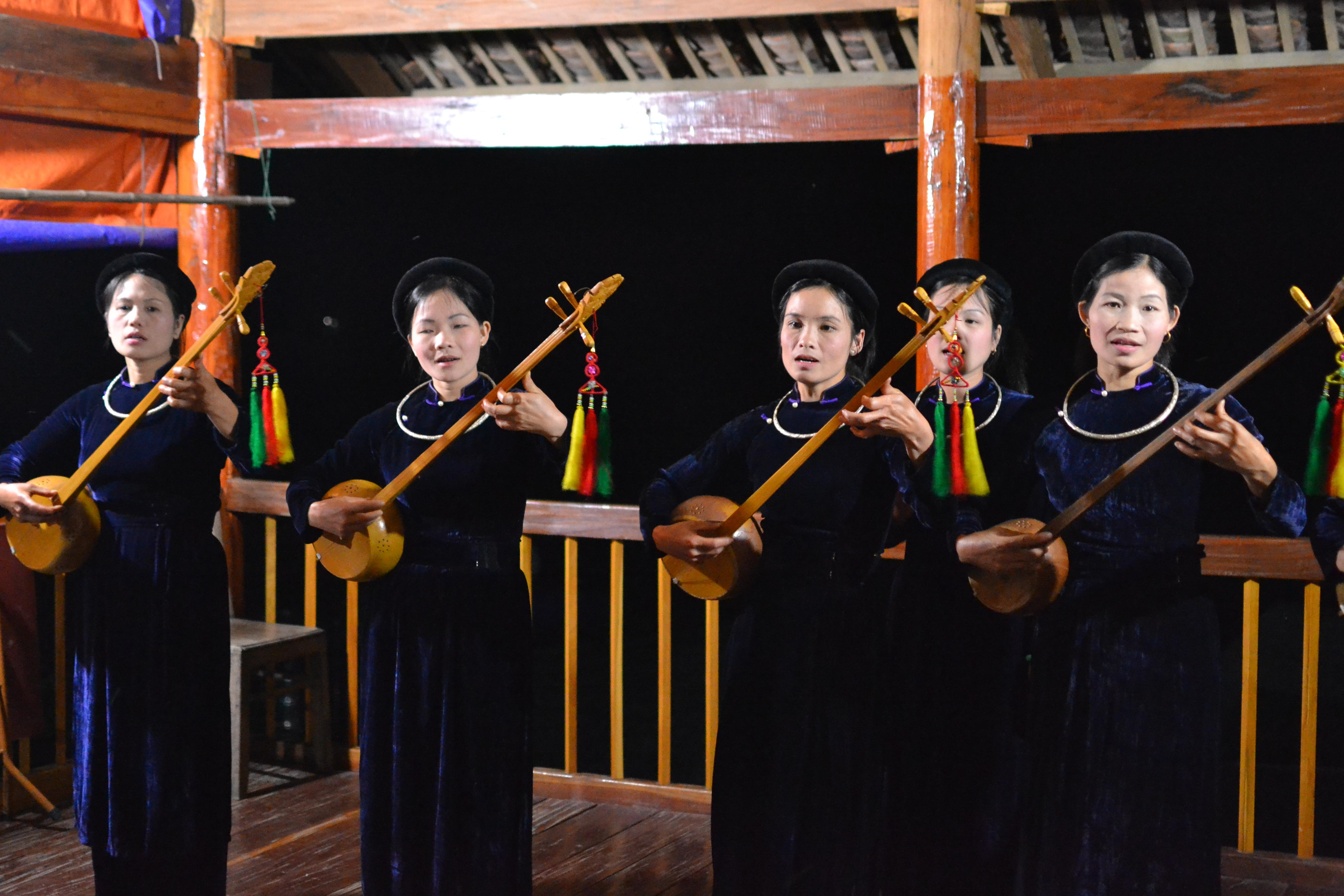
Trình diễn hát then cùng đàn tính của người Tày tại hồ Ba Bể

Làn điệu dân ca của các dân tộc phổ biến từ lâu đời tại tỉnh Thái Nguyên. Tại vùng thấp phía nam tỉnh, đặc biệt là khu vực giáp ranh với tỉnh Bắc Ninh và thành phố Hà Nội, có các bài hát theo các làn điệu dân ca quan họ Bắc Ninh, các điệu hát ví, hát trống quân, hò gọi bạn; các làng tại đây từng có các đội hát chèo hoặc đội tuồng. Người Kinh có nguồn gốc nhập cư trong thế kỷ 20 tại vùng trung du và miền núi của tỉnh từng có các đội, các nhóm hát chèo diễn được các làn điệu chèo cổ. Người Tày trong tỉnh có có các loại hát then, hát lượn slương, lượn cọi, lượn nàng Ới, phong slư. Người Nùng có hát sli, người Dao có hát páo dung, người Sán Chay có hát sình ca, người Sán Dìu có hát soọng cô. Các dân tộc thiểu số trong tỉnh sử dụng nhiều loại nhạc cụ tự chế như đàn tính, trống, tù và, sáo, kèn, thanh la, não bạt để dùng trong xướng nhạc.
 Hát then là sự tổng hòa của nhiều hoạt động nghệ thuật như: múa, đàn, hát; then vùng Bắc Kạn giống như kể thầm thì những câu chuyện cuộc sống; hiện nay hát Then - đàn Tính được bảo tồn và được gắn với phát triển du lịch.
Âm nhạc phương Tây đến Thái Nguyên cùng thực dân Pháp và các nhà truyền giáo; học sinh trường kiêm bị phải hát các bài hát tiếng Pháp, các nhà thờ có ban thánh ca; nguyên tác của bài Tiến quân ca có đoạn "Bắc Sơn cùng Đô Lương, Thái Nguyên", nói về khởi nghĩa Thái Nguyên, nhưng được đổi thành "nước non Việt Nam ta vững bền" từ năm 1955. Trong Chiến tranh Đông Dương, nhiều nhạc sĩ của các cơ quan văn hoá sống ở Thái Nguyên; nhiều bài hát ra đời tại Thái Nguyên như Làng tôi và Đàn chim Việt của Văn Cao, Tình Việt Bắc và Đoàn lữ nhạc của Đỗ Nhuận, Quê em miền trung du của Nguyễn Đức Toàn, Chào mừng Đảng Lao động Việt Nam của Đỗ Minh (sau đổi thành Chào mừng Đảng Cộng sản Việt Nam). Giai đoạn 1954-1975 là thời kỳ phát triển trong lĩnh vực âm nhạc tại Thái Nguyên, tỉnh là nơi đặt trụ sở của Đoàn Văn công Khu tự trị Việt Bắc (nay là Nhà hát ca múa dân gian Việt Bắc), Đoàn Văn công Quân khu Việt Bắc (nay là Đoàn Văn công Quân khu 1), Đoàn Văn công Bắc Thái, Đoàn Văn công Khu gang thép Thái Nguyên. Âm nhạc Thái Nguyên lúc này có nhiều nhạc sĩ có tên tuổi, đạt nhiều thành tựu; nhiều bài hát ra đời tại tỉnh như Trước ngày hội bắn của Trịnh Quý, Lời Bác Hồ rung chuyển bốn phương của Nguyễn Lầy-Tuấn Long, Cánh chim báo tin vui của Đàm Thanh. Nhiều bài hát nổi tiếng một thời có đề tài Thái Nguyên, Khu gang thép Thái Nguyên như Ngày ấy tháng năm của Tân Huyền, Hát bên dòng lửa thép gang của Vũ Thanh, Đôi bờ sông Công của Nguyễn Cường.
Sau năm 1975, những bài hát ca ngợi đất và người Thái Nguyên ngày càng nhiều, có những tác phẩm thành công như: Muôn vàn tình thương yêu của Phạm Tuyên; Huyền thoại Hồ Núi Cốc của Phó Đức Phương; Hát về thành phố Thái Nguyên của Nguyễn Đức Toàn; Đêm Thái Nguyên của Vương Khánh Trường; Chiều quê hương của Đặng An Nguyên; Người đẹp Thái Nguyên của Cao Khắc Thuỳ và Hiền Mặc Chất; ATK nhớ mãi ơn Người của Lê Tú Anh. Một số nhạc sĩ Thái Nguyên có tên tuổi lan tỏa trong cả nước, Hãy hát lên bài ca Công đoàn của Lê Tú Anh được lựa chọn làm bài hát truyền thống của Công đoàn Việt Nam, Hành khúc Đặc công của Quản Đức Thắng được chọn là bài hát truyền thống của Đặc công Việt Nam, Thái Nguyên thành phố hôm nay của Vương Khánh Trường được lấy làm nhạc hiệu của thành phố Thái Nguyên. Thái Nguyên có những nghệ sĩ biểu diễn có tên tuổi như Nông Văn Khang, Nông Trung Bộ, Văn Học, Nông Xuân Ái. Một số ca khúc về đất và người tỉnh Bắc Kạn cũ là Người đẹp Núi Hoa nhạc Nông Văn Nhủng; Mời anh thăm Bắc Kạn nhạc Vi Quốc Hiệp; Đến Bắc Kạn nhạc Vương Vình, ba bài này đều phổ thơ của Dương Khâu Luông; Hồ Ba Bể ngày xuân của Thái Hà, Sớm vùng cao quê em của Quan Anh Tuấn, Ba Bể tình em của Bế Cao Kết. Một số ca sĩ nhạc trẻ người Thái Nguyên được biết đến trên cả nước những thập niên gần đây là Lê Thiện Hiếu với bài Ông bà anh, Hoàng Dũng với Yếu đuối. Hoàng Quyên là á quân cuộc thi Việt Nam Idol 2012, hay Lương Gia Huy.

### Nghệ thuật

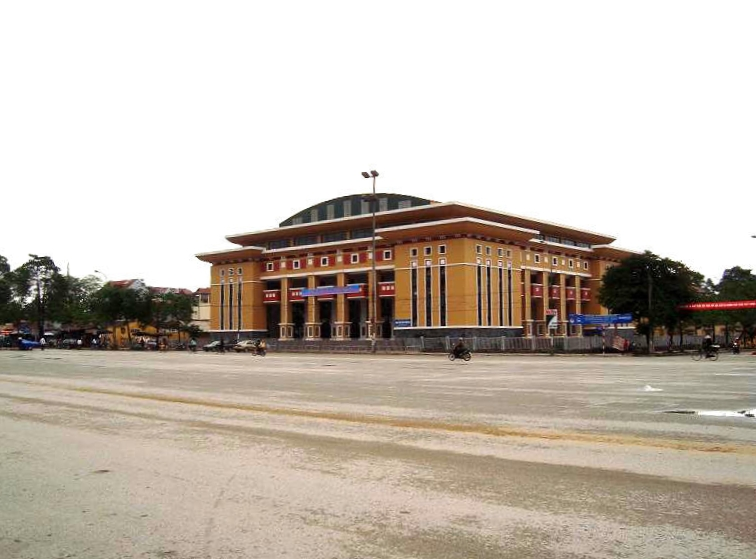
Trung tâm Hội nghị và Văn hoá tỉnh Thái Nguyên được khánh thành năm 2008, phường Phan Đình Phùng.

Thái Nguyên có các điệu múa dân gian mang sắc thái của các dân tộc. Người Tày có nhiều điệu múa trong khi hát then, là múa Sluông, múa Chầu (chầu quạt, chầu mạc, chầu đàn, chầu lăn), múa tán hoa. Múa bát của người Tày vùng Bắc Kạn là điệu múa cổ, mô phỏng nghề dệt vải truyền thống, được trình diễn trong dịp lễ tết. Người Tày vùng Định Hoá có múa rối cạn với lịch sử hai trăm năm. Trong lễ hội Lồng tồng của người Tày vào đầu xuân có múa sư tử khai hội. Người Nùng cũng có các điệu múa khi hát then như người Tày, múa kỳ lân của người Nùng tương tự múa sư tử của người Tày. Các ông thầy và phụ lễ thể hiện 14 điệu múa cổ trong tết nhảy của người Dao, như múa mời tổ tiên, múa kiếm, múa dâng gà. Trong lễ cấp sắc của người Sán Dìu có nhiều điệu múa như múa dâng đèn, múa Vương Mẫu rửa mặt, múa cò dâng sớ. Người Sán Chay có múa tắc xình trong lễ hội cầu mùa, múa đâm cá, múa rùa. Người H'Mông thường múa khèn (tang quây) khi có đám tang, đám giỗ hoặc trình diễn trong lễ hội.
Thời Pháp thuộc, tỉnh lị Thái Nguyên có rạp tuồng của chủ người Việt. Năm 1952, đoàn tuồng Quyết Thắng chuyển đến Thái Nguyên, gồm nhiều nghệ sĩ đi theo kháng chiến như Bạch Trà, Quang Tốn, Đoàn Đình Thọ. Đoàn sau đó đổi tên thành đoàn tuồng Quyết Tiến rồi đoàn cải lương Quyết Tiến, có rạp hát riêng. Đoàn chèo Thái Nguyên thành lập năm 1960, có các vở diễn lớn như Tấm Cám, Hoàng Hậu Ba Tư, Nàng Si Ta. Đoàn kịch nói Thái Nguyên thành lập năm 1978, cùng đội kịch của Đoàn Nghệ thuật Quân khu Việt Bắc, khoa Kịch thuộc Trường Trung học Văn hóa nghệ thuật Việt Bắc có những đóng góp phát triển nghệ thuật Thái Nguyên. Năm 2002, Đoàn Kịch nói, Đoàn Chèo, Đoàn Ca múa nhạc Thái Nguyên sáp nhập thành Đoàn Nghệ thuật Thái Nguyên, nơi biểu diễn là Trung tâm Văn hóa nghệ thuật tỉnh Thái Nguyên, trong đó ca múa nhạc và chèo duy trì hoạt động chuyên nghiệp. Liên hoan Kịch nói toàn quốc năm 2024 diễn ra tại Nhà hát Ca múa nhạc dân gian Việt Bắc. Năm 2025, tỉnh Bắc Kạn cũ dựng sân khẩu nổi trên sông Cầu, để khai mạc tuần văn hóa, du lịch tỉnh.

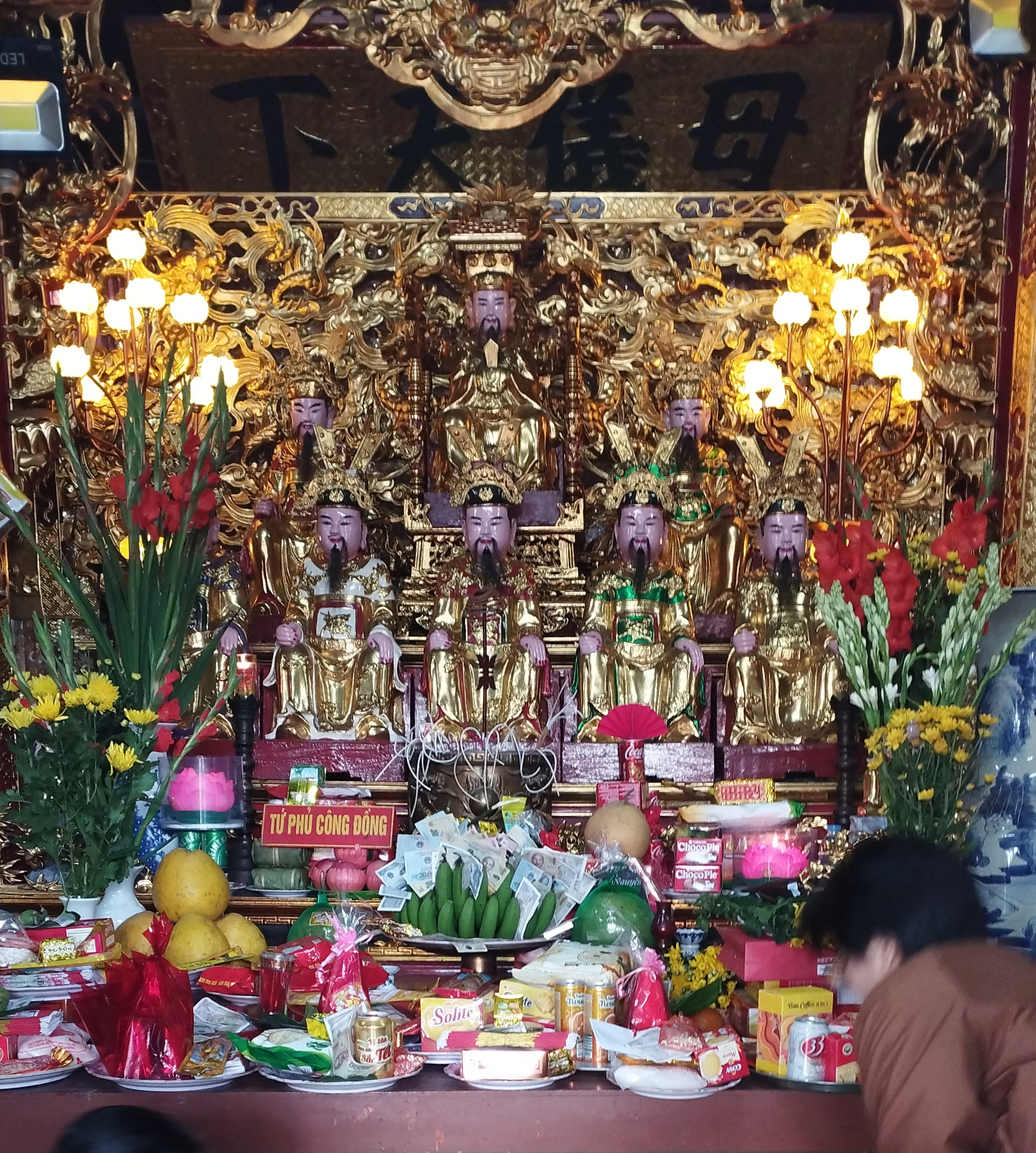
Ban thờ tại đền trình Giang Tiên tại xã Phú Lương, là nơi thờ Dương Tự Minh.

Trong các tác phẩm dân gian có từ thời phong kiến tại Thái Nguyên, nổi bật là các bức tượng trong chùa Ha, chùa Úc Kỳ, chùa Tây Phúc, chùa Đôi Cao; phù điêu Thánh Dương Tự Minh bằng gỗ tại đình Phương Độ, đều ở khu vực Phổ Yên-Phú Bình cũ. Khu vực này còn có các bức điêu khắc tinh xảo tại đền Lục Giáp, đình Phương Độ, Xuân La, Hộ Lệnh. Các dân tộc thiểu số có các bộ tranh thờ được vẽ hoặc in trên giấy màu. Nhiều hoạ sĩ tên tuổi như Tô Ngọc Vân, Trần Văn Cẩn từng sơ tán đến Thái Nguyên thời Chiến tranh Đông Dương. Trong thời kỳ Khu tự trị Việt Bắc tồn tại, nhiều hoạ sĩ tập hợp tại tỉnh như Vi Kiến Minh, Đỗ Đức. Hứa Tử Hoài là đỉnh cao của điêu khắc Thái Nguyên, nhưng không có người kế tục ông. Các hoạ sĩ Thái Nguyên khai thác đề tài thiên nhiên, con người trong tỉnh cũng như khu vực miền núi phía Bắc, tập trung ở chất liệu sơn dầu, acrylic, lụa và khắc gỗ. Một số họa sĩ Thái Nguyên trong các thập niên gần đây là Dương Thị Nội, Trần Tuấn Vinh, Nguyễn Thế Hòa, Nguyễn Gia Bảy.  Phù điêu Đại tướng Võ Nguyên Giáp với đồng bào các dân tộc tỉnh Thái Nguyên tại quảng trường Võ Nguyên Giáp là công trình phù điêu quy mô lớn đầu tiên của tỉnh.
Thái Nguyên có rạp chiếu bóng của chủ đồn điền người Pháp từ trước năm 1945. Năm 1950, buổi chiếu phim đầu tiên của điện ảnh cách mạng Việt Nam tại căn cứ kháng chiến diễn ra tại xã Phú Xuyên. Năm 1953, Doanh nghiệp quốc gia Chiếu bóng và Chụp ảnh Việt Nam được thành lập tại xã Phú Đình, điện ảnh cách mạng Việt Nam ra đời. Cuối năm 1953 và đầu năm 1954, đạo diễn Liên Xô Roman Karmen đến ATK Thái Nguyên quay hình cho phim màu Việt Nam. Rạp chiếu bóng Thái Nguyên tại đường Hùng Vương được xây dựng từ năm 1962. Những nghệ sĩ nổi tiếng người Thái Nguyên là Trần Phương với vai chính trong phim Vợ chồng A Phủ, Minh Châu thành công với các phim như Lầm lỗi, Cô gái trên sông (1987), Ma Cường là quay phim và đạo diễn của nhiều phim tài liệu như Lũy thép Vĩnh Linh (1970). Các diễn viên nổi tiếng người Thái Nguyên hoặc sinh ra tại tỉnh trong các thập niên gần đây là Vân Dung. Kiều Anh, Doãn Quốc Đam, Tiến Lộc,,Anh Dũng. Phim truyện 915 nói về sự hy sinh của các thanh niên xung phong Đại đội 915 được công chiếu vào năm 2024. Bộ phim Dế Mèn: Cuộc phiêu lưu tới xóm Lầy Lội được phát hành vào năm 2025, sản xuất tại phim trường số của Trường Đại học Công nghệ thông tin và Truyền thông Thái Nguyên. Đài PT-TH Thái Nguyên phát hành phim Dưới cờ phục quốc vào năm 2010, nói về Khởi nghĩa Thái Nguyên. Năm 2009, Báo Thái Nguyên điện tử hoàn thành tám tập phim tài liệu Hành trình theo Nhật ký Vũ Xuân, được công chiếu trên các đài truyền hình trung ương và địa phương, hoàn thành một số bộ phim tư liệu như Bác Hồ với chiến khu, Từ ATK Thái Nguyên đến chiến thắng Điện Biên Phủ. Đài PTTH Thái Nguyên thực hiện phim tài liệu như Đại tướng Võ Nguyên Giáp với Thái Nguyên vào năm 2009, Thái Nguyên trong lòng tổ quốc Việt Nam năm 2010 với 20 tập, Những nẻo đường Việt Bắc năm 2011 dài 100 tập.

### Nhà ở

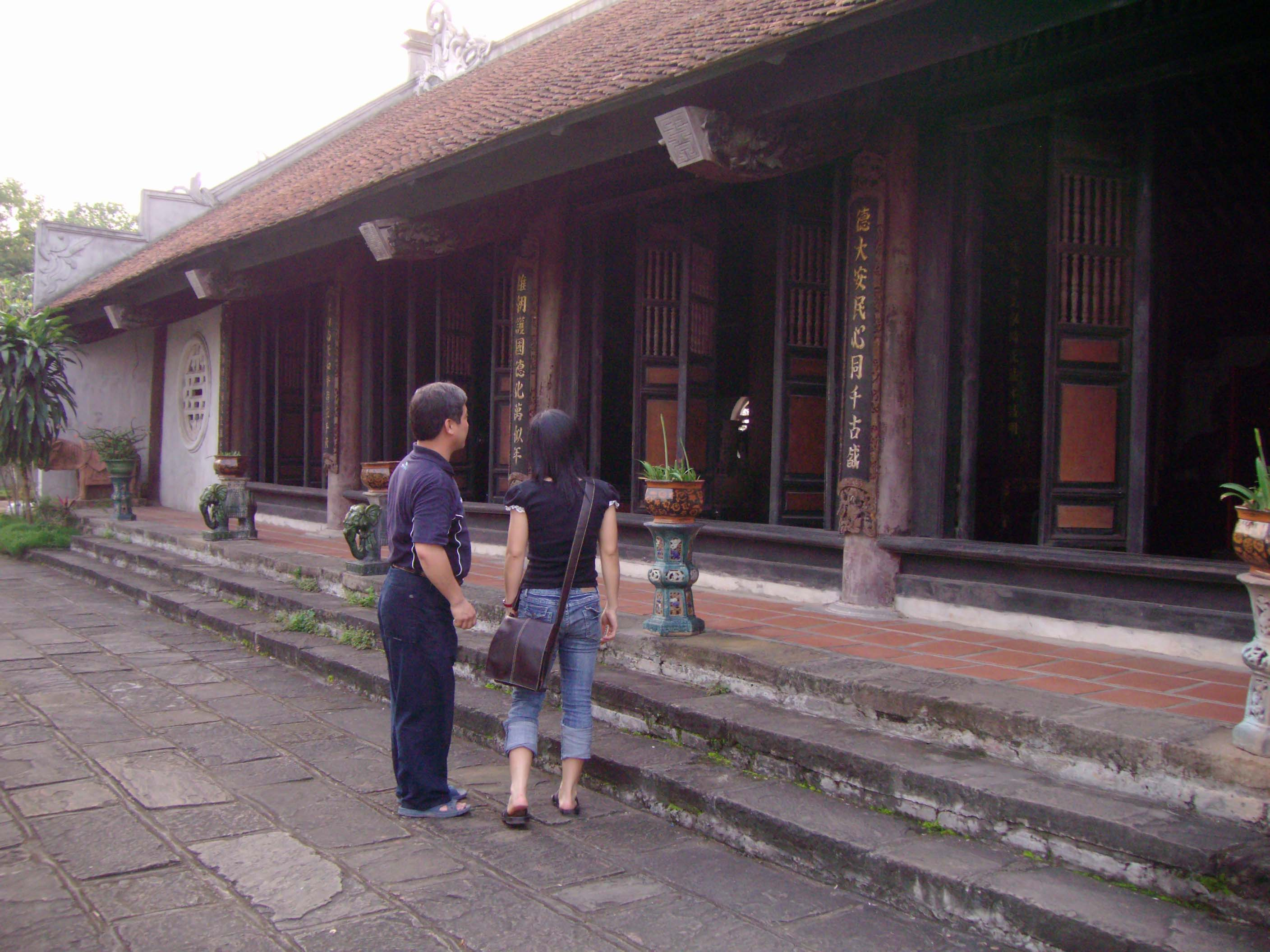
Nhà cổ trên đảo Núi Cái tại hồ Núi Cốc

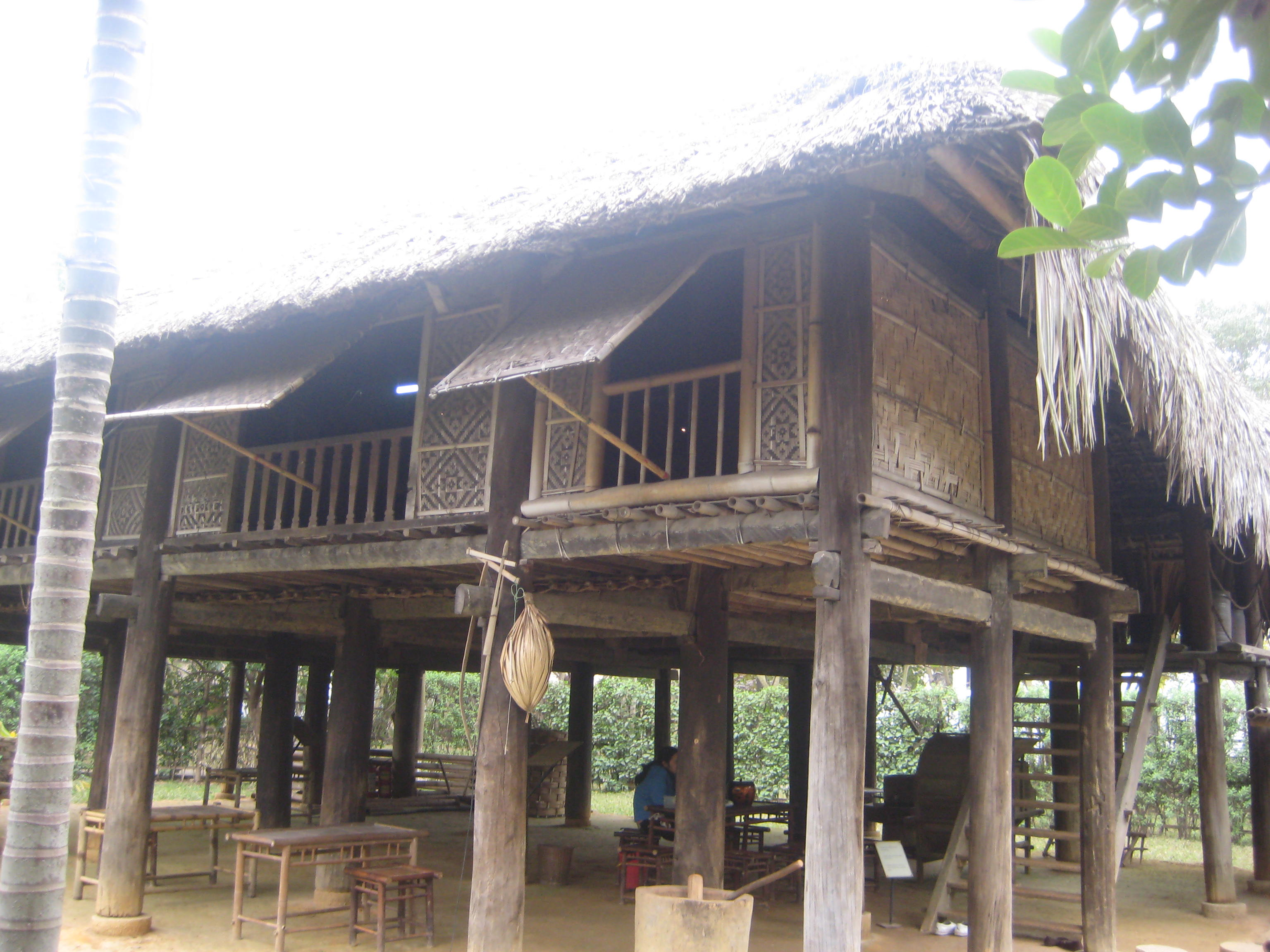
Phục dựng nhà sàn của người Tày vùng Định Hoá

Trước đây, người Kinh tại Thái Nguyên thường sinh sống trong các ngôi nhà nền đất như ở miền xuôi, nhóm người lên khai hoang cũng thích xây dựng nhà trệt kiểu này dù rừng còn nhiều. Hiện nay, người Kinh sống ven các trục đường chính ở vùng nông thôn thường xây nhà theo kiểu phố. Tại Thái Nguyên, quan niệm cổ truyền về "kín cổng cao tường" của người Kinh hầu như không còn. Trên địa hình miền núi, người Kinh kết hợp kinh nghiệm của dân tộc mình và của các dân tộc địa phương để chọn mặt bằng dựng nhà. Thành phố Thái Nguyên cũ được đánh giá xây dựng khang trang, tuy nhiên các công trình từ nhà dân đến công sở có kiểu dáng còn chắp vá, thiếu tính đặc thù.
Nhà sàn là loại hình nhà ở lâu đời của người Tày, khi xưa nhà sàn cột chôn là kiểu phổ biến do còn nhiều rừng, sau năm 1960 mới có điều kiện làm nhà cột kê trên đá tảng. Phần sàn dùng cho người ở, sàn gác để cất giữ lương thực, gầm sàn khi xưa là nơi để nhốt gia súc và gia cầm, để củi và nông cụ. Người Tày không tính quy mô nhà bằng gian mà tính bằng số cột chính, mặt bằng nhà có dạng hình chữ nhật và nhất là hình gần vuông. Dạng nhà sàn vì kèo ba cột có mái lợp bằng lá cọ là dạng nhà cổ nhất, phổ biến hiện nay là loại nhà sàn có 4-6 cột cao cùng các cột trốn. Cửa chính ra vào thường mở ở phía đầu hồi trước, có cầu thang lên xuống. Sau Đổi Mới, nhiều người Tày trong tỉnh chuyển từ nhà sàn thành nhà nền đất, một phần là do thiếu gỗ vì rừng không còn nhiều, nhưng hầu hết các nhà này được xây dựng khá cao. Người Tày chọn hướng nhà theo địa hình và cảnh quan, tránh hướng nhìn vào tảng đá, hang núi hoặc ngọn núi có hướng đâm vào nhà.  Người Nùng Thái Nguyên khi xưa chủ yếu ở nhà sàn, là loại nhà cột kê, giống nhà sàn của người Tày và khác nhà người Nùng ở Lạng Sơn hay Cao Bằng. Họ chuyển sang ở nhà đất trong vài thế hệ gần đây, loại nhà đất này có tính phòng thủ rõ rệt, bên ngoài có vách đất và bên trong có tường đất dày và chắc. 
Người Dao thích dựng nhà gần rừng, các nhóm Dao trong tỉnh đều ở nhà trệt, thời du canh du cư thì nhà của họ đều thuộc dạng kết cấu ngoàm-buộc, cột chôn dưới đất. Gần đây họ chuyển sang nhà cột kê trên đá tảng và có kết cấu, lắp ráp bằng mộng, nhiều nhà lợp ngói hoặc xây nhà gạch kiên cố.  Kiểu nhà truyền thống của người Sán Dìu là kiểu nhà nền đất, không có tính đặc biệt, và thường thấy khắp vùng đông và đông bắc Bắc bộ. Người Sán Chay xưa kia ở nhà sàn, vài thập niên trước nhiều hộ chuyển sang ở nhà đất, có nơi từng xây nhà kiểu nửa sàn nửa đất. Nhà sàn của người Sán Chay có hướng nhà kiêng kỵ theo dòng họ. Người H'mông có truyền thống ở nhà đất thay vì nhà sàn, nhà chỉ có hai mái nên đầu hồi thẳng lên nóc mà không có chái ở hai bên. Giường của người H'mông xưa khá tạm bợ, là những tấm tre đặt trên bốn cọc gỗ.

### Truyền thông

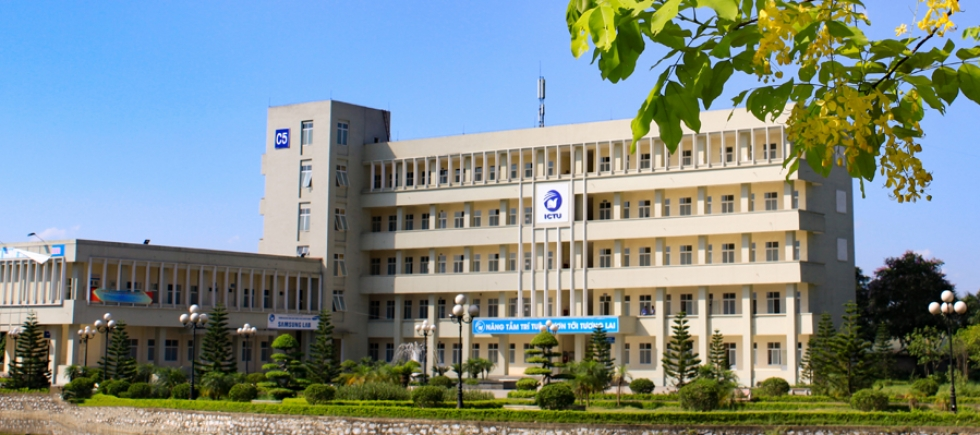
Giảng đường Trường Đại học Công nghệ thông tin và Truyền thông, Đại học Thái Nguyên

Từ ngày 1 tháng 7 năm 2025, các cơ quan: Đài Phát thanh - Truyền hình tỉnh Thái Nguyên, Đài Phát thanh - Truyền hình tỉnh Bắc Kạn, Báo Thái Nguyên, Báo Bắc Kạn, Tạp chí Văn nghệ Thái Nguyên, Tạp chí Văn nghệ Ba Bể được hợp nhất thành Báo và Đài Phát thanh - Truyền hình Thái Nguyên. Theo đó, tờ Thái Nguyên thời sự phát hành bảy kỳ/tuần, tờ Thái Nguyên miền núi - vùng cao phát hành hai số/tháng, Văn nghệ Thái Nguyên phát hành hai số/tháng; phát thanh FM tần số 106,5 MHz tại khu vực tỉnh Thái Nguyên cũ; 102,1 MHz tại khu vực tỉnh Bắc Kạn cũ; phát sóng truyền hình 24 giờ mỗi ngày.
Trước Chiến tranh thế giới thứ hai, các báo như Tin tức, Đời nay khá phổ biến tại Thái Nguyên. Trong thế chiến, chi bộ Đảng cho ra đời báo Dòng sông Công tại căng Bá Vân, báo Thông reo tại nhà tù Chợ Chu. Năm 1942, báo Cờ giải phóng của Đảng Cộng sản Đông Dương đặt cơ sở in ấn tại phường Vạn Xuân. Trong Chiến tranh Đông Dương, nhiều cơ quan báo chí sơ tán đến Thái Nguyên, nhiều cơ quan báo chí của trung ương và ngành ra đời tại Thái Nguyên. Năm 1950, báo Quân du kích, Cứu Quốc quân, Tạp chí Văn nghệ quân đội được hợp nhất thành báo Quân đội nhân dân và ra số đầu tiên tại xã Bình Yên. Báo Nhân dân ra số đầu tiên vào năm 1951 tại xã Kim Phượng. Đại hội thành lập Hội những người viết báo Việt Nam (nay là Hội Nhà báo Việt Nam) diễn ra tại xã Phú Đình vào năm 1950. Trường dạy làm báo đầu tiên mang tên Huỳnh Thúc Kháng khai giảng năm 1949 tại xã Đại Phúc.
Năm 1951, Thông tin Thái Nguyên được phát hành. Từ tháng 5 năm 1958, Tin Thái Nguyên ra đời.  Năm 1962, Tin Thái Nguyên được chuyển thành báo Thái Nguyên. Năm 1965, báo Thái Nguyên sáp nhập với báo Bắc Kạn thành báo Bắc Thái, ban đầu mỗi tuần ra hai kỳ. Năm 1968, tờ Tin Gang thép được sáp nhập vào báo Bắc Thái. Do Khu tự trị Việt Bắc giải thể, tờ Việt Nam độc lập ngừng xuất bản năm 1976, phần lớn cán bộ, phóng viên chuyển về toà soạn báo Bắc Thái. Báo Bắc Thái được chia tách thành báo Thái Nguyên và báo Bắc Kạn vào năm 1997 khi hai tỉnh tái lập. Năm 2000, nhà in Báo Thái Nguyên được thành lập. Năm 2001, báo Thái Nguyên điện tử ra đời. Năm 2013, báo Thái Nguyên xuất bản nhật báo (7 kì mỗi tuần). Tổng lượng truy cập báo Thái Nguyên điện tử vào năm 2019 là hơn 60 triệu lượt. Năm 2021, báo Thái Nguyên ra mắt ứng dụng báo Thái Nguyên điện tử. Năm 2022, Báo Thái Nguyên có số lượng phát hành trên 6.000 tờ/kỳ, có ấn phẩm Thái Nguyên hằng tháng.

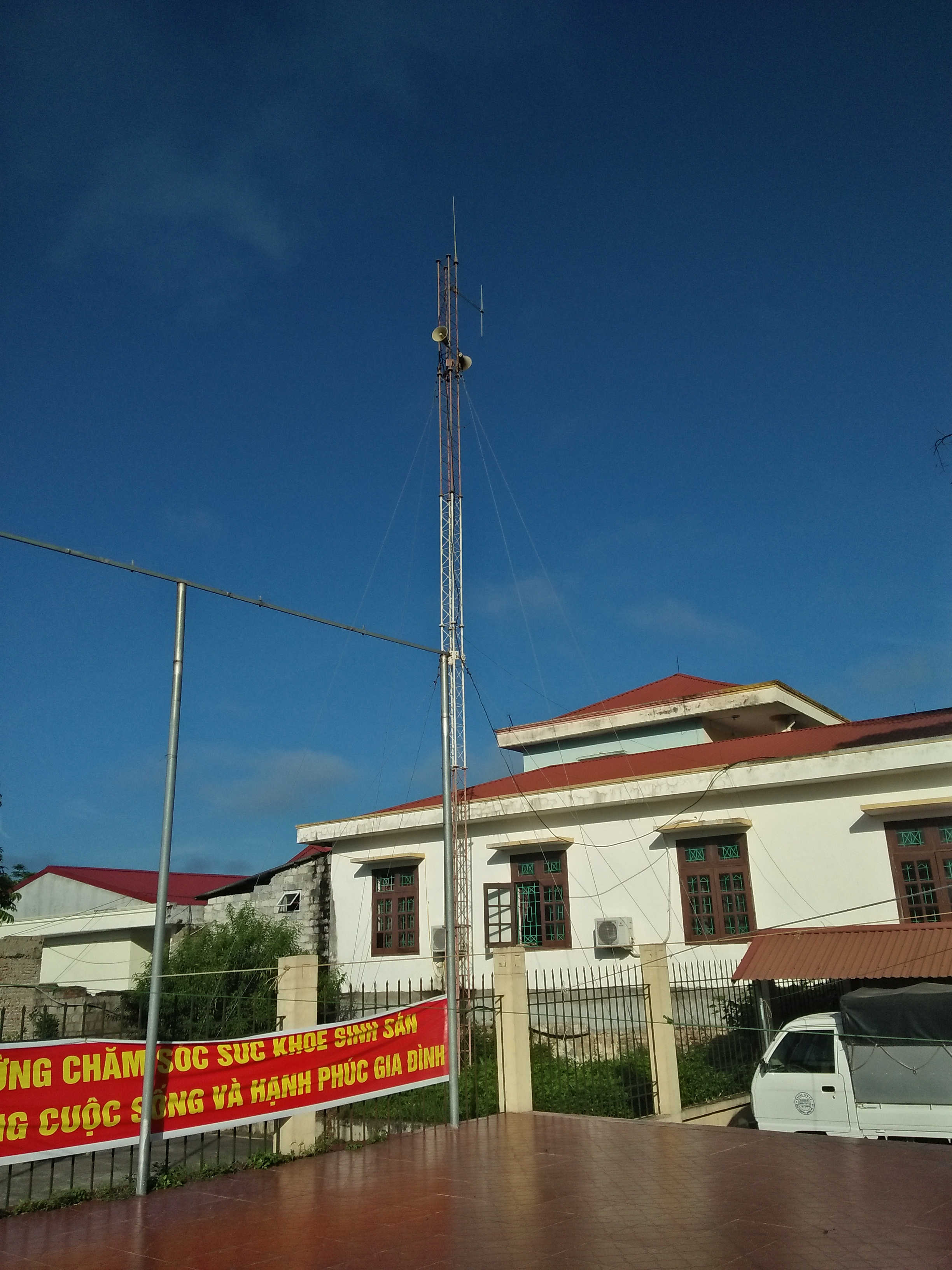
Một trạm phát thanh công cộng tại xã Đồng Hỷ, 2020

Năm 1963, tờ tin Bắc Kạn được chuyển thành báo Bắc Kạn. Sau khi tái lập năm 1997, báo Bắc Kạn từ chỗ chỉ ra một kỳ/tuần đã tăng lên bốn kỳ/tuần; một tháng phát hành hai số tin ảnh vùng cao. Tổng lượng phát hành gần 1 triệu bản/năm. Trang thông tin điện tử của báo Bắc Kạn được thành lập vào năm 2005. Tạp chí Văn nghệ Thái Nguyên có tiền thân là Báo Văn nghệ Bắc Thái, được thành lập năm 1991, đến năm 2022 xuất bản hai kỳ/tháng, 80% nội dung đến từ các cộng tác viên. Tạp chí Văn nghệ Ba Bể của tỉnh Bắc Kạn xuất bản từ năm 1998, tính đến tháng 5 năm 2023 đã phát hành 132 kỳ. Báo Quân khu 1 xuất bản số báo đầu tiên vào năm 1946 với tên gọi “Chiến khu”. Năm 2024, 26 cơ quan báo chí đặt văn phòng đại diện, cơ quan thường trú và cử phóng viên thường trú tại tỉnh Thái Nguyên cũ; đồng thời hàng chục cơ quan báo chí khác cử phóng viên chuyên trách hoặc thường xuyên hoạt động tại tỉnh; Hội nhà báo tỉnh có 226 người hội viên. Cùng năm, tỉnh Bắc Kạn có năm cơ quan báo chí có phóng viên thường trú tại tỉnh, bảy cơ quan báo chí có phóng viên theo dõi địa bàn, Hội nhà báo tỉnh này có 83 hội viên. Ngoài phát nội dung trên kênh truyền thống, các cơ quan truyền thông tỉnh Thái Nguyên còn sáng tạo nội dung trên nền tảng mạng xã hội, trên website.
Đài Tiếng nói Việt Nam từng sơ tán đến thị xã Bắc Kạn và khu vực hồ Ba Bể trong giai đoạn kháng chiến. Đài Truyền thanh Thái Nguyên được thành lập vào năm 1956 với trợ giúp của các chuyên gia Liên Xô. Năm 1962, Đài Phát thanh Khu tự trị Việt Bắc được thành lập, có các chương trình bằng tiếng Kinh và tiếng Tày. Trong thập niên 1960, các xí nghiệp, công, nông trường trong tỉnh có hệ thống truyền thanh, trong đó Đài Truyền thanh Khu Gang thép Thái Nguyên có cơ sở vật chất khá đầy đủ. Đài đổi tên thành Đài Truyền thanh Bắc Thái vào năm 1965. Sau năm 1975, Đài Phát thanh Khu tự trị Việt Bắc trở thành Đài Phát Thanh Việt Bắc. Đến năm 1977, Đài Phát thanh Thái Nguyên được thành lập từ một phần của Đài Phát thanh Việt Bắc bị giải thể, Đài Truyền thanh Bắc Thái được chuyển giao cho thành phố Thái Nguyên. Đài Phát thanh Bắc Thái ban đầu phát sóng 4-5 giờ mỗi ngày bằng tiếng Kinh, Tày-Nùng, Dao. Năm 1985, hầu hết các đài truyền thanh cấp huyện trong tỉnh đã tách thành các đơn vị độc lập. Năm 1990, Đài Phát thanh Bắc Thái trở thành Đài Phát thanh và Truyền hình Bắc Thái, lần đầu phát sóng truyền hình vào năm 1992. Năm 1997, Đài mang tên là Đài Phát thanh - Truyền hình Thái Nguyên. Đài từng có hai kênh sóng truyền hình TN1 và TN2, có báo điện tử từ năm 2008, có tạp chí phát thanh truyền hình, có chương trình truyền hình tiếng Dao và tiếng H'Mông, và tiếng nước ngoài. Năm 1998, tỉnh Thái Nguyên tách bộ phận truyền thanh–truyền hình của các huyện để thành lập các đài truyền thanh–truyền hình trực thuộc UBND các huyện. Kênh TN2 dừng phát sóng từ năm 2023. Về phát thanh, Đài phát sóng FM ở tần số 106,5MHz, có chương trình “Giờ cao điểm giao thông” được phát sóng trực tiếp, và có chương trình tiếng Tày, Dao, H'mông. Đài Truyền thanh - Truyền hình T.P Thái Nguyên được thành lập trên cơ sở Đài Truyền thanh Bắc Thái, có hai chương trình 60 phút/ngày đến năm 2017, có trang thông tin điện tử. Đài Phát thanh và Truyền hình Bắc Kạn được thành lập khi tỉnh Bắc Kạn được tái lập, Đài có các chương trình phát thanh và truyền hình bằng tiếng Tày- Nùng; tiếng Mông và tiếng Dao, cộng tác với kênh VTV5. Năm 2024, Đài này đăng tải 2.556 chương trình truyền hình, video clip; 1.248 chương trình phát thanh.
Đến năm 2025, toàn tỉnh Thái Nguyên cũ có 169/172 đơn vị cấp xã có đài truyền thanh, trong đó có 90 đơn vị có đài truyền thanh có dây/không dây FM, 79 đơn vị có đài truyền thanh ứng dụng công nghệ thông tin - viễn thông.  Đến năm 2023, 93 đài truyền thanh cơ sở tại 93/108 đơn vị cấp xã của tỉnh Bắc Kạn đã được lắp đặt, triển khai sang đài truyền thanh ứng dụng công nghệ thông tin – viễn thông.
Tạp chí Khoa học và Công nghệ Đại học Thái Nguyên là một tạp chí học thuật đa ngành có bình duyệt của Đại học Thái Nguyên. Nhà xuất bản Đại học Thái Nguyên được thành lập năm 2008, là nhà xuất bản duy nhất của khu vực miền núi phía Bắc. Trung tâm Số của Đại học Thái Nguyên là một trong những trung tâm thông tin thư viện lớn và hiện đại bậc nhất cả nước, có 120.000 tài liệu tính đến năm 2021. Trường Đại học Công nghệ thông tin và Truyền thông có đào tạo ngành truyền thông đa phương tiện. Đến năm 2023, Thư viện tỉnh Thái Nguyên có trên 150.000 bản sách. Ngoài thư viện tỉnh, các huyện, xã, các trường học và nhiều cơ quan đơn vị cũng có tủ sách pháp luật Năm 2017, Thư viện tỉnh Bắc Kạn nâng tổng số sách lên gần 78.000 bản sách; thư viện tuyến huyện, thành phố có tổng số 69.100 bản sách. Khu vực vùng cao của tỉnh được trang bị các tủ sách; tuy nhiên không được người dân quan tâm sử dụng. Theo điều tra dân số năm 2024, 71,2% số hộ tại Bắc Kạn và 88,4% số hộ tại Thái Nguyên có ti vi, số hộ có đài radio lần lượt là 1,6% và 7,6%, số hộ có máy vi tính hoặc máy tính bảng lần lượt là 15,5% và 26,1%, số hộ có điện thoại di động lần lượt là 96,0% và 98,1%, tỉ lệ hộ gia đình có băng rộng cáp quang lần lượt đạt khoảng 71% và 76% vào năm 2025.

## Y tế

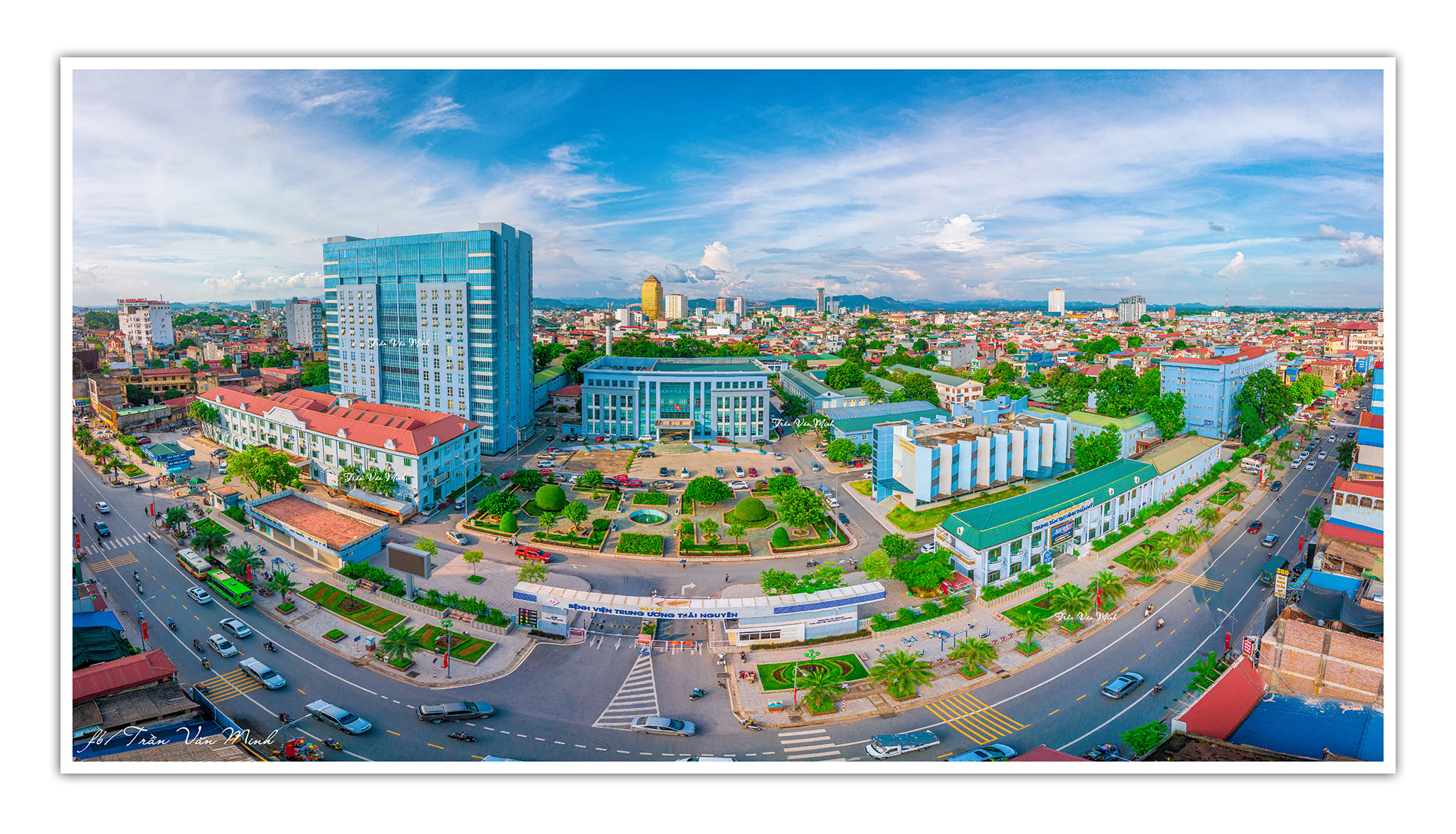
Bệnh viện Trung ương Thái Nguyên trực thuộc Bộ Y tế, phường Phan Đình Phùng.

Tỉnh Thái Nguyên cũ có hệ thống phát triển khá đồng bộ với một bệnh viện tuyến Trung ương hạng đặc biệt là Bệnh viện Trung ương Thái Nguyên, hai bệnh viện tuyến tỉnh hạng I là Bệnh viện A Thái Nguyên và Bệnh viện C Thái Nguyên, chín bệnh viện hạng II và nhiều bệnh viện hạng III tính đến năm 2024. Mỗi năm, số lượt người dân tỉnh Thái nguyên được khám, chữa bệnh trung bình đạt 1,8-2,0 lượt/người. Trên địa bàn tỉnh có trên 5.500 cán bộ y tế (bao gồm Bệnh viện Trung ương Thái Nguyên), trong đó có hơn 50% người có trình độ bác sĩ, trên 1.000 người tại các trạm y tế tuyến xã. Gần 160 trong tổng số 177 trạm y tế trong tỉnh đã được đầu tư xây dựng nhà làm việc hai tầng khang trang. Đến năm 2025, tỉnh Thái Nguyên cũ đạt 51,3 giường bệnh/10.000 dân, trong đó giường bệnh tư nhân chiếm 10,3% tổng số giường bệnh;17,0 bác sĩ/10.000 dân, cao hơn bình quân chung cả nước. Toàn tỉnh có 626 cơ sở y tế ngoài công lập, trong đó có bảy bệnh viện tư, 1.529 cơ sở kinh doanh dược. Năm 2024, chỉ số hài lòng của người dân đối với dịch vụ y tế công đạt 92,88% Tại tỉnh Bắc Kạn cũ, Bệnh viện Đa khoa tỉnh Bắc Kạn và Trung tâm Kiểm soát Bệnh tật tỉnh được xếp hạng I, còn 8/8 trung tâm y tế tuyến huyện được xếp hạng II. Bình quân hàng năm, y tế tuyến xã của tỉnh Bắc Kạn khám và điều trị cho khoảng 200 nghìn lượt bệnh nhân. Đến năm 2024, toàn tỉnh có 1.030 giường bệnh, tỷ lệ hài lòng của người dân với dịch vụ y tế công năm 2024 đạt 85%. Năm 2024, ngành y tế tỉnh Bắc Kạn thực hiện hơn 600 nghìn lần khám chữa bệnh; số bệnh nhân điều trị nội trú là 64.332 người, bằng 78,58% so cùng kỳ, nhưng điều trị ngoại trú tăng 29,01%. Bệnh viện Trung ương Thái Nguyên đã thực hiện được những kỹ thuật khó như: mổ tim kín, tim hở; phẫu thuật khâu nối mạch máu; phẫu thuật u não, phẫu thuật thay khớp gối, khớp háng. Bệnh viện A đã thực hiện được kỹ thuật hỗ trợ sinh sản (IUI, IVF). Năm 2020, chỉ số sức khoẻ của tỉnh Bắc Kạn là 0,809 và xếp thứ 45, của tỉnh Thái Nguyên là 0,826 và xếp thứ 32.
Theo điều tra dân số năm 2024, tỷ suất chết thô của tỉnh Bắc Kạn là 8,7‰ và của tỉnh Thái Nguyên là 7,0‰, tỷ suất chết trẻ em dưới 1 tuổi lần lượt là 15,9‰ và 11,8‰, tỷ suất chết trẻ em dưới 5 tuổi lần lượt là 23,9‰ và 17,7‰, tất cả đều cao hơn tỷ suất của cả nước. Cũng trong cuộc điều tra này, tuổi thọ trung bình tính từ lúc sinh của tỉnh Bắc Kạn là 72,9 tuổi, trong đó nam giới là 70,3 tuổi và nữ giới là 75,6 tuổi; của tỉnh Thái Nguyên là 74,5 tuổi, trong đó nam giới là 72,0 tuổi và nữ giới là 77,1 tuổi; đều thấp hơn mức của toàn quốc. Trong số người chết tại tỉnh Bắc Kạn giai đoạn 1/4/2018—1/4/2019, 2,0% chết vì tai nạn lao động, 2,7% chết vì tai nạn giao thông, 2,5% chết vì tự sát; đối với tỉnh Thái Nguyên, 0,4% chết vì tai nạn lao động, 4,4% chết vì tai nạn giao thông, 0,3% chết vì tự sát; tỷ lệ chết vì tự sát của cả nước là 1,0%. Năm 2024, tỉnh Thái Nguyên cũ có tỷ lệ trẻ dưới 5 tuổi suy dinh dưỡng thể cân nặng là 8,5%, suy dinh dưỡng thể chiều cao là 11,9%. Cùng năm, tỷ lệ trẻ dưới 5 tuổi suy dinh dưỡng của tỉnh Bắc Kạn cũ là 15,1%. Tỷ lệ béo phì trong tỉnh có sự chênh lệnh theo địa phương và dân tộc, khảo sát năm 2022 tại trường THCS Chu Văn An tại phường Phan Đình Phùng cho thấy tỷ lệ thừa cân béo phì là 37,2%; khảo sát năm 2023 tại trường THCS Chu Hương tại xã Thượng Minh cho thấy tỷ lệ thừa cân béo phì là 7,9%; tỷ lệ thừa cân béo phì ở người trưởng thành đạt 16,1% tại phường Trưng Vương cũ; đạt 7,3% trong nhóm phụ nữ 15-49 tuổi tại hai xã của huyện Định Hoá cũ.

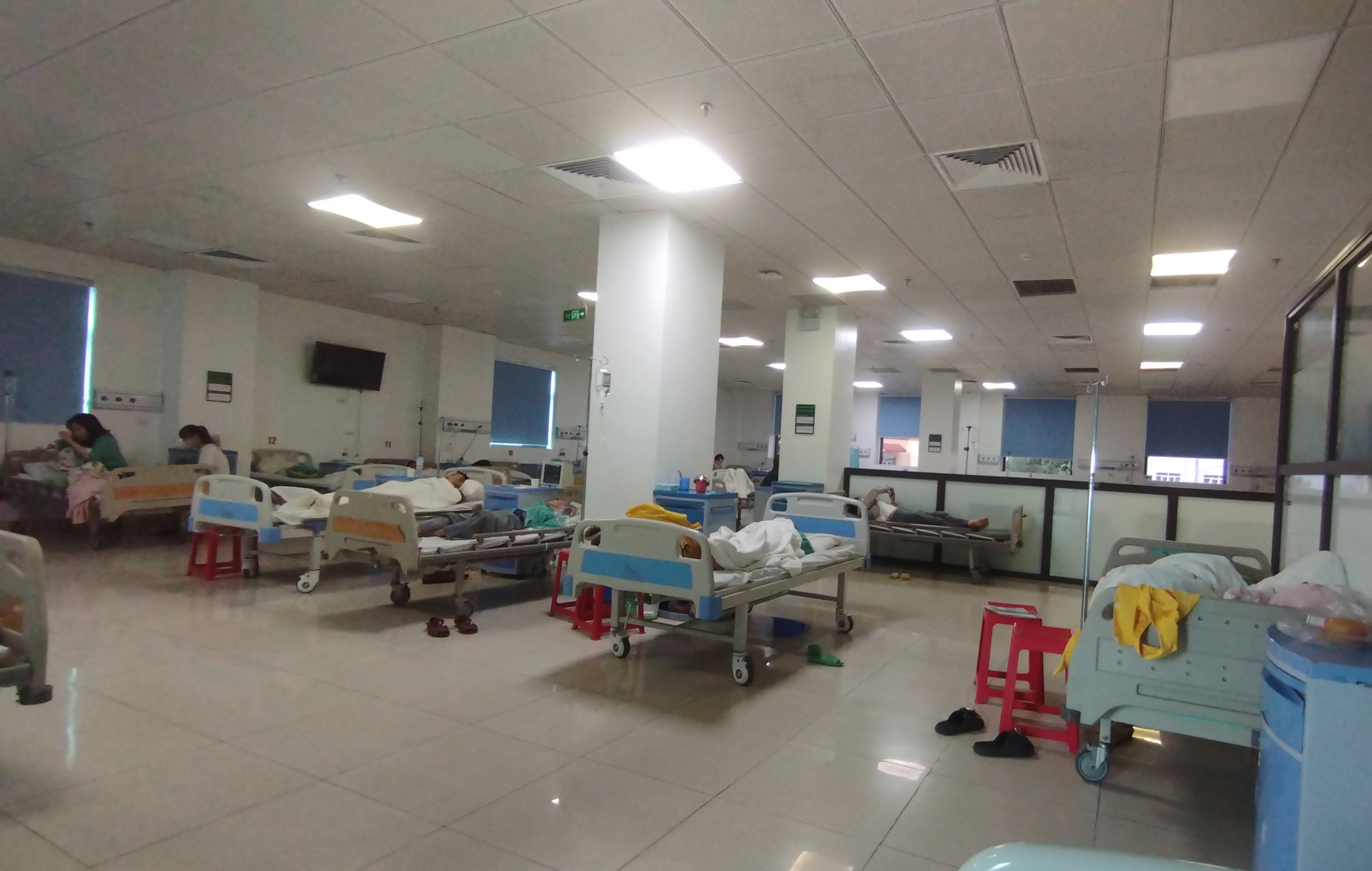
Phòng bệnh của Bệnh viện Quốc tế Thái Nguyên

Năm 2024, tỷ lệ tiêm chủng vắc xin của tỉnh Thái Nguyên cao hơn mức trung bình toàn quốc, tiêm chủng mở rộng cho trẻ em đạt tỷ lệ cao với 88% - 92% cho các mũi tiêm sởi, viêm gan B và viêm não Nhật Bản; tiêm phòng dại cho 8.733 người. Hằng năm, tại tỉnh Bắc Kạn cũ, tỷ lệ trẻ em dưới một tuổi được tiêm chủng đầy đủ các loại vắc xin trong chương trình tiêm chủng mở rộng đạt trên 95%; tỷ lệ trẻ sơ sinh được tiêm vắc xin viêm gan B trước 24 giờ đầu đạt trên 90%. Năm 2023, trong nhóm phụ nữ 15-49 tuổi, 66,0% người tại tỉnh Bắc Kạn và 59,8% người tại tỉnh Thái Nguyên sử dụng biện pháp tránh thai; riêng những người đang có chồng trong nhóm tuổi này, tỷ lệ lần lượt là 79,8% và 79,0%. Cũng trong năm này, với những phụ nữ đã sinh con trong 24 tháng trước, tỉnh Bắc Kạn có 5,9% phụ nữ không khám thai và 86,3% khám thai trên ba lần, tỷ lệ của tỉnh Thái Nguyên lần lượt là 2,8% và 96,1%. Trong đại dịch COVID-19, tỉnh Thái Nguyên cũ là địa phương đứng đầu cả nước về tỷ lệ tiêm chủng tính đến tháng 3 năm 2022, với 99,8% người từ 18 tuổi trở lên được tiêm ít nhất một mũi vắc xin. Bệnh viện Trung ương Thái Nguyên từng lập trung tâm hồi sức tích cực điều trị bệnh nhân Covid-19 tại tỉnh Long An theo quyết định của Bộ Y tế. 
Dưới thời Pháp thuộc, cả tỉnh lị Thái Nguyên chỉ có một nhà thương, gồm khu nam với 30 giường và khu nữ với 30 giường, chủ yếu chữa trị cho các quan chức và binh lính trong tỉnh. Đến năm 1968, toàn địa bàn tỉnh Thái Nguyên cũ có 18 bệnh viện, 236 trạm y tế với 1.628 giường bệnh, 320 bác sĩ, y sĩ. Bệnh viện Trung ương Thái Nguyên là bệnh viện hạng đặc biệt quốc gia, trực thuộc Bộ Y tế Việt Nam, được thành lập vào năm 1951, hiện có trên hai nghìn giường bệnh thực kê và hơn 1,5 nghìn cán bộ viên chức và người lao động. Bệnh viện A Thái Nguyên thành lập năm 1965, có hơn 700 cán bộ viên chức, trung bình mỗi ngày điều trị nội trú cho 800-900 người, là bệnh viện vệ tinh của Bệnh viện Nhi Trung ương và Bệnh viện Phụ sản Trung ương. Bệnh viện C Thái Nguyên được thành lập năm 1988, có 700 giường bệnh, là bệnh viện đầu tiên của tỉnh triển khai thành công bệnh án điện tử. Bệnh viện đa khoa tỉnh Bắc Kạn được thành lập năm 1997 trên cơ sở Bệnh viện B tỉnh Bắc Thái, hiện có 500 giường bệnh với cơ sở vật chất, trang thiết bị khá hoàn chỉnh. Bệnh viện Quân y 91 thuộc Cục Hậu cần của Quân khu 1, nằm tại phường Phổ Yên. Trường Đại học Y Dược Thái Nguyên được thành lập vào năm 1968, hàng năm tuyển từ 1.500–1.800 thí sinh thuộc các bậc học cao đẳng, đại học, sau đại học. Trường Trung cấp Y tế Bắc Kạn được đầu tư hơn 300 tỉ đồng, nhưng tuyển được rất ít học viên, và bị giải thể vào năm 2019.

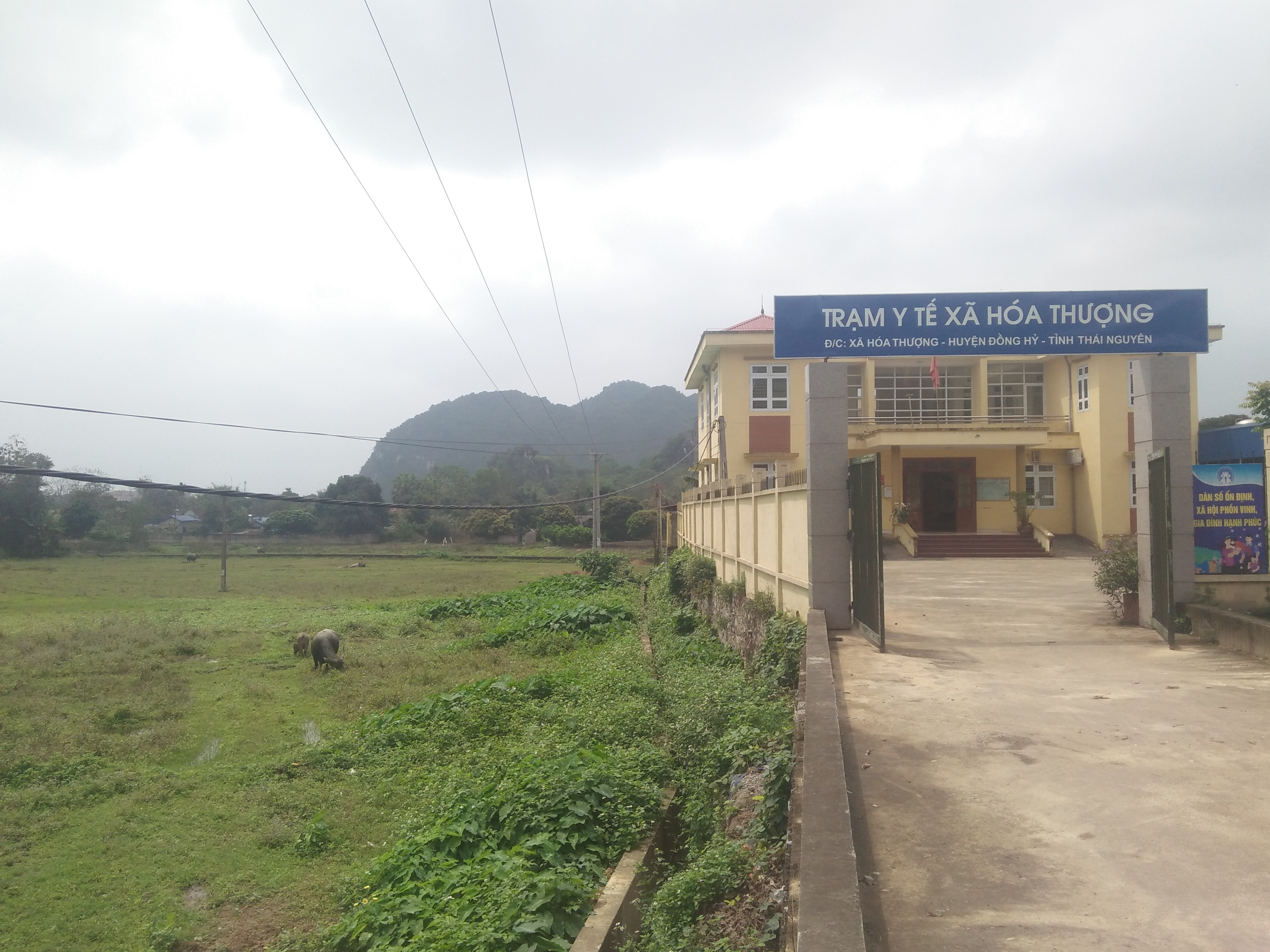
Trạm y tế xã Hoá Thượng cũ, 2020

Thái Nguyên trong lịch sử là nơi có nhiều sản vật có thể dùng làm thuốc chữa bệnh. Theo Đại Nam nhất thống chí thì trên địa bàn có cam vàng, quýt đỏ; hậu phác, sa nhân; nhung hươu, mật gấu, sáp ong ở nhiều nơi. Các phương thuốc gia truyền chữa được nhiều loại bệnh tật như: sốt rét, tiêu chảy, rắn cắn. Nhiều bài thuốc gia truyền của các dân tộc trên địa bàn được sử dụng rộng rãi với phương thức Đông - Tây y kết hợp. Bình quân hàng năm, các phòng khám chẩn trị và nhà thuốc gia truyền tại tỉnh Thái Nguyên cũ tiến hành khám chữa bệnh cho hơn 181.000 lượt bệnh nhân. Toàn tỉnh có 161/177 xã/phường có vườn cây thuốc nam tại trạm y tế tính đến năm 2023. Hội Đông y tỉnh Thái Nguyên có gần 2.600 hội viên tính đến năm 2023. Trung bình mỗi năm, có trên 360 nghìn tấn dược liệu được khai thác, chế biến thành các bài thuốc cho người dân tỉnh Thái Nguyên cũ. Hội Đông y tỉnh Bắc Kạn có 1.200 hội viên tính đến năm 2018, khám chữa bệnh cho 172.743 lượt bệnh nhân trong giai đoạn 2015–2020. Bệnh viện Y học cổ truyền tỉnh Thái Nguyên có 430 giường bệnh thực kê, giám đốc của bệnh viện này bị công an bắt giữ vào năm 2024 vì vấn đề cung cấp dược liệu và vị thuốc.

## Ẩm thực

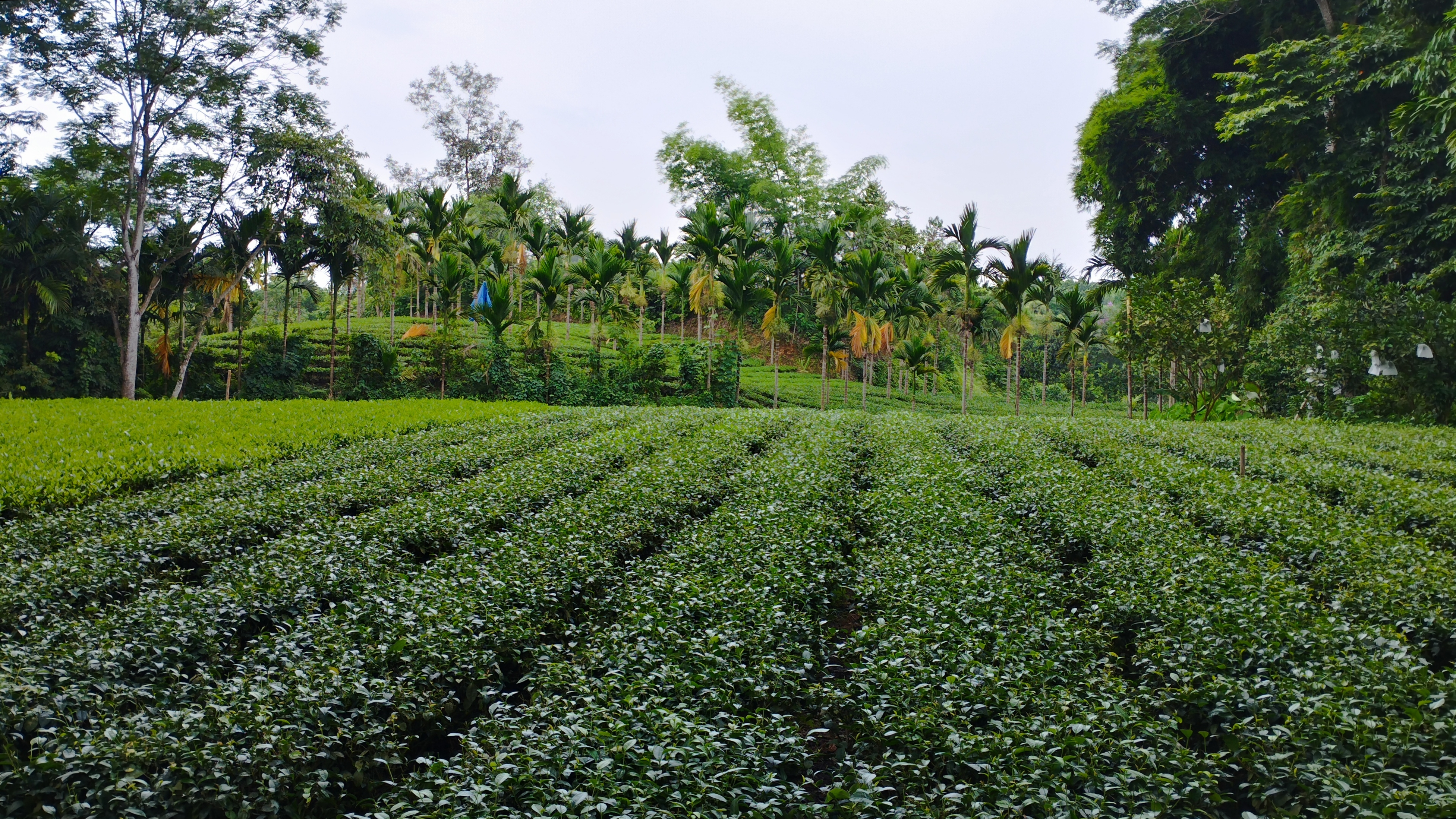
Vườn trà tại xã Vô Tranh.

Người Kinh tại Thái Nguyên duy trì thói quen làm vườn trồng nhiều loại rau, hoa quả, tùy điều kiện mà săn bắn chim thú, đánh bắt cá, thu hái rau dại và măng. Việc chuẩn bị đồ ăn của người Kinh địa phương phụ thuộc vào hoàn cảnh và điều kiện nhân lực trong gia đình, có nhà ăn đúng giờ nhưng có nhà ăn muộn giờ. Khi nấu cỗ, người Kinh tại địa phương phần nào giảm bớt hoặc thay đổi về món ăn so với tập quán miền xuôi do thiếu gia vị, nguyên liệu và nhân lực, cũng như cần có món ăn của dân tộc khác. Nhiều người Kinh địa phương làm bánh trôi, bánh chay, bánh chưng, bánh giầy giống như cách làm của người Tày, nhưng có một số điểm khác biệt. Người Kinh ở Thái Nguyên hiện cũng có tập quán vừa ăn vừa uống rượu như các dân tộc thiểu số, thay vì uống rượu xong mới ăn như ở miền xuôi. Phần lớn trong số họ biết uống rượu, cho rằng rượu là đồ uống trong bữa ăn và là thứ dùng để mời khách, nhiều người ngâm rượu với một số loại rễ cây thường có trong các khu rừng địa phương.
Xưa kia người Tày chủ yếu ăn xôi nếp còn cơm tẻ được ăn ít hơn, hiện nay họ chế biến từ gạo thành cơm, cháo, bánh. Các loại bánh làm từ gạo nếp cần phải có trong các nghi lễ như cúng tổ tiên hay cưới xin. Người Tày trong tỉnh biết chế biến khá nhiều món ăn, gồm món ăn truyền thống và món ăn tiếp thu từ các dân tộc khác, họ cũng có kinh nghiệm phong phú trong việc bảo quản thực phẩm. Người Tày theo truyền thống có hai bữa chính là trưa và tối, hai bữa phụ là sáng và giữa chiều. Người Tày cũng có thói quen uống nước đun với lá cây rừng. Người Nùng tại Thái Nguyên thường ngày ăn cơm tẻ, thích ăn các món xào, rán có nhiều mỡ, và rất thích ăn cháo nấu đặc. Người Nùng thích ăn bún và bánh cuốn, họ làm nhiều loại xôi và bánh như xôi nhuộm màu, bánh khảo trong các dịp lễ tết.

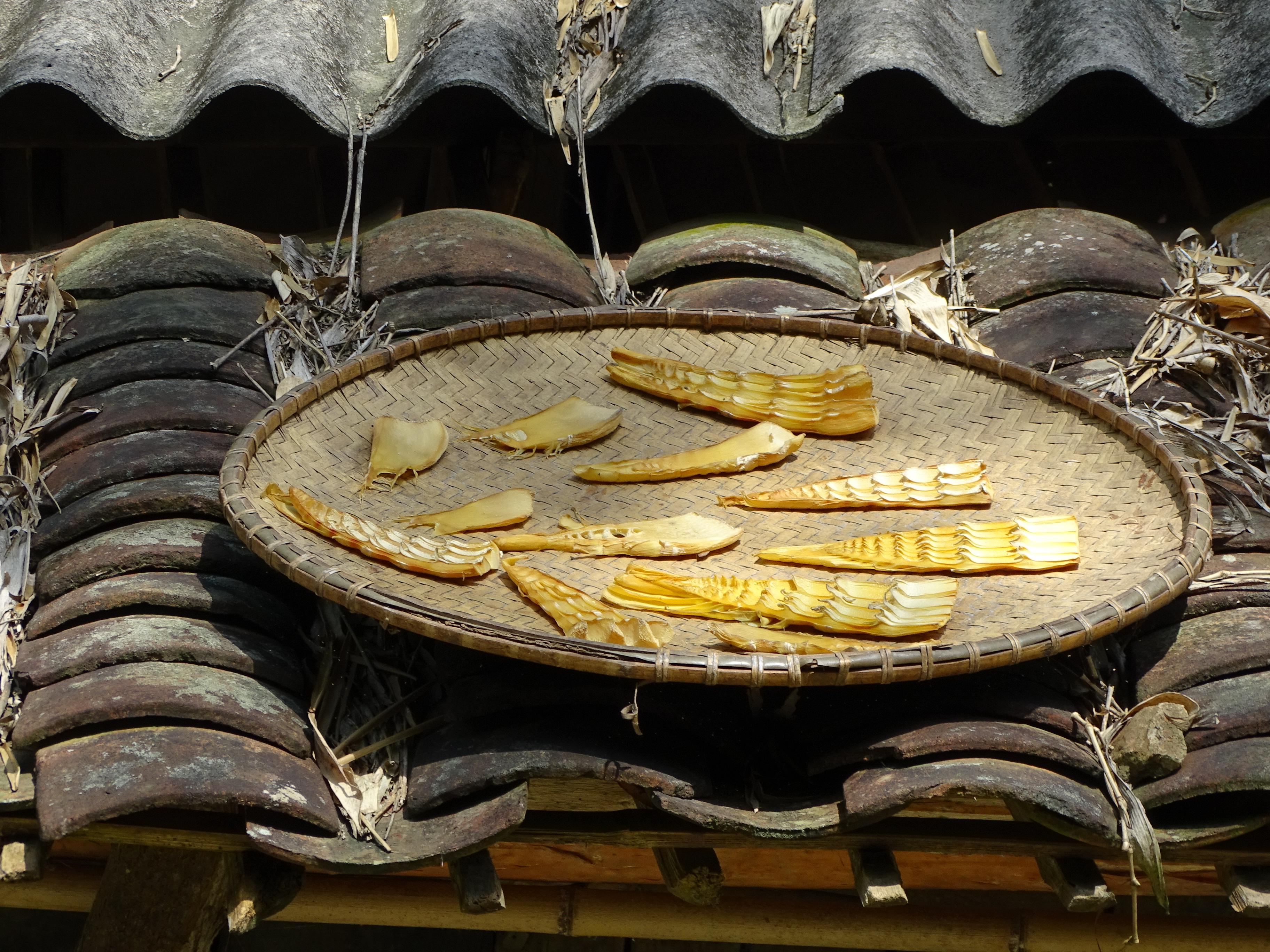
Phơi măng trên nóc nhà tại khu vực xã Ba Bể

Các món ăn của người Dao khá phong phú, người Dao sử dụng nhiều gừng, khi xào thịt gà và thịt lợn họ thường cho thêm gừng và hay cho một chút rượu. Đến nay người Dao vẫn duy trì nhiều hình thức nướng thịt, như gói thịt vào lá rồi vùi vào tro nóng, hoặc cho thịt vào ống tre rồi đem nướng. Người Dao có tập quán uống rượu từ lâu đời, hầu như ai cũng biết uống, họ hay ngâm rượu với rễ cây và bộ phận quý của chim thú. Cách thức chế biến thực phẩm và tổ chức bữa ăn của người Sán Dìu tại Thái Nguyên có nhiều nét tương đồng với người Kinh, khi xưa dựa trên thực vật còn thịt không có thường xuyên. Xưa kia người Sán Chay dùng ngô làm lương thực chính, nấu với gạo hoặc nấu cháo. Bột ngô dùng để nấu bánh đúc hoặc làm bánh nướng. Nhóm Sán Chí khi xưa thường ăn cháo, có thời từng làm rượu từ mía đường. Người Sán Chay ăn thịt gà nhiều nhất, thường chỉ luộc hoặc xào. Người H'mông Thái Nguyên hiện chịu ảnh hưởng từ các dân tộc khác về ăn uống, món mèn mén và món thắng cố hầu như ít thấy, người dân chuyển sang ăn cơm. Rượu cần H'mông được nấu từ ngô, tam giác mạch và lúa mạch, nhưng hiện hầu như vắng bóng. 
Ẩm thực Thái Nguyên có nhiều đặc sản mang bản sắc của núi rừng. Các món ăn đáng chú ý làm từ gạo tẻ và gạo nếp là cơm lam, bánh chưng Bờ Đậu, Bánh gio, xôi đăm đeng (ngũ sắc), bánh trời (pẻng phạ), bánh ngô Na Rì, bánh coóc mò; làm từ đậu tương có tương nếp Úc Kỳ, đậu phụ Bình Long. Người Tày có món bánh chưng dài đặc trưng, vùng Na Rì và Ba Bể có bánh chưng nhân cá chép Bánh chưng gù của người Sán Dìu thon dài, vát hai đầu. Ngoài ra, người Tày còn có bánh trứng kiến, bánh dầy lá ngải hay bánh ngải. Người H'Mông trong tỉnh có món mèn mén, làm từ hạt ngô xay rồi đem hấp. Các món ăn làm từ thịt đáng chú ý là nem chua Đại Từ. tôm cuốn Thừa Lâm, lạp sườn hun khói, cá hồ nướng tại hồ Ba Bể, tôm chua Ba Bể. khâu nhục, thịt treo gác bếp, chân giò Chợ Đồn. Trám đen có thể dùng làm các món như kho thịt. Người dân lấy măng về đem bán, hoặc làm măng khô, măng được chế biến thành canh măng, măng nhồi, chân giò hầm măng, măng ớt đèo Gió có thương hiệu. Ở vùng núi phía bắc tỉnh có món mứt mận, ăn các loại rau ngót rừng (rau sắng), rau bò khai, rau dớn. Tỉnh có các sản phẩm miến dong Bắc Kạn. mỳ gạo Hùng Sơn. Tỉnh Thái Nguyên có mục tiêu nâng tầm thương hiệu trà Thái Nguyên lên thành văn hóa trà, trà cũng được đưa vào các món ăn. Tại xã Đồng Phúc, có chè Shan tuyết cổ thụ, có rượu ngô men lá. Thái Nguyên có xí nghiệp bia hơi nhãn hiệu Vicoba.

## Thể thao

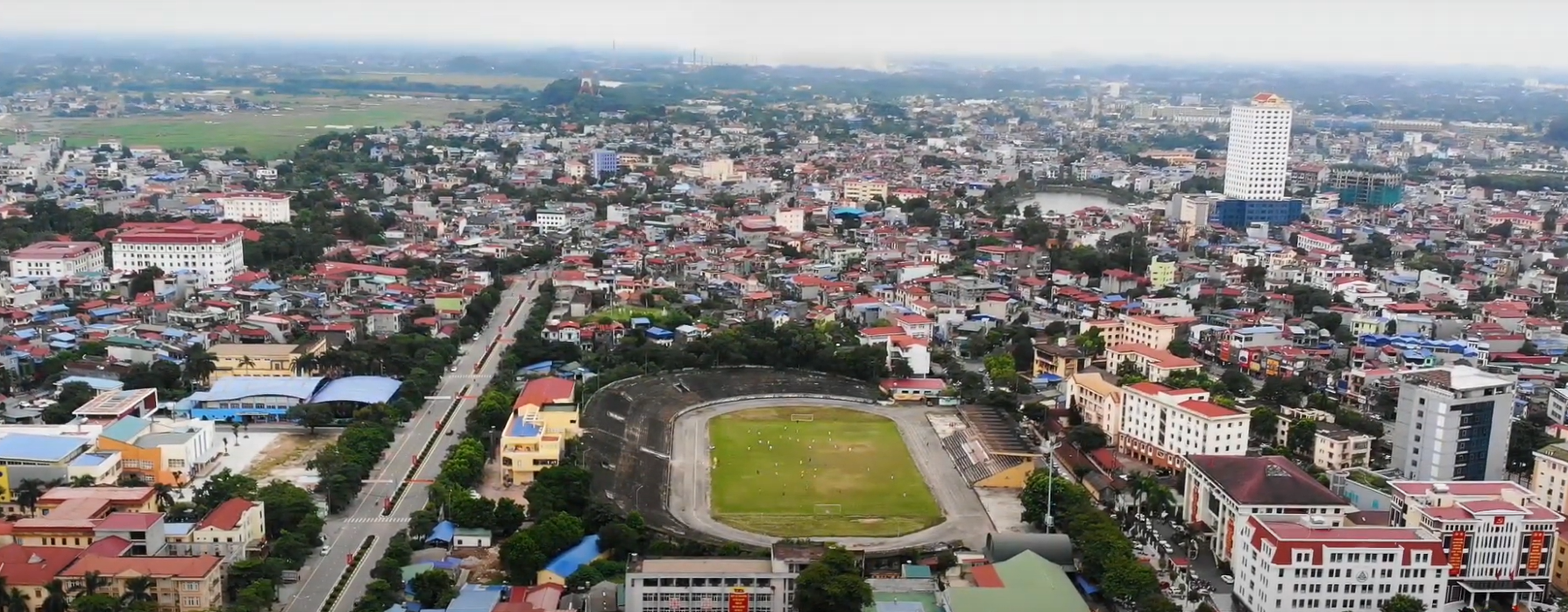
Sân vận động cũ của tỉnh Thái Nguyên, phường Phan Đình Phùng.

Trên địa bàn tỉnh Thái Nguyên có các trường đại học, trường chuyên nghiệp, các khu công nghiệp và đơn vị quân đội nên có nhiều lợi thế về phát triển thể dục thể thao. Thể thao tỉnh Thái Nguyên đứng hàng đầu trong số các tỉnh miền núi tại Việt Nam. Năm 2024, tỉnh Thái Nguyên cũ có 33,2% người dân tập luyện thể dục thể thao thường xuyên đạt; tỷ lệ gia đình luyện tập thể dục thể thao đạt 25,8%. Trong năm này, trên địa bàn tỉnh có hơn một nghìn câu lạc bộ thể thao, với 1.769 cộng tác viên thể thao, và khoảng hơn 50.000 thành viên thường xuyên tập luyện. Năm 2023, tỉnh Bắc Kạn cũ có 33% người dân tập luyện thể dục thể thao thường xuyên, tỷ lệ gia đình thể thao đạt 17%. Nhiều người dân Thái Nguyên tập luyện các môn thể thao như đi bộ, võ dưỡng sinh, bóng đá, bóng chuyền hơi, khiêu vũ thể thao, pickleball. Từ thể thao phong trào, nhiều người được lựa chọn, cử tham gia thi đấu tại các giải phong trào trong và ngoài tỉnh các môn kéo co, đẩy gậy, bóng chuyền hơi, bóng bàn, cầu lông, thể thao người khuyết tật. Vào những ngày lễ hội, người dân các dân tộc trong tỉnh thường tổ chức các môn thể thao truyền thống như kéo co, đẩy gậy, tung còn, gieo đúm (thọt còn, tức còn), bắn nỏ, bắn cung, cướp pháo, đánh khăng, đánh cầu.
Giải vô địch Muay châu Á 2025 dự kiến được tổ chức vào tháng 6 năm 2025 tại Thái Nguyên. Trong Tuần Văn hóa, Thể thao và Du lịch Thái Nguyên vào tháng 4 năm 2025, tỉnh Thái Nguyên tổ chức giải Vô địch Câu lạc bộ Yoga Quốc gia lần thứ IV, giải Vô địch các Câu lạc bộ Võ cổ truyền Quốc gia lần thứ XIV tại Nhà thi đấu Thể dục thể thao tỉnh Thái Nguyên; giải đua thuyền truyền thống, diễn ra tại hồ Núi Cốc. Giải Việt dã Tiền phong - Chạy tập thể tỉnh Thái Nguyên được tổ chức thường niên, năm 2025 có gần 5.000 người tham dự. Trong năm 2024, Trung tâm Huấn luyện và Thi đấu Thể dục thể thao tỉnh Thái Nguyên đăng cai tổ chức thành công tám giải quốc gia, 19 giải tỉnh và nhiều giải phong trào, gần 1.800 người tham gia giải chạy bán Marathon tỉnh Thái Nguyên mở rộng năm 2024. Trong tuần Văn hóa - Du lịch Bắc Kạn năm 2025, tỉnh tổ chức giải đua xe đạp địa hình tỉnh Bắc Kạn mở rộng và giải Pickleball tỉnh Bắc Kạn mở rộng. Năm 2024, tỉnh Bắc Kạn tổ chức ba giải quốc gia là giải vô địch trẻ và thiếu niên đẩy gậy quốc gia; giải vô địch trẻ và thiếu niên kéo co quốc gia lần; giải vô địch Bóng chuyền U23 quốc gia. Giải chạy hồ Ba Bể - Bắc Kạn mở rộng năm 2024 thu hút gần 1.000 vận động viên tham gia.

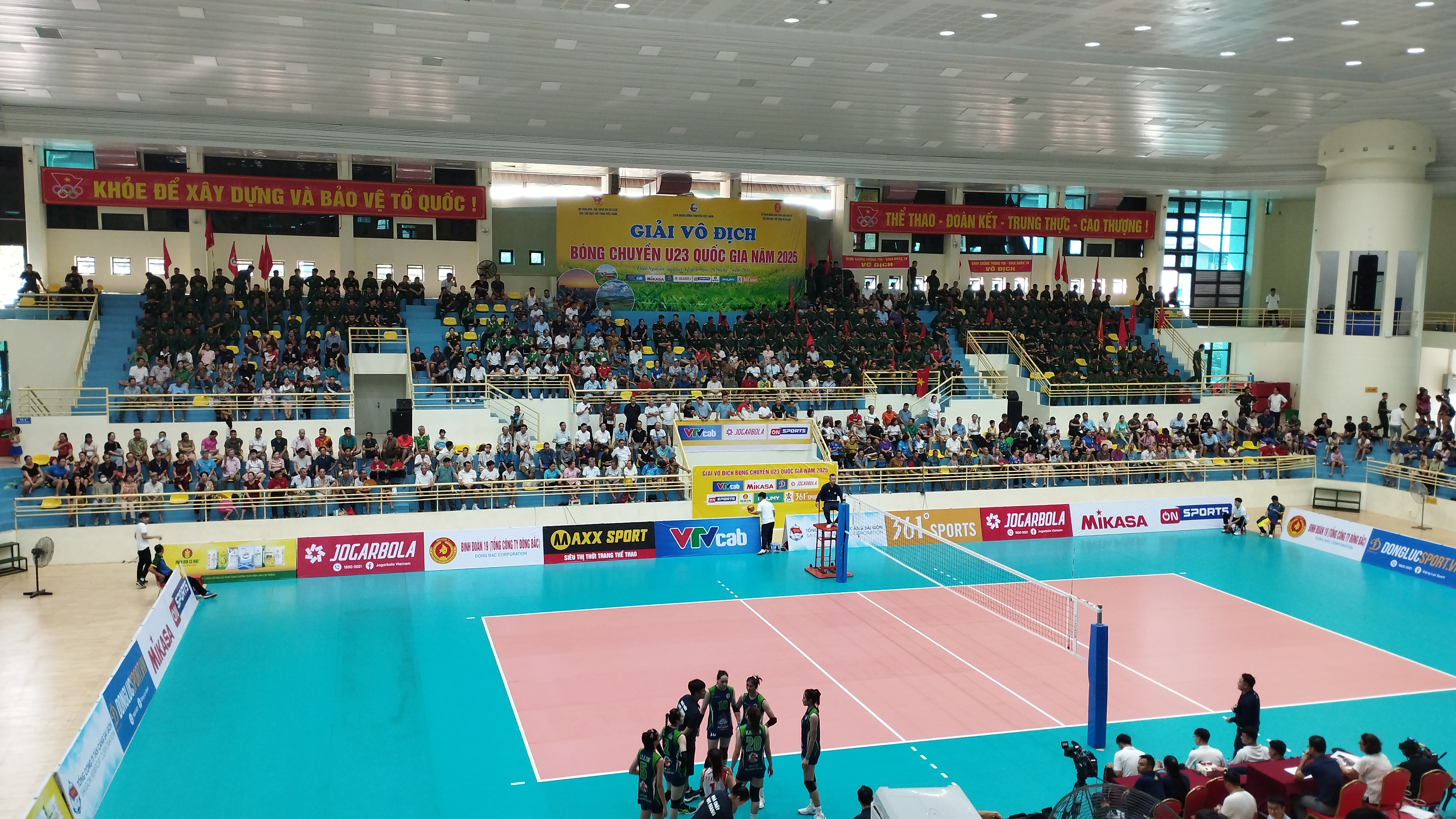
Nhà thi đấu thể thao tỉnh Thái Nguyên, phường Phan Đình Phùng.

Về thể thao thành tích cao, tỉnh Thái Nguyên đầu tư có chiều sâu, bài bản, có thế mạnh ở các bộ môn như đua thuyền, võ thuật, vật. Tại Asiad 19 năm 2023, Thái Nguyên có hai vận động viên đua thuyền và ba vận động viên Jujitsu tham gia, Phùng Thị Huệ giành được một huy chương đồng Jujitsu. Tại SEA Games 32 năm 2023, vận động viên nữ  Nguyễn Hồng Thái của bộ môn đua thuyền Thái Nguyên giành được ba huy chương vàng, tỉnh Thái Nguyên còn có hai vận động viên nữ, gồm Tạ Thị Kim Yến, giành hai huy chương vàng môn Kun Khmer (Muay Thái), hai cầu thủ nữ giành huy chương vàng cùng đội tuyển bóng đá nữ Việt Nam, ba huy chương đồng môn Jujitsu. Tại SEA Games 31 năm 2022, Nguyễn Thị Ngân giành hai huy chương vàng môn đua thuyền; Phùng Thị Huệ giành huy chương vàng môn Jujitsu đầu tiên của Việt Nam tại các kỳ SEA Games, tỉnh cũng có một huy chương vàng môn Muay Thái. Tại Đại hội Thể thao toàn quốc 2022, đoàn Thái Nguyên tham gia 19/43 môn thi đấu, đạt 59 huy chương, trong đó có 18 huy chương vàng, xếp hạng 14/65 và đứng đầu các tỉnh miền núi, trong đó có năm huy chương vàng môn đua thuyền Rowing và Canoeing, bốn huy chương vàng các môn võ thuật như Muay Thái, Kickboxing, Wushu. Đoàn Bắc Kạn tham gia các môn điền kinh, bắn cung, Teakwondo, Kickboxing và Muay Thái; giành được một huy chương vàng môn Kickboxing và một huy chương bạc môn Muay Thái, xếp hạng 56/65. Năm 2024, vận động viên tỉnh Thái Nguyên tham gia thi đấu 62 giải trong nước và thế giới, giành 554 huy chương các loại, các bộ môn nổi bật trong năm là Jujitsu, đua thuyền và võ cổ truyền. Trong năm này, Đội tuyển Bóng chuyền nữ tỉnh Thái Nguyên xếp thứ ba giải bóng chuyền hạng A quốc gia; xếp thứ hai giải bóng chuyền U23 quốc gia. Tỉnh Bắc Kạn cũ định hướng đầu tư các môn Taekwondo, Kickboxing, Muay để giành huy chương, các vận động viên Bắc Kạn có thành tích thi đấu không cao, chủ yếu đạt được ở các giải quy mô thấp như giải trẻ, cúp các câu lạc bộ. Năm 2024, vận động viên tỉnh Bắc Kạn tham gia 18 giải trong nước, giành được 64 huy chương các loại. Câu lạc bộ bóng đá nữ Thái Nguyên T&T được T&T Group đầu tư mạnh trong những năm gần đây, giành được vị trí thứ hai tại Giải bóng đá nữ Cúp Quốc gia 2025, và giành được vị trí thứ ba tại Giải bóng đá nữ vô địch quốc gia 2024.
Năm 2024, Trung tâm Huấn luyện và Thi đấu thể dục - thể thao tỉnh Thái Nguyên tổ chức đào tạo, huấn luyện 300 vận động viên; các môn thể thao mũi nhọn là đua thuyền, Muay, Jujitsu, vật nam, vật nữ, Kickboxing, Boxing, bóng đá nữ, võ cổ truyền. Trường Phổ thông Năng khiếu thể dục thể thao tỉnh Thái Nguyên tổ chức đào tạo 280 học sinh hệ tập trung, 180 học sinh hệ bán tập trung trong năm học 2024-2025. Trong năm 2024, ngành thể thao tỉnh Bắc Kạn đào tạo, huấn luyện 60 vận động viên ở năm môn là điền kinh, Muay, Kickboxing,Taekwondo, đẩy gậy. Nguyễn Thiên Ngân là nữ kiện tướng cờ vua quốc tế, giành huy chương vàng cờ nhanh và cờ chớp tại Giải Vô địch Cờ vua Trẻ Thế giới (U14) năm 2019. cựu vận động viên điền kinh Vũ Thị Hương của Thái Nguyên từng có biệt danh "nữ hoàng tốc độ" của thể thao Việt Nam, từng giành bảy huy chương vàng SEA Games, một huy chương bạc và một huy chương đồng tại Asiad 2010. Vận động viên bắn cung Nguyễn Thị Hương từng là "mỏ vàng" của thể thao tỉnh Bắc Kạn, giành được 27 huy chương vàng trong 11 năm thi đấu tính đến năm 2015. Năm 2024, một số vận động viên nữ Thái Nguyên giành được thành tích quốc tế như Trần Thị Ánh Tuyết giành huy chương vàng giải vô địch Muay Thái thế giới; Nguyễn Hồng Thái giành huy chương bạc giải đua thuyền vô địch châu Á, huy chương vàng U23 châu Á; Hoàng Thị Nhật Quế giành một huy chương vàng, một huy chương bạc tại Giải vô địch Jujitsu châu Á.
Sân vận động cũ của tỉnh Thái Nguyên được xây hơn nửa thế kỷ trước tại khu trung tâm tỉnh, có sức chứa 30.000 chỗ ngồi, từng được xem là sân vận động có quy mô lớn nhất khu vực miền núi phía Bắc. Sân vận động mới của tỉnh Thái Nguyên được triển khai từ tháng 12 năm 2022 tại xã Đại Phúc, tổng mức đầu tư trên 500 tỷ đồng với quy mô 22.000 chỗ ngồi, dự kiến sẽ là sân vận động có sức chứa lớn nhất miền núi phía Bắc. Tỉnh Bắc Kạn khi tái lập không có sân vận động, công trình sân vận động tỉnh Bắc Kạn được khởi công vào tháng 1 năm 2024 tại phường Đức Xuân hiện nay, có sức chứa 8.000 chỗ ngồi với tổng mức đầu tư hơn 200 tỉ đồng. Ngoài ra, tỉnh Thái Nguyên còn có sân vận động Gang thép bị bỏ hoang trong nhiều năm. sân vận động Quân khu 1, sân vận động thành phố Sông Công. Nhà thi đấu thể thao Thái Nguyên nằm ở trung tâm tỉnh, hoàn thành cải tạo năm 2024 và có sức chứa 2.200 chỗ ngồi. Nhà thi đấu thể dục thể thao tỉnh Bắc Kạn (Nhà thi đấu Tổng Đích) tại phường Bắc Kạn có sức chứa khoảng 2.000 khán giả. Nhà Văn hóa lao động tỉnh Thái Nguyên tại phường Sông Công được khánh thành vào năm 2024, có nhà thi đấu đa năng và các hạng mục phụ trợ. Trung tâm Văn hóa - Thể thao huyện Định Hóa có quy mô lớn, gồm nhà thi đấu đa năng với sức chứa 1.200 người. Các trường của Đại học Thái Nguyên như Trường Đại học Sư phạm, Trường Đại học Nông Lâm có các công trình sân vận động, bể bơi, nhà thi đấu đa năng. Tỉnh Thái Nguyên hiện có dự án sân golf Glory tại xã Thành Công có diện tích gần 54 ha, quy mô 18 hố; và sân golf Tân Thái tại xã Đại Phúc có diện tích 84,2 ha, quy mô 18 hố; đều dự kiến hoàn thành vào năm 2025. Toàn tỉnh Thái Nguyên đến năm 2024 có 15 sân vận động, hơn 1.600 sân tập luyện bóng đá phổ thông; hơn 2.600 sân bóng chuyền, cầu lông; gần 70 sân tennis; hàng chục bể bơi đạt chuẩn và khoảng hơn 1.000 hộ có sân chơi cầu lông, sân bóng chuyền hơi và bàn bóng. Đến năm 2022, tỉnh Bắc Kạn cũ có hai sân tennis, 78 xã, thị trấn có sân tập đơn giản, 543 sân tập môn bóng chuyền hơi tại các thôn, bản. Những năm gần đây, môn Pickleball trở nên phổ biến trong tỉnh, riêng thành phố Bắc Kạn cũ đã có hơn 100 sân Pickleball hoạt động tính đến tháng 2 năm 2025.